# Seznam tramvajových linek v Praze
Linkové vedení tramvajové dopravy v Praze se vyvíjelo kontinuálně od počátku jejího zřizování. Základem systému byla od roku 1875 Otletova síť koněspřežné tramvaje, roku 1897 převzatá městem, v letech 1898–1905 elektrifikovaná a dále rozšiřovaná, a v letech 1897–1907 rozšířená o jednotlivé dosud soukromé tratě elektrické tramvaje. Roku 1908 bylo dosavadní nepříliš systematické značení linek kombinací barvy vozů, reflektorů a směrových tabulek a písmennou zkratkou na jízdenkách nahrazeno jednotným číslováním, které se od té doby až dosud kontinuálně vyvíjí.

## Koněspřežná tramvaj

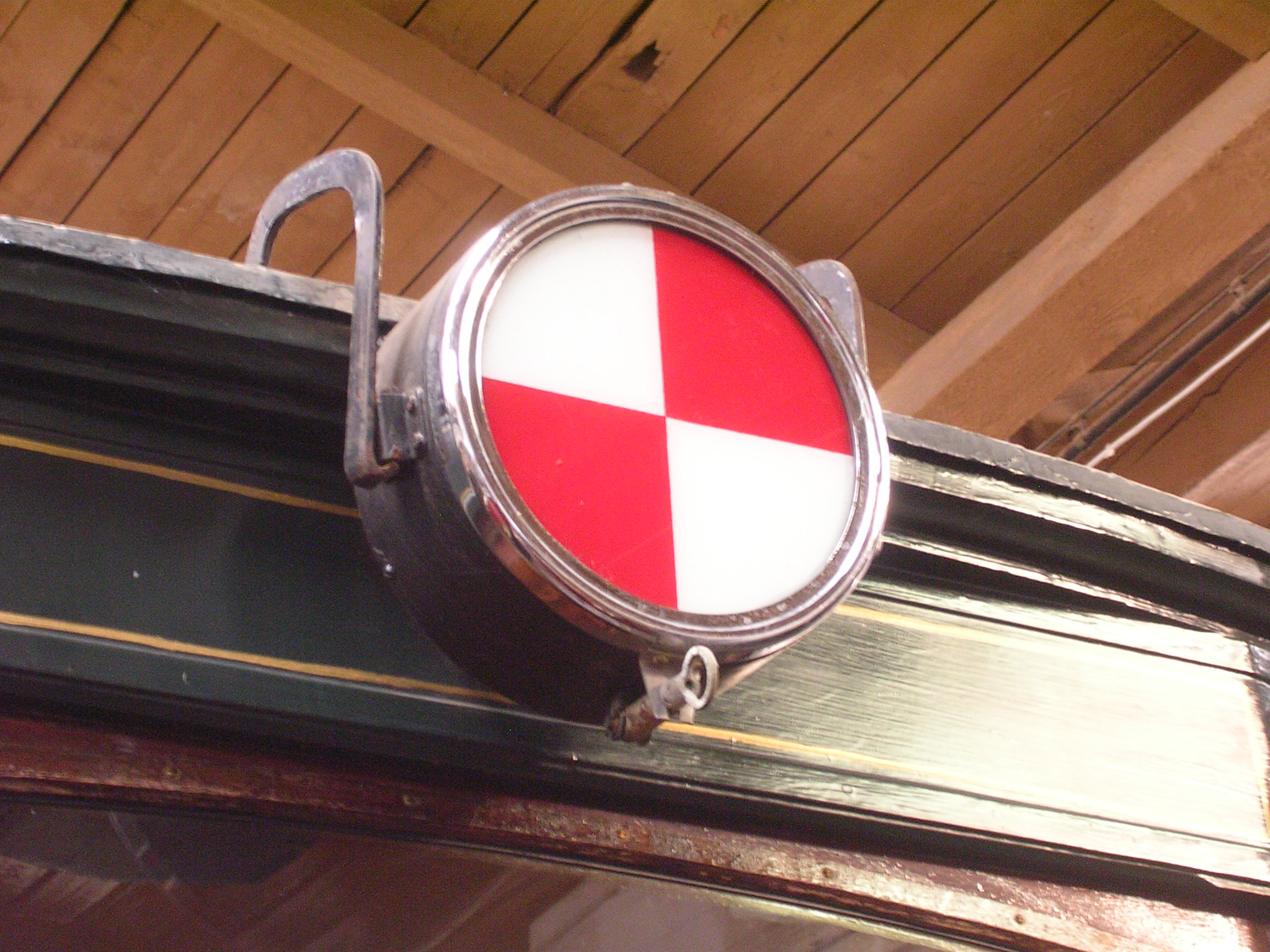
Čtvrcený červený terč je v Muzeu MHD umístěn na elektrickém tramvajovém voze ev. č. 88; ve skutečnosti se používal v letech 1884–1900 na lince koňky z Můstku (příp. Josefského náměstí nebo Karlína) na Vinohrady (k Nuselským schodům)

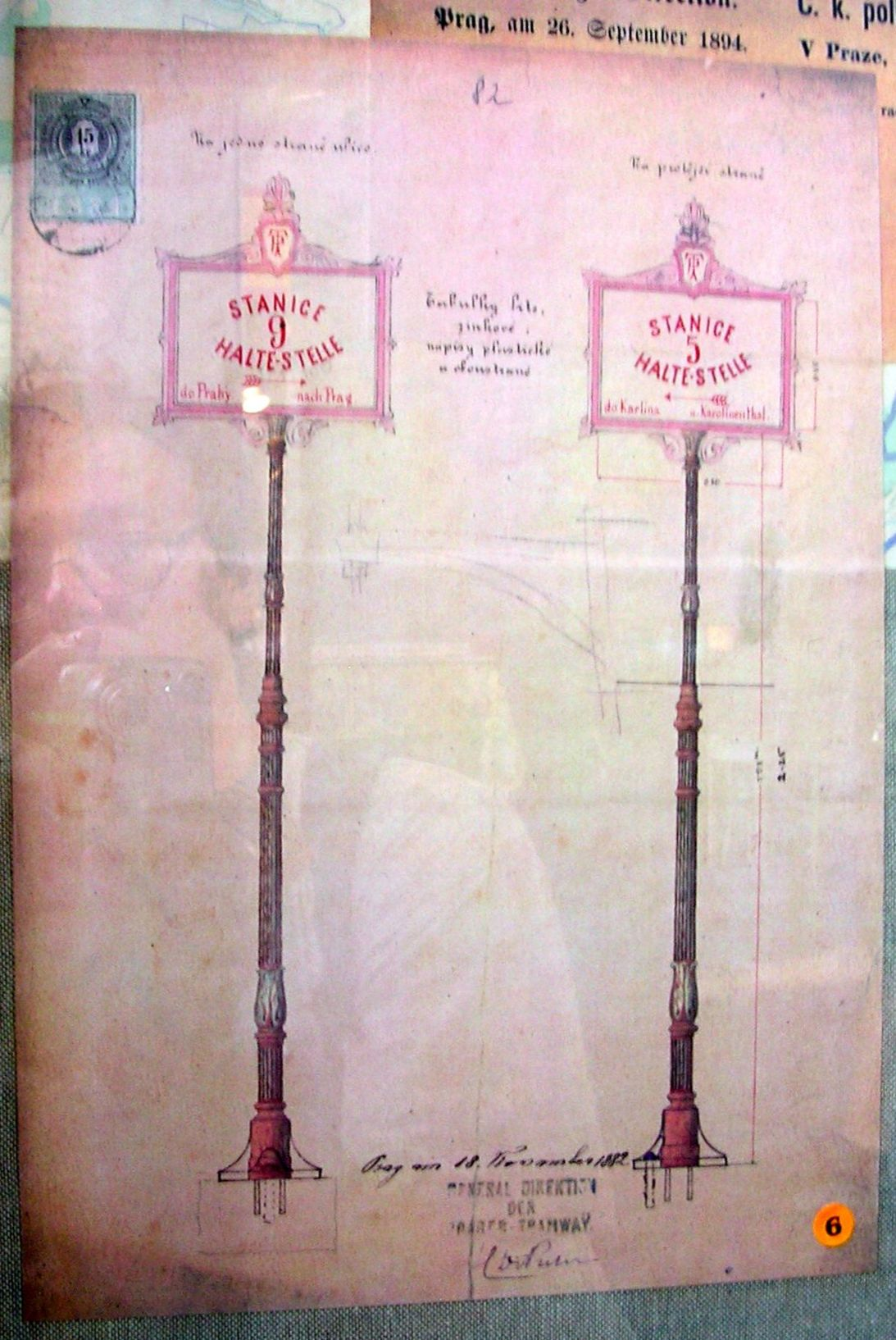
Návrh zastávkových sloupků koněspřežné linky Praha–Karlín datovaný rokem 1882. Čísla na tabulkách označují zastávku, nikoliv linku.

Doprava byla zpočátku organizována traťovým systémem, tedy na každé stavební trati zvlášť. Prvním úsekem souběhu linek byl od 16. srpna 1883 úsek koňky mezi dnešním Andělem a Smíchovským nádražím, k dalšímu souběhu došlo v roce 1891 v úseku z Josefského náměstí (náměstí Republiky) k Výstavišti. Nejstarší dvě linky (původně zamýšlené jako jedna linka) měly atypické označení: nejstarší, pravobřežní linka prostý bílý reflektor, její pokračování na levém břehu Vltavy bílý reflektor s červeným křížem. Další linky měly terčík čtvrcený do bílo-barevných výsečí, které rozlišovaly žlutou, černou, červenou a zelenou linku. Barvě linky odpovídala i barva tabule s názvem konečné a barva jízdenek. V letech 1897–1898 se objevila i posilová linka v trase části červené linky, a to bez zvláštního označení, a linka označená svislým tmavým pruhem, která v části trasy nahradila linku s červeným křížem a ve zbylé části kopírovala žlutou linku.

## Elektrické dráhy před vstupem EP

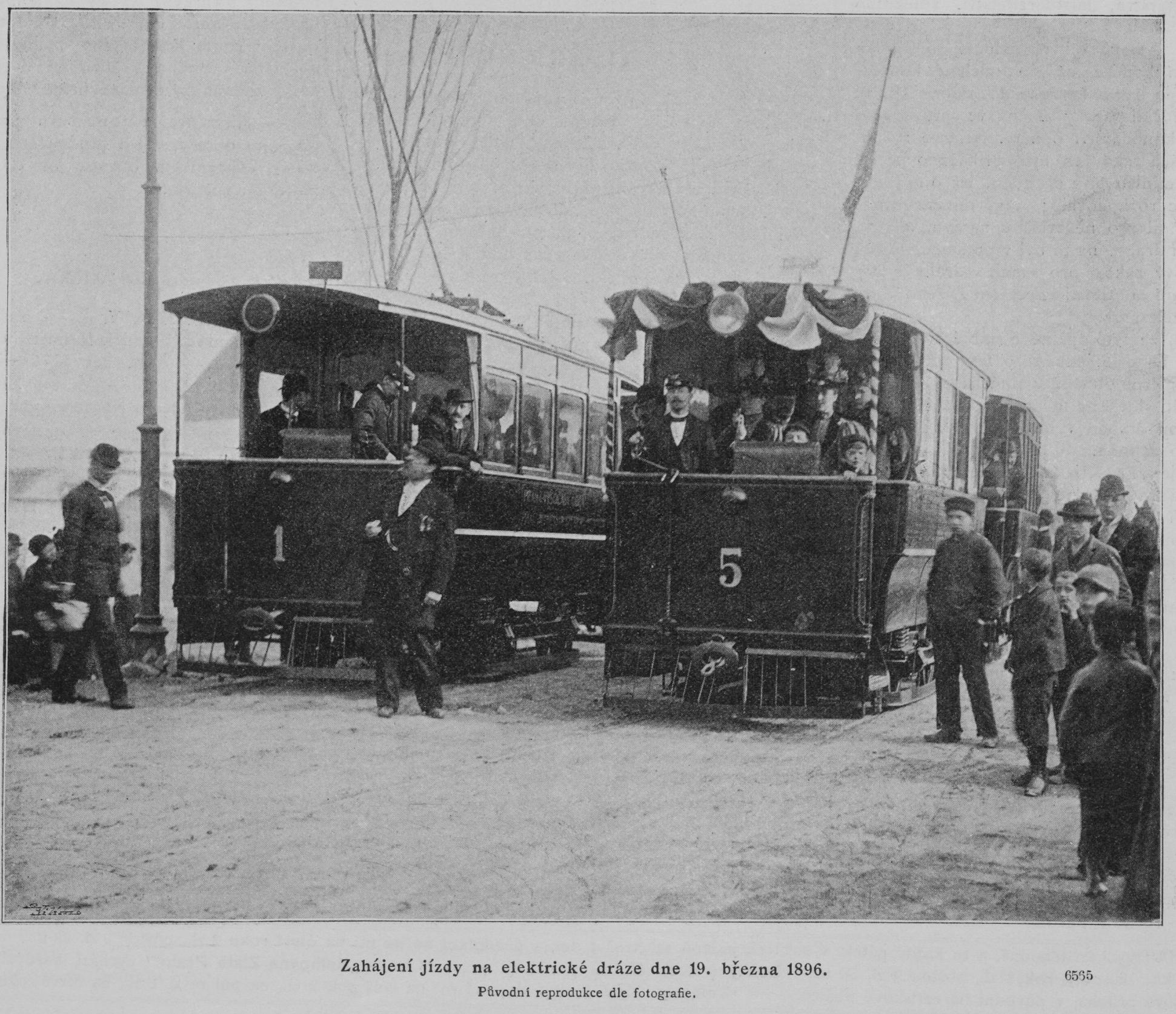
Zahájení provozu na Křižíkově dráze z Prahy do Libně, 19. března 1896

Linky elektrické tramvaje byly zavedeny zpočátku v traťovém (nesíťovém) provozu v tomto pořadí:
- Křižíkova Elektrická dráha na Letné v Praze, 1891–1900, město ji odmítlo odkoupit a zanikla. Od 18. července 1891 jen v letní sezoně: LETNÁ – KRÁLOVSKÁ OBORA, od 1. září 1893 prodloužena do stanice LETOHRÁDEK V OBOŘE. 16. srpna 1900 byl provoz přerušen, ale již nikdy nebyl obnoven.
- Křižíkova Elektrická drobná dráha Praha – Libeň – Vysočany, první úsek 19. března 1896, 4. října 1896 odbočka do Libně, 30. března 1903 odbočka do Českomoravské, 5. srpna 1907 celý systém odkoupen městem,
  - V: KARLÍN, Královská třída (Invalidovna) – Libeň, Palmovka – LIBEŇ, Nová Balabinka, od 9. března 1896 (zelené vozy, červené směrové tabulky), od 5. září 1896 prodloužena na karlínské straně do stanice KARLÍN, Divadlo Varieté, od 21. prosince 1896 zkrácena do trasy LIBEŇ, Palmovka – LIBEŇ, Nová Balabinka (zrušen souběh s druhou linkou). Od 12. června 1898 naopak prodloužena do trasy NA FLORENCI – Divadlo Varieté – Karlín, Královská třída – Libeň, Palmovka – Libeň, Nová Balabinka – VYSOČANY, lékárna. Od 19. října 1905 zavedeno jednosměrné rozlišení trasy v Karlíně: NA FLORENCI – Divadlo Varieté – Karlín, Královská třída (T) – Karlín, Riegrovy sady (Z) – Palmovka – Nová Balabinka – VYSOČANY, lékárna. Od 29. března 1908 pravděpodobně jen interně značena číslem 13 a oba směry začaly opět jezdit jen Královskou třídou.
  - V: KARLÍN, Divadlo Varieté – Karlín, Královská třída – Libeň, Palmovka – LIBEŇ, Libušák, druhá větev, od 4. října 1896 (rovněž zelené vozy, červené směrové tabulky), od 21. prosince 1896 prodloužena z Karlína do stanice Na Florenci. Od 12. června 1898 zkrácena do trasy LIBEŇ, Palmovka – LIBEŇ, Libušák. Od roku 1908 interně označována číslem 14, 15. listopadu 1908 zrušena.
  - VYSOČANY, Nová Balabinka – VYSOČANY, Českomoravská. Od 30. března 1901, zelené vozy. Od roku 1908 interně označována číslem 14, později jako „14 odbočka“ pro odlišení od trati na Libušák, od 15. listopadu 1908 číslem 13.
- Hlaváčkova Elektrická dráha Smíchov – Košíře, první úsek 13. června 1897, 21. července 1900 Hlaváčkovi dědicové prodali Elektrickým podnikům hl. m. Prahy (SMÍCHOV, Plzeňská třída – KOŠÍŘE, Klamovka od 13. června 1897, červené vozy i směrové tabulky). 12. srpna 1901 byla trať zapojena do sítě a původní samostatná linka nahrazena prodloužením linky S.
- Městská elektrická dráha Královských Vinohrad otevřena 25. června 1897. NĚMECKÉ DIVADLO – Museum – Královské Vinohrady, Palackého třída – Královské Vinohrady, Purkyňovo náměstí – Královské Vinohrady, vodárna – KRÁLOVSKÉ VINOHRADY, Jungmannova třída. (zelené vozy bez specifického označení) 18. září 1897 linka nahrazena okružní linkou provozovanou společně dvěma dopravci.

## Linky Elektrických podniků před očíslováním

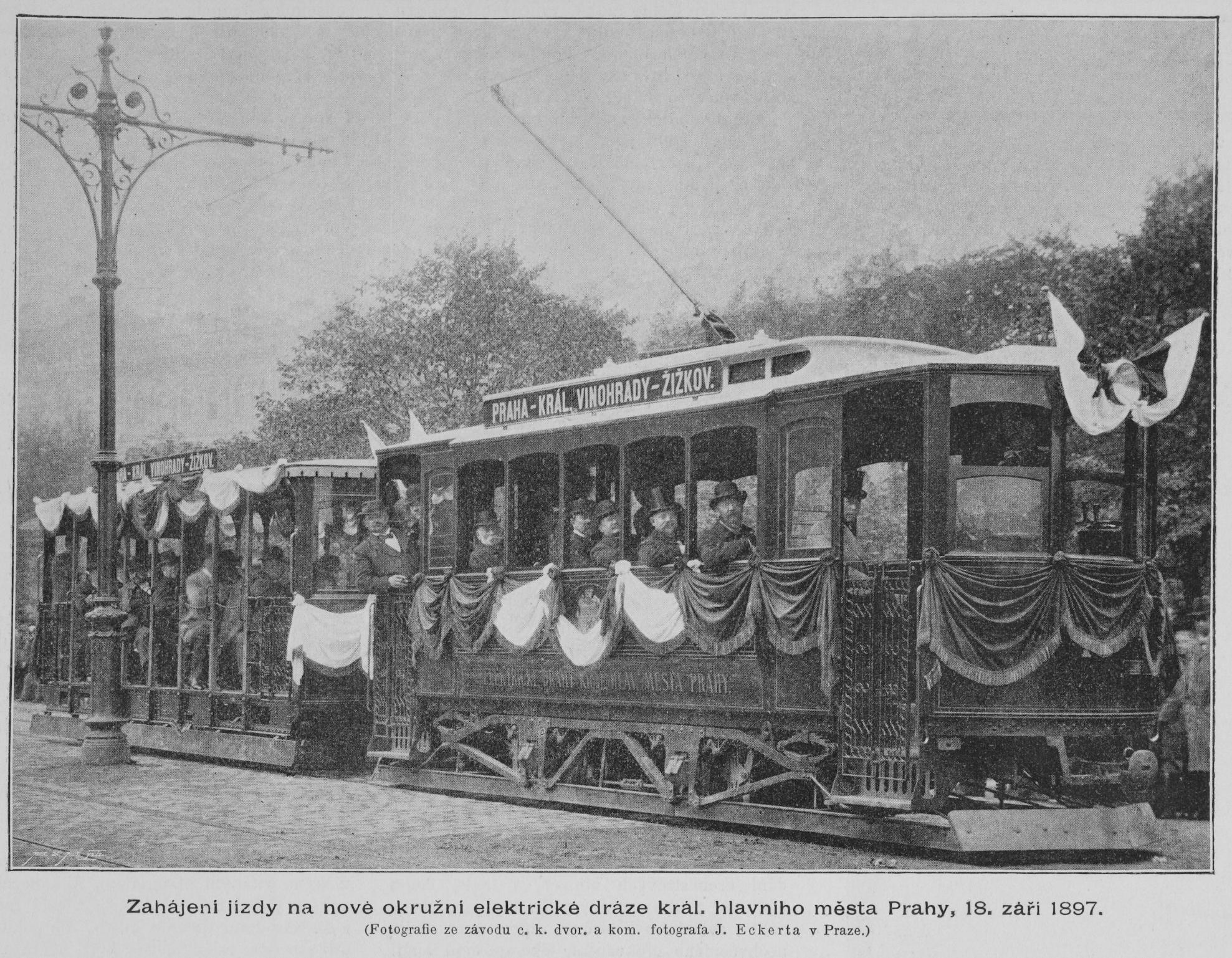
Slavnostní zahájení provozu na okružní dráze Praha – Žižkov – Královské Vinohrady 18. září 1897 (souprava na snímku patří pražským Elektrickým podnikům)

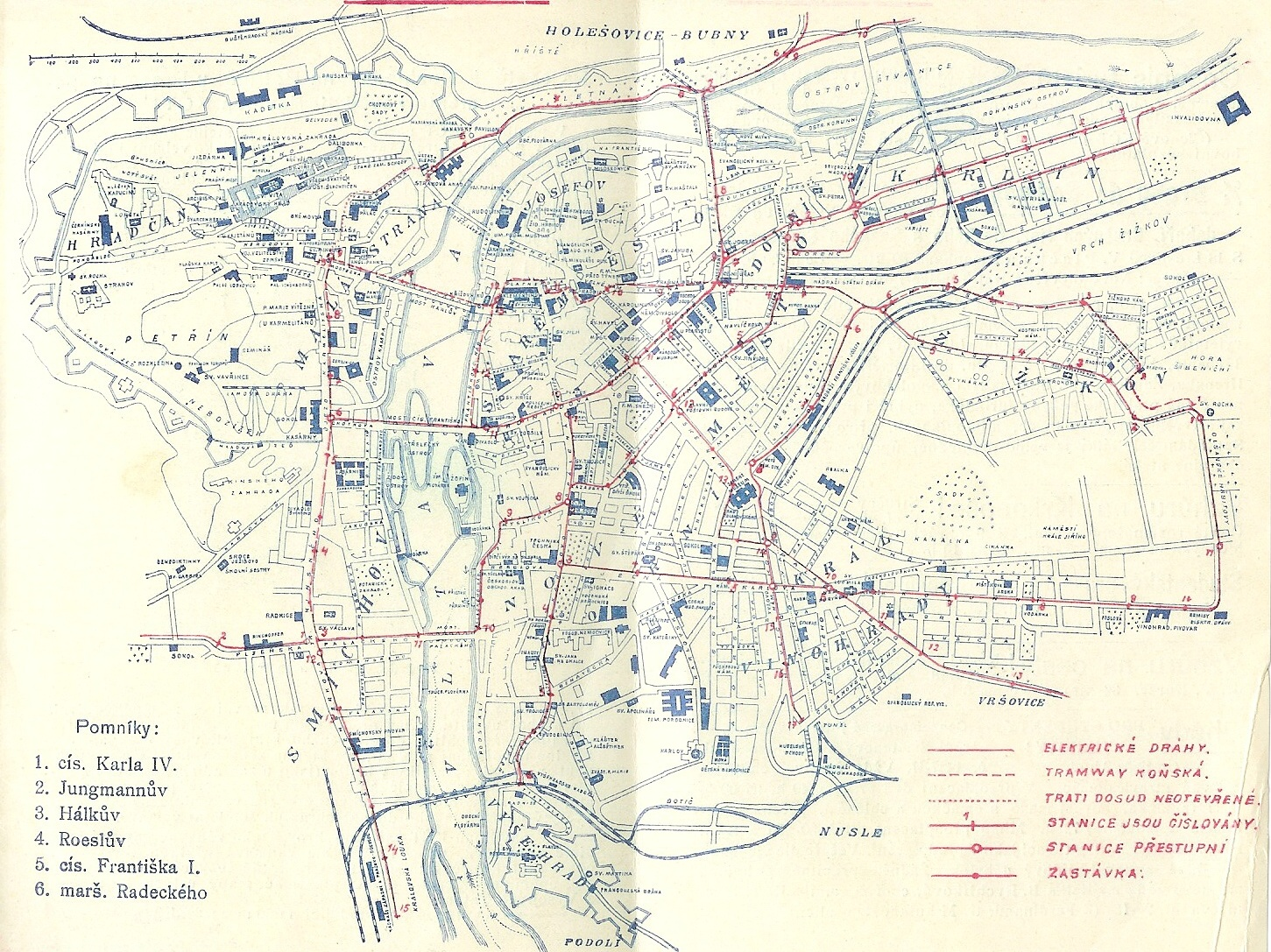
Pražské tramvajové linky v roce 1901

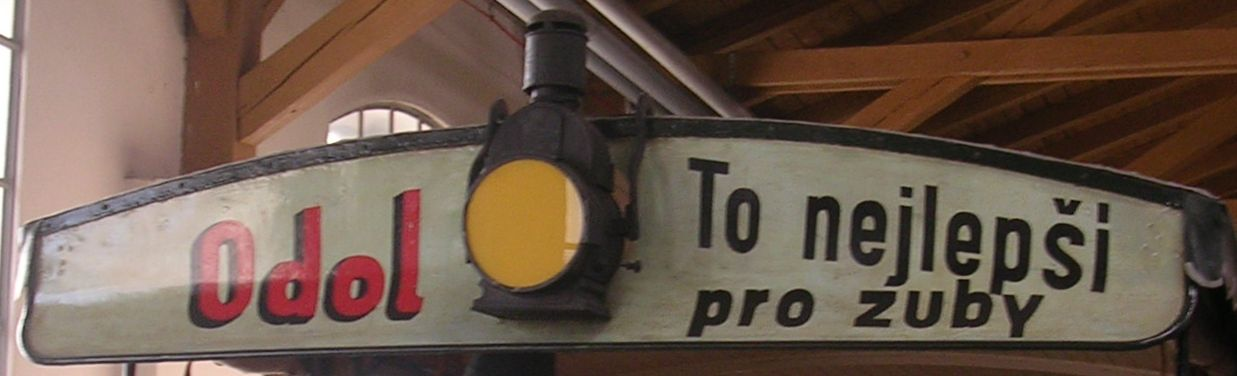
Barevný reflektor na čele vozu. V Muzeu MHD je umístěn na voze koňky, ve skutečnosti se prostý žlutý reflektor používal až na lince T elektrické tramvaje z Těšnova na Smíchov.

Elektrické podniky hl. m. Prahy u převzaté koněspřežné tramvaje používaly původní značení linek. Původně soukromé elektrické dráhy se zpočátku označovaly jen slovně názvem tratě. Na nově postavených elektrických tratích i nových linkách na elektrizovaných tratích koňky se linka rozlišovala specifickou kombinací barvy vozů, návěstního reflektoru a směrových tabulek, později též písmennou zkratkou na jízdenkách.
Linky provozované městem Prahou, respektive jeho Elektrickými podniky, byly zaváděny v tomto pořadí:
- Ok: Okružní dráha Praha – Žižkov – Královské Vinohrady, 18. září 1897, vznikla rozšířením vinohradské dráhy o úsek budovaný městem Prahou; až do 15. prosince 1897, kdy Praha vinohradskou dráhu koupila, na okruhu provozovali obousměrně dopravu oba dopravci. NĚMECKÉ DIVADLO – Museum – Královské Vinohrady, Palackého třída – Královské Vinohrady, Purkyňovo náměstí – Královské Vinohrady, vodárna – Královské Vinohrady, Jungmannova třída – Žižkov, Olšanské hřbitovy /Olšany/ – Žižkov, Sladkovského náměstí – Žižkov, Sadová silnice – Nádraží Františka Josefa I. – NĚMECKÉ DIVADLO. (zelené vozy, bílý reflektor, hnědé směrové tabulky) Od 7. dubna 1901 linka ztratila okružní charakter (byla vypuštěna původní vinohradská část okruhu, kde ji nahradila linka Sp) a místo toho byla linka odkloněna do Vršovic do trasy: OLŠANSKÉ HŘBITOVY /Olšany/ – Sladkovského náměstí – U Bulhara – Nádraží Františka Josefa I. – Německé divadlo – Museum – Královské Vinohrady, Palackého třída – Královské Vinohrady, Purkyňovo náměstí – VRŠOVICE, Na kovárně. Zkratka Ok však lince zůstala, i když již nebyla okružní. Od 26. srpna 1901 byla linka ve směru od Vršovic zkrácena k Bulharu, v žižkovském úseku byla nahrazena novou linkou. Od 28. října 1901 byla linka zkrácena u Bulhara (kde byla nahrazena prodloužením linky S), tedy do trasy NOVÉ MĚSTO, Bolzanova – Nádraží Františka Josefa I. – Německé divadlo – Museum – Královské Vinohrady, Palackého třída – Královské Vinohrady, Purkyňovo náměstí – VRŠOVICE, Na kovárně. Od 22. května 1902 se změnilo barevné značení linky, nově měla červené vozy, bílý reflektor a hnědé směrové tabulky. 19. listopadu 1903 byla z Bolzanovy prodloužena k Prašné bráně, tedy do trasy PRAŠNÁ BRÁNA – Dlážděná – Bolzanova – Nádraží císaře Františka Josefa I. – Museum – Královské Vinohrady, Palackého třída – Královské Vinohrady, Purkyňovo náměstí – VRŠOVICE, Na kovárně. Od dubna 1905 na bílém reflektoru přibyl červený pruh. Od 28. března 1908 byla přečíslována na číslo 1.
- Sp, později též Ž: NOVÉ MĚSTO, Šlikův palác – Česká technika – Královské Vinohrady, Tylovo náměstí – KRÁLOVSKÉ VINOHRADY, Purkyňovo náměstí, od 4. února 1898. Od 1. července 1899 prodloužena přes Purkyňovo náměstí do stanice VRŠOVICE, Na kovárně (zelené vozy, červený reflektor a směrové tabulky) Od 7. dubna 1901 linka místo do Vršovic začala jezdit na Královské Vinohrady, tedy v trase: NOVÉ MĚSTO, Spálená – Česká technika – Královské Vinohrady, Tylovo náměstí – Královské Vinohrady, Purkyňovo náměstí – Královské Vinohrady, vodárna – Královské Vinohrady, Jungmannova třída. Od 22. května 1902 byla z Olšan prodloužena přes Žižkov k Národnímu divadlu, kde nahradila zrušenou linku, tedy do téměř okružní trasy: NOVÉ MĚSTO, Spálená – Česká technika – Královské Vinohrady, Tylovo náměstí – Královské Vinohrady, Purkyňovo náměstí – Královské Vinohrady, vodárna – Královské Vinohrady, Jungmannova třída – Olšanské hřbitovy /Olšany/ – Sladkovského náměstí – U Bulhara – Dlážděná – Prašná brána – Staroměstské náměstí – Křižovnické náměstí – NÁRODNÍ DIVADLO. Od 28. září 1905 do 29. listopadu 1905 byla linka dočasně rozdělena do tří tras (větví). Od 29. listopadu 1905 linka sjednocena v nové smyčkovité trase KŘIŽOVNICKÉ NÁMĚSTÍ – Národní divadlo – Spálená – Česká technika – Královské Vinohrady, Tylovo náměstí – Královské Vinohrady, Purkyňovo náměstí – Královské Vinohrady, vodárna – Královské Vinohrady, Jungmannova třída – Olšanské hřbitovy /Olšany/ – Sladkovského náměstí – U Bulhara – Dlážděná – Prašná brána – Staroměstské náměstí – Křižovnické náměstí – Karlův most – MALOSTRANSKÉ NÁMĚSTÍ. Od 21. února 1907 je v úseku přes Karlův most zavedena samostatná linka M, takže linka Sp / Ž zůstala v okružní trase z Křižovnického náměstí. V roce 1908 získala číslo 2.
- NOVÉ MĚSTO, Palackého most – Česká technika – Královské Vinohrady, Tylovo náměstí – KRÁLOVSKÉ VINOHRADY, Purkyňovo náměstí, od 8. září 1898. Od 28. září 1898 zkrácena do trasy NOVÉ MĚSTO, Palackého most – ČESKÁ TECHNIKA. (označena jen tabulkami s názvy, bez specifického označení). Od 6. ledna 1900 zrušena.
- Vyš: NOVÉ MĚSTO, Šlikův palác – Česká technika – KRÁLOVSKÝ VYŠEHRAD, od 8. září 1898 (červené vozy, modrý reflektor a směrové tabulky) Od 29. listopadu 1905 zavedena v trase NÁRODNÍ DIVADLO – Spálená – Česká technika – KRÁLOVSKÝ VYŠEHRAD. 19. dubna 1908 linka Vyš získala číslo 4.
- Ob: KRÁLOVSKÁ OBORA – Výstava – Rudolfova třída – Belcrediho třída – Lanová dráha – JOSEFSKÉ NÁMĚSTÍ, od 28. září 1898 (červené vozy, červený reflektor a směrové tabulky). Od 28. září 1899 prodloužena do trasy KRÁLOVSKÁ OBORA – Výstava – Rudolfova třída – Belcrediho třída – Lanová dráha – Josefské náměstí – Prašná brána – Na Můstku – Spálená – NÁRODNÍ DIVADLO. Od 14. května 1900 odkloněna ve směru od Královské obory z Můstku po trase Václavské náměstí – MUSEUM. Od 23. června 1900 prodloužena od Musea po trase Mezibranská ulice – Královské Vinohrady, Havlíčkova třída – Královské Vinohrady, Tylovo náměstí – KRÁLOVSKÉ VINOHRADY, Nuselské schody. Od 30. září 1904 linka opustila úsek k Nuselským schodům (dnešní konečná Zvonařka) a byla prodloužena do stanice Vinohradské nádraží (poblíž dnešní zastávky Nuselské schody u dolního konce schodů). Od ledna 1905 byl červený reflektor nahrazen bílým, barva vozů a tabulek zůstala červená. Od 11. března 1908 přečíslována na linku 3.
- K: KARLÍN, Poděbradova ulice – Na poříčí – Jízdecká ulice – Josefské náměstí – Prašná brána – Na Můstku – Spálená – NÁRODNÍ DIVADLO, od 14. května 1900 (zelené vozy, modrý reflektor a směrové tabulky) Od 17. června 1901 byla od Národního divadla prodloužena v trase Újezd – MALOSTRANSKÉ NÁMĚSTÍ. 24. října 1907 byla tato linka jako úplně první přečíslována, a to na číslo 5. Od 7. prosince 1907 byla prodloužena do stanic Valdštýnská (T) – Letenská (Z) – KLÁROV, kde nahradila linku J.
- J: MALÁ STRANA, Pod Bruskou – Strakova akademie – Lanová dráha – Jatky – Na Zátorách – HOLEŠOVICE, Centrála, od 2. července 1900. (zelené vozy, reflektory i směrové tabulky) 3. listopadu 1900 byla linka zkrácena do stanice Na Zátorách. 24. června 1901 linka prodloužena jednosměrnými tratěmi na Malostranské náměstí, do trasy: MALOSTRANSKÉ NÁMĚSTÍ – Valdštýnská (T) – Letenská (Z) – Pod Bruskou – Strakova akademie – Lanová dráha – Jatky – HOLEŠOVICE, Na Zátorách. Od 19. června 1905 byla linka prodloužena ze Zátor do stanic Centrála – VÝSTAVA. Od 7. prosince 1907 byla zkrácena do stanice Klárov, v úseku na Malostranské náměstí ji nahradila linka 5 (dříve K). 10. dubna 1908 linka J získala číslo 7.
- T: TĚŠNOV, Severozápadní nádraží – Na poříčí – Havlíčkova ulice – Dlažební ulice – Václavské náměstí – Myslíkova ulice – Palackého most – Smíchov, Plzeňská třída – Smíchov, Západní nádraží – SMÍCHOV, Slavojova ulice. Od 18. prosince 1900. (Červené vozy, žlutý reflektor a směrové tabulky) 10. října 1901 byla linka prodloužena z Těšnova do Královské obory, tedy do trasy KRÁLOVSKÁ OBORA – Výstava – HOLEŠOVICE, Bělského třída – Severozápadní nádraží – Na poříčí – Havlíčkova ulice – Dlažební ulice – Václavské náměstí – Myslíkova ulice – Palackého most – Smíchov, Plzeňská třída – Smíchov, Západní nádraží – SMÍCHOV, Slavojova ulice. V úseku Bělského třída – Královská obora jezdila jen o nedělích a svátcích podle potřeby. Zároveň se změnilo označení (nově zelené vozy, reflektor a směrové tabulky i nadále žluté) Od 15. dubna 1906 na Smíchově prodloužena do stanice SMÍCHOV, Červená zahrada. V roce 1908 získala číslo 6.
- S: NOVÉ MĚSTO, Bolzanova – Nádraží Františka Josefa I. – Německé divadlo – Museum – Václavské náměstí – Na Můstku – Spálená – Národní divadlo – Újezd – SMÍCHOV, Plzeňská třída. Od 17. června 1901, červené vozy, zelený reflektor a směrové tabulky. 12. srpna 1901 byla prodloužena do stanice KOŠÍŘE, Klamovka, kde nahradila původní linku Hlaváčkovy dráhy. Od 28. října 1901 prodloužena na Olšany, tedy do trasy OLŠANY, Nákvasova ulice – Žižkov, Vítkova ulice – Žižkov, U Bulhara – Bolzanova – Nádraží Františka Josefa I. – Německé divadlo – Museum – Václavské náměstí – Na Můstku – Spálená – Národní divadlo – Újezd – Smíchov, Plzeňská třída – KOŠÍŘE, Klamovka. Od 2. října 1903 byla od Anděla odkloněna k Západnímu nádraží a v trase Hlaváčkovy dráhy byla opět zavedena samostatná linka, a to M. 11. dubna 1908 získala linka S číslo 9.
- KRÁLOVSKÉ VINOHRADY, Jungmannova třída – Olšanské hřbitovy /Olšany/ – Sladkovského náměstí – U Bulhara – Dlažební ulice – Prašná brána – Staroměstské náměstí – KŘIŽOVNICKÉ NÁMĚSTÍ. Od 26. srpna 1901 v žižkovském úseku nahradila linku Ok. Červené vozy, bílý reflektor, černé směrové tabulky. Od 28. října 1901 byla linka prodloužena k Národnímu divadlu. 22. května 1902 byla linka zrušena, nahrazena linkou Sp.
- M: SMÍCHOV, Plzeňská třída – KOŠÍŘE, Klamovka. Zavedena 2. října 1903 náhradou za odkloněnou linku S. (Červené vozy, zelený reflektor, hnědé směrové tabulky.) 14. února 1904 byla prodloužena do stanice KOŠÍŘE, Remisa. Přibližně od dubna 1905 byl zelený reflektor nahrazen bílým. V roce 1908 získala číslo 12.
- NÁRODNÍ DIVADLO – Spálená – Na Můstku – Prašná brána – Josefské náměstí – Lanová dráha – Belcrediho třída – Rudolfova třída – Výstava – KRÁLOVSKÁ OBORA. Zavedena 10. dubna 1904 jako posilová linka v letním období odpoledne, bez specifického označení, od 18. července 1904 provoz omezen na neděle a svátky, 29. srpna 1904 linka zrušena.
- M: MALOSTRANSKÉ NÁMĚSTÍ – KŘIŽOVNICKÉ NÁMĚSTÍ, o tento úsek zkrácena linka Sp. Od 21. února 1907. Označena tabulkami s názvy. 1. května 1908 byla linka zrušena a nahrazena prodloužením první pražské autobusové linky.
- F: BUBENEČ, Čechova třída – Belcrediho třída – Lanová dráha – JOSEFSKÉ NÁMĚSTÍ. Od 9. června 1907. Červené vozy, reflektory i směrové tabulky. od 17. října 1907 prodloužena do trasy BUBENEČ, Čechova třída – Belcrediho třída – Lanová dráha – Josefské náměstí – Prašná brána – Na Můstku – Václavské náměstí – Museum – Královské Vinohrady, U Flory – KRÁLOVSKÉ VINOHRADY, Olšanské hřbitovy – KRÁLOVSKÉ VINOHRADY, Vinohradské hřbitovy. 6. května 1908 získala číslo 11. 1. srpna 1908 byla prodloužena do stanice Strašnice.

Vedení tramvajových linek v roce 1901 je popsáno např. v .
Přehled pode barvy vozů:
- zelené: V, Ok do května 1902, Sp/Ž, K, J, T od října 1902
- červené: Hlaváčkova dráha, Ok od května 1902, Vyš, Ob, T do října 1902, S, linka Královské Vinohrady – Křižovnické náměstí (1901–1902), M, F

Přehled podle barvy reflektoru:
- bílý: Ok (od dubna 1905 s červeným pruhem), Ob (od ledna 1905), linka Královské Vinohrady – Křižovnické náměstí (1901–1902), M (košířská, od dubna 1905)
- červený: Sp/Ž, Ob (do ledna 1905), F
- modrý: Vyš, K
- zelený: J, S, M (košířská, do dubna 1905)
- žlutý: T

Přehled podle barvy směrových tabulek:
- hnědé: Ok, M
- zelené: Sp/Ž, J, S
- červené: V, Hlaváčkova dráha, Vyš, Ob, F
- modré: K
- žluté: T
- černé: linka Královské Vinohrady – Křižovnické náměstí (1901–1902)

## Číslování linek

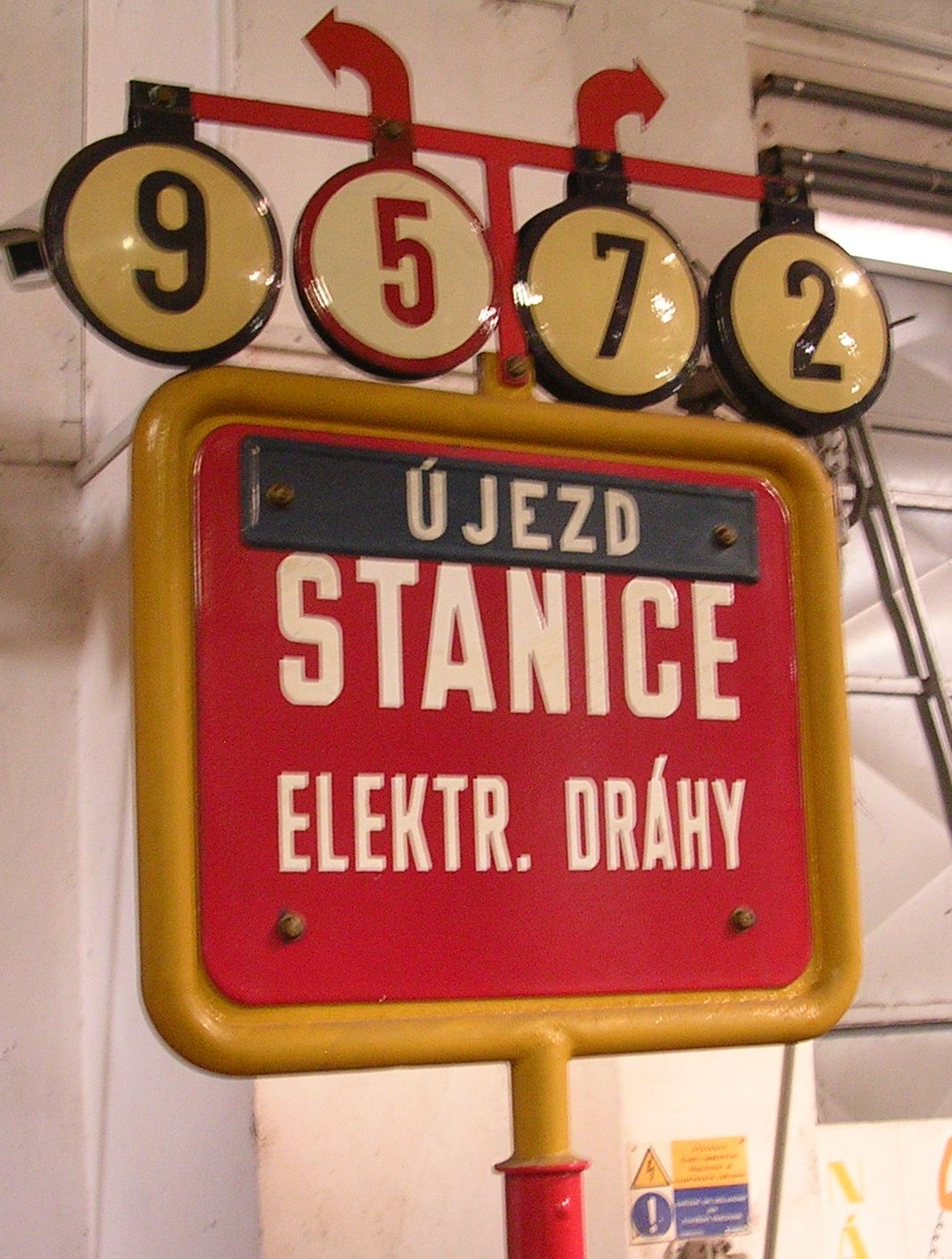
Nesvětelný zastávkový sloupek používaný v 50. a 60. letech 20. století, s vyznačením linek

Původní značení linek byla postupně nahrazena jednotným číslováním linek až po dokončení monopolizace a elektrizace pražské tramvajové dopravy.
Jako první začala být číslem označována dosavadní linka K, která od 24. října 1907 získala číslo 5. Prvních asi 10 linek bylo očíslováno jen přibližně podle pořadí, v jakém původně byly zavedeny. Linka Sp / Ž získala číslo 2, linka T číslo 6, od 11. března 1908 linka Ob dostala číslo 3, od 28. března 1908 linka Ok dostala číslo 1, 10. dubna 1908 linka J získala číslo 7, 11. dubna 1908 linka S číslo 9, 19. dubna 1908 linka Vyš číslo 4, 6. května 1908 získala linka F číslo 11. Linka 8 byla 7. června 1908 zavedena jako nová v trase JOSEFOV, Dvořákovo nábřeží – Čechův most – Lanová dráha – Belcrediho třída – Rudolfova třída – VÝSTAVA, od 28. června pak prodloužena z Dvořákova nábřeží na Staroměstské náměstí. Číslo 10 dostala lanovka na Letnou), nejvyšší čísla 12 až 14 dostaly linky na převzaté Hlaváčkově (12) a Křižíkově dráze (zpočátku jen interně 13 a 14). První autobusové linky pak koncem 20. let byly označovány písmeny. Od té doby procházely tramvajové linky kontinuálním vývojem sice bez zásadního přečíslování, ale původním trasám jsou již dnešní linky většinou nepodobné (téměř kontinuálně se dochovala část původní trasy jen u linek 9 přes Žižkov a 11 přes Vinohrady).
Denní linky tramvají jsou označeny čísly začínajícími od jedné, noční linky od roku 1985 dostaly speciální číselnou řadu od čísla 51. 29. dubna 2017 byly noční linky přečíslovány do řady od čísla 91. Historické linky v 90. letech měly čísla 91 a 92, v roce 2017 z důvodu přečíslování nočních linek byla linka 91 přečíslována na 41. Zvláštní linky zřizované při výlukách nesou obvykle čísla od 30 výše (v minulosti od 41 výše).

## Zkratky v zápisu pravidelného linkové vedení
Obecně se v závorkách využívají zkratky T a Z. Velké písmeno T (tam) značí zastávku pojížděnou pouze ve směru z bodu A do bodu B. Velké písmeno Z (zpět) značí zastávku pojížděnou pouze ve směru z bodu B do místa A. Dalšími využívanými velkými písmeny jsou A, B, C, napovídající cestujícím přestupní vazbu na metro. Velké písmeno S označuje vazbu na příměstskou železniční dopravu, v Praze označené jako linky Esko, nebo i další vlakové spoje. Malým písmenem X se označují zastávku na znamení.

## Běžné denní linky
Mnohé tramvajové linky si dochovaly po dlouhou dobu stejnou nebo podobnou trasu a staly se tak pro některá místa charakteristickými. Hlavní změny přineslo rušení tramvajových tratí v centru města, výstavba nových tratí a zavádění nových druhů dopravy; (autobusy a metro) změnily význam tramvají, autobusy systém tramvajové dopravy doplnily a metro zčásti nebo zcela nahradilo tramvaje v nejfrekventovanějších směrech.
V přehledech jsou uvedeny pravidelné trasy linek. V některých letech jsou uvedeny dobové názvy zastávek (někdy jsou pro orientaci doplněny současným názvem (kurzívou v závorce)). V některých letech jsou uvedeny pouze vybrané zastávky, v jiných všechny zastávky na lince.

### Linka 1

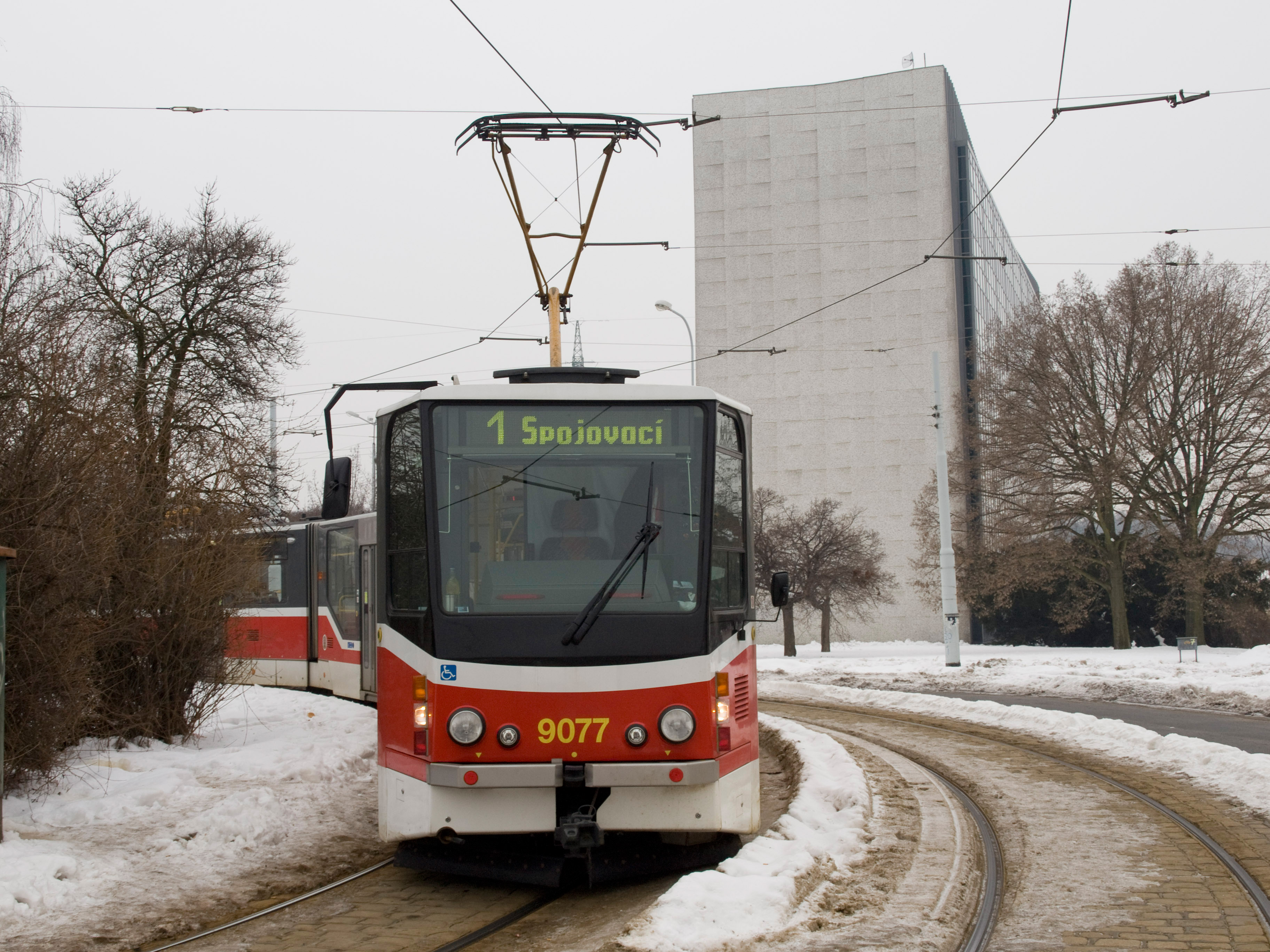
Vůz Tatra KT8D5.RN2P ve smyčce Petřiny v lednu 2010

Linka 1 vznikla 28. března 1908 očíslováním linky, která dosud byla na jízdenkách značena zkratkou Ok a která se postupně vyvinula změnami původní okružní linky Praha – Žižkov – Královské Vinohrady, tedy úplně první linky provozované pražskými Elektrickými podniky.
- od 1908 trasa Prašná brána – (Panská) – Václavské náměstí (dnes Můstek) – Jindřišská (střed Václavského náměstí) – Mariánská – Zemské muzeum – Palackého třída – Purkyňovo náměstí (Náměstí Míru) – Orfeum – Máchova – Husova – Vršovice, Na kovárně (cca Čechovo náměstí)[9]
- od 1910 trasa Na Kovárně (Vršovické náměstí) – Komenského náměstí – Ruská třída – Husova třída – Máchova ulice – Orfeum – Purkyňovo náměstí (Náměstí Míru) – Havlíčkova třída – Museum – Bradovská ulice – Nádraží císaře Františka Josefa (Hlavní nádraží) – Bolzanova ulice – Státní nádraží (Masarykovo nádraží) – Dlážděná ulice – Prašná brána – Panská ulice – Václavské náměstí – Perlová ulice – Spálená ulice – Ulice Karolíny Světlé – Národní divadlo – Žofín – Riegrovo nábřeží – Podskalská třída – Odjezd parníků – Palackého náměstí – Trojická ulice – Plavecká ulice – Viadukt (Výtoň) – U Tunelu – Libušinka – Podolí – Dvorce[10][11][12]
- od června 1913 prodloužena z Vršovic, Na Kovárně do Vršovic, Třídy krále Jiřího[13]
- od 1914 trasa Pohořelec – Kanovnická – Loretánská – Královský Hrad – Chotkovy sady – Klárov – Čechův most – Staroměstské náměstí – Prašná brána – Dlážděná – Bolzanova – Nádraží císaře Františka Josefa I. – Museum – Palackého třída – Tylovo náměstí – Purkyňovo náměstí – Vršovice, Na kovárně – Vršovice, Třída krále Jiřího (Bohemians, dříve Oblouková)[11][12][14]
- od 1917 zkrácena – ... – Tylovo náměstí – Purkyňovo náměstí – Vršovice, Na kovárně [15]
- 1924 trasa U Markéty – Loretánská ulice – Lumbeho zahrada (Brusnice) – Královský hrad – Klárov – Čechův most – Staroměstské náměstí – Prašná brána – Masarykovo nádraží – Wilsonovo nádraží – Vinohradské náměstí (Náměstí Míru) – Čechovo náměstí[16]
- od srpna 1929 prodloužena z U Markéty na Vypich[13]
- 1938 trasa Vypich – Dlabačov – Loretánská ulice – Nový svět – Mariánské hradby – Královský hrad – Klárov – Čechův most – Staroměstské náměstí – Prašná brána – Masarykovo nádraží – Wilsonovo nádraží – Museum – Náměstí Petra Osvoboditele – Vinohradské náměstí – Čechovo náměstí[17]
- od května 1938 změna trasy ... – Dlabačov – Pohořelec – Lumbeho zahrada – Královský hrad – ...[13]
- 1940 trasa Vypich / Vypich – Brandstätte / Pohořelec – Burg / Královský hrad – Chotek Anlagen / Chotkovy sady – Klarplatz / Klárov – Mendelbrücke / Mendelův most (Čechův most) – Altstädterring / Staroměstské náměstí – Pulverturm / Prašná brána – Hibernerbahnhof / Hybernské nádraží (Masarykovo nádraží) – Hauptbahnhof / Hlavní nádraží – Museum / Muzeum – König Peter Paltz / Náměstí Petra Osvoboditele – Reichplatz / Říšské náměstí (Náměstí Míru) – Bismarkstrasse / Bismarkova třída (Francouzská) – Tschechplatz / Náměstí Svatopluka Čecha [18]
- 1947 trasa Vypich – U Markéty – Tomkova – Drinopol – Na Marjánce – Na Královce – Malovanka – Pohořelec – Lumbeho zahrada (Brusnice) – Královský hrad – Chotkovy sady – Klárov – Smetanovo náměstí (Staroměstská) – Novotného lávka – Národní divadlo – Perštýn – Václavské náměstí – Prašná brána – Masarykovo nádraží – U Bulhara – Wilsonovo nádraží – Divadlo 5. května – Museum – Náměstí Petra Osvoboditele(I. P. Pavlova) – Scheinerovo náměstí (Tylovo náměstí) – Vinohradské náměstí (Náměstí Míru) – Čechovo náměstí – Třída krále Jiřího (Koh-i-noor)[19]
- od května 1948 změna trasy ... – Klárov – Čechův most – Staroměstské náměstí – Prašná brána – ...[13]
- od září 1952 změna trasy ... – Klárov – Náměstí Krasnoarmějců (Jana Palacha)– Právnická fakulta – ...[13]
- od 1956 prodloužena na Kubánské náměstí'[12]
- 1957 trasa Bílá Hora – Vypich – Královka – Malovanka – Chotkovy sady – Klárov – Náměstí Krasnoarmějců (Staroměstská) – Právnická fakulta – Staroměstské náměstí – Prašná brána – Nádraží Střed – Bulhar – Hlavní nádraží – Museum – Náměstí I. P. Pavlova – Tylovo náměstí – Náměstí Míru – Vršovické náměstí – Koh-i-noor – Východní náměstí (Kubánské náměstí) [20]
- 1959 trasa Bílá Hora – Pohořelec – Klárov – Čechův most – Staroměstské náměstí – Prašná brána – U Bulhara – Hlavní nádraží – Muzeum – Tylovo náměstí – Náměstí Míru – Čechovo náměstí[21]
- od 1960 v souvislosti se zrušením trati přes Staroměstské náměstí odkloněna přes Vozovnu Střešovice, Strossmayerovo náměstí a zastávku Dlouhá třída[12]
- od 1961 na Petřiny místo na Bílou Horu[12]
- 1961 trasa Petřiny – Sídliště Petřiny – Větrník – Vojenská nemocnice – Baterie – Ořechovka – Sibeliova – Vozovna Střešovice – Prašný most – Špejchar – Sparta – Letenské náměstí – Kamenická – Václava Kopeckého (Strossmayerovo náměstí) – Nábřeží Kapitána Jaroše – Dlouhá – Náměstí Republiky – Prašná brána – Nádraží Střed – Bulhar – Hlavní nádraží (před Fantovou budovou) – Museum – I. P. Pavlova – Tylovo náměstí – Náměstí Míru – Makarenkova – Krymská – Ruská – Vršovická radnice – Čechovo náměstí – Koh-i-noor – Stadion doktora Vacka – Náměstí Kubánské revoluce[22]
- od září 1967 vedena mezi Museem a Tylovým náměstím přes Škrétovu[13]
- od listopadu 1967 změna trasy ... – Kopeckého náměstí (Strossmayerovo náměstí) – Nádraží Těšnov – Nádraží Střed – Hlavní nádraží – ...[13]
- od prosince 1972 zkrácena na Čechovo náměstí[12], v oblasti Hlavního nádraží vedena novou trasou ulicí Opletalova, nikoliv již Vítězného února kolem Fantovy budovy [23]
- 1974 trasa Petřiny – Obchodní dům Petřiny – Větrník – Vojenská nemocnice – Baterie – Ořechovka – Sibeliova – Vozovna Střešovice – Prašný most – Špejchar – Sparta – Letenské náměstí – Kamenická – Strossmayerovo náměstí – Dopravní podniky – Štvanice – Sokolovská Florenc – Nádraží Střed – Náměstí M. Gorkého (Senovážné náměstí) – Bolzanova – Hlavní nádraží (v Opletalově ulici) – Muzeum – Škrétova – Tylovo náměstí – Náměstí Míru – Makarenkova – Krymská – Ruská – Vršovická radnice – Čechovo náměstí – Koh-i-noor – Minská[24]
- od 13. srpna 1978 v nové trase Park kultury a oddechu Julia Fučíka (PKOJF) (Výstavitě) – Elektrárna Holešovice – Plynární – Osadní – Dělnická – Jatky – Dopravní podniky – Nábřeží Kapitána Jaroše – Čechův most – Malostranská – Malostranské náměstí – Hellichova – Újezd – Národní divadlo – Perštýn-Máj – Můstek – Václavské náměstí – Muzeum – Škrétova – Tylovo náměstí – Náměstí Míru – Makarenkova – Krymská – Ruská – Vršovická radnice – Čechovo náměstí – Koh-i-noor – Stadion doktora Vacka – Náměstí Kubánské revoluce[25][26]
- od 29. srpna 1978 linka zrušena[12]
- od února 1979 nová trasa Čechovo náměstí – Otakarova – Spořilov[12]
- od září 1980 zrušena[27][28]
- od 1985 nová trasa (přejmenovaná linka 31) Petřiny – Vojenská nemocnice – Vozovna Střešovice – Prašný most – Hradčanská – Letenské náměstí – Strossmayerovo náměstí – Vltavská – Pražská tržnice – Dělnická – Palmovka – Balabenka – Harfa – Hloubětín – Černý Most (Lehovec)[12]
- od 1986 zkrácena Petřiny – ... – Dělnická – Pod Palmovkou (provizorní smyčka)[12]
- od 1990 trasa Petřiny – Vojenská nemocnice – Vozovna Střešovice – Prašný most – Hradčanská – Letenské náměstí – Strossmayerovo náměstí – Vltavská – Pražská tržnice – Dělnická – Palmovka – Ohrada – Vápenka Hrdlořezy, Spojovací[12]
- 1998 trasa dtto[29]
- 1999 trasa dtto[30]
- 2003 trasa dtto [31]
- 2009 trasa Petřiny – Obchodní dům Petřiny – Větrník – Vojenská nemocnice – Baterie – Ořechovka – Sibeliova – Vozovna Střešovice – Prašný most (během dlouhodobé výluky Pražský hrad) – Hradčanská (během dlouhodobé výluky Královský letohrádek) – Sparta – Letenské náměstí – Kamenická – Strossmayerovo náměstí – Vltavská – Pražská tržnice – Tusarova / Dělnická – Maniny – Libeňský most – Palmovka – Krejcárek – Ohrada – Vápenka – Strážní – Chmelnice – Kněžská luka – Spojovací[32][33]
- 2010 trasa dtto [34]; od 1. 10. je zastávka Prašný most dlouhodobě zrušena kvůli výstavbě severozápadní části městského okruhu
- od září 2012 trasa dtto [35]
- 2015 trasa Sídliště Petřiny – Petřiny (A) – Větrník – Vojenská nemocnice – Baterie (x) – Ořechovka (x) – Sibeliova (x) – Vozovna Střešovice (Muzeum MHD) – Prašný most – Hradčanská (A) (S) – Sparta – Korunovační (Z) – Letenské náměstí – Kamenická – Strossmayerovo náměstí – Vltavská (C) (S) – Pražská tržnice – Tusarova (Z) – Dělnická (T) – Maniny – Libeňský most (x) – Palmovka (B) – Krejcárek (x) – Ohrada – Vozovna Žižkov – Strážní – Chmelnice – Kněžská luka – Spojovací
- od března 2022 je z důvodu dlouhodobé výluky na Krejcárku odkloněna Sídliště Petřiny – ... – Palmovka (B) – Divadlo pod Palmovkou – Libeňský zámek – U Kříže – Vosmíkových – Bulovka – Vychovatelna – Okrouhlická – Ke Stírce – Kobylisy (C) – Střelničná (x) – Kyselova (x) – Ládví (C) – Štěpničná (x) – Třebenická (T) – Sídliště Ďáblice [36]
- Od 1. července 2022 došlo k přejmenování zastávky Pražská tržnice na Holešovická tržnice [37]
- od 3. června 2023 je linka vedena v trase Sídliště Petřiny - Petřiny (A) – Větrník – Vojenská nemocnice – Baterie (x) – Ořechovka (x) – Sibeliova (x) – Vozovna Střešovice (Muzeum MHD) – Prašný most – Hradčanská (A) (S) – Sparta – Korunovační (Z) – Letenské náměstí – Kamenická – Strossmayerovo náměstí – Vltavská (C) (S) – Holešovická tržnice – Tusarova (Z) – Dělnická (T) – Maniny – Libeňský most (x) – Palmovka (B) – Krejcárek (x) – Ohrada – Vozovna Žižkov – Strážní – Chmelnice – Kněžská luka – Spojovací
- od 17. února 2024 je linka z důvodu havarijního stavu části Libeňského soumostí dlouhodobě zkrácena do trasy Sídliště Petřiny – Petřiny (A) – Větrník – Vojenská nemocnice – Baterie (x) – Ořechovka (x) – Sibeliova (x) – Vozovna Střešovice (Muzeum MHD) – Prašný most – Hradčanská (A) (S) – Sparta – Korunovační (Z) – Letenské náměstí – Kamenická – Strossmayerovo náměstí – Vltavská (C) – Holešovická tržnice – Tusarova (Z) – Dělnická (T) – Maniny – Libeňský most[38]
- krátkodobě kvůli zvýšení počtu nízkopodlažních tramvají jezdících na Petřiny (od uzavření Libeňského mostu tam jezdily pouze linky 1 a 2 s částečně vysokopodlažními tramvajemi T3R.PLF a KT8D5R.N2P) byla odkloněna do trasy Sídliště Petřiny – ... – Dělnická – U Průhonu (T) – Ortenovo náměstí – Nádraží Holešovice (C) (S) – Nádraží Holešovice (C) (S) – ... – Kobylisy (C) – Březiněveská (Z); na Libeňském mostě ji nahradila linka 34 a později 6
- od 25. listopadu 2024 v rámci změn souvisejících s kompletním uzavřením Libeňského soumostí trvale zkrácena do trasy Sídliště Petřiny – Petřiny (A) – Větrník – Vojenská nemocnice – Baterie (x) – Ořechovka (x) – Sibeliova (x) – Vozovna Střešovice (Muzeum MHD) – Prašný most – Hradčanská (A) (S) – Sparta – Korunovační (Z) – Letenské náměstí – Kamenická – Strossmayerovo náměstí – Vltavská (C) – Holešovická tržnice – Tusarova (Z) – Dělnická – U Průhonu (T) – Ortenovo náměstí – Nádraží Holešovice (C) (S) – Výstaviště – Výstaviště[39]

V letech 1945–1974 byl na lince i noční provoz v trase Bílá Hora – Vršovice, v některých obdobích až do Zahradního Města; noční linka se lišila vedením v centru města, v některých obdobích jezdila 

### Linka 2

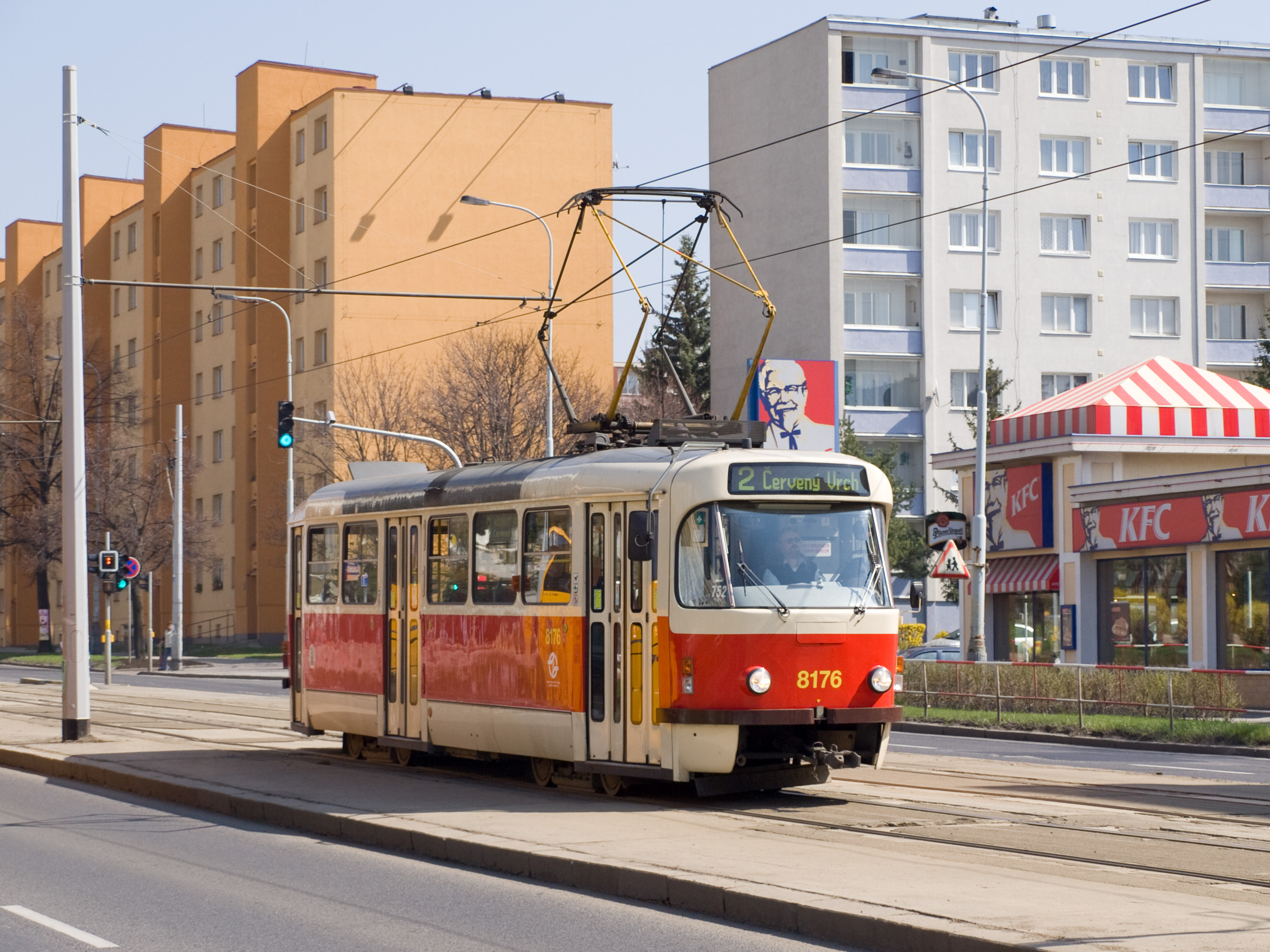
Linka číslo 2 nedaleko své konečné ve smyčce Červený Vrch

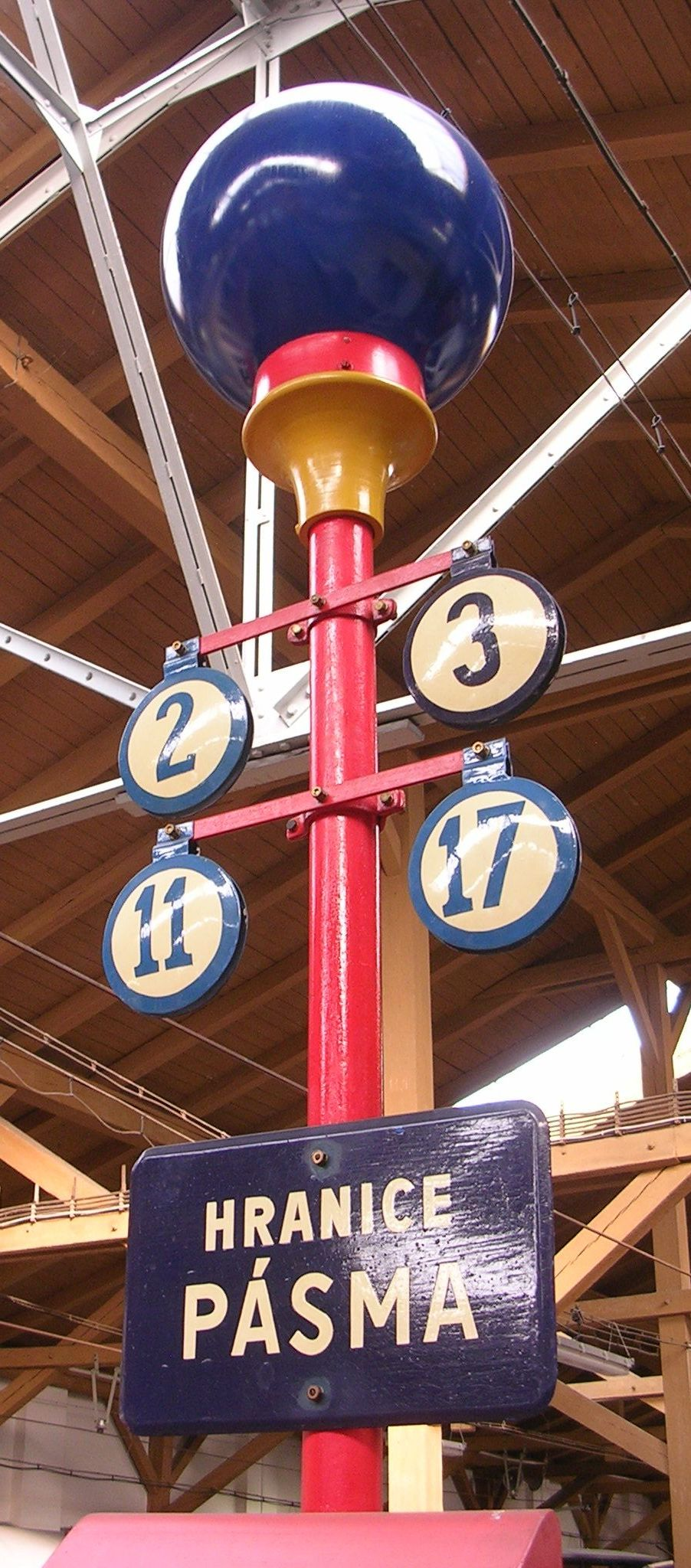
Světelný zastávkový sloupek používaný od 30. do 70. let 20. století

Linka 2 vznikla v roce 1908 očíslováním linky, která dosud byla na jízdenkách značena zkratkou Sp (podle Spálené ulice) nebo Ž (podle Žižkova).
- od 1908 trasa (provoz polookružní, neuzavřený okruh) Křižovnické náměstí – Nábřeží – Národní divadlo – Šlikův palác – Myslíkova – Česká technika – Štěpánská – Komenského náměstí – Tylovo náměstí – Purkyňovo náměstí, Národní dům – Budečská – Vodárna – Měšťanský pivovar Vinohrady – Tržnice Vinohrady – Jungmannova, Olšany – U Bezovky – Vítkova – Proutkova – Trocnovská – U Bulhara – Nádraží státní dráhy – U Modré hvězdy – Celetná – Staroměstské náměstí – Mariánské náměstí – Křížovnické náměstí[9]
- 1910 trasa (není zřejmé, zda okruh začínal na Křižovnickém náměstí nebo u Národního divadla) Křižovnické náměstí – Betlémská ulice – Národní divadlo – Ulice Karolíny Světlé – Spálená ulice – Myslíkova ulice – Česká technika – U svatého Ignáce – Štěpánská ulice – Komenského náměstí (později Náměstí Petra Osvoboditele, dnes I. P. Pavlova) – Tylovo náměstí – Purkyňovo náměstí (Náměstí Míru) – Národní dům – Budečská ulice – Chodská ulice – Vodárna – Měšťanský pivovar – Tržnice – U Flory – Nákvasova ulice – Vratislavova ulice – Lipanská ulice – Slavkovského ulice – Krásova ulice – Husinecká ulice (*) – Plynárna – Sadová silnice – Státní nádraží – Hlaváčkova ulice – Prašná brána – Celetná ulice – Týn – Staroměstské náměstí – Malé náměstí – Mariánské náměstí – Křižovnická ulice – Křižovnické náměstí[10]
- od roku 1912 neuzavřený okruh začínal u Národního divadla, později u Rudolfina, na opačném konci zkrácena k Prašné bráně[12]
- od července 1914 zkrácena do trasy Rudolfinum – ... – U Flory[13]
- od září 1914 změna trasy Klárov – Kaprova ulice – ... – U Flory
- od 1915 prodloužena na dnešní křižovatku Špejchar[12]
- od 1919 do 1920 opět zkrácena na Klárov[12]
- od dubna 1920 prodloužena z Flory na Olšanské hřbitovy[13]
- od 1924 polookružní trasa z Bubenče přes Floru zpět.[12]
- 1924 trasa (okružní) Flora – Bulhar – Josefské náměstí – Strossmayerovo náměstí – Špejchar – Klárov – Rudolfinum (Staroměstská) – Národní divadlo – Spálená – Karlovo náměstí – Náměstí Míru – Flora[16]
- od srpna 1928 změna trasy ... – Klárov – Vítězná třída (Újezd) – Národní divadlo – ...[13]
- 1929 trasa (okružní) Bubeneč (Špejchar) – Chotkovy sady – Chotkova silnice – Klárov – Malostranské náměstí – Tyršův dům – Vítězná třída (Újezd) – Most – Národní divadlo – Na Perštýně – Myslíkova ulice – Česká technika (Karlovo náměstí) – Štěpánská ulice – Náměstí Petra Osvoboditele (I. P. Pavlova) – Mírové náměstí (Náměstí Míru) – Budečská – Vodárna – Perunova – Libická – U Flory – Radešínovo náměstí (Olšanské náměstí) – Libušina – Sladkovského náměstí – Krásova ulice – Plynárna (Husinecká) – Hovorova? ulice (Bulhar) – Masarykovo nádraží – Prašná brána – Náměstí Republiky – Dlouhá třída – Štefánikův most (U Letenského tunelu) – Strossmayerovo náměstí – Kamenická ulice – Čechova třída – U Sparty – Bubeneč (Špejchar)[40]
- 1938 trasa (okružní) Vinohradské náměstí – Náměstí Petra Osvoboditele (I. P. Pavlova) – Karlovo náměstí – Spálená ulice – Národní divadlo – Most Legií – Malostranské náměstí – Klárov – Chotkovy sady – Letenské náměstí – Štefánikův most – Revoluční náměstí (Náměstí Republiky?) – Masarykovo nádraží – Pensijní ústav – Olšanské náměstí – U Flory – Korunní třída – Vinohradské náměstí[17]
- 1940 trasa (Ringlinie / okružní) Flora / Flora – Kronenstrasse / Korunní třída – Reichplatz / Říšské náměstí (Náměstí Míru) – König Peter Platz / Náměstí Petr Osvoboditele – Karlsplatz / Karlovo náměstí – Brenntegasse / Spálená ulice – Nationaltheater / Národní divadlo – Aujest / Újezd – Kleinseitnerring / Malostranské náměstí – Klarplatz / Klárov – Bubentsch / Bubeneč (Špejchar) – Strossmayerplatz / Strossmayerovo náměstí – Janatschekbrücke / Janáčkův most (Štefánikův most) – Pulverturm / Prašná brána – Hibernerbahnhof / Hybernské nádraží (Masarykovo nádraží) – Pensionsanstalt / Pensijní ústav (Seifertova) – Flora / Flora [18]
- od listopadu 1940 změna trasy ... – Hybernské náměstí (náměstí Republiky) – Poříčí – Elektrické podniky – Strossmayerovo náměstí – ...[13]
- od září 1941 změna trasy ... – Špejchar – Vozovna Střešovice – Malovanka – Pohořelec – Lumbeho zahrada – Chotkovy sady – ...[13]
- od září 1942 změna trasy ... – Špejchar – Chotkovy sady – Klárov – ... – Hybernské náměstí – Dlouhá – Strossmayerovo náměstí – ...[13]
- 1947 trasa (okružní) Flora – Boleslavská – Perunova – Vinohradská vodárna – Budečská – Vinohradské náměstí – Karlovo náměstí – Národní divadlo – Malostranské náměstí – Špejchar – Strossmayerovo náměstí – Náměstí Republiky – Prašná brána – Masarykovo nádraží – Olšanské náměstí – Flora[19]
- 1957 trasa Flora – Orionka – Náměstí Míru – Tylovo náměstí – Náměstí I. P. Pavlova – Karlovo náměstí – U Myslíků – Perštýn – Národní divadlo – Újezd – Klárov – Špejchar – Strossmayerovo náměstí – Náměstí Republiky – Nádraží Střed – Bulhar – Olšanské náměstí – Flora[20]
- od března 1961 nová trasa Bílá Hora – Klárov – Jiráskovo náměstí – Karlovo náměstí – Olšanské hřbitovy[12]
- od srpna 1961 Vypich – Královský hrad – Klárov – Náměstí Rudoarmějců (Palachovo náměstí) – Jiráskovo náměstí – Karlovo náměstí – I. P. Pavlova – Tylovo náměstí – Náměstí Míru – Flora – Olšanské hřbitovy[22]
- od dubna 1965 prodloužena z Vypichu na Bílou Horu[13]
- od 1966 linka zrušena[12]
- od 1971 linka obnovena v trase Královka – Vápenka (po původní trase, avšak zkrácena na břevnovském konci a prodloužena na žižkovském)[12]
- 1972 trasa Vypich – Pražský hrad – Klárov – Náměstí Rudoarmějců (Palachovo náměstí, Staroměstská) – Jiráskovo náměstí – Karlovo náměstí – I. P. Pavlova – Tylovo náměstí – Náměstí Míru – Flora – Olšanské hřbitovy – Vápenka[23]
- od února 1972 změna trasy ... – Malovanka – Vozovna Střešovice – Špejchar – Klárov – ...[13]
- 1974 trasa Vypich – Malovanka – Vozovna Střešovice – Špejchar – Klárov – Náměstí Krasnoarmějců – Národní divadlo – Perštýn – Karlovo náměstí – I. P. Pavlova – Náměstí Míru – Flora – Židovské hřbitovy (Želivského) – Ohrada – Vápenka – Spojovací[24]
- od 1975 prodloužena z Vápenky na Spojovací[12]
- od 13. srpna 1978 v nové trase Podbaba – Divoká Šárka[12]
- od 1978 trasa Divoká Šárka – Vozovna Vokovice – Cihelna – Nádraží Veleslavín – Vokovice – Červený Vrch – Horoměřická – Bořislavka – Hadovka – Thákurova – Leninova (Dejvická) – Lotyšská – hotel International (Podbaba)[25]
- od roku 1979 v trase Petřiny – Divoká Šárka[12]
- od 1980 trasa Divoká Šárka – Vozovna Vokovice – Cihelna – Nádraží Veleslavín – Vokovice – Červený Vrch – Horoměřická – Bořislavka – Hadovka – Thákurova – Leninova – Václavkova – Prašný most – Vozovna Střešovice – Sibeliova – Ořechovka – Baterie – Vojenská nemocnice – Větrník – Obchodní dům Petřiny – Petřiny[28]
- od 1985 trasa Vokovice – Leninova – Prašný most – Vozovna Střešovice – Petřiny
- od roku 1986 zkrácena na Červený Vrch (zdroj omylem uvádí Vypich[12]), od roku 1987 jezdí jen ve špičkách pracovních dnů, od roku 1991 v pracovní dny od 6 do 20 hodin[12]
- 1992 prodloužena na Divokou Šárku
- 1993 opět zkrácena na Červený Vrch
- 2009 trasa Červený Vrch – Sídliště Červený Vrch – Horoměřická – Bořislavka – Hadovka – Thákurova – Dejvická – Vítězné náměstí – Prašný most – Vozovna Střešovice – Sibeliova – Ořechovka – Baterie – Vojenská nemocnice – Větrník – Obchodní dům Petřiny – Petřiny[32]
- od června 2013 trasa Divoká Šárka – Vozovna Vokovice – Nad Džbánem – Nádraží Veleslavín – Červený Vrch – Sídliště Červený Vrch – Horoměřická – Bořislavka – Thákurova – Hadovka – Dejvická – Vítězné náměstí – Prašný most – Vozovna Střešovice – Sibeliova – Ořechovka – Baterie – Vojenská nemocnice – Větrník – Obchodní dům Petřiny – Petřiny, v provozu pouze v pracovní dny do 20 hodin [41]
- od dubna 2015 je linka zrušena
- od srpna 2016 trasa Sídliště Petřiny – Petřiny (A) – Větrník – Vojenská nemocnice – Baterie (x) – Ořechovka (x) – Sibeliova (x) – Vozovna Střešovice (Muzeum MHD) – Prašný most – Hradčanská (A) (S) – Chotkovy sady – Malostranská (A) – Staroměstská (A) – Karlovy lázně (T) – Národní divadlo (Z) – Národní divadlo – Národní třída (B) – Novoměstská radnice (Z) – Karlovo náměstí (B) – Moráň (T) – Palackého náměstí (B) – Palackého náměstí (B) – Výtoň – Podolská vodárna – Kublov – Dvorce – Přístaviště – Pobřežní cesta (x) – Nádraží Braník (S) [42][43]
- od června 2022 pravidelná trasa Sídliště Petřiny – Petřiny (A) – Větrník – Vojenská nemocnice – Baterie (x) – Ořechovka (x) – Sibeliova (x) – Vozovna Střešovice (Muzeum MHD) – Prašný most – Hradčanská (A) (S) – Chotkovy sady – Malostranská (A) – Staroměstská (A) – Karlovy lázně – Národní divadlo – Národní třída (B) – Novoměstská radnice (Z) – Karlovo náměstí (B) – Moráň (T) – Palackého náměstí (B) – Palackého náměstí (B) – Výtoň – Podolská vodárna – Kublov – Dvorce – Přístaviště – Pobřežní cesta (x) – Nádraží Braník (S) [44]

V letech 1961–1966 jezdila linka i v noci, a to v trase Bílá Hora – Rudolfinum – Flora – Nádraží Hostivař. V letech 1978–1980 jezdila noční linka 2 v trase Divoká Šárka – Nádraží Braník.

### Linka 3

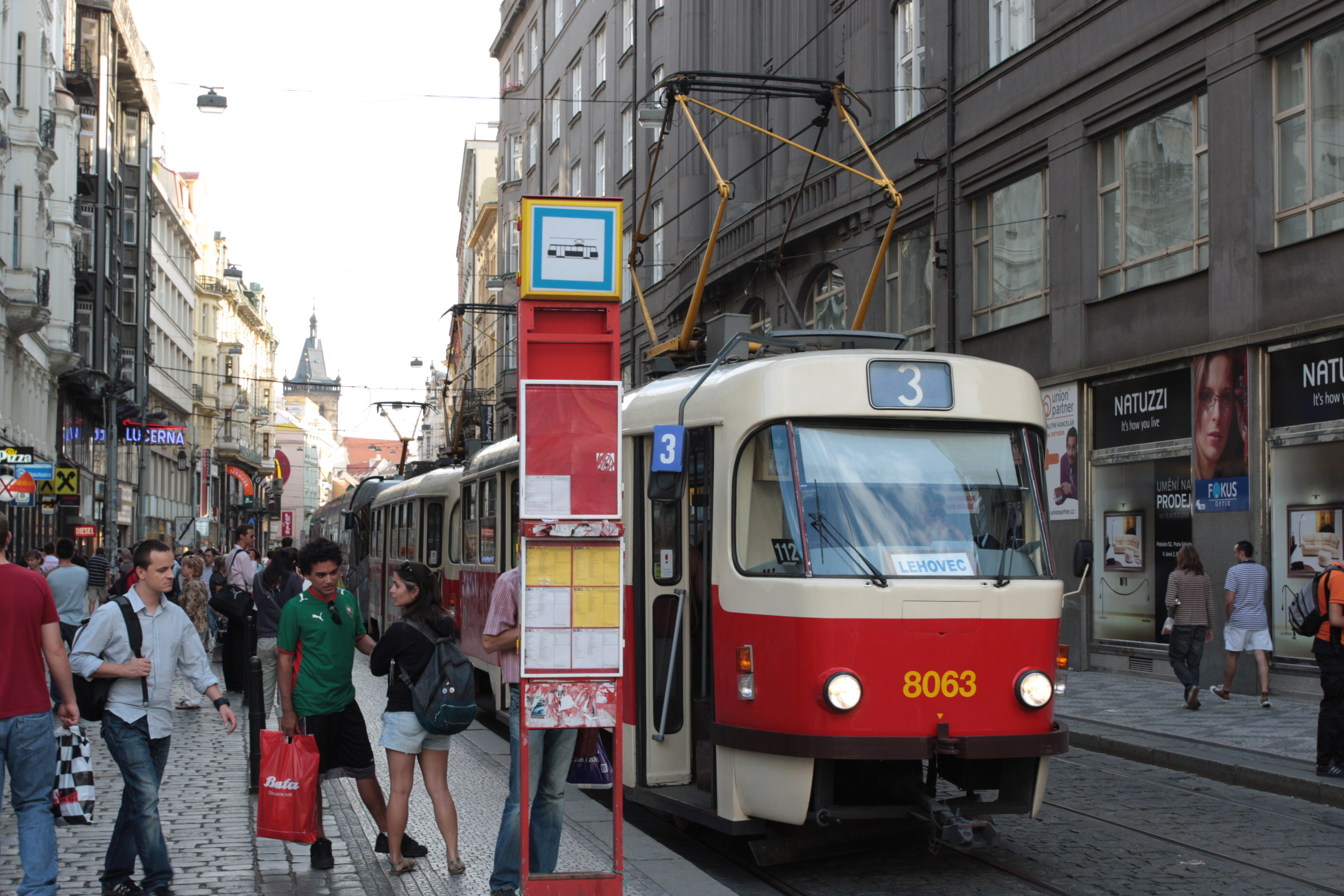
Tramvaj Tatra T3M.2-DVC na lince 3 u Václavského náměstí v roce 2008

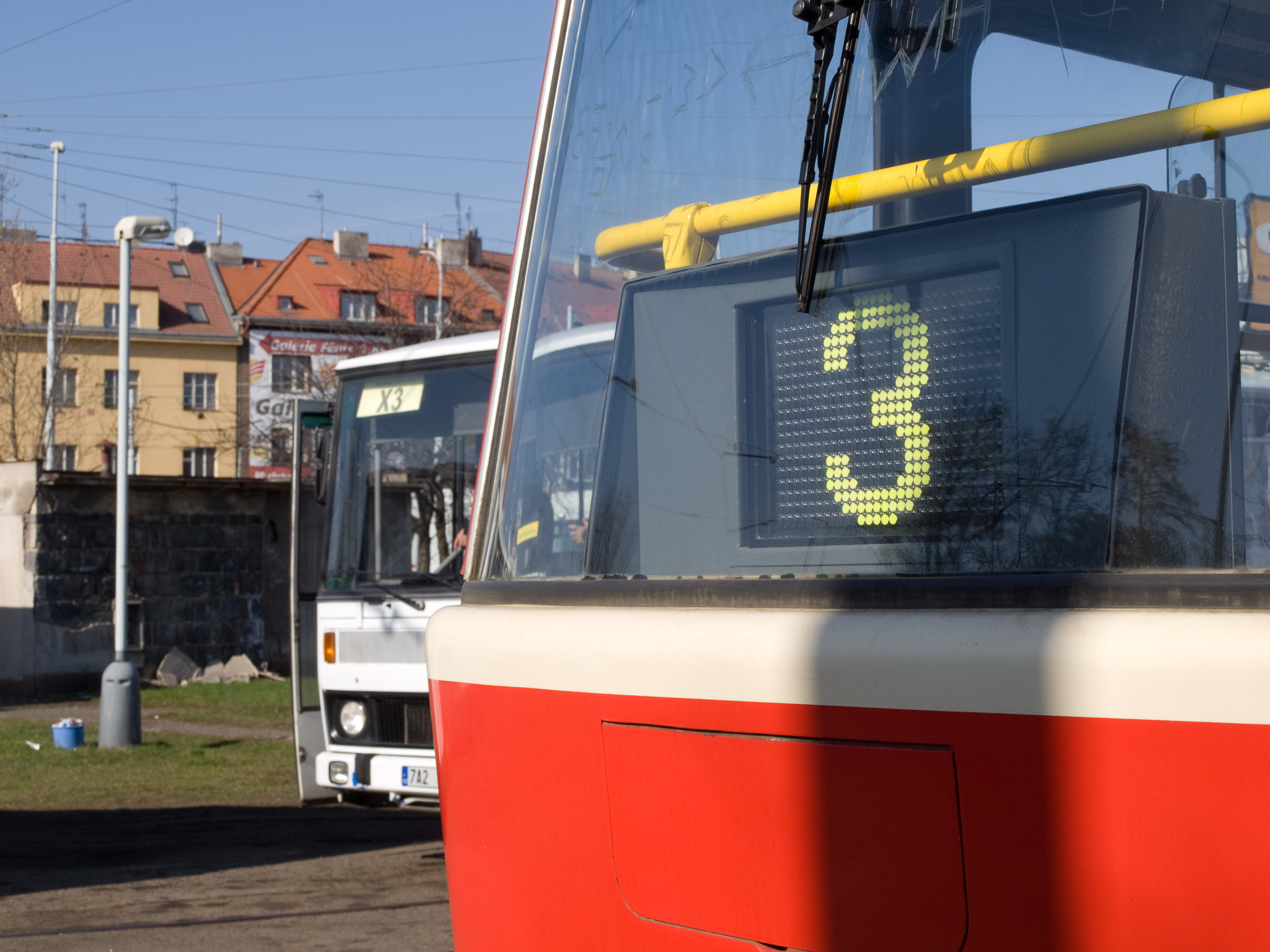
Zadní orientace linky 3 ve smyčce Starý Hloubětín v pozadí s NAD X-3 při výluce trati na Lehovec v dubnu 2010

Linka 3 vznikla 11. března 1908 očíslováním linky, která dosud byla na jízdenkách značena zkratkou Ob (podle Královské obory).
- od 1908 trasa Královská obora – II. restaurace – Výstaviště (současná konečná) – Rudolfova – Belcrediho (Strossmayerovo náměstí) – Jateční ulice – Lanová dráha (U Letenského tunelu) – Dlouhá třída – Josefské náměstí (Náměstí Republiky) – Prašná brána – Panská – Václavské náměstí, U Špinků (Můstek) – Jindřišská (střed Václavského náměstí) – Marianská ulice – Zemské museum (Muzeum) – Táborská – (trasa Mezibranská – Anglická – Bělehradská v dnešních názvech) – Havlíčkova (Bělehradská) – Tylovo náměstí – Vávrova – Erbenova – Nuselské schody[9]
- 1910 trasa Královská obora – II. restaurace – Výstava – Rudolfova třída (Veletržní) – Heřmanova ulice – Belcrediho třída (Strossmayerovo náměstí) – Vltavská ulice – Lanová dráha (U Letenského tunelu) – Eliščina třída – Dlouhá třída – Josefské náměstí (Náměstí Republiky) – Prašná brána – Panská ulice – Na Můstku – Jindřišská ulice (střed Václavského náměstí) – Mariánská ulice – Museum – Sokolská ulice – Táborská ulice – Palackého třída – Tylovo náměstí – Vávrova ulice – Erbenova ulice – Wenzigova ulice – Pod Karlovem – Vinohradské nádraží [10]
- prodloužena od Vinohradského nádraží (Nuselských schodů) do Nuslí[12]
- 1914 trasa beze změny[14]
- od roku 1917 místo do Královské obory jede od Výstaviště k Elektrárně Holešovice (v letní sezóně však byla příležitostně odkláněna do Obory)[12]
- Postupně prodloužena do Michle a Spořilova (1929)[12]
- 1924 trasa Michle – Vinohradské nádraží (Nuselské schody) – Tylovo náměstí – Museum – Václavské náměstí – Prašná Brána – Revoluční třída (Dlouhá) – Bělského třída (Dukelských hrdinů) – Elektrárna[16]
- 1929 trasa Spořilov – Nusle - Tylovo náměstí – Muzeum – Můstek – Náměstí Republiky – Strossmayerovo náměstí – Centrála (Elektrárna)[40]
- od 1933 odkloněna z Náměstí Bratří Synků (tehdy Nusle, Riegrovo náměstí) k vozovně Pankrác[12]
- od 1936 prodloužena od Elektrárny do Kobylis[12]
- 1938 trasa Libeň, Nemocnice Bulovka (Pod Bulovkou, U Vltavy na nábřeží) – Trojský most (později Pelc-Tyrolka) – U Královské obory – Bělského (Veletržní) – Štefánikův most – Prašná brána – Na Příkopě – Václavské náměstí – Náměstí Petra Osvoboditele (I. P. Pavlova) – Bělehradská třída – Riegrovo náměstí – Palackého třída – Pankrác, Vozovna[17]
- od 1939 prodloužena ke kobyliské vozovně[12]
- 1940 trasa Wagenhall / Vozovna Kobylisy – Erziehnungsanstalt / Vychovatelna – Trojabrücke / Trojský most – Ausstellung / Výstaviště – Strossmayerplatz / Strossmayerovo náměstí – Janatschekbrücke / Janáčkův most – Pulverturm / Prašná brána – Graben / Příkopy – Wenzelsplatz / Václavské náměstí – Tylplatz / Tylovo náměstí – Bahnhof Weiberge / Vinohradské nádraží (Nuselské schody) – Wienerstraße / Vídeňská třída – Pankratz / Pankrác, Za Vozovnou [18]
- 1947 trasa Vozovna Kobylisy – Veltěžská – Střelnice – Čimická – Okrouhlická – Vychovatelna – Rokoska – Kuchyňka – Pelc-Tyrolka – Trojský most – Výstava – Strossmayerovo náměstí – Náměstí Republiky – Můstek – Muzeum – Pod Karlovem – Nusle - Pankrác, Náměstí Hrdinů – Na Veselí[19]
- od 1952 prodloužena na Budějovické náměstí[12]
- 1957 trasa Vozovna Kobylisy – Vychovatelna – Pelc Tyrolka – Plynární – Park kultury a oddechu Julia Fučíka (PKOJF) (Výstaviště) – Veletržní palác – Strossmayerovo náměstí – Plánovací úřad (Nábřeží Kapitána Jaroše) – Náměstí Republiky – Prašná brána – Můstek – Václavské náměstí – Muzeum – Tylovo náměstí – Otakarova – Vladimírova – Budějovická [20]
- 1959 trasa (dtto jako 1957) [21]
- od 1960 prodloužena na Kačerov[12]
- 1961 trasa Vozovna Kobylisy – Vychovatelna – Pelc-Tyrolka – Park kultury a oddechu Julia Fučíka (PKOJF) (Výstaviště) – Strossmayerovo náměstí – Náměstí Republiky – Můstek – Muzeum – Tylovo náměstí – Pod Karlovem – Pankrác, Náměstí Hrdinů – Kačerov[22]
- od 1970 zkrácena na Budějovické náměstí[12]
- od 1972 zkrácena na Výstaviště[12]
- 1972 trasa Park kultury a oddechu Julia Fučíka (PKOJF) (Výstaviště) – Strossmayerovo náměstí – Náměstí Republiky – Můstek – Muzeum – Tylovo náměstí – Pod Karlovem – Pankrác, Náměstí Hrdinů – Budějovické náměstí[23]
- od 1973 prodloužena na Pelc-Tyrolku[12]
- od května 1974 nová trasa Florenc – Náměstí Lidových milicí, na Florenci se otáčela objezdem kolem Bílé labutě a ulicí Na Florenci.[12]
- 1974 trasa Sokolovská (Florenc) – Palmovka – Balabenka – Náměstí Lidových milicí[24]
- v 70. letech se ukončení v Hloubětíně měnilo, linka končila i ve Starém Hloubětíně nebo na Harfě[12]
- od listopadu 1977 – linka zrušena[12]
- od srpna 1978 linka zřízena v trase Nový Hloubětín – Národní divadlo – Nádraží Braník[12]
- od 1978 trasa Nový Hloubětín – Školka – ČKD Trakce – Vysočany – Náměstí Lidových milicí (náměstí OSN) – Vysočanská radnice – Nádraží Vysočany – Kulturní dům Vysočany – Balabenka – Palmovka – Sídliště Invalidovna – Urxova – Thámova – Vítkova – Sokolovská – Bílá labuť – Náměstí Republiky – Můstek – Perštýn-Máj – Národní divadlo – Jiráskovo náměstí – Palackého náměstí – Výtoň – Podolí – Kublov – Dvorce – Přístaviště – Modřanská – Nádraží Braník[26]
- 1980 dtto[28]
- od 1980 odkloněna přes Palmovku a Holešovice[12]
- od 1985 trasa Nový Hloubětín – Náměstí Lidových milicí (náměstí OSN) – Balabenka – Palmovka – Sokolovská – Nádraží střed – Jindřišská – Karlovo náměstí – Moráň – Palckého náměstí – Výtoň – Nádraží Braník
- od 1985 prodloužena na Černý Most (Lehovec)[12]
- od 1987 jezdila přes Karlín Sokolovskou ulicí[12]
- od 1990 opět přes Holešovice[12]
- od 1991 zkrácena do (Starého) Hloubětína, v roce 1992 opět prodloužena na Černý Most (Lehovec)[12]
- od 1995 prodloužena po nové trati na Sídliště Modřany[12]
- 1995 trasa Lehovec – Sídliště Hloubětín – Havana – Kbelská – Spalovna – Harfa (Nádraží Libeň) – Balabenka – Palmovka – Dělnická – Vltavská – Těšnov – Masarykovo nádraží – Jindřišská – Václavské náměstí – Vodičkova – Karlovo náměstí – Moráň – Palackého náměstí – Výtoň – Nádraží Braník – Nádraží Modřany – Sídliště Modřany[45]
- 9. listopadu 1998 přejmenovány zastávky Havana na Hloubětín, Tesla hloubětín na Nademlejnská a Spalovna na Podkovářská
- 2009 trasa Lehovec – Sídliště Hloubětín – Hloubětín – Kbelská – Nademlejnská – U Elektry – Podkovářská – Nádraží Libeň – Sazka arena – Ocelářská – Balabenka – Palmovka – Libeňský most – Maniny – Dělnická / Tusarova – Pražská tržnice – Vltavská – Těšnov – Bílá labuť – Masarykovo nádraží – Jindřišská – Václavské náměstí – Vodičkova – Lazarská – Karlovo náměstí – Moráň – Palackého náměstí – Výtoň – Podolská vodárna – Kublov – Dvorce – Přístaviště – Pobřežní cesta – Nádraží Braník – Černý kůň – Belárie – Modřanská škola – Nádraží Modřany – Čechova čtvrť – Poliklinika Modřany – U Libušského potoka – Modřanská rokle – Sídliště Modřany/Levského [32] Od 1. září 2010 byl zrušen jeden ze dvou párů zastávek Vltavská, v ose mostu [46][47]
- od září 2012 trasa Březiněveská (T) – Kobylisy (C) – Ke Stírce – Okrouhlická – Vychovatelna – Bulovka – Vosmíkových – U Kříže – Stejskalova – Divadlo pod Palmovkou (T) – Palmovka (B) – Invalidovna (B) – Urxova – Křižíkova (B) – Karlínské náměstí – Florenc (B) (C) – Bílá labuť – Masarykovo nádraží (B) (S) – Jindřišská – Václavské náměstí (A) (B) – Vodičkova – Lazarská – Novoměstská radnice (Z) – Karlovo náměstí (B) – Moráň (T) – Palackého náměstí (B) – Palackého náměstí (B) – Výtoň – Podolská vodárna – Kublov – Dvorce – Přístaviště – Pobřežní cesta (x) – Nádraží Braník (S) – Černý kůň (x) – Belárie (x) – Modřanská škola (x) – Nádraží Modřany (S) – Čechova čtvrť (x) – Poliklinika Modřany – U Libušského potoka (x) – Modřanská rokle – Sídliště Modřany/Levského (Z), nově páteřní linka s polovičními intervaly, v úseku Nádraží Braník – Levského v provozu pouze každý druhý spoj, spoje v trase Kobylisy – Nádraží Braník obsluhovány sólo vozy [35]
- od června 2013 na všechny spoje nasazeny dvouvozové soupravy kromě víkendů, v úseku Nádraží Braník – Sídliště Modřany/Levského (Z) v provozu pouze ve špičkách pracovních dnů každý druhý spoj [41]
- Od září 2016 všechny spoje jako dvouvozové, v trase Kobylisy – Nádraží Braník, úsek Nádraží Braník – Sídliště Modřany/Levského (Z) jen ve špičkách pracovních dnů.
- od září 2018 zastávka Stejskalova přejmenována na Libeňský zámek [48]
- Pravidelná trasa: Březiněveská (T) – Kobylisy (C) – Ke Stírce – Okrouhlická – Vychovatelna – Bulovka – Vosmíkových – U Kříže – Libeňský zámek – Divadlo pod Palmovkou (T) – Palmovka (B) – Invalidovna (B) – Urxova – Křižíkova (B) – Karlínské náměstí – Florenc (B) (C) – Bílá labuť – Masarykovo nádraží (B) (S) – Jindřišská – Václavské náměstí (A) (B) – Vodičkova – Lazarská – Novoměstská radnice (Z) – Karlovo náměstí (B) – Moráň (T) – Palackého náměstí (B) – Palackého náměstí (B) – Výtoň – Podolská vodárna – Kublov – Dvorce – Přístaviště – Pobřežní cesta (x) – Nádraží Braník (S) – Černý kůň (x) – Belárie (x) – Modřanská škola (x) – Nádraží Modřany (S) – Čechova čtvrť (x) – Poliklinika Modřany – U Libušského potoka (x) – Modřanská rokle – Sídliště Modřany – Levského (Z), úsek Nádraží Braník – Sídliště Modřany/Levského (Z) jen ve špičkách pracovních dnů.

V letech 1980–1985 jezdila linka i v nočním provozu v trase téměř shodné s denní linkou.

### Linka 4

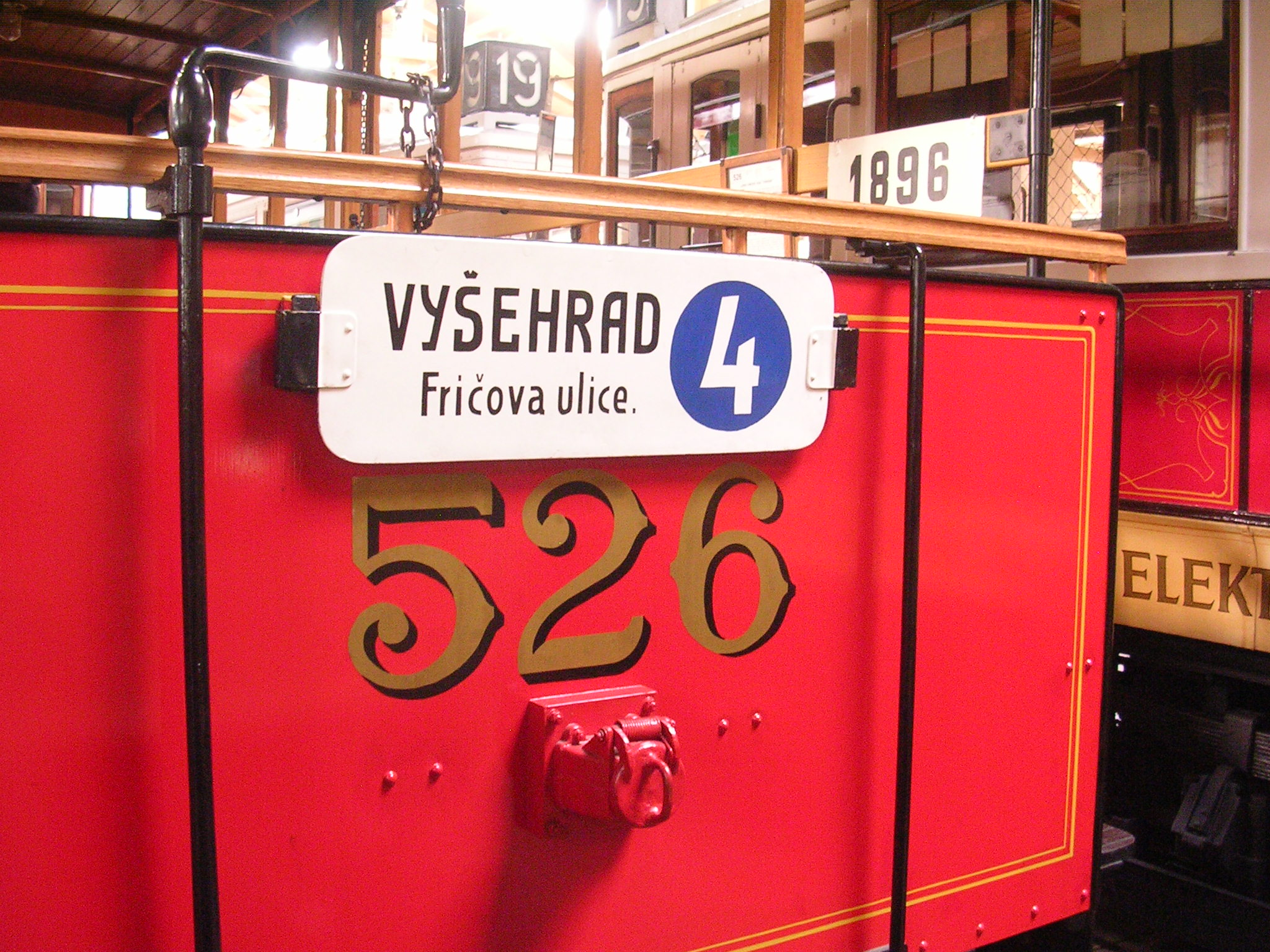
Historické čelní označení linky 4

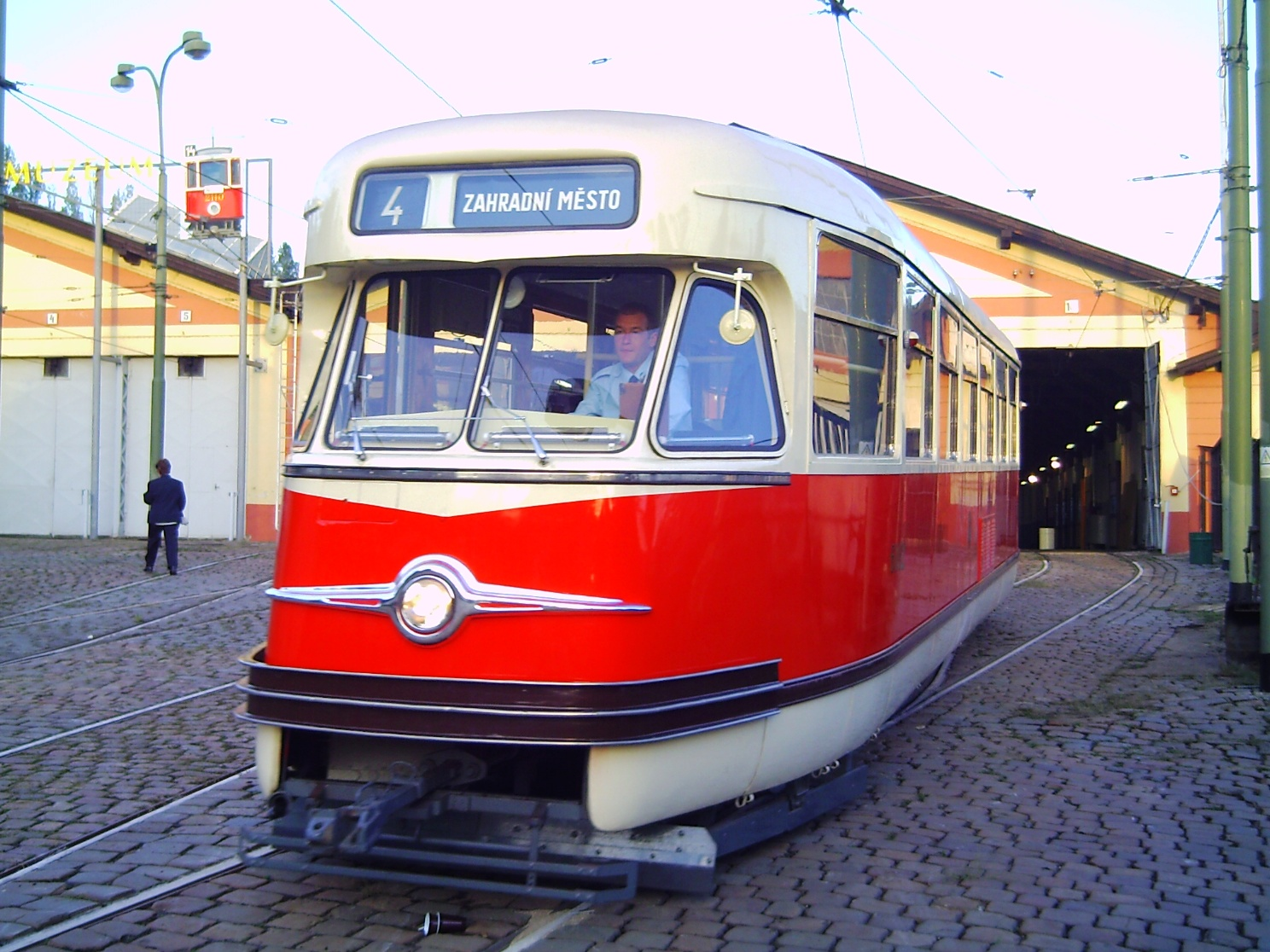
Muzeální tramvaj Tatra T2 ustrojená pro někdejší linku 4

Linka 4 vznikla 19. dubna 1908 očíslováním linky, která dosud byla na jízdenkách značena zkratkou Vyš (podle konečné Vyšehrad).
- od 1908 trasa Národní divadlo – Šlikův palác – Myslíkova (Spálená před soudem) – Česká technika (Karlovo náměstí) – Moráň – Trojická – Plavecká – Královský Vyšehrad[9]
- v roce 1909 prodloužena ze Spálené k Národnímu divadlu[12]
- 1910 prodloužena do Fričovy ulice v Nuslích[12]
- 1910 trasa Národní divadlo – Ulice Karolíny Světlé – Spálená ulice – Myslíkova ulice – Česká technika (Karlovo náměstí) – Na Moráni – Trojická ulice – Plavecká ulice – Královský Vyšehrad – Vyšehradské nádraží – Přemyslova ulice – Jaromírova ulice – Nezamyslova ulice – Svatoplukova ulice – Fričova ulice (Tylovo divadlo v Nuslích dnes Divadlo Na Fidlovačce)[10]
- 1912 prodloužena od Národního divadla po trase Křížovnická – Staroměstské náměstí – Čechův most – dnešní Strossmayerovo náměstí – Výstaviště.[12]
- 1914 trasa beze změny[14]
- 1917 ze Strossmayerova náměstí odkloněna na Letnou ke Korunovační třídě[12]
- 1924 trasa Letná, Čechova třída – Strossmayerovo náměstí – Bělského třída – Čechův most – Staroměstské náměstí – Nová radnice (Mariánské náměstí) – Masarykovo nábřeží – Národní divadlo – Karlovo náměstí – Vyšehrad – Nusle, Fričova ulice[16]
- 1926 prodloužena z Nuslí přes Soběslavovu (nyní Křesomyslovu) a Otakarovu na Čechovo náměstí[12]
- 1929 trasa Sparta – Strossmayerovo náměstí – Národní divadlo – Karlovo náměstí – Tylovo divadlo (v Nuslích) – Čechovo náměstí[40]
- od 1930 odkloněna na Pankrác[12]
- od 1932 prodloužena na Vychovatelnu[12]
- od 1932 rozdělena do tří větví, část do Braníka, část na Pankrác a část Nuselským údolím na Čechovo náměstí[12]
- od 1936 sjednocena do trasy Vychovatelna – Průběžná[12]
- od podzimu 1936 prodloužena do Zahradního Města[12]
- 1938 trasa Libeň, Vychovatelna – Fügnerova – Primátorská třída – Libeňský most – Jatky – Bělského třída (Nábřaží Kapitána Jaroše) – Štefánikův most – Prašná brána – Na Příkopě – Národní divadlo – Palackého náměstí – Rašínovo nábřeží – Vyšehradské nádraží – Tylovo divadlo (v Nuslích dnes Divadlo Na Fidlovačce) – Třída krále Jiřího (Koh-i-noor) – Eden – Průběžná – Zahradní Město – Záběhlice[17]
- 1940 trasa Bulovka / Bulovka – Lieben, Unterbahnhof / Libeň, Dolní nádraží – Schlachthof / Jatky – Hlávka-brücke / Hlávkův most – Janatschek brücke / Janáčkův most (Štefánikův most) – Pulverturm / Prašná brána – Am Brückel / Můstek – Nationaltheater / Národní divadlo – Moldaulände / Vltavské nábřeží – Eisenbahnbrücke / Železniční most – Pschemislplatz / Přemyslovo náměstí – Bahnhof Werschowitz-Nusl / Nádraží Vršovice-Nusle – König Georg strasse / třída krále Jiřího – Gartenstadt / Zahradní město [18]
- 1942 zkrácena do trasy Zahradní Město – Národní divadlo[12]
- 1947 trasa Národní divadlo – Perštýn – Myslíkova – Jiráskův most – Palackého náměstí – Železniční most – Nádraží Vyšehrad – Přemyslovo náměstí – Svatoplukova – Tylovo divadlo (v Nuslích)– Soběslavova – Nádraží Vršovice – Krokova – Třída krále Jiřího (Koh-i-noor) – Eden – Zahrádky – Předpolí – Průběžná – Petrovická – Nákladové nádraží Strašnice – Dubečská – Na Skalce – Zahradní Město[19]
- od roku 1951 v nové trase Národní divadlo – Újezd – Lihovar, na lince testovány nové vozy Tatra T1[12]
- od roku 1955 prodloužena do Hostivaře (Náměstí Josefa Marata)[12]
- 1957 trasa Hostivař – Nádraží Strašnice – Průběžná – Východní náměstí (Kubánské náměstí) – Koh-i-noor – Vršovické nádraží – Otakarova – Nádraží Vyšehrad – Výtoň – Palackého náměstí – Zborovská – Anděl – Knížecí – Nádraží Smíchov – Zlíchov, Lihovar [20]
- 1959 trasa Hlubočepy – Anděl – Jiráskovo náměstí – Výtoň – Otakarova – Zahradní město – Hostivař[21], jiný zdroj předpokládá stále ukončení u Lihovaru[12]
- od 1961 trasa Zlíchov, Lihovar – Autobusové nádraží Smíchov – Nádraží Smíchov – Plzeňka – Knížecí – Anděl – Zborovská – Palackého náměstí – Výtoň – Vyšehrad – Ostrčilovo náměstí – Svatoplukova – Divadlo v Nuslích – Otakarova – Nádraží Vršovice – Oblouková – Koh-i-noor – Stadion doktora Vacka – Náměstí Kubánské revoluce – Průběžná – Petrovická – Nádraží Strašnice – Skalka – Zahradní Město – Záveská – Na Groši – Hostivař, náměstí Josefa Marata[22]
- od 1970 prodloužení od Lihovaru do Hlubočep[12]
- 1972 trasa Hlubočepy – Zlíchov, Lihovar – Autobusové nádraží Smíchov) – a dále do Hostivaře[23]
- 1974 trasa Zlíchov, Lihovar – Autobusové nádraží Smíchov – a dále do Hostivaře[24]
- od srpna 1978 linka zrušena[12]
- od listopadu 1978 obnovena v trase Nádraží Strašnice – Lihovar[12]
- od 1978 trasa Hlubočepy – Zlíchov – Lihovar – Autobusové nádraží Smíchov – Nádraží Smíchov – Plzeňka – Knížecí – Anděl – Zborovská – Palackého náměstí – Výtoň – Vyšehrad – Ostrčilovo náměstí – Svatoplukova – Divadlo v Nuslích – Otakarova – Nádraží Vršovice – Oblouková – Koh-i-noor – Stadion doktora Vacka – Náměstí Kubánské revoluce – Průběžná – Strašnice, Radošovická[26]
- od 1979 odkloněna na Kotlářku[12]
- 1980 trasa Košíře, Kotlářka – Kavalírka – Klamovka – U Zvonu – Bertramka – Anděl – Zborovská – Palackého náměstí – Moráň – Štěpánská – I. P. Pavlova – Bruselská – Pod Karlovem – Nuselské schody – Otakarova – Nádraží Vršovice – Oblouková – Koh-i-noor – Stadion doktora Vacka – Náměstí Kubánské revoluce – Průběžná – Strašnice, Radošovická[28]
- od 1985 trasa Košíře, Kotlářka – Anděl – Palackého náměstí – Moráň – I. P. Pavlova – Náměstí Míru – Čechovo náměstí – Koh-i-noor – Náměstí Kubánské revoluce – Průběžná – Strašnice, Radošovická
- od 1985 zkrácena na Kubánské náměstí[12]
- od 1988 trasa Sídliště Řepy – Motol – Kotlářka – Anděl – Palackého náměstí – Moráň – I. P. Pavlova – Náměstí Míru – Čechovo náměstí – Koh-i-noor – Náměstí Kubánské revoluce[12]
- 1998 trasa Košíře, Kotlářka – Anděl – Palackého náměstí – Moráň – I. P. Pavlova – Náměstí Míru – Čechovo náměstí (jen v pracovní dny) [29]
- 2002 rozšířen provoz linky na celodenní a celotýdenní, kromě nedělí dopoledne
- 2008 trasa (Sídliště Řepy – Blatiny – Slánská – Hlušičkova – Krematorium Motol – Motol – Vozovna Motol – Hotel Golf – Poštovka – jen ranní špička – ) Kotlářka – Anděl – Palackého náměstí – Moráň – I. P. Pavlova – Náměstí Míru – Čechovo náměstí[49]
- od 2009 trasa Čechovo náměstí – Vršovické náměstí – Ruská – Krymská (Z) – Jana Masaryka – Náměstí Míru – I. P. Pavlova – Štěpánská – Karlovo náměstí – Moráň (T) – Palackého náměstí – Zborovská – Anděl – Na Knížecí – Plzeňka – Smíchovské nádraží (– jen ranní špička – ČSAD Smíchov – Lihovar – Zlíchov – Hlubočepy – Geologická – K Barrandovu – Chaplinovo náměstí – Poliklinika Barrandov – Sídliště Barrandov) [32]
- od září 2012 trasa Kubánské náměstí – Čechovo náměstí – Vršovické náměstí – Náměstí Míru – I. P. Pavlova – Karlovo náměstí – Moráň (T) – Palackého náměstí – Anděl – Kotlářka [35]
- od června 2013 v provozu pouze v přepravních špičkách pracovních dní, cca od 6 do 9 h ráno a od 15 do 19 h odpoledne [41]
- od srpna 2016 trasa Sídliště Barrandov – Poliklinika Barrandov – Chaplinovo náměstí – K Barrandovu – Geologická – Hlubočepy – Zlíchov – Lihovar – ČSAD Smíchov (x) – Smíchovské nádraží (B) (S) – Plzeňka – Na Knížecí (B) – Anděl (B) – Zborovská – Palackého náměstí (B) – Moráň (Z) – Karlovo náměstí (B) – Štěpánská – I. P. Pavlova (C) – Náměstí Míru (A) – Jana Masaryka – Krymská – Ruská – Vršovické náměstí – Čechovo náměstí [42]
- od listopadu 2020 zrušena zastávka ČSAD Smíchov [50]
- od 30. dubna 2022 došlo k přejmenování zastávky Slavia na Slavia - Nádraží Eden [51]
- pravidelná trasa do 16. října 2023 Sídliště Barrandov – Poliklinika Barrandov – Chaplinovo náměstí – K Barrandovu – Geologická – Hlubočepy – Zlíchov – Lihovar – Smíchovské nádraží (B) (S) – Plzeňka – Na Knížecí (B) – Anděl (B) – Zborovská – Palackého náměstí (B) – Moráň (Z) – Karlovo náměstí (B) – Štěpánská – I. P. Pavlova (C) – Náměstí Míru (A) – Jana Masaryka – Krymská – Ruská – Vršovické náměstí – Čechovo náměstí – Koh-i-noor – Slavia-Nádraží Eden (S) – Kubánské náměstí, v provozu pouze v přepravních špičkách pracovních dní, cca od 6 do 9 h ráno a od 15 do 19 h odpoledne [52]
- od 16. října 2023 je linka prodloužena do zastávky Slivenec a jezdí v trase Slivenec – Holyně – Náměstí Olgy Scheinpflugové – Sídliště Barrandov – Poliklinika Barrandov – Chaplinovo náměstí – K Barrandovu – Geologická – Hlubočepy – Zlíchov – Lihovar – Smíchovské nádraží (B) (S) – Plzeňka – Na Knížecí (B) – Anděl (B) – Zborovská – Palackého náměstí (B) – Moráň (Z) – Karlovo náměstí (B) – Štěpánská – I. P. Pavlova (C) – Náměstí Míru (A) – Jana Masaryka – Krymská – Ruská – Vršovické náměstí – Čechovo náměstí – Koh-i-noor – Slavia-Nádraží Eden (S) – Kubánské náměstí, v provozu je nově v pracovní dny cca od 6 do 20 hodin[53]

### Linka 5
Linka 5 vznikla 24. října 1907 očíslováním linky, která dosud byla na jízdenkách značena zkratkou K (podle Karlína). Byla historicky úplně první očíslovanou tramvajovou linkou v Praze.
- od 1908 trasa Karlín, Poděbradova (cca Urxova) – Karlova – Jungmannovy sady (Karlínské náměstí) – Vítkova – Severozápadní nádraží (později Denisovo, později Těšnov, později zbourané) – Havlíčkova – Josefské náměstí (náměstí Republiky) – Prašná brána – Panská – Můstek – Perlová – Spálená – Mikulandská – Národní divadlo – Chotkova (Újezd) – pod Petřínem (u lanovky?) – Harantova (severně od Helichovy) – Malostranské náměstí[9]
- 1910 trasa Vysočany – U Ruského dvora – U Burešů – Lihovar – Balabenka – Kloboučnická – Hejdukova ulice – Palmovka – Štrasburg – Rustonka – Invalidovna – Riegrova třída – Poděbradova ulice – Karlova ulice – Jungmannovy sady (Karlínské náměstí) – Vítkova ulice – Viadukt – Na Poříčí – Havlíčkova ulice – Josefské náměstí (náměstí Republiky) – Prašná brána – Panská ulice – Václavské náměstí – Perlová ulice – Spálená ulice – Ulice Karolíny Světlé – Národní divadlo – Střelecký ostrov – Ferdinandovo nábřeží – Chotkova ulice (Újezd) – Petřín (u lanovky) – Harantova ulice – Prokopská ulice – Malostranské náměstí – Letenská ulice (Z) – Valdštýnské náměstí (T) – Klárov – Pod Bruskou – Jelení příkop – Chotkovy sady – Písecká brána – Kadetní škola – Královský hrad[10]
- od 1912 trasa prodloužena ... – Královský Hrad – Pohořelec [12]
- od 1914 trasa Kolbenova továrna – Balabenka – Palmovka – Invalidovna – Na Poříčí – Prašná brána – Národní divadlo – Chotkova ulice (Újezd) – Malostranské náměstí – Klárov[14]
- od 1923 trasa Vysočany, Kolbenova továrna – Palmovka – Karlín – náměstí Republiky – Národní třída – Újezd – Smíchov, Západní Nádraží [12][16]
- od 1927 trasa Vysočany, Kolbenova továrna – Palmovka – Karlín – náměstí Republiky – Národní Divadlo – Újezd – Anděl – Hlubočepy [12][40]
- 1938 trasa Hloubětín (dnes Starý Hloubětín) – Palmovka – dále dtto [17]
- 1940 trasa Tiefenbach / Hloubětín – Oberer Bahnhof-Palmhof / Libeň, Horní nádraží – Königsstrasse / Královská třída – Deutschherrenstrasse / Poříč – Pulverturn / Prašná brána – Am Brückel / Na Můstku – Nationaltheater / Národní divadlo – Aujest / Újezd – Arbesplatz / Arbesovo náměstí – Bahnhof Smichov / nádraží Smíchov – Kohlfelden / Hlubočepy [18]
- 1947 trasa Hloubětín – Na Harfě – Balabenka – Městské museum – náměstí Republiky – Můstek – Národní divadlo – Újezd – U Anděla – Zlíchov, Lihovar – Hlubočepy[19]
- 1957 trasa beze změny[20]
- 1959 trasa beze změny[21]
- 1961 trasa beze změny[22]
- 1972 trasa počátek beze změny, dále – U Anděla – Zlíchov, Lihovar[23]
- 1974 trasa počátek beze změny, dále – U Anděla – Zlíchov, Lihovar – Hlubočepy[24]
- od 1978 trasa Černý most (nyní Lehovec) – Slévačská – Havana – Kbelská – Tesla Hloubětín – U Elektry – Spalovna – Harfa – Mostárna – Lokomotivka – Ocelářská – Balabenka – Palmovka – Sídliště Invalidovna – Urxova – Thámova – Vítkova – Sokolovská (Florenc) – Bílá Labuť – náměstí Republiky – Můstek – Perštýn-Máj – Národní divadlo – Újezd – náměstí Sovětských tankistů – Anděl – Plzeňka – Nádraží Smíchov – Autobusové Nádraží Smíchov – Lihovar – Zlíchov – Hlubočepy[26]
- od 1980 trasa beze změny[28]
- od 1985 trasa Černý Most – Harfa – Balabenka – Palmovka – Sokolovská – náměstí Republiky – Nábřeží Kapitána Jaroše – Park kultury a oddechu Julia Fučíka (PKOJF) (Výstaviště) – Nádraží Holešovice – Ke stírce – vozovna Kobylisy
- od 1990 trasa Hloubětín – Harfa – Balabenka – Palmovka – Ohrada – Olšanská – Hlavní nádraží – náměstí Republiky – Nábřeží Kapitána Jaroše – Výstaviště – Nádraží Holešovice – Ke stírce – vozovna Kobylisy
- od 1998 trasa vozovna Kobylisy – Ke Stírce – Nádraží Holešovice – Výstaviště – Strossmayerovo náměstí – náměstí Republiky – Masarykovo nádraží – Olšanské náměstí – Olšanské hřbitovy[29][54]
- od 2003 trasa Výstaviště – Nádraží Holešovice – Dělnická – Strossmayerovo náměstí – náměstí Republiky – Masarykovo nádraží – Olšanské náměstí – Olšanské hřbitovy [31]
- 2009 trasa Olšanské hřbitovy – Flora – Olšanské náměstí – Lipanská – Husinecká – Hlavní nádraží – Masarykovo nádraží – Náměstí Republiky – Dlouhá třída – Nábřeží Kapitána Jaroše (Z) – Strossmayerovo náměstí – Vltavská – Pražská tržnice – Tusarova (Z) – Dělnická – U Průhonu (T) – Ortenovo náměstí – Nádraží Holešovice – Výstaviště[32]
- od září 2012 trasa Černokostelecká – Želivského – Olšanské hřbitovy – Hlavní nádraží – Masarykovo nádraží – Náměstí Republiky – Strossmayerovo náměstí – Špejchar – dále jen ve špičce – Hradčanská – Dejvická – Bořislavka – Vozovna Vokovice – Divoká Šárka[35]
- od června 2013 trasa Ústřední dílny DP – Černokostelecká – Želivského – Olšanské hřbitovy – Hlavní nádraží – Masarykovo nádraží – Náměstí Republiky – Malostranská – Hradčanská – Vítězné náměstí – Nádraží Podbaba [41]
- od října 2015 trasa Ústřední dílny DP – ... – Vítězné náměstí – Nádraží Veleslavín – Divoká Šárka
- od srpna 2016 trasa Sídliště Barrandov – Poliklinika Barrandov – Chaplinovo náměstí – K Barrandovu – Geologická – Hlubočepy – Zlíchov – Lihovar – ČSAD Smíchov (x) – Smíchovské nádraží (B) (S) – Plzeňka – Na Knížecí (B) – Anděl (B) – Zborovská – Jiráskovo náměstí – Myslíkova – Lazarská – Vodičkova – Václavské náměstí (A) (B) – Jindřišská – Hlavní nádraží (C) (S) – Husinecká – Lipanská – Olšanské náměstí – Flora (A) – Olšanské hřbitovy – Želivského (A) – Želivského (A) – Vinohradské hřbitovy – Krematorium Strašnice – Vozovna Strašnice – Vinice (T) – Solidarita – Zborov - Strašnické divadlo – Nové Strašnice – Černokostelecká – Depo Hostivař (A) (x) – Malešická továrna (x) – Na Homoli (x) – Ústřední dílny Dopravního podniku [42]
- od září 2020 trasa Sídliště Barrandov – ... – Krematorium Strašnice – Vinice – Solidarita – ... – Ústřední dílny Dopravního podniku [55]
- od listopadu 2020 zrušena zastávka ČSAD Smíchov [50]
- od června 2021 trasa Sídliště Barrandov – Poliklinika Barrandov – Chaplinovo náměstí – K Barrandovu – Geologická – Hlubočepy – Zlíchov – Lihovar – Smíchovské nádraží (B) (S) – Plzeňka – Na Knížecí (B) – Anděl (B) – Zborovská – Jiráskovo náměstí – Myslíkova – Lazarská – Vodičkova – Václavské náměstí (A) (B) – Jindřišská – Hlavní nádraží (C) (S) – Husinecká – Lipanská – Olšanské náměstí – Olšanská – Nákladové nádraží Žižkov (v Olšanské ulici) – Nákladové nádraží Žižkov – Biskupcova – Ohrada – Vozovna Žižkov [56]
- od 2. prosince 2021 došlo k přejmenování zastávka Husinecká na Viktoria Žižkov [57]
- od dubna 2022 je linka z Barrandova prodloužena do zastávky Holyně[58]
- od 13. října 2023 jezdí linka v trase Slivenec – Holyně – Náměstí Olgy Scheinpflugové – Sídliště Barrandov – Poliklinika Barrandov – Chaplinovo náměstí – K Barrandovu – Geologická – Hlubočepy – Zlíchov – Lihovar – Smíchovské nádraží (B) (S) – Plzeňka – Na Knížecí (B) – Anděl (B) – Zborovská – Jiráskovo náměstí – Myslíkova – Lazarská – Vodičkova – Václavské náměstí (A) (B) – Jindřišská – Hlavní nádraží (C) (S) – Viktoria Žižkov – Lipanská – Olšanské náměstí – Olšanská – Nákladové nádraží Žižkov (v Olšanské ulici) – Nákladové nádraží Žižkov – Biskupcova – Ohrada – Vozovna Žižkov[53]

### Linka 6
Linka 6 vznikla v roce 1908 očíslováním linky, která dosud byla na jízdenkách značena zkratkou T (podle Těšnova).
- od 1908 trasa Nádraží Smíchov – Myslíkova – Holešovice, Bělského třída (dnes Dukelských hrdinů)[9]
- 1910 zastávky Královská obora – II. restaurace – Výstava – Bělského třída (Veletržní) – Rudolfova třída (Nádraží Bubny?) – Heřmanova ulice – Vltavská ulice – Štvanice – Severozápadní Nádraží (bývalé Nádraží Těšnov) – Na Poříčí – Havlíčkova ulice – Dlážděná ulice – U svatého Jindřicha – Václavské náměstí – Dívčí škola – Vladislavova ulice – Myslíkova ulice – Křemencova ulice – Riegrovo nábřeží – Podskalská třída (Jiráskovo nám?) – Odjezd parníků – Palackého náměstí – Přemyslova třída – Plzeňská třída (Anděl) – Vltavská ulice (Knížecí) – Pivovar – U Jelena – Západní Nádraží (bývalé starší Nádraží Smíchov, dnes cca Plzeňka) – Lumírova ulice – Slavojova ulice – Královská louka – Červená zahrada (ČSAD Smíchov?) [10]
- 1914 trasa Bělského třída (Veletržní) – ??? – Anděl – Západní Nádraží[14]
- 1924 trasa Holešovice,Královská obora – Výstava (Veletržní) – Bubenská – Denisovo nádraží – Masarykovo nádraží – Myslíkova – Palackého náměstí – Anděl – Smíchov, Západní Nádraží[16]
- 1926 trasa Santoška – Anděl – Jiráskovo náměstí – Ječná – Muzeum – Wilsonovo nádraží – Masarykovo nádraží – Holešovice, Bělského třída (Veletržní x Dukelských hrdinů) [59]
- 1927 trasa Smíchovské Nádraží – Anděl – dále beze změny [59]
- 1932 až 1.12.1938 trasa Santoška – Anděl – dále beze změny
- 1940 trasa Baumgarten / Stromovka – Ausstellung / Výstaviště – Bubenská třída – Hlávkabrücke / Hlávkův most – Moldaubahnhof / Vltavské Nádraží (bývalé Nádraží Těšnov) – Deutschherrenstrasse / Poříč – Hibernerbahnhof / Hyberské nádraží (Masarykovo nádraží) – Hauptbahnhof / Hlavní nádraží – Museum / Museum – König Peter Platz / náměstí Petra Osvoboditele – Tschechisches Kinder spital / Česká dětská nemocnice [18]
- 1942 trasa Karlov – Mezibranskou ulicí – Museum – Hlavní nádraží – Hybernské nádraží (Masarykovo nádraží) – Florenc – Nádraží Bubny – Výstaviště [59]
- 1947 zastávky Výstava – Veletržní palác – Nádraží Bubny – Elektrické podniky – Štvanice – Denisovo nádraží – Na Poříčí – Masarykovo nádraží – Bolzanova – Wilsonovo Nádraží – Divadlo 5. května – Museum – náměstí Petra Osvoboditele (I. P. Pavlova) – Fügnerovo náměstí – Dětská nemocnice Karlov[19]
- od 1948 ... Denisovo nádraží – ulicí Na Poříčí – Masarykovo nádraží ...[60]
- 1959 stejná trasa[21]
- 1963 trasa Park kultury a oddechu Julia Fučíka (PKOJF) (Výstaviště) – Veletržní palác – Nádraží Bubny – Dopravní podnik – Nádraží Těšnov – Nádraží střed – Hlavní nádraží – Museum – I. P. Pavlova – Dětská nemocnice Karlov (stejná trasa, změny názvů zastávek)[61]
- od 1966 linka zrušena [59]
- od 1971 trasa Spojovací – Ohrada – Tachovské náměstí – Hybernská – Můstek – Národní divadlo – Újezd – Anděl – Nádraží Smíchov – Hlubočepy [59]
- od 1972 trasa zkrácena Vápenka – Ohrada – .... – Anděl – Smíchovské Nádraží – Hlubočepy[23]
- od 1973 trasa Vápenka – Anděl – Radlice [59]
- od 1974 trasa Radlice – Anděl – Moráň – Karlovo náměstí – I. P. Pavlova – náměstí Míru – Ruská – Vršovice, náměstí Kubánské revoluce[24]
- od 1978 trasa Radlice – Anděl – Újezd – Národní divadlo – Můstek – Václavské náměstí – Museum – Jiřího z Poděbrad – Olšanské hřbitovy[26]
- od 2. července 1980 linka zrušena[28]
- od 3. listopadu 1985 trasa Radošovická – Otakarova – Nuselské schody - I. P. Pavlova – Moráň – Anděl – Radlice, Laurová [59]
- od 1986 trasa Radošovická – Otakarova – I. P. Pavlova – Národní divadlo – Újezd – Anděl – Radlice, Laurová [59]
- od listopadu 1990 trasa Radošovická – Otakarova – I. P. Pavlova – Národní divadlo – Újezd – Anděl – Kotlářka [59]
- od 26. března 1991 trasa Oblouková – Otakarova – I. P. Pavlova – Národní divadlo – Újezd – Anděl – Ženské domovy [59]
- od 9. listopadu 1998 trasa Kubánské náměstí – Otakarova – I. P. Pavlova – Národní divadlo – Újezd – Anděl – Smíchovské Nádraží[29]
- od září 2004 trasa Kubánské náměstí – Otakarova – I. P. Pavlova – Národní divadlo – Újezd – Anděl – Laurová[31]
- od 4. října 2008 trasa Kubánské náměstí – Otakarova – I. P. Pavlova – Národní divadlo – Újezd – Anděl – Kotlářka [49][59]
- od 2009 trasa Kotlářka – Kavalírka – Klamovka – U Zvonu – Bertramka – Anděl – Arbesovo náměstí – Švandovo divadlo – Újezd – Národní divadlo – Národní třída – Karlovo náměstí – Štěpánská – I. P. Pavlova – Bruselská – Pod Karlovem (T) – Nuselské schody – Otakarova – Nádraží Vršovice – Oblouková – Koh-i-noor – Slavia – Kubánské náměstí[32]
- od 1. září 2012 trasa jen ve špičce ráno Sídliště Barrandov – dále vždy – Smíchovské nádraží – Anděl – Újezd – Národní divadlo – Karlovo náměstí – Albertov – Náměstí bratří Synků – Spořilov [35]
- od 28. srpna 2016 trasa Kubánské náměstí – Slavia – Koh-i-noor – Bohemians – Nádraží Vršovice (S) – Otakarova – Nuselské schody – Pod Karlovem – Bruselská – I. P. Pavlova (C) – Štěpánská – Karlovo náměstí (B) – Novoměstská radnice (T) – Lazarská – Vodičkova – Václavské náměstí (A) (B) – Jindřišská – Masarykovo nádraží (B) (S) – Náměstí Republiky (B) – Dlouhá třída – Nábřeží Kapitána Jaroše (Z) – Strossmayerovo náměstí – Veletržní palác – Výstaviště Holešovice – Nádraží Holešovice (C) (S) – Ortenovo náměstí – U Průhonu (Z) – Dělnická (T) – Maniny – Libeňský most (x) – Palmovka (B) [42]
- od 28. srpna 2021 došlo k přejmenování zastávky Výstaviště Holešovice na jen Výstaviště [62]
- od března 2022 je z důvodu výluky na Krejcárku dlouhodobě prodloužena do zastávky Vysočanská (B)
- od 30. dubna 2022 došlo k přejmenování zastávky Slavia na Slavia-Nádraží Eden [51]
- pravidelná trasa Kubánské náměstí – Slavia-Nádraží Eden (S) – Koh-i-noor – Bohemians – Nádraží Vršovice (S) – Otakarova – Nuselské schody – Pod Karlovem – Bruselská – I. P. Pavlova (C) – Štěpánská – Karlovo náměstí (B) – Novoměstská radnice (T) – Lazarská – Vodičkova – Václavské náměstí (A) (B) – Jindřišská – Masarykovo nádraží (B) (S) – Náměstí Republiky (B) – Dlouhá třída – Nábřeží Kapitána Jaroše (Z) – Strossmayerovo náměstí – Veletržní palác – Výstaviště – Nádraží Holešovice (C) (S) – Ortenovo náměstí – U Průhonu (Z) – Dělnická (T) – Maniny – Libeňský most (x) – Palmovka (B)
- Od března 2022 je z důvodu dlouhodobé výluky na Krejcárku prodloužena: Kubánské náměstí – ... – Libeňský most (x) – Palmovka (Z) (B) – Palmovka (B) – Balabenka – Divadlo Gong – Poliklinika Vysočany – Nádraží Vysočany (B) (S) – Vysočanská (B). [36]
- Od 3. června 2023 se linka vrátila na trasu Kubánské náměstí – Slavia-Nádraží Eden (S) – Koh-i-noor – Bohemians – Nádraží Vršovice (S) – Otakarova – Nuselské schody – Pod Karlovem – Bruselská – I. P. Pavlova (C) – Štěpánská – Karlovo náměstí (B) – Novoměstská radnice (T) – Lazarská – Vodičkova – Václavské náměstí (A) (B) – Jindřišská – Masarykovo nádraží (B) (S) – Náměstí Republiky (B) – Dlouhá třída – Nábřeží Kapitána Jaroše (Z) – Strossmayerovo náměstí – Veletržní palác – Výstaviště – Nádraží Holešovice (C) (S) – Ortenovo náměstí – U Průhonu (Z) – Dělnická (T) – Maniny – Libeňský most (x) – Palmovka (B)
- Od 23. října 2023 je náhradou za linku 14 trvale prodloužena do zast. Vysočanská. Trasa: Kubánské náměstí – Slavia-Nádraží Eden (S) – Koh-i-noor – Bohemians – Nádraží Vršovice (S) – Otakarova – Nuselské schody – Pod Karlovem – Bruselská – I. P. Pavlova (C) – Štěpánská – Karlovo náměstí (B) – Novoměstská radnice (T) – Lazarská – Vodičkova – Václavské náměstí (A) (B) – Jindřišská – Masarykovo nádraží (B) (S) – Náměstí Republiky (B) – Dlouhá třída – Nábřeží Kapitána Jaroše (Z) – Strossmayerovo náměstí – Veletržní palác – Výstaviště – Nádraží Holešovice (C) (S) – Ortenovo náměstí – U Průhonu (Z) – Dělnická (T) – Maniny – Libeňský most (x) – Palmovka (B) – Balabenka – Divadlo Gong – Poliklinika Vysočany –Nádraží Vysočany (B) (S) – Vysočanská (B). [63]
- Od 17. února 2024 je kvůli havarijnímu stavu části Libeňského soumostí dlouhodobě odkloněna: Kubánské náměstí – ... – Nádraží Holešovice (C) (S) – Trojská – Nad Trojou – Hercovka – Ke Stírce – Kobylisy (C) – Březiněveská (Z).[38]
- Od 25. listopadu 2024 z důvodu ukončení tramvajového provozu na Libeňském mostě trvale odkloněna do trasy Kubánské náměstí – Strossmayerovo náměstí – Výstaviště – Nádraží Holešovice (C) (S) a dále pokračuje jako linka číslo 14 směr Spořilov.[39]

### Linka 7

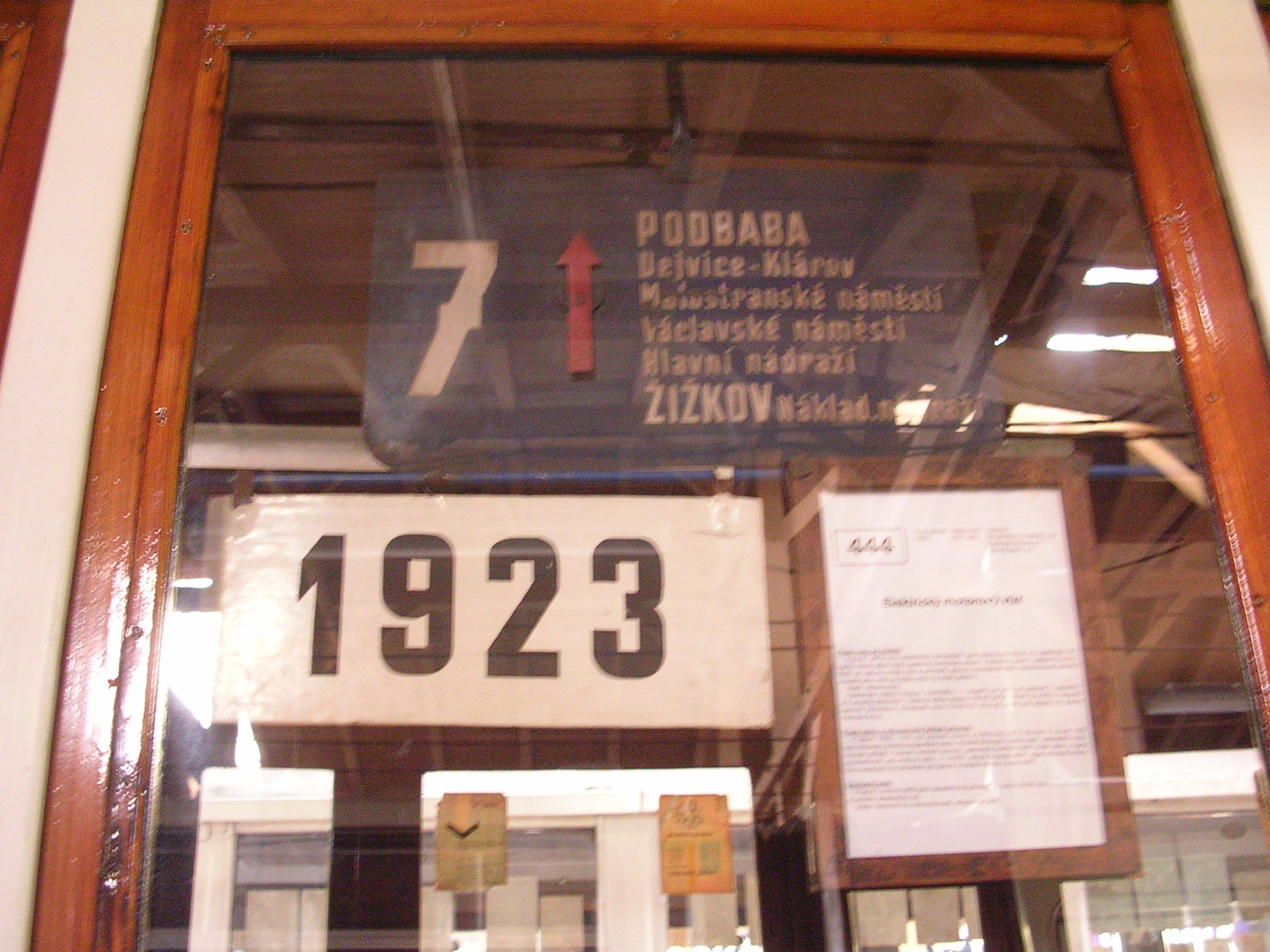
Někdejší označení linky 7 (popisná tabulka s rokem označuje rok výroby vozu)

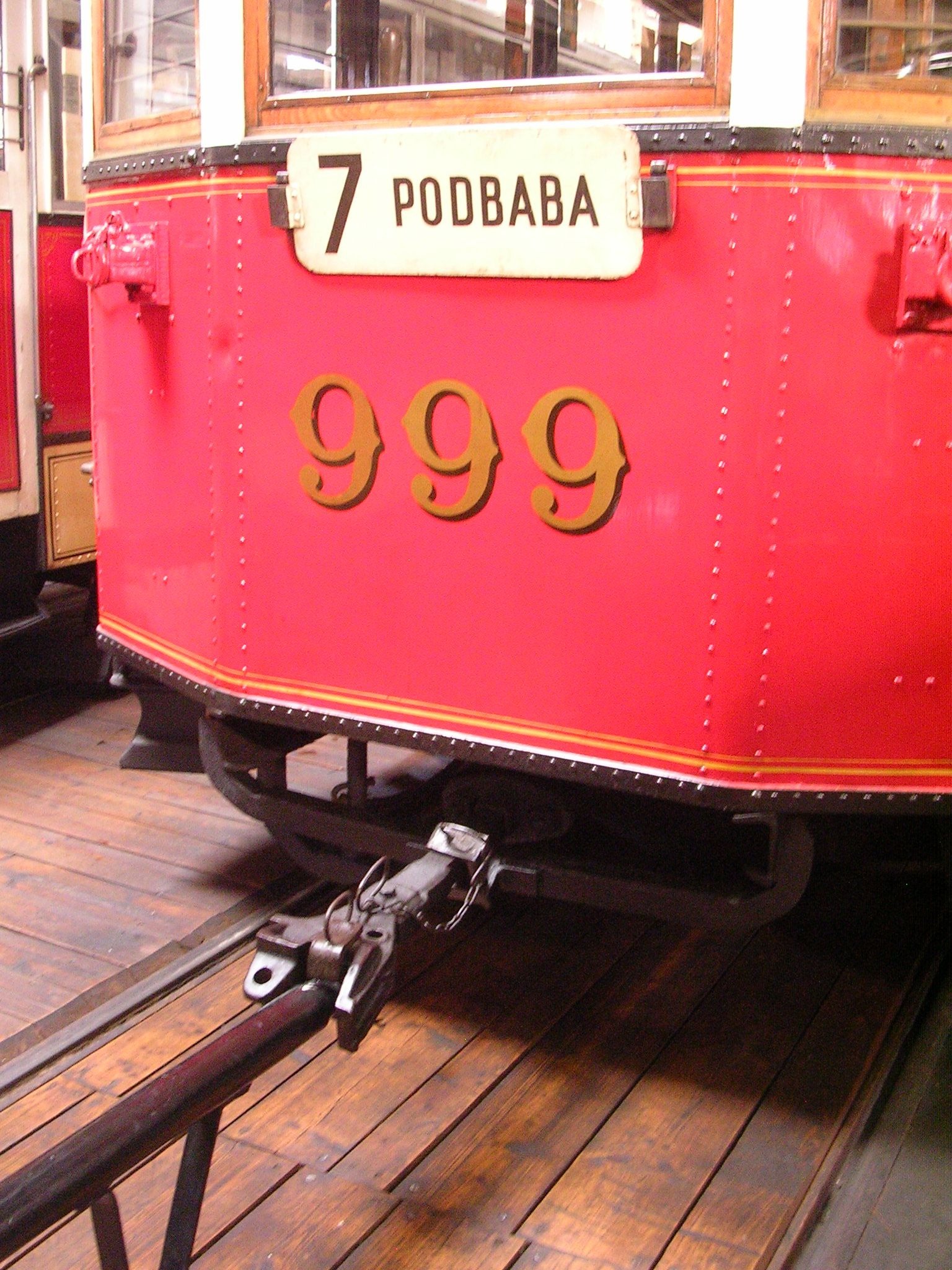
Tabule na vlečném voze linky 7

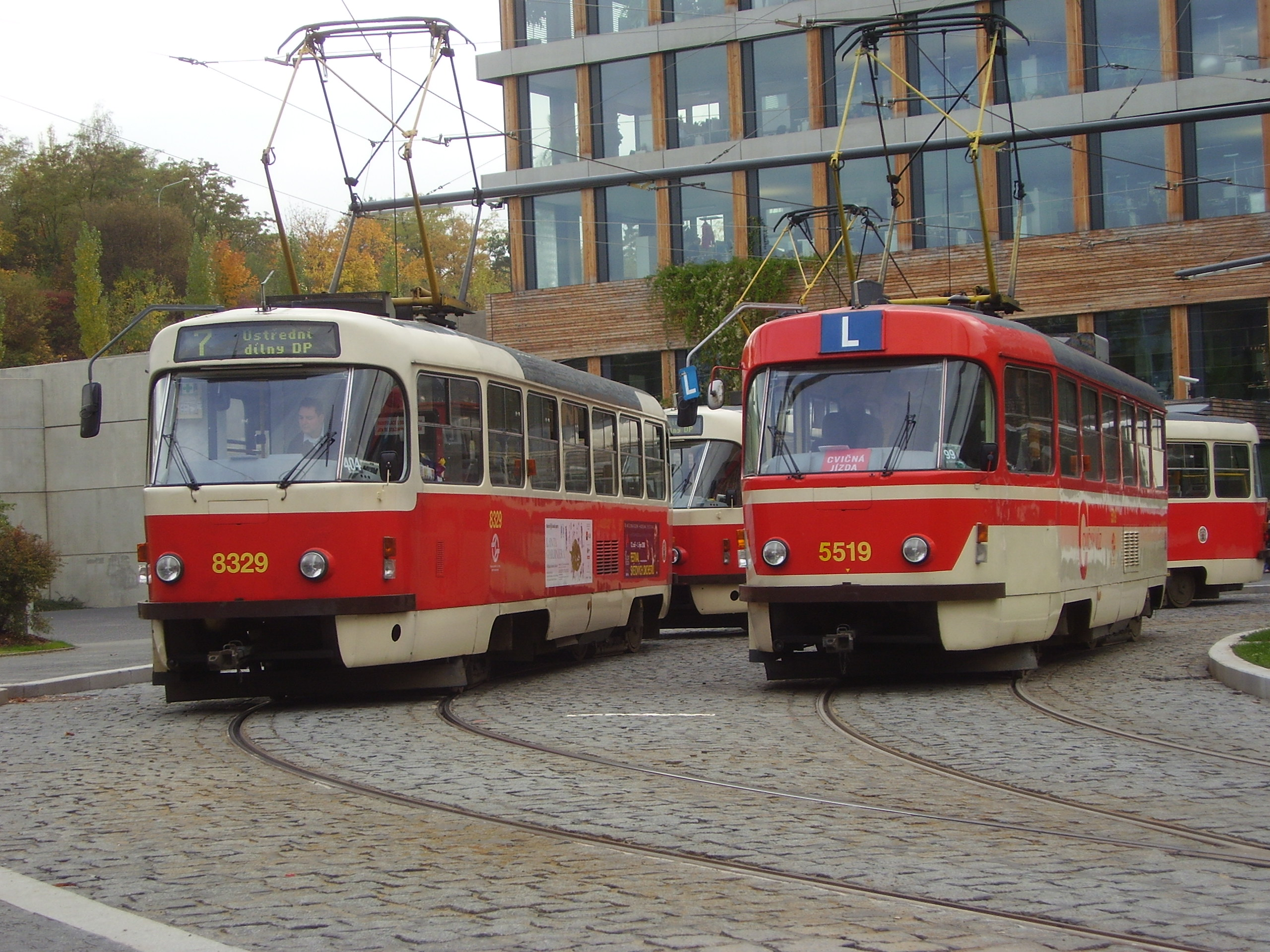
Linka číslo 7 vedle cvičné jízdy krátce po otevření tramvajové trati do Radlic

Linka 7 vznikla 10. dubna 1908 očíslováním linky, která dosud byla na jízdenkách značena zkratkou J (podle holešovických Jatek, dnešní Pražské tržnice).
- od 1908 trasa Královská obora – Elektrárna – Jatky – Pod Letnou – Staroměstské náměstí[9]
- 1910 trasa Královská obora – Bubenská třída – Nádražní ulice – Elektrárna – Na Zátorách – Jablonského ulice – Plynárna – Osadní ulice – Uranie – Štítného ulice – Měšťanský pivovar – Dělnická ulice – Jateční ulice – Přívoz – Jatky – Viadukt státní dráhy – Vltavská ulice – Bělského třída (Nábřeží Kapitána Jaroše) – Lanová dráha (u Letenského tunelu) – Pod Letnou (Čechův most) – Dvořákovo nábřeží – Bílkova ulice – Merkur – Staroměstské náměstí[10]
- od 1913 trasa Českomoravská – Balabenka
- od 1914 trasa Flora – Husinecká – Prašná brána – Na Můstku – Národní divadlo – Podolí, Dvorce[14]
- od 1922 trasa Flora – Husinecká – Prašná brána – Na Můstku – Národní divadlo – Podolí, Dvorce – Cementárna
- od 1923 trasa Klárov – Národní divadlo – Na Můstku – Prašná brána – Husinecká – Flora
- od 1924 trasa Klárov – Národní divadlo – Na Můstku – Museum – U Bulhara – Radešínovo náměstí (Olšanské náměstí)[16]
- od 1925 trasa U Markéty – Pohořelec – Kanovnická – Lumbeho zahrada Bruska – Královský hrad – Klárov – Národní divadlo – Na Můstku – Museum – U Bulhara – Radešínovo náměstí (Olšanské náměstí)
- od 1927 trasa Dlabačov – Pohořelec / Hládkov – Jelení – Lumbeho zahrada (Bruska) – Královský hrad – Klárov – Národní divadlo – Na Můstku – Museum – U Bulhara – Radešínovo náměstí (Olšanské náměstí)
- od 1928 trasa Podbabská silnice – Na růžku (Vítězné náměstí) – Nádraží Dejvice – Klárov – Národní divadlo – Na Můstku – Museum – U Bulhara – Radešínovo náměstí (Olšanské náměstí)
- od 1936 trasa Podbabská silnice – Na růžku (Vítězné náměstí) – Nádraží Dejvice – Klárov – Újezd – Národní divadlo – Na Můstku – Museum – U Bulhara – Olšanské náměstí – Nákladové nádraží Žižkov
- 1940 trasa Platz der Wehrmacht / Podbaba, náměstí Branné moci – Staubrücke / Prašný most – Bubentsch / Bubeneč (Špejchar) – Klarplatz / Klárov – Kleinseiter ring / Malostranské náměstí – Aujest / Újezd – Nationaltheater / Národní divadlo – Wenzelsplatz / Václavské náměstí – Hauptbahnhof / Hlavní Nádraží – Pensionsanstalt / Penzijní ústav (Seifertova) – Gütterbahnhof / Nákladové nádraží [18]
- 1947 trasa (jen změna názvů) Podbaba – Teslova – Bučkova – náměstí Vítězství – třída Starodružníků – U Prašného mostu – Nádraží Dejvice – Na Špejchaře – Chotkovy sady – Klárov – Letenská – Malostranské náměstí – Novodvorská – Újezd – Národní divadlo – Perštýn – Můstek – Václavské náměstí – Museum – Divadlo 5. května – Wilsonovo Nádraží – U Bulhara – Pensijní ústav – Krásova – Sladkovského náměstí – Dvořákova – Olšanské náměstí – Nákladové nádraží Žižkov[19]
- 1959 trasa dtto[21]
- od 1963 trasa Podbaba – náměstí Říjnové revoluce – Prašný most – Špejchar – Klárov – Újezd – Můstek – Muzeum – Hlavní Nádraží – Bulhar – Olšanské náměstí – Nákladové nádraží Žižkov – Vápenka[61]
- od 1967 trasa Radlice – Anděl – Újezd – Národní divadlo – Na Můstku – Museum – U Bulhara – Olšanské náměstí – Nákladové nádraží Žižkov – Ohrada – Vápenka
- od 1971 trasa Smíchovské Nádraží – Anděl – ... – Vápenka
- od 1972 trasa Olšanské náměstí – Nákladové nádraží Žižkov – Ohrada – Vápenka – Hrdlořezy, Spojovací jen ve špičče[23]
- od 1974 trasa Pelc Tyrolka – Park kultury a oddechu Julia Fučíka (PKOJF) (Výstaviště) – Dlouhá – Bulhar – Olšanské náměstí – Flora[24]
- od 1975 trasa Park kultury a oddechu Julia Fučíka (PKOJF) (Výstaviště) – Strossmayerovo náměstí – Dlouhá – Bulhar – Olšanské náměstí – Flora[64]
- od 1977 trasa Park kultury a oddechu Julia Fučíka (PKOJF) (Výstaviště) – Strossmayerovo náměstí (T) / Dělnická (Z) – Nábřeží Kapitána Jaroše – Dlouhá – Bulhar – Olšanské náměstí – Flora
- od 1978 trasa Spojovací – Ohrada – Strojimport – náměstí Míru – Koh-i-noor – Průběžná – náměstí Josefa Marata[26]
- od 1980 linka zrušena[28]
- od 1985 nová trasa (přečíslovaná linka 27) ÚD Hostivař – Vinice – Průběžná – Koh-i-noor – Vyšehrad – Výtoň – Palackého náměstí – Moskevská (Anděl) – Kotlářka – Vozovna Motol
- od 1990 ÚD Hostivař – ... – Moskevská (Anděl) – Kotlářka – Vozovna Motol – Sídliště Řepy
- od 2008 ÚD Hostivař – Vinice – Průběžná – Koh-i-noor – Vyšehrad – Výtoň – Palackého náměstí – Anděl – Radlická[49]
- od 2009 trasa Radlická – Škola Radlice – Laurová – Braunova – Křížová – Na Knížecí – Anděl – Zborovská – Palackého náměstí – Výtoň – Albertov – Ostrčilovo náměstí – Svatoplukova – Divadlo Na Fidlovačce – Otakarova – Nádraží Vršovice – Oblouková – Koh-i-noor – Slavia – Kubánské náměstí – Průběžná – Strašnická – Nad Primaskou (Z) – Vinice (T) – Solidarita – Zborov - Strašnické divadlo – Nové Strašnice – Černokostelecká – Depo Hostivař – Malešická továrna – Na Homoli – Ústřední dílny DP [32]
- od září 2012 trasa dtto [35]
- od června 2013 trasa Radlická (B) – Škola Radlice – Laurová – Braunova – Křížová – Na Knížecí (B) – Anděl (B) – Zborovská – Palackého náměstí (B) – Výtoň – Albertov – Ostrčilovo náměstí – Svatoplukova – Divadlo Na Fidlovačce – Otakarova – Nádraží Vršovice (S) – Bohemians – Koh-i-noor – Slavia – Kubánské náměstí – Průběžná – Strašnická – Vozovna Strašnice – Vinice (Z) / Nad Primaskou (T) – Solidarita – Zborov - Strašnické divadlo – Nové Strašnice – Černokostelecká [41]
- od září 2020 Radlická (B) – … – Vozovna Strašnice – Vinice (T) – Solidarita – … – Černokostelecká [55]
- od 28. srpna 2021 došlo k přejmenování zastávek Nové Strašnice na Limuzská a Černokostelecká na Nové Strašnice [62]
- od 30. dubna 2022 došlo k přejmenování zastávky Slavia na Slavia-Nádraží Eden [51]
- od 13. srpna 2022 došlo k zprovoznění smyčky u Depa Hostivař [65]
- od 13. února 2023 je linka trvale odkloněna Radlickou ulicí a již neobsluhuje zastávku Na Knížecí (v ul. Za Ženskými domovy)[66]
- pravidelná trasa Radlická (B) – Škola Radlice – Laurová – Braunova – Křížová – Anděl (B) – Zborovská – Palackého náměstí (B) – Výtoň – Albertov – Ostrčilovo náměstí – Svatoplukova – Divadlo Na Fidlovačce – Otakarova – Nádraží Vršovice (S) – Bohemians – Koh-i-noor – Slavia-Nádraží Eden (S) – Kubánské náměstí – Průběžná – Strašnická (A) – Vozovna Strašnice – Vinice (T) – Solidarita – Zborov - Strašnické divadlo – Limuzská – Nové Strašnice – Depo Hostivař (A) (x) (Z) – Depo Hostivař (A)
- Od 3. června 2023 je linka z důvodu nedostatku obousměrných tramvají, potřebných pro linku 19, do odvolání odkloněna a prodloužena po její trase na Lehovec, trasa: Radlická (B) – Vozovna Strašnice – Vinice (T) – Krematorium Strašnice – Vinohradské hřbitovy – Želivského (A) – Želivského (A) (T) – Mezi Hřbitovy (Z) – Nákladové nádraží Žižkov – Biskupcova – Krejcárek (x) – Palmovka (B) (Z) – Palmovka (B) – Balabenka – Divadlo Gong – Poliklinika Vysočany – Nádraží Vysočany (B) (S) – Vysočanská (B) (T) – Špitálská (x) – Poštovská (x) – Kolbenova (B) – Nový Hloubětín (x) – Vozovna Hloubětín (x) – Starý Hloubětín – Hloubětín (B) – Sídliště Hloubětín – Lehovec.

### Linka 8

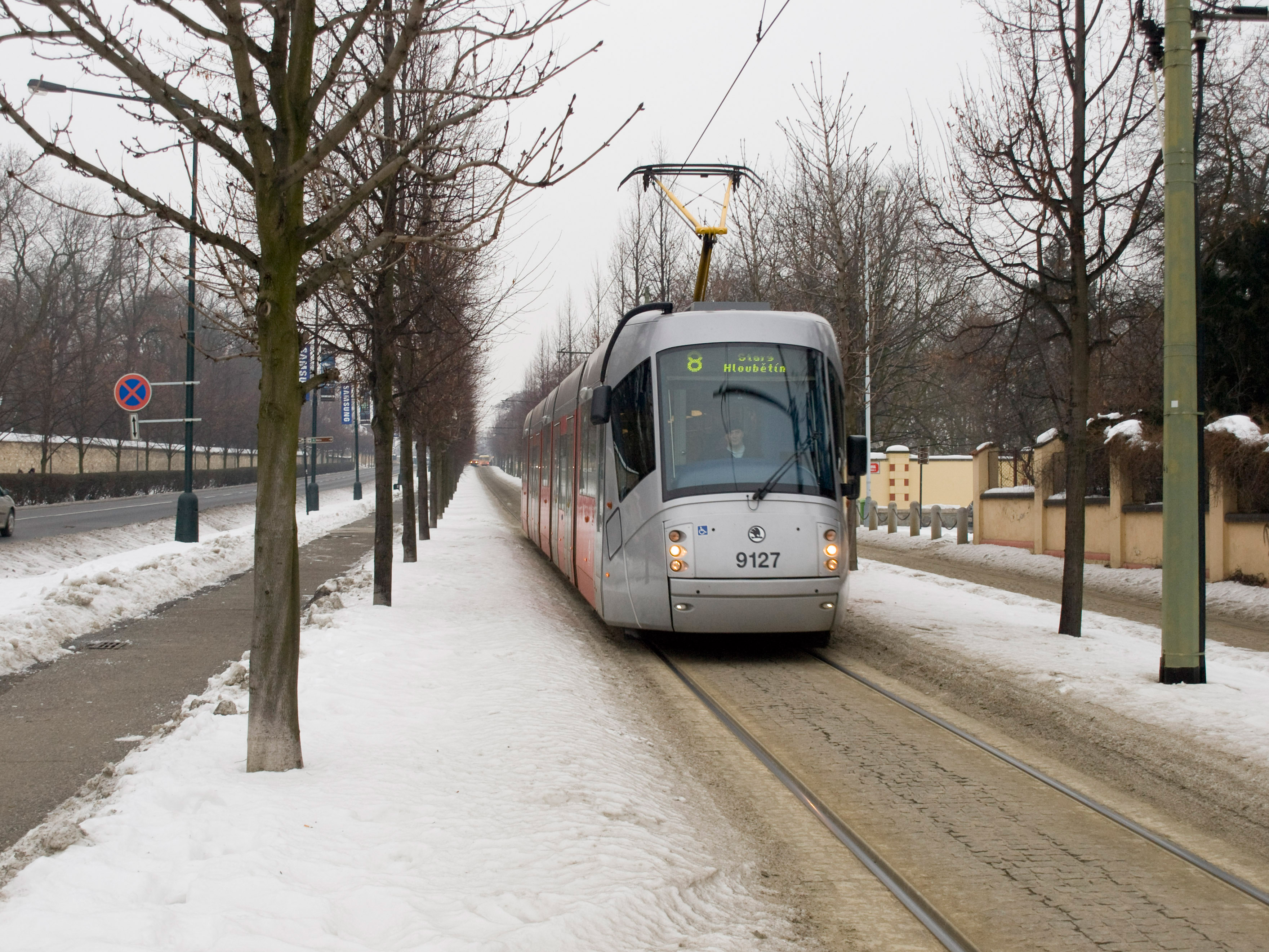
Linka 8 přijíždí alejí od Pražského hradu do zastávky Královský letohrádek v lednu 2010

Linka 8 byla 7. června 1908 zavedena jako nová v trase JOSEFOV, Dvořákovo nábřeží – Čechův most – Lanová dráha – Belcrediho třída – Rudolfova třída – VÝSTAVA, od 28. června pak prodloužena z Dvořákova nábřeží na Staroměstské náměstí Byla historicky první číslovanou tramvajovou linkou v Praze, která byla zřízena pod číslem a nevznikla očíslováním starší linky.
- od 6/1908 Dvořákovo nábřeží – Čechův most – Lanová dráha – Belcrediho třída – Rudolfova třída – Výstava [8]
- od 8/1908 prodloužena Staroměstské náměstí – Dvořákovo nábřeží – ... provoz jen v létě v neděli [8][12]
- od 10/1913 zrušena [8]
- od 1914 trasa Prašná brána – Dlážděná – Bolzanova – Nádraží císaře Františka Josefa I. – Museum – Mezibranská ulice – Komenského náměstí – Karlov, Česká dětská nemocnice [11][14]
- 1924 trasa Na Zátorách – Jateční ulice – Denisovo Nádraží – náměstí Republiky – Prašná brána – na Můstku – Museum – Česká dětská nemocnice[16]
- 1929 trasa Na Zátorách – Jateční ulice – Denisovo Nádraží – náměstí Republiky – Prašná brána – Masarykovo nádraží – Wilsonovo nádraží – Museum – Česká dětská nemocnice[40]
- 1940 linka není v provozu [18]
- 1947 zastávky Kolbenka – Palackého – Nádraží Vysočany – Moravia – Svobodárna – Balabenka – Erbenova – Palmovka – Švábky – Invalidovna – Poděbradova – Karlova – Jungmanovo náměstí (Karlínské náměstí) – Viadukt – Městské museum – Denisovo Nádraží – Štvanice – Elektrické podniky – Strossmayerovo náměstí – Kamenická – Letenské náměstí – Na Špejchaře – Nádraží Dejvice – U Prašného mostu – Vozovna Střešovice – Na Octárně – Alexandrova kolej – Malovanka[19]
- 1959 trasa stejná[21]
- od 1961 zastávky [22]
- 1963 trasa Harfa – Mostárna – Balabenka – Městské museum – Dopravní podnik (Vltavská) – Na Špejchaře – Malovanka – Vypich[61]
- 1972 trasa Nový Hloubětín – náměstí Lidových milicí (Vysočanská) – Balabenka – Městské museum – Dopravní podniky (Vltavská) – Špejchar – Malovanka – Vypich [23]
- 1974 zastávky Vypich – Říčanova – U Kaštanu – Drinopol – Marjánka – Malovanka – Hládkov – Vozovna Střešovice – Prašný most – Špejchar – Sparta / Letenské náměstí – Kamenická – Strossmayerovo náměstí – Dopravní podniky – Štvanice – Sokolovská (Florenc) – Vítkova – Thámova – Urxova – Sídliště Invalidovna – Palmovka – Balabenka – Kulturní dům – Nádraží Vysočany – náměstí Lidových milicí (náměstí OSN, Vysočanská) – Vysočany, Aerovka – Školka – Nový Hloubětín [24]
- 1980 trasa Bílá Hora – Vypich – Malovanka – Vozovna Střešovice – Prašný most – Špejchar – Strossmayerovo náměstí – Dopravní podniky – Sokolovská (Florenc) – Palmovka – Balabenka – Nádraží Vysočany – Nový Hloubětín [28]
- 1988 trasa Bílá Hora – Vypich – Malovanka – Vozovna Střešovice – Prašný most – Špejchar – Strossmayerovo náměstí – Dopravní podniky – Sokolovská (Florenc) – Palmovka – Balabenka – Nádraží Vysočany – Vysočanská radnice – Nový Hloubětín – Hloubětín – Havana – Lehovec[67]
- 9. listopadu 1998 přejmenovány zastávky Kulturní dům Vysočany na U Svobodárny, K Moravině na Poliklinika Vysočany, Nádraží Vysočany na Poliklinika Vysočany, Vysočanská radnice na Nádraží Vysočany, Hloubětín na Starý Hloubětín a Havana na Hloubětín[68]
- 9. listopadu 1998 trasa Bílá Hora – Vypich – Malovanka – Vozovna Střešovice – Hradčanská – Strossmayerovo náměstí – Náměstí Republiky – Florenc – Palmovka – Balabenka – Nádraží Vysočany – Nový Hloubětín – Lehovec[29]
- 1999 trasa Bílá Hora – Vypich – Malovanka – Vozovna Střešovice – Hradčanská – Strossmayerovo náměstí – Náměstí Republiky – Florenc – Palmovka – Balabenka – Nádraží Vysočany – Vysočanská (Z)[30]
- od 2003 trasa Podbaba – Vítězné náměstí – Hradčanská – Strossmayerovo náměstí – Náměstí Republiky – Florenc – Palmovka – Balabenka – Nádraží Vysočany – Vysočanská (Z)[31][69]
- od 2009 trasa Podbaba – Lotyšská – Vítězné náměstí – Hradčanská – Sparta – Letenské náměstí – Kamenická – Strossmayerovo náměstí – Nábřeží Kapitána Jaroše (T) – Dlouhá třída – Náměstí Republiky – Bílá labuť – Florenc – Karlínské náměstí – Křižíkova – Urxova – Invalidovna – Palmovka – Palmovka (Z) – Balabenka – Ocelářská – Sazka aréna – Nádraží Libeň – Podkovářská – U Elektry – Nademlejnská – Starý Hloubětín[32][70]
- od srpna 2011 zajíždí do nové smyčky Podbaba (později Nádraží Podbaba)
- od září 2012 trasa Podbaba – Vítězné náměstí – Hradčanská – Malostranská – Čechův most – Dlouhá třída – Náměstí Republiky – Florenc – Palmovka – Balabenka – Nádraží Libeň – Starý Hloubětín [35]
- od června 2013 pravidelná trasa Nádraží Podbaba (S) – Zelená – Lotyšská – Vítězné náměstí (A) – Hradčanská (A) (S) – Sparta – Korunovační (Z) – Letenské náměstí – Kamenická – Strossmayerovo náměstí – Nábřeží Kapitána Jaroše (T) – Dlouhá třída – Náměstí Republiky – Bílá labuť – Florenc (B) (C) – Karlínské náměstí – Křižíkova (B) – Urxova – Invalidovna – Palmovka (B) (Z) – Palmovka (B) – Balabenka – Ocelářská – Multiaréna Praha – Nádraží Libeň (S) – Kabešova – Podkovářská – U Elektry (x) – Nademlejnská (x) – Starý Hloubětín [41]
- od 30. dubna 2022 došlo k přejmenování zastávky Multiaréna Praha na Arena Libeň jih [51]
- pravidelná trasa Nádraží Podbaba (S) – Zelená – Lotyšská – Vítězné náměstí (A) – Hradčanská (A) (S) – Sparta – Korunovační (Z) – Letenské náměstí – Kamenická – Strossmayerovo náměstí – Nábřeží Kapitána Jaroše (T) – Dlouhá třída – Náměstí Republiky (B) – Bílá labuť – Florenc (B) (C) – Karlínské náměstí – Křižíkova (B) – Urxova – Invalidovna (B) – Palmovka (B) (Z) – Palmovka (B) – Balabenka – Ocelářská – Arena Libeň jih – Nádraží Libeň (S) – Kabešova – Podkovářská – U Elektry (x) – Nademlejnská (x) – Starý Hloubětín

### Linka 9

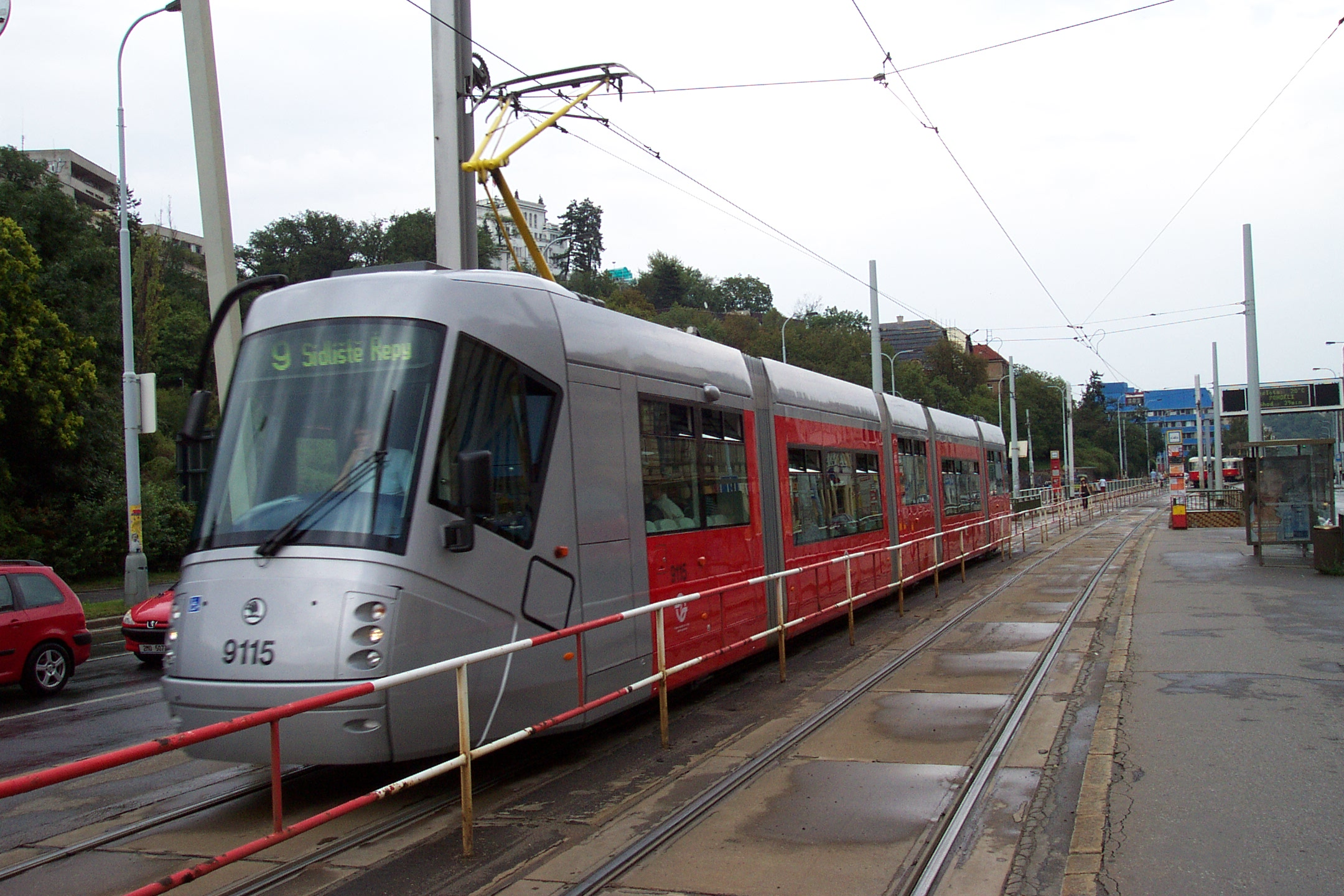
Škoda 14T na lince 9 v Košířích, 2007

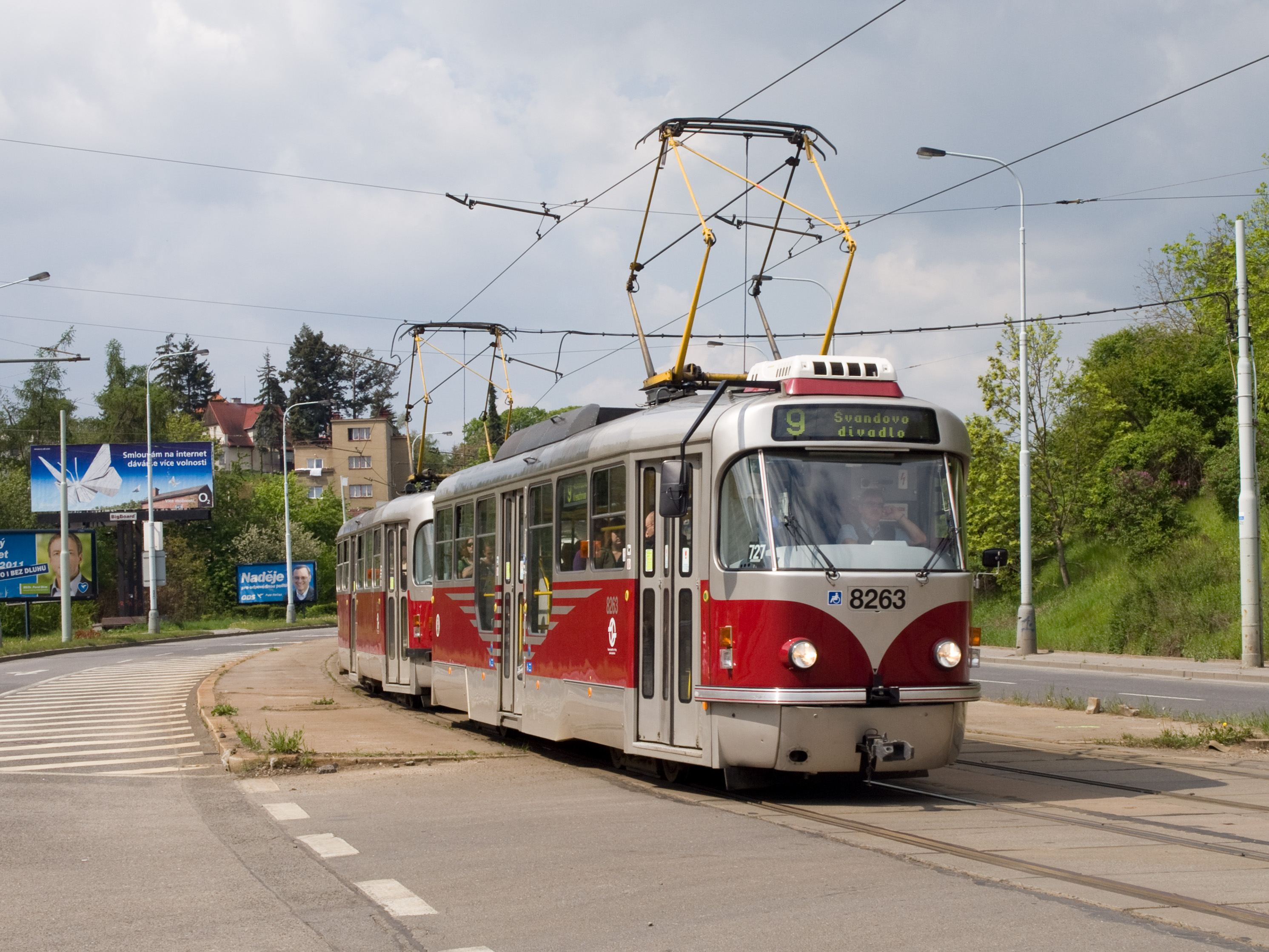
Vůz Tatra T3R.PLF mimořádně na lince číslo 9; na linku se dostal přejezdem z linky číslo 22 při odklonech během Pražském maratonu

Linka 9 vznikla 11. dubna 1908 očíslováním linky, která dosud byla na jízdenkách značena zkratkou S (podle Smíchova).
- od 1908 trasa Olšanské náměstí – Bolzanova – Muzeum – Můstek – Újezd – Anděl – Nádraží Smíchov[9]
- 1910 zastávky Schillerova továrna (Vápenka) – Sluncová – Ohrada – Domažlická ulice – Černínova ulice – Kaplířova ulice – Rokycanova ulice – Žižkovo náměstí – Vítkova ulice – Jeronýmova ulice – Proutkova – Trocnovská ulice – Sadová silnice – Státní nádraží (Masarykovo nádraží) – Dlážděná ulice – Prašná brána – Panská ulice – Václavské náměstí – Perlová ulice – Spálená ulice – Ulice Karolíny Světlé – Národní divadlo – Střelecký ostrov – Ferdinandovo nábřeží – Chotkova ulice (Újezd) – Petřínská ulice – Kinského zahrada – U Libuše – Jakubské náměstí (Arbesovo náměstí) – Austrie – Radnice – Plzeňská třída (Anděl) – Vltavská ulice – Pivovar – U Jelena – Západní Nádraží (Nádraží Smíchov) – Lumírova ulice – Slavojova ulice – Královská louka – Červená zahrada[10]
- 1924 trasa Žižkov, Ohrada' – U Bulhara – Wilsonovo Nádraží – Museum – Můstek – Národní divadlo – Újezd – Plzeňská třída Anděl – Košíře, Zámečnice[16]
- 1929 trasa Žižkov, Vozovna – Na Ohradě – Prokopova třída – U Bulhara – Masarykovo nádraží – Prašná brána – Můstek – Národní divadlo – Vítězná třída Újezd – Plzeňská třída Anděl – Klamovka – Zámečnice[40]
- 1940 trasa Veitsberg Wagenhalle / Vozovna Žižkov (Vápenka) – Huttenstrasse / Hutenova třída (Husitská) – Hibernerbahnhof / Hybernské Nádraží – Pulverturm / Prašná brána – Am Brückel / Na Můstku – Nationaltheater / Národní divadlo – Aujest / Újezd – Arbesplatz / Arbesovo náměstí – Pilsnerstrasse / Plzeňská třída – Schlosserhof / Zámečnice – Motol wagenhalle / Vozovna Motol[18]
- 1947 trasa Na Vápence – Žižkovské lázně (Tachovské náměstí?) – U Bulhara – Prašná brána – Národní divadlo – Újezd – U Anděla – Vozovna Motol[19]
- 1963 trasa Spojovací – Vápenka – Tachovské náměstí – Bulhar – Prašná brána – Národní divadlo – Újezd – Anděl – Vozovna Motol – Motol[61]
- 1974 zastávky Spojovací – Kněžská luka – Chmelnice – Strážní – Vápenka – Ohrada – Černínova – Tachovské náměstí – Památník osvobození – Bulhar – Nádraží střed – Prašná brána – Můstek – Perštýn – Národní divadlo – Újezd – náměstí Sovětských tankistů (Švandovo divadlo) – Anděl – U Bertramky – U Zvonu – Klamovka – Demartinka – Kavalírka – Zámečnice – Kotlářka[24]
- od 1988 trasa Sídliště Řepy – Motol – Anděl – Újezd – Národní divadlo – Lazarská – Václavské náměstí – Bolzanova – Olšanské náměstí – ' – Nákladové nádraží Žižkov – Ohrada – Hrdlořezy, Spojovací
- 1999 trasa Sídliště Řepy – Blatiny – Slánská – Hlušičkova – Krematorium Motol – Motol – Vozovna Motol – Hotel Golf – Poštovka – Kotlářka – Kavalírka – Klamovka – U Zvonu – Bertramka – Anděl – Arbesovo náměstí – Kinského zahrada – Újezd – Národní divadlo – Národní třída – Lazarská – Vodičkova – Václavské náměstí – Jindřišská – Hlavní Nádraží – Husinecká – Lipanská – Olšanské náměstí – Olšanská – Nákladové nádraží Žižkov – Biskupcova – Ohrada – Vápenka – Strážní – Chmelnice – Kněžská luka – Hrdlořezy, Spojovací[30]
- 2009 trasa Sídliště Řepy – Blatiny – Slánská – Hlušičkova – Krematorium Motol (x) – Motol – Vozovna Motol – Hotel Golf (x) – Poštovka (x) – Kotlářka – Kavalírka – Klamovka – U Zvonu – Bertramka – Anděl (B) – Arbesovo náměstí – Švandovo divadlo – Újezd – Národní divadlo – Národní třída (B) – Lazarská – Vodičkova – Václavské náměstí (A) (B) – Jindřišská – Hlavní nádraží (C) (S) – Husinecká – Lipanská – Olšanské náměstí – Olšanská – Nákladové nádraží Žižkov (v Olšanské ulici) – Nákladové nádraží Žižkov – Biskupcova – Ohrada – Vozovna Žižkov – Strážní – Chmelnice – Kněžská luka – Spojovací [32]

- od září 2012 trasa dtto [35]

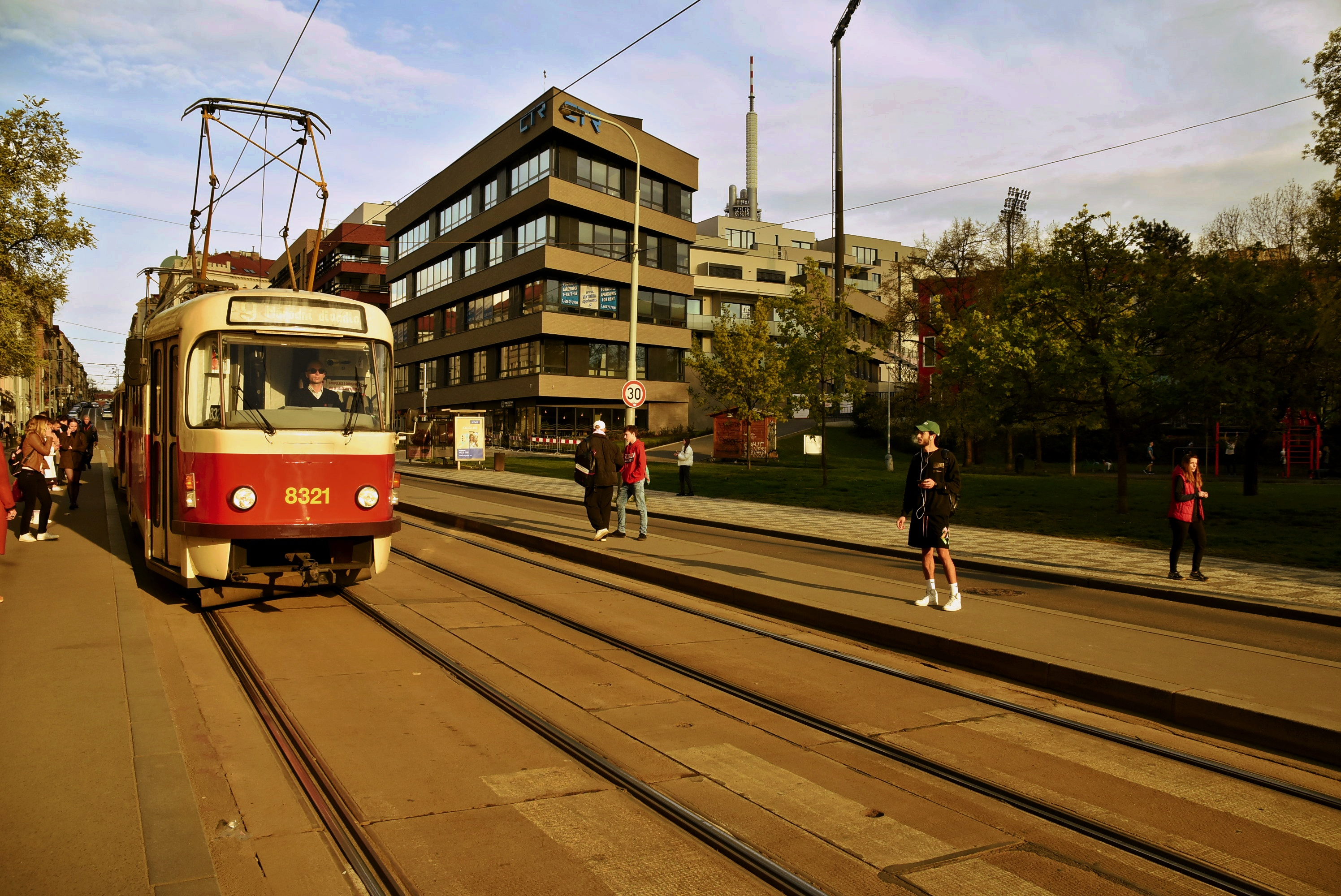
Tramvaj T3R.P přijíždí do stanice Viktoria Žižkov na Praze 3

- od 2. prosince 2021 došlo k přejmenování zastávka Husinecká na Viktoria Žižkov [57]
- pravidelná trasa Sídliště Řepy – Blatiny – Slánská – Hlušičkova – Krematorium Motol (x) – Motol – Vozovna Motol – Hotel Golf (x) – Poštovka (x) – Kotlářka – Kavalírka – Klamovka – U Zvonu – Bertramka – Anděl (B) – Arbesovo náměstí – Švandovo divadlo – Újezd – Národní divadlo – Národní třída (B) – Lazarská – Vodičkova – Václavské náměstí (A) (B) – Jindřišská – Hlavní nádraží (C) (S) – Viktoria Žižkov – Lipanská – Olšanské náměstí – Olšanská – Nákladové nádraží Žižkov (v Olšanské ulici) – Nákladové nádraží Žižkov – Biskupcova – Ohrada – Vozovna Žižkov – Strážní – Chmelnice – Kněžská luka – Spojovací

### Linka 10

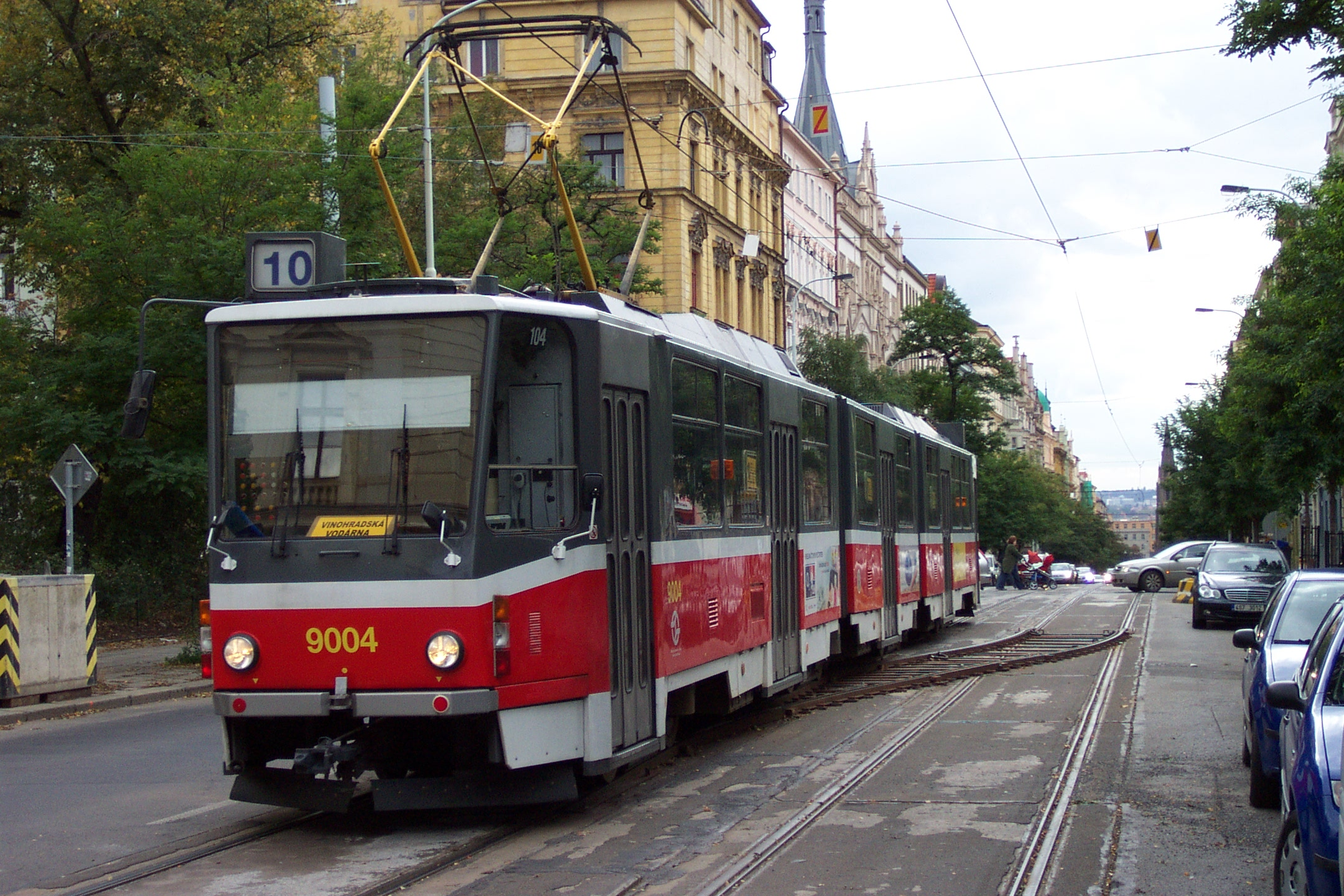
Tramvaj linky 10 při dočasném ukončení u vinohradské vodárny, 2007

Číslo 10 bylo při očíslování tramvajových linek v roce 1908 přiděleno obecní lanové dráze na Letnou, na jízdenkách do té doby pravděpodobně označované zkratkou LD (petřínská lanovka v té době patřila Družstvu rozhledny na Petříně a do městského číslování zahrnuta nebyla).
- od 1908 lanová dráha na Letnou [9]
- od 1914 trasa Bubeneč, Nádraží v Brusce – Čechova třída – Strossmayerovo náměstí – Josefské náměstí – Na Můstku – Museum – Flora – Židovské hřbitovy[12][14]
- od 1917 trasa prodloužena Vozovna Střešovice – Nádraží v Brusce – ...[12]
- od 1924 trasa Pohořelec – Loretánské náměstí – Kanovnická – Hrad – Klárov – Újezd – Národní divadlo – Můstek – Museum – náměstí Krále Jiřího – Olšanské hřbitovy – Krematorium[16]
- od 1925 trasa Kolbenova továrna (náměstí OSN) – Balabenka – Městské museum – náměstí Republiky – Na Můstku – Museum – Italská – Olšanské hřbitovy [12]
- 1929 trasa Kolbenova továrna (náměstí OSN) – Balabenka – Městské museum – Masarykovo nádraží – Wilsonovo nádraží – Museum – Italská – Olšanské hřbitovy – Krematorium[40]
- od 1932 trasa prodloužena Harfa – Kolbenova továrna – ...[12]
- od 1933 linka zrušena [12]
- od 1936 trasa Harfa – Balabenka – Městské museum – Masarykovo nádraží – Wilsonovo nádraží – Museum – Italská – Olšanské hřbitovy [12]
- od 1937 trasa prodloužena: Harfa – ... – Italská – Olšanské hřbitovy – Nákladové nádraží – Ohrada [12]
- 1940 trasa Harfe / Harfa – Lieben, Oberer Bahnhof / Libeň, Horní Nádraží – Palmhof / Palmovka – Königstrasse / Královská třída – Deutschherrenstrasse / Poříč – Hibernerbahnhof / Hybernské Nádraží – Hauptbahnhof / Hlavní Nádraží – Museum – Schweringstrasse / Swerinova třída – Wolschaner friedhofe / Olšanské hřbitovy – Gütterbahnhof / Nákladové nádraží – Veitsberg, Zaunfeld / Ohrada [18]
- od 1942 trasa prodloužena Hloubětín – Harfa – ...[12] (rozpor s následujícím materiálem)
- 1947 trasa Na Harfě – Balabenka – Městské museum – Masarykovo nádraží – Wilsonovo nádraží – Museum – Italská – Olšanské hřbitovy – Na Ohradě[19]
- od 1949 trasa prodloužena ... – Ohrada – Vozovna Žižkov [12]
- od 1952 trasa Hloubětín?? – Harfa – Balabenka – Městské museum – Masarykovo nádraží – Wilsonovo nádraží – Museum – Italská – Olšanské hřbitovy – Vinice – Průběžná – Nádraží Strašnice [12]
- od 1961 trasa Libeň, Vychovatelna – U kříže – Dělnická – Dopravní podnik – Městské museum – Nádraží střed – Hlavní nádraží – Museum – Olšanské hřbitovy – Vinice – Průběžná – Zahradní Město – náměstí Josefa Marata [12][61]
- od 1964 trasa prodloužena ... Zahradní Město – Hostivař, náměstí Josefa Marata[12]
- od 1970 trasa prodloužena Kobylisy, Střelničná?? – Vychovatelna – ...[12]
- od 1972 trasa Sídliště Ďáblice – Vychovatelna – U Kříže – Dělnická – Dopravní podnik – Městské museum – Nádraží střed – Hlavní nádraží (vedena novou trasou ulicí Opletalova, nikoliv již Vítězného února kolem Fantovy budovy) – Museum – Olšanské hřbitovy – Vinice – Průběžná – Zahradní Město – náměstí Josefa Marata[23]
- od 1974 trasa Vychovatelna – Bulovka – Vosmíkových – U kříže – náměstí ddoktora Holého – třída Rudé armády (Divadlo pod Palmovkou) – Libeňský most – Maniny – Dělnická – Jatky – Dopravní podniky (Vltavská) – Štvanice – Sokolovská – Nádraží střed (Masarykovo nádraží) – náměstí M. Gorkého (Senovážné náměstí) – Bolzanova (nyní Hlavní nádraží) – Hlavní nádraží (v Opletalově ulici) – Museum – Španělská – Italská – Vinohradská tržnice – náměstí Jiřího z Poděbrad – Radhošťská – Flora – Olšanské hřbitovy – Židovské hřbitovy (Želivského) – Vinohradská nemocnice – Vinohradské hřbitovy – Krematorium – Vinice – Strašnická škola (Strašnická) – Průběžná – Nádraží Strašnice – Radošovická – Skalka – Zahradní Město – Sídliště Zahradní Město – Na Groši – náměstí Josefa Marata[24]
- od 1977 trasa prodloužena Sídliště Ďáblice – Ke Stírce – Vychovatelna – ...[12]
- od 1978 trasa Sídliště Ďáblice – Ke Stírce – Vychovatelna – Třída Rudé Armády – Libeňský most – Dopravní podniky – Dlouhá třída – náměstí Republiky – Můstek – Muzeum – náměstí Jiřího z Poděbrad – Flora – Strojimport – Vinice – Průběžná – Zahradní Město – náměstí Josefa Marata [25]
- od 1980 trasa Sídliště Ďáblice – Ke Stírce – Vychovatelna – Palmovka – Sokolovská – Nádraží střed (Masarykovo nádraží) – ???asi Kalininova ulice??? – Vinice – Průběžná – Zahradní Město – náměstí Josefa Marata [12]
- od 1982 trasa prodloužena ... – Zahradní Město – Nádraží Hostivař [12]
- od 1988 Sídliště Ďáblice – Ke Stírce – Vychovatelna – Palmovka – Libeňský most – Dělnická – Vltavská – Těšnov – Bílá Labuť – Masarykovo nádraží – Hlavní nádraží – Olšanské náměstí – Nákladové nádraží Žižkov – Želivského – Vozovna Strašnice – Průběžná – Nádraží Strašnice – Nádraží Hostivař[67]
- od 1990 nová trasa Kobylisy, Střelničná – Bulovka – Palmovka – Biskupcova – Želivského – Olšanské hřbitovy [12]
- od 1991 zrušena [12]
- od 1998 trasa Sídliště Ďáblice – Střelničná – Ke Stírce – Palmovka – Biskupcova – Nákladové nádraží Žižkov – Želivského – Flora – náměstí Míru – I. P. Pavlova – Karlovo náměstí – Moráň – Palackého náměstí – Anděl – Kotlářka – Vozovna Motol – Sídliště Řepy [12][30]
- od 2009 trasa Sídliště Ďáblice – Třebenická (T) – Štěpničná (x) – Ládví (C) – Kyselova (x) – Střelničná (x) – Kobylisy (C) – Ke Stírce – Okrouhlická – Vychovatelna – Bulovka – Vosmíkových – U Kříže – Stejskalova – Divadlo pod Palmovkou (T) – Palmovka (B) – Krejcárek – Biskupcova – Nákladové nádraží Žižkov – Mezi Hřbitovy – Želivského (A) – Olšanské hřbitovy – Flora (A) – Orionka – Perunova – Vinohradská vodárna – Šumavská – Náměstí Míru (A) – I. P. Pavlova (C) – Štěpánská – Karlovo náměstí (B) – Moráň (T) – Palackého náměstí (B) – Zborovská – Anděl (B) – Bertramka – U Zvonu – Klamovka – Kavalírka – Kotlářka – Poštovka (x) – Hotel Golf (x) – Vozovna Motol – Motol – Krematorium Motol (x) – Hlušičkova – Slánská – Blatiny – Sídliště Řepy [32]
- od září 2012 trasa dtto [35]
- od září 2018 zastávka Stejskalova přejmenována na Libeňský zámek [48]
- od června 2021 pravidelná trasa Sídliště Ďáblice – Třebenická (T) – Štěpničná (x) – Ládví (C) – Kyselova (x) – Střelničná (x) – Kobylisy (C) – Ke Stírce – Okrouhlická – Vychovatelna – Bulovka – Vosmíkových – U Kříže – Libeňský zámek – Divadlo pod Palmovkou (T) – Palmovka (B) – Krejcárek – Biskupcova – Nákladové nádraží Žižkov – Mezi Hřbitovy – Želivského (A) (Z) – Želivského (A) – Olšanské hřbitovy – Flora (A) – Orionka – Perunova – Vinohradská vodárna – Šumavská – Náměstí Míru (A) – I. P. Pavlova (C) – Štěpánská – Karlovo náměstí (B) – Moráň (T) – Palackého náměstí (B) – Zborovská – Anděl (B) – Bertramka – U Zvonu – Klamovka – Kavalírka – Kotlářka – Poštovka (x) – Hotel Golf (x) – Vozovna Motol – Motol – Krematorium Motol (x) – Hlušičkova – Slánská – Blatiny – Sídliště Řepy [56]
- od března 2022 je z důvodu dlouhodobé výluky na Krejcárku odkloněna Sídliště Řepy – ... – Biskupcova – Ohrada – Vozovna Žižkov – Strážní – Chmelnice – Kněžská luka – Spojovací [36]
- Od června 2023 je linka opět na trase: Sídliště Ďáblice – Třebenická (T) – Štěpničná (x) – Ládví (C) – Kyselova (x) – Střelničná (x) – Kobylisy (C) – Ke Stírce – Okrouhlická – Vychovatelna – Bulovka – Vosmíkových – U Kříže – Libeňský zámek – Divadlo pod Palmovkou (T) – Palmovka (B) – Krejcárek – Biskupcova – Nákladové nádraží Žižkov – Mezi Hřbitovy – Želivského (A) (Z) – Želivského (A) – Olšanské hřbitovy – Flora (A) – Orionka – Perunova – Vinohradská vodárna – Šumavská – Náměstí Míru (A) – I. P. Pavlova (C) – Štěpánská – Karlovo náměstí (B) – Moráň (T) – Palackého náměstí (B) – Zborovská – Anděl (B) – Bertramka – U Zvonu – Klamovka – Kavalírka – Kotlářka – Poštovka (x) – Hotel Golf (x) – Vozovna Motol – Motol – Krematorium Motol (x) – Hlušičkova – Slánská – Blatiny – Sídliště Řepy.

### Linka 11

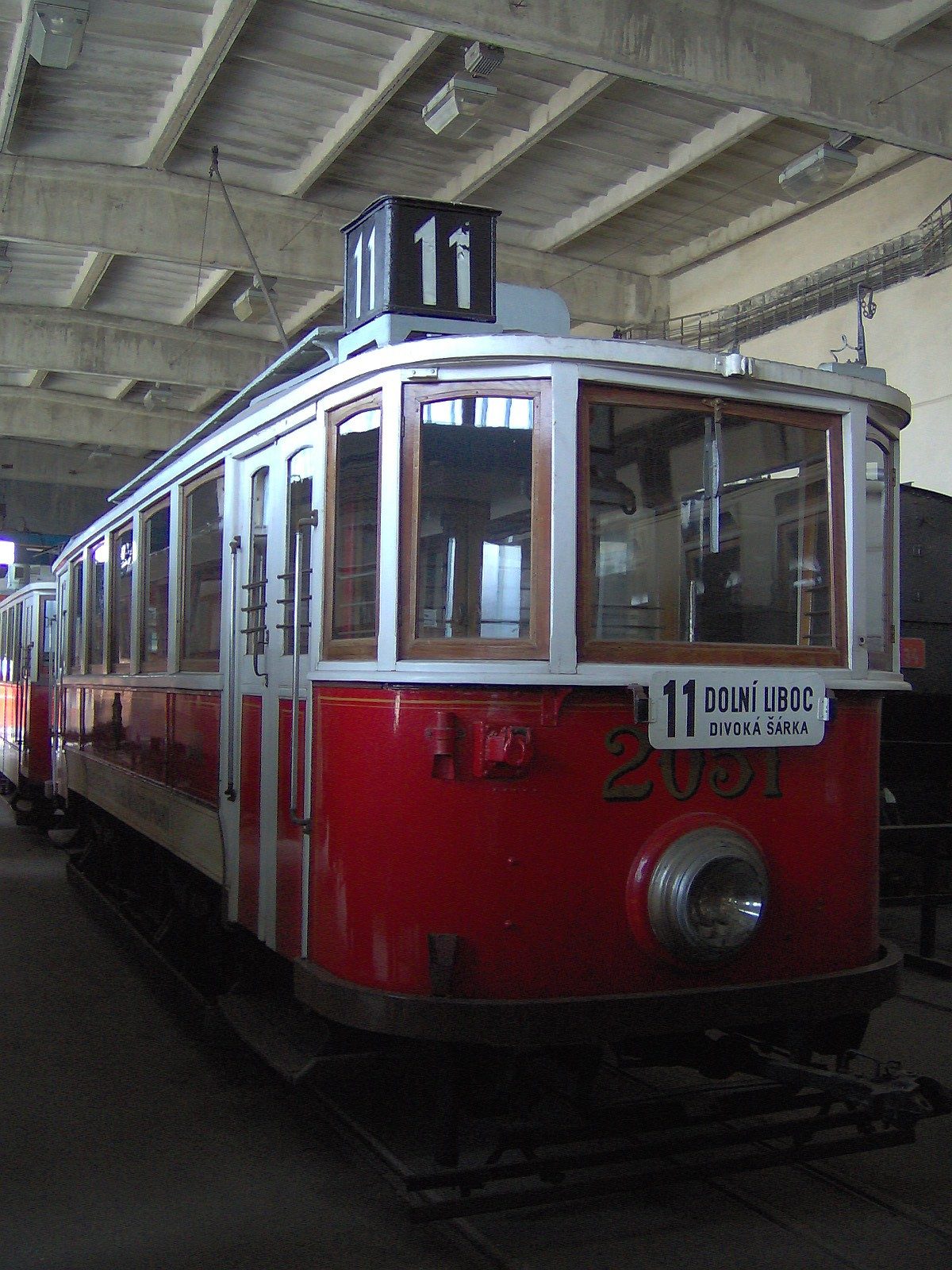
Pražská tramvaj linky 11 v brněnském muzeu

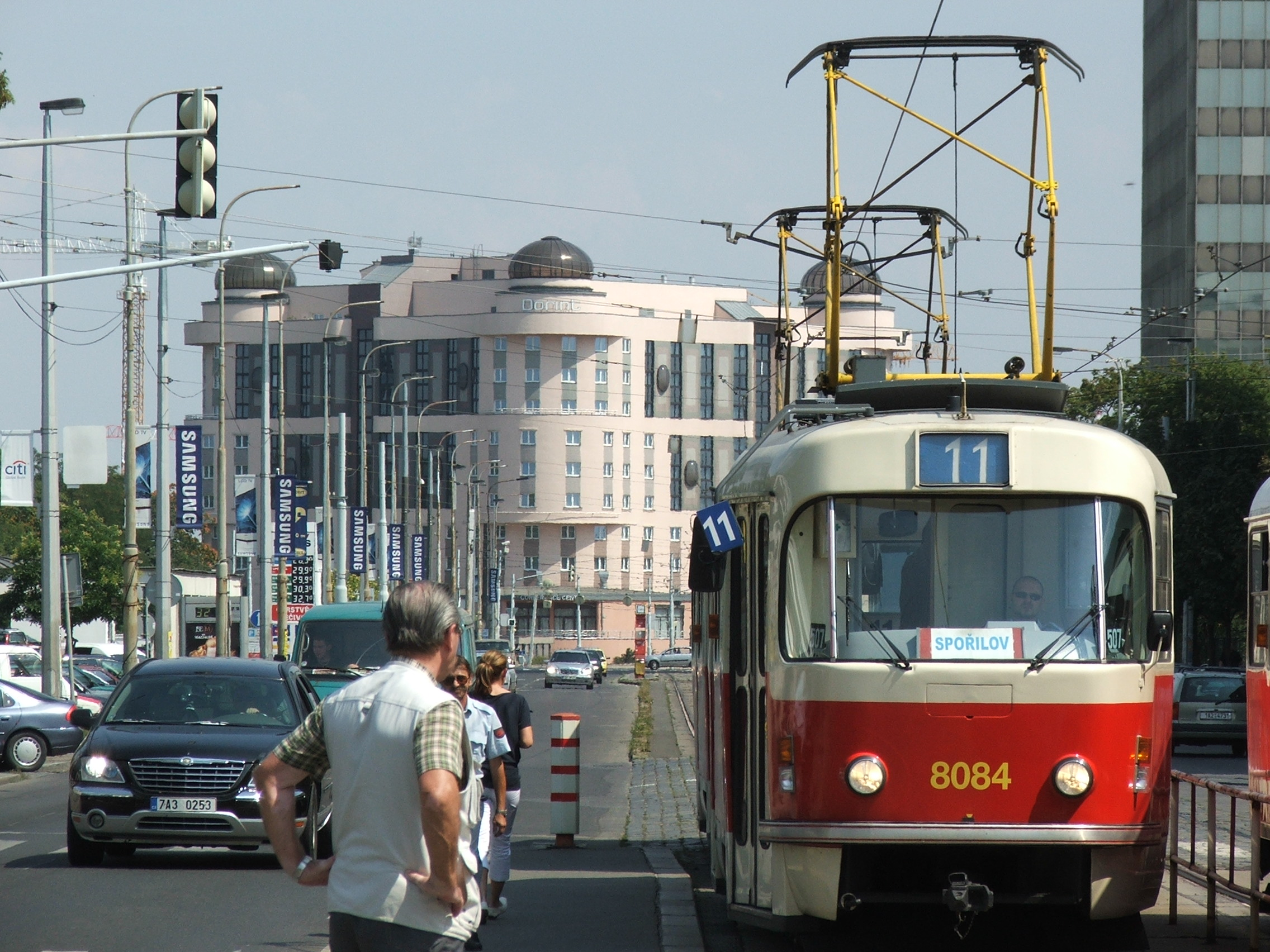
Linka 11 na Vinohradské ulici v roce 2007

Linka 11 vznikla 6. května 1908 očíslováním linky, která dosud byla na jízdenkách značena zkratkou F (podle Flory).
- od 1908 trasa Bubeneč, Nádraží v Brusce – Čechova třída (Letenská) – Belcrediho třída (třída M. Horákové) – Lanová dráha (křižovatka u Štefánikova mostu) – Josefské náměstí (náměstí Republiky) – Prašná brána – Na Můstku – Václavské náměstí – Museum – U Flory – Olšanské hřbitovy – Vinohradské hřbitovy – Strašnice [8]
- od 1909 trasa Střešovice – Hradčanské hradby – Hradčany – Kadetní škola – Nádraží v Brusce – Bubeneč (Špejchar) – Letná – U vodojemu – Čechova třída (Letenské náměstí) – Ovenecká ulice – Kamenická ulice – Vinařská ulice – Bělského třída (Strossmayerovo náměstí) – Vltavská ulice – Lanová dráha (u Letenského tunelu) – Eliščina třída (Revoluční ulice ) – Dlouhá třída – Josefské náměstí (náměstí Republiky) – Prašná brána – Panská ulice – Na Můstku – Jindřišská ulice – Mariánská ulice – Museum – Božetěchova ulice – Žižkova ulice – Ve Pštrosce – Vinohradská tržnice – V Kanálce – náměstí krále Jiřího – Perunova ulice – Jungmannova třída – Olšanské hřbitovy – Stromky – Židovské hřbitovy – Vinohradská nemocnice – Evangelické hřbitovy – Strašnice (vozovna) [10][11][12]
- od 1917 trasa zkrácena Nádraží v Brusce – Čechova třída – ...[12]
- od 1924 trasa opět prodloužena Střešovice (Vozovna Střešovice) – Nádraží v Brusce – Belcrediho třída – Strossmayerovo náměstí – Dlouhá třída – Prašná brána – Můstek – Museum – náměstí Krále Jiřího – Olšanské hřbitovy Flora – Vinohradské hřbitovy – Strašnice (vozovna Strašnice)[16]
- 1929 trasa stejná trasa[40]
- od 1931 trasa Staré Dejvice (cca Hadovka) – Vítězné náměstí – Nádraží v Brusce – a dále stejná trasa [12]
- od 1935 trasa prodloužena na obou koncích. Vozovna Vokovice – Staré Dejvice – Vítězné náměstí – Nádraží v Brusce – Belcrediho třída (ulice Milady Horákové – Strossmayerovo náměstí – Dlouhá třída – Prašná brána – Můstek – Museum – náměstí Krále Jiřího – Olšanské hřbitovy Flora – Vinohradské hřbitovy – Strašnice – Průběžná [12]
- od 1936 trasa zkrácena na Vozovna Vokovice – Olšanské hřbitovy [12]
- 1940 trasa Wokowitz, Wagenhalle / Vozovna Vokovice – Alt Dejwitz / Staré Dejvice – Platz der Wehrmacht / náměstí Branné moci – Staubbrücke / Prašný most – Sommerbergstrasse / Letenská třída – Strossmayerplatz / Strossmayerovo náměstí – Janatschek-Brücke / Janáčkův most (Štefánikův most) – Pulverturm / Prašná brána – Wenzelsplatz / Václavské náměstí – Schwerinstrasse / Schwerinova třída (Vinohradská třída) – Wolschaner Friedhöfe / Olšanské hřbitovy [18]
- 1942 trasa prodloužena Vozovna Vokovice – Olšanské hřbitovy – Vinohradské hřbitovy – Strašnice – Průběžná
- od 1947 trasa Divoká Šárka – náměstí Vítězství – Na Špejchaře – Strossmayerovo náměstí – Prašná brána – Můstek – Museum – Olšanské hřbitovy – Na vinici – Průběžná[12][19]
- od 1952 změna trasy ... Olšanské hřbitovy – Na vinici – Černokostelecká [12]
- 1963 trasa Divoká Šárka – Vozovna Vokovice – náměstí Říjnové revoluce (Vítězné náměstí) – Na Špejchaře – Strossmayerovo náměstí – Prašná brána – Můstek – Museum – Olšanské hřbitovy – Vinice – Černokostelecká[61]
- 1967 trasa v úseku nádraží Veleslavín – Bořislavka přeložena: zrušeny zastávky Peroutka, Červený Vrch (na Kladenské ulici), Poliklinika Vokovice a zřízeny zastávky Vokovice – Červený Vrch – Horoměřická
- 1972 trasa stejná trasa [23]
- 1974 trasa Divoká Šárka – Vozovna Vokovice – Cihelna – Nádraží Veleslavín – Vokovice – Červený vrch – Horoměřická – Bořislavka – Hadovka – Thákurova – náměstí Říjnové revoluce (Vítězné náměstí) – Václavkova – Prašný most – Špejchar – Sparta – Letenské náměstí – Kamenická – Strossmayerovo náměstí – Nábřeží Kapitána Jaroše – Dlouhá – náměstí Republiky – Můstek – Václavské náměstí – Museum – Španělská – Italská – náměstí Jiřího z Poděbrad – Radhošťská – Flora – Olšanské hřbitovy – Židovské hřbitovy (Želivského) – Vinohradská nemocnice – Vinohradské hřbitovy – Krematorium – Vinice – Solidarita – Zborov – Nové Strašnice – Černokostelecká [24] ale dle – Ústřední dílny DP
- od 1978 nová trasa Vápenka – Ohrada – Strojimport (Želivského) – Flora – Museum – Tylovo náměstí – náměstí Míru – Minská (Čechovo náměstí)[26]
- od 1980 trasa ÚD Hostivař – Černokostelecká – Želivského – Flora – Muzeum – Tylovo náměstí – náměstí Míru – Koh-i-noor – náměstí Kubánské revoluce (Kubánské náměstí)[28]
- 1983 trasa ÚD Hostivař – Černokostelecká – Želivského – Flora – Muzeum – Tylovo náměstí – náměstí bratří Synků – Spořilov[71]
- 1989 trasa Černokostelecká – Želivského – Flora – Muzeum – Tylovo náměstí – náměstí bratří Synků – Spořilov[30]
- od 1990 trasa Ústřední dílny DP – Černokostelecká – Vinice – Želivského – Flora – Muzeum – Tylovo náměstí – náměstí Míru – Čechovo náměstí – Kubáňské náměstí [12]
- od 1991 trasa Ústřední dílny DP – Černokostelecká – Vinice – Želivského – Flora – Muzeum – Tylovo náměstí – Otakarova – Koh-i-noor – Kubáňské náměstí [12]
- od 1993 trasa Ústřední dílny DP – Černokostelecká – Vinice – Želivského – Flora – Muzeum – Tylovo náměstí – Otakarova – náměstí bratří Synků – Spořilov [12]
- od 1998 trasa zkrácena Černokostelecká – Vinice – ...[12]
- 2009 trasa Černokostelecká – Nové Strašnice – Zborov - Strašnické divadlo – Solidarita – Vinice (Z) – Vozovna Strašnice – Krematorium Strašnice – Vinohradské hřbitovy – Želivského (u metra) – Želivského (u Strojimportu) – Olšanské hřbitovy – Flora – Radhošťská – Jiřího z Poděbrad – Vinohradská tržnice – Italská – Muzeum – I. P. Pavlova – Bruselská – Pod Karlovem (T) – Nuselské schody – náměstí bratří Synků – Horky – Pod Jezerkou – Michelská – Plynárna Michle – Chodovská – Teplárna Michle – Spořilov [32]
- od září 2012 trasa Olšanské hřbitovy – Flora – Muzeum – I. P. Pavlova – náměstí bratří Synků – Spořilov [35]
- od června 2013 trasa Spojovací – Ohrada – Želivského (jen špička pracovního dne) – Olšanské hřbitovy – Flora – Muzeum – I. P. Pavlova – náměstí bratří Synků – Spořilov [41]
- od září 2016 trasa Spojovací – Kněžská luka – Chmelnice – Strážní – Vozovna Žižkov – Ohrada – Biskupcova – Nákladové nádraží Žižkov – Mezi Hřbitovy – Želivského (A) – Olšanské hřbitovy – Flora (A) – Radhošťská – Jiřího z Poděbrad (A) – Vinohradská tržnice – Italská – Muzeum (A) (C) – I. P. Pavlova (C) – Bruselská – Pod Karlovem – Nuselské schody – Náměstí Bratří Synků – Horky – Pod Jezerkou – Michelská – Plynárna Michle (x) – Chodovská – Teplárna Michle – Spořilov [42]
- od června 2021 pravidelná trasa Spojovací – Kněžská luka – Chmelnice – Strážní – Vozovna Žižkov – Ohrada – Biskupcova – Nákladové nádraží Žižkov – Mezi Hřbitovy – Želivského (A) (Z) – Želivského (A) – Olšanské hřbitovy – Flora (A) – Radhošťská – Jiřího z Poděbrad (A) – Vinohradská tržnice – Italská – Muzeum (A) (C) – I. P. Pavlova (C) – Bruselská – Pod Karlovem – Nuselské schody – Náměstí Bratří Synků – Horky – Pod Jezerkou – Michelská – Plynárna Michle (x) – Chodovská – Teplárna Michle – Spořilov [56]
- od března 2022 je z důvodu dlouhodobé výluky na Krejcárku zkrácena Spořilov – ... – Olšanské hřbitovy. [36]
- Od června 2023 je linka vedena v pravidelné trase: Spojovací – Kněžská luka – Chmelnice – Strážní – Vozovna Žižkov – Ohrada – Biskupcova – Nákladové nádraží Žižkov – Mezi Hřbitovy (T) – Želivského (A) (Z) – Želivského (A) – Olšanské hřbitovy – Flora (A) – Radhošťská – Jiřího z Poděbrad (A) – Vinohradská tržnice – Italská – Muzeum (A) (C) – I. P. Pavlova (C) – Bruselská – Pod Karlovem (T) – Nuselské schody – Náměstí Bratří Synků – Horky – Pod Jezerkou – Michelská – Plynárna Michle (×) – Chodovská – Teplárna Michle – Spořilov.

### Linka 12

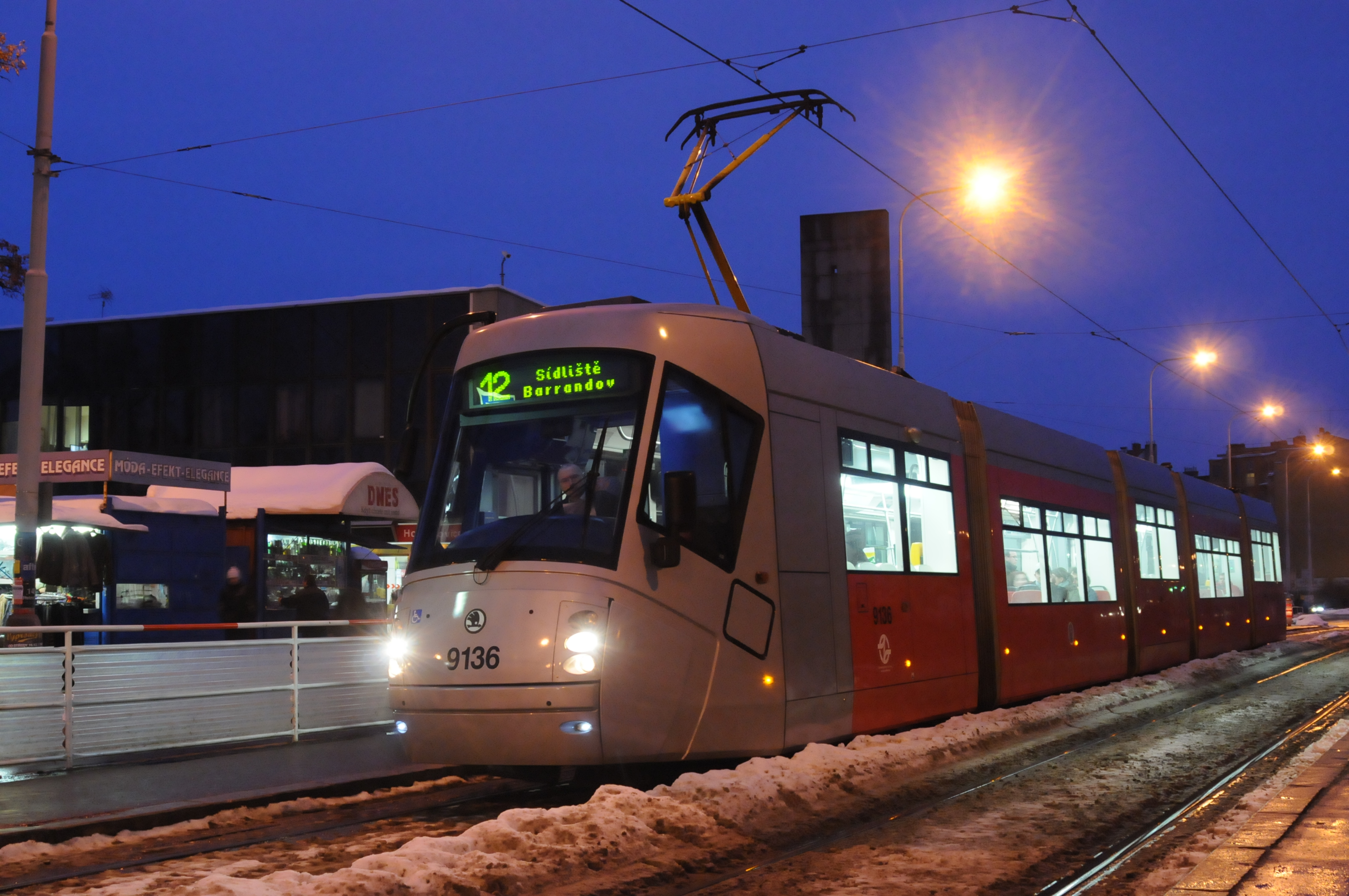
Škoda 14T na lince 12 v roce 2010

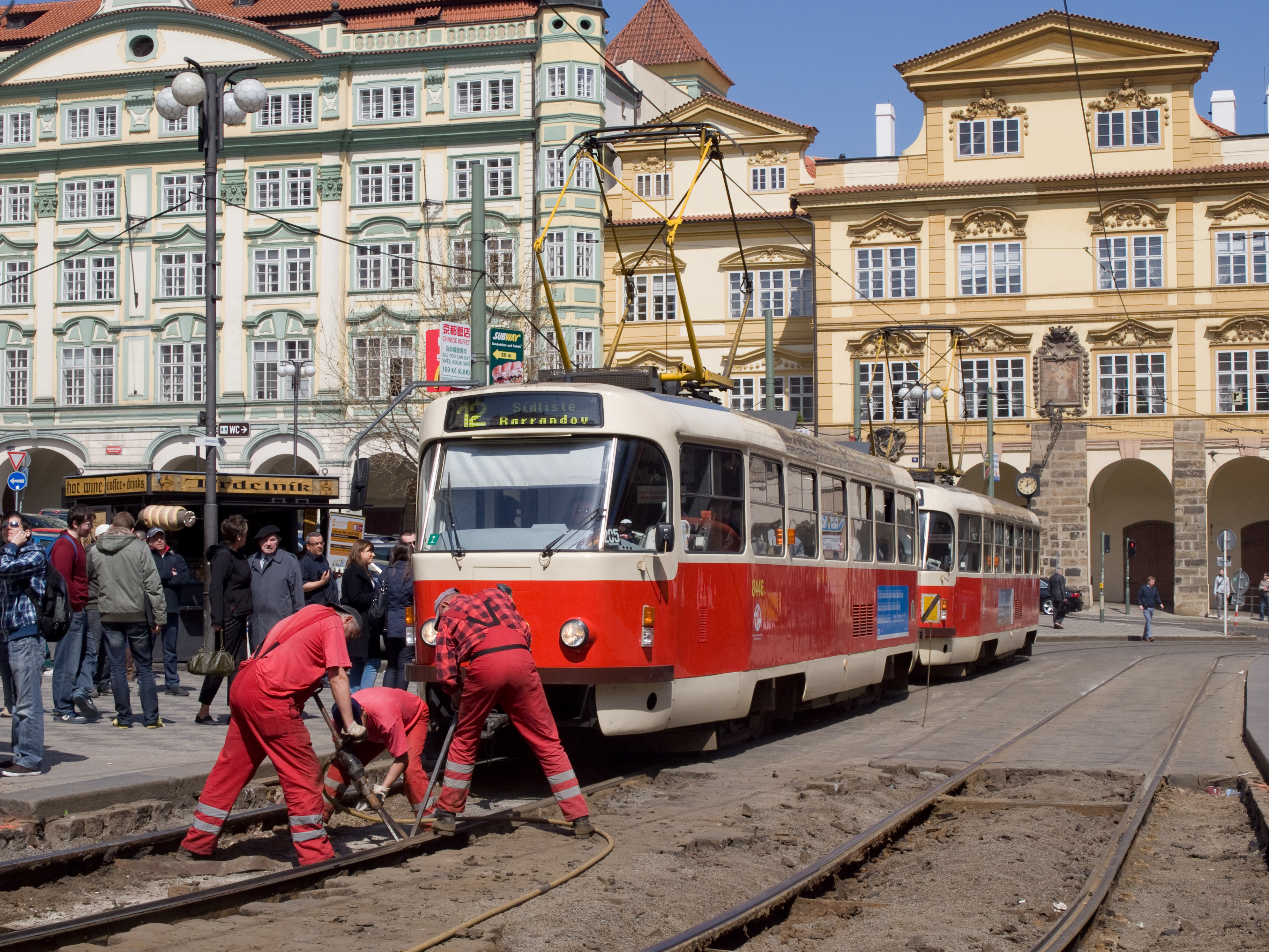
Linka 12 stanicuje na Malostranském náměstí, před ní pracují dělníci během oprav trati v dubnu 2010

Linka 12 vznikla roku 1908 očíslováním linky, která dosud byla na jízdenkách značena zkratkou M, zavedené 2. října 1903 v trase bývalé Hlaváčkovy dráhy SMÍCHOV, Plzeňská třída – Košíře, Klamovka – KOŠÍŘE, Remisa.
- od 1908 trasa Remisa Košíře – Plzeňská třída (Anděl)[9]
- 1910 trasa Remisa v Košířích – Klamovka – Mlynářka – Pivovarská ulice – U Paliarky – Bendlova ulice – Mozartova ulice – Divišova ulice – Plzeňská třída (Anděl) – Radnice – Austrie – Jakubské náměstí – U Libuše – Kinského zahrada – Petřínská ulice – Chotkova ulice – Petřín (dolní stanice lanovky) – Harantova ulice – Prokopská ulice – Malostranské náměstí – Letenská ulice (Z) – Valdštýnské náměstí (T) – Lužická ulice (Z) – Klárov – Akademie Straky – Pod Letnou (Čechův most) – Dvořákovo nábřeží (Právnická fakulta) – Bílkova ulice – Merkur – Staroměstské náměstí[10]
- 1924 trasa Holešovice, Uranie – Jateční ulice – Klárov – Malostranské náměstí – Újezd – Plzeňská třída (Anděl) – Západní Nádraží (Nádraží Smíchov) – Zbraslavská třída[16]
- 1929 trasa Libeň, Dolní Nádraží (u Palmovky) – Libeňský most – Dělnická – Jatky – Štefánikův most – Čechův most – Klárov – Malostranské náměstí – Vítězná třída (Újezd) – Plzeňská třída (Anděl) – Západní Nádraží (Nádraží Smíchov)[40]
- 1940 trasa Pelc Tyrolka – Trojabrücke / Trojský most – Urania / Uranie – Schlachthof / Jatky – Hlávka-Brücke / Hlávkův most – Janatschek-Brücke / Janáčkův most (Štefánikův most) – Kramář – Ufer / Kramářovo nábřeží – Klarplatz / Klárov – Kleinseitner Ring / Malostranské náměstí – Aujest / Újezd – Arbes-Platz / Arbesovo náměstí – Smichow-Banhof / Nádraží Smíchov [18]
- 1947 trasa Plynární – Dělnická – Jatky – Klárov – Malostranské náměstí – Anděl – Nádraží Smíchov[19]
- 1963 trasa Vychovatelna – Libeň dolní Nádraží – Dělnická – Jatky – Klárov – Malostranské náměstí – Anděl – Nádraží Smíchov[61]
- 1972 trasa Vozovna Kobylisy – Vychovatelna – třída Rudé armády – Dopravní podniky – Klárov (Malostranská) – Malostranské náměstí – Újezd – Anděl – Nádraží Smíchov[23]
- 1974 trasa Vozovna Kobylisy – Líbeznická – Střelničná – Ke Stírce – Okrouhlická – Vychovatelna – Bulovka – Vosmíkových – U kříže – náměstí ddoktora Holého – třída Rudé armády – Libeňský most – Maniny – Dělnická – Jatky – Dopravní podniky – Nábřeží Kapitána Jaroše – Čechův most – Klárov – Malostranské náměstí – Helichova – Újezd – náměstí Sovětských tankistů – Anděl – Plzeňka – Nádraží Smíchov[24]
- od 5. května 1977 trasa Vozovna Kobylisy – Bulovka – třída Rudé armády – Libeňský most – Dělnická – Jatky – Dopravní podniky – Čechův most – Klárov – Malostranské náměstí – Újezd – Anděl – Nádraží Smíchov – Lihovar[28]
- od 3. listopadu 1985 trasa Vozovna Kobylisy – Kobylisy – Ke Stírce – Palmovka – Dělnická – Nádraží Holešovice – Výstaviště Holešovice – Strossmayerovo náměstí – Čechův most – Malostranská – Újezd – Anděl – Na Knížecí – Lihovar – Hlubočepy[67]
- od 26. března 1991 Střelničná – Ke Stírce – Palmovka – Dělnická – Nádraží Holešovice – Výstaviště Holešovice – Strossmayerovo náměstí – Čechův most – Malostranská – Újezd – Anděl – Na Knížecí – Lihovar – Hlubočepy[72]
- od 22. listopadu 1991 Sídliště Ďáblice – Třebenická (T) – Štěpničná – Ládví – Kyselova – Střelničná – Ke Stírce – Palmovka – Dělnická – Nádraží Holešovice – Výstaviště – Strossmayerovo náměstí – Čechův most – Malostranská – Újezd – Anděl – Na Knížecí – Lihovar – Hlubočepy
- od 8. listopadu 1998 trasa Starý Hloubětín – Palmovka – Dělnická – Nádraží Holešovice – Strossmayerovo náměstí – Čechův most – Malostranská – Újezd – Anděl – Smíchovské Nádraží – Zlíchov – Hlubočepy. V úseku Starý Hloubětín – Palmovka jede jen v pracovní dny do cca 18:00. [30]
- od 1. července 1999 Palmovka – Dělnická – Nádraží Holešovice – Strossmayerovo náměstí – Čechův most – Malostranská – Újezd – Anděl – Smíchovské Nádraží – Zlíchov – Hlubočepy
- od 29. listopadu 2003 trasa Palmovka – Dělnická – Nádraží Holešovice – Výstaviště – Strossmayerovo náměstí – Malostranská – Újezd – Anděl – Smíchovské Nádraží – Zlíchov – Hlubočepy – Sídliště Barrandov [31]
- od 2009 trasa Palmovka – Libeňský most – Maniny – Dělnická (Z) – U průhonu (T) – Ortenovo náměstí – Nádraží Holešovice – Výstaviště – Veletržní – Strossmayerovo náměstí – Nábřeží Kapitána Jaroše (T) – Čechův most – Malostranská – Malostranské náměstí – Hellichova – Újezd – Švandovo divadlo – Arbesovo náměstí – Anděl – Na Knížecí – Plzeňka – Smíchovské Nádraží – ČSAD Smíchov – Lihovar – Zlíchov – Hlubočepy – Geologická – K Barrandovu – Chaplinovo náměstí – Poliklinika Barrandov – Sídliště Barrandov [32]
- od září 2012 trasa Palmovka – Maniny – Nádraží Holešovice – Výstaviště – Strossmayerovo náměstí – Letenské náměstí – Chotkovy sady – Malostranská – Malostranské náměstí – Újezd – Anděl – Smíchovské Nádraží – Hlubočepy – Sídliště Barrandov [35]
- od srpna 2016 trasa Sídliště Barrandov – Poliklinika Barrandov – Chaplinovo náměstí – K Barrandovu – Geologická – Hlubočepy – Zlíchov – Lihovar – ČSAD Smíchov (x) – Smíchovské nádraží (B) (S) – Plzeňka – Na Knížecí (B) – Anděl (B) – Arbesovo náměstí – Švandovo divadlo – Újezd – Hellichova – Malostranské náměstí – Malostranská (A) – Chotkovy sady – Sparta – Korunovační (Z) – Letenské náměstí – Kamenická – Strossmayerovo náměstí – Vltavská (C) – Pražská tržnice – Tusarova (Z) – Dělnická – U Průhonu (T) – Ortenovo náměstí – Nádraží Holešovice (C) – Výstaviště Holešovice – Výstaviště Holešovice [42]
- od listopadu 2020 zrušena zastávka ČSAD Smíchov [55]
- od 28. srpna 2021 došlo k přejmenování zastávek Výstaviště Holešovice na Výstaviště [62]
- od 1. července 2022 došlo k přejmenování zastávky Pražská tržnice na Holešovická tržnice [37]
- od července 2022 pravidelná trasa Sídliště Barrandov – Poliklinika Barrandov – Chaplinovo náměstí – K Barrandovu – Geologická – Hlubočepy – Zlíchov – Lihovar – Smíchovské nádraží (B) (S) – Plzeňka – Na Knížecí (B) – Anděl (B) – Arbesovo náměstí – Švandovo divadlo – Újezd – Hellichova – Malostranské náměstí – Malostranská (A) – Chotkovy sady – Sparta – Korunovační (Z) – Letenské náměstí – Kamenická – Strossmayerovo náměstí – Vltavská (C) – Pražská tržnice – Tusarova (Z) – Dělnická – U Průhonu (T) – Ortenovo náměstí – Nádraží Holešovice (C) – Výstaviště – Výstaviště
- od 25. listopadu 2024 trasa Sídliště Barrandov – Poliklinika Barrandov – Chaplinovo náměstí – K Barrandovu – Geologická – Hlubočepy – Zlíchov – Lihovar – Smíchovské nádraží (B) (S) – Plzeňka – Na Knížecí (B) – Anděl (B) – Arbesovo náměstí – Švandovo divadlo – Újezd – Hellichova – Malostranské náměstí – Malostranská (A) – Chotkovy sady – Sparta – Korunovační (Z) – Letenské náměstí – Kamenická – Strossmayerovo náměstí – Vltavská (C) – Štvanice (x) – Těšnov (x) – Florenc (B) (C) – Karlínské náměstí – Křižíkova (B) – Urxova – Invalidovna (B) – Palmovka (B) (Z) – Palmovka (B) – Balabenka – Divadlo Gong – Poliklinika Vysočany – Nádraží Vysočany (B) (S) – Vysočanská (B) (T) – Špitálská (x) – Poštovská (x) – Kolbenova (B) – Nový Hloubětín (x) – Vozovna Hloubětín (x) – Starý Hloubětín – Hloubětín (B) – Sídliště Hloubětín – Lehovec[39]

### Linka 13

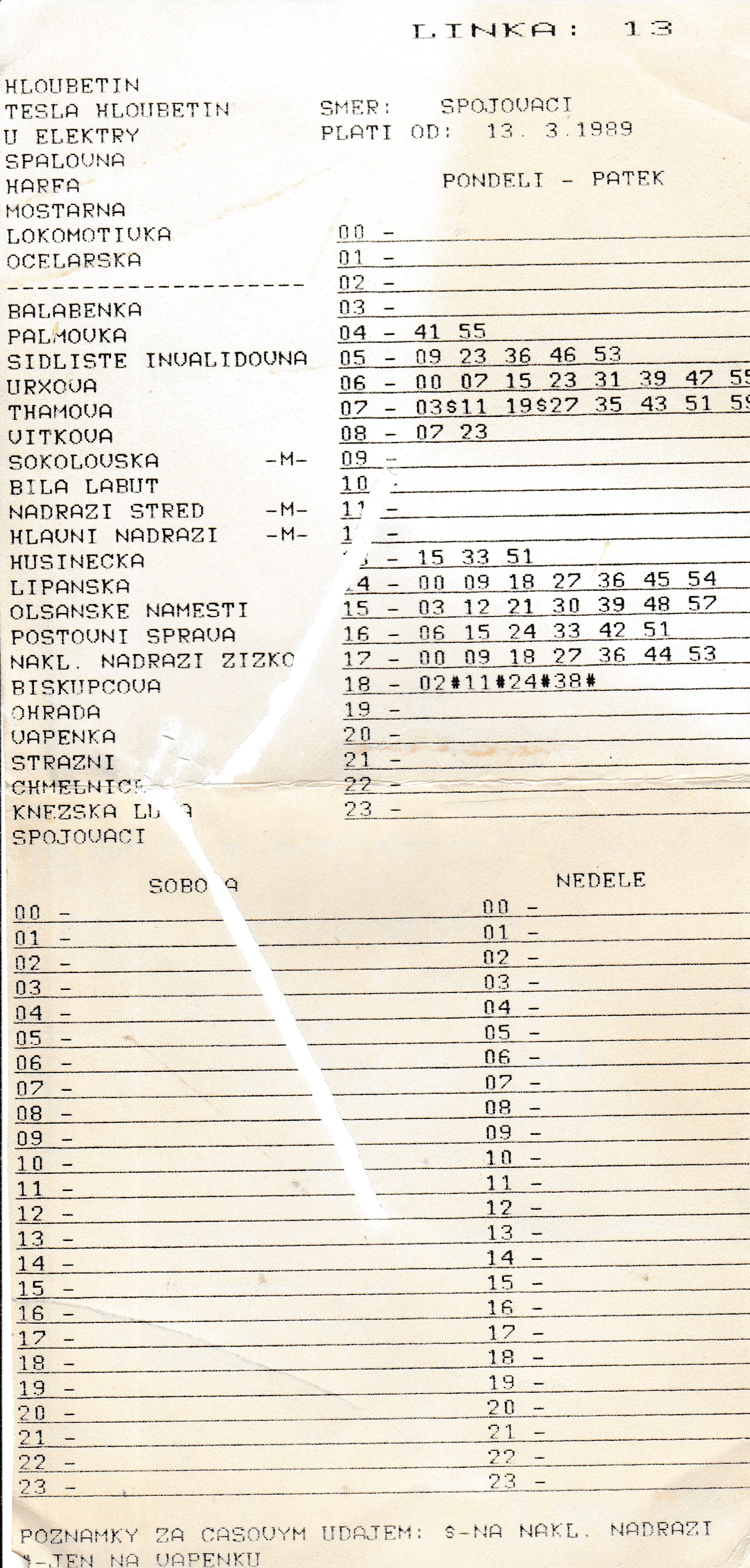
Zastávkový jízdní řád linky 13 v nejstarším počítačově generovaném formátu (březen 1989)

Číslo 13 získala roku 1908, zpočátku pravděpodobně jen jako interní číslování, bývalá Křižíkova dráha Praha – Libeň – Vysočany, kterou sice Elektrické podniky 5. srpna 1907 odkoupily, ale nebyla ještě propojena s ostatní tramvajovou sítí. Na jízdenkách byly všechny provozní větve na dráze značeny písmenem V. Číslem 13 byla zpočátku označována hlavní linka v trase Na Florenci – Divadlo Varieté – Karlín, Královská třída / Invalidovna / (T) – Karlín, Riegrovy sady (Z) – Palmovka – Nová Balabenka – Vysočany, lékárna.
- od 1908/3 trasa Na Florenci – Divadlo Varieté – Karlín, Královská třída / Invalidovna / (T) – Karlín, Riegrovy sady (Z) – Palmovka – Nová Balabinka – Vysočany, lékárna. [8][9]
- od 1908/11 linka zrušena [8]
- od 1912 trasa Vysočany, Nová Balabinka – Vysočany, Českomoravská [11]
- od 1913 linka zrušena [11]
- od 1914 trasa Smíchov, Plzeňská třída – Smíchov, Divišova ulice – Smíchov, Santoška [11]
- od 1915 linka zrušena [12]
- od 1916 trasa Žižkov, Vozovna – U Bulhara – Masarykovo nádraží – Prašná brána – Můstek – Národní divadlo – Újezd – Anděl – Santoška [12]
- od 1924 trasa Žižkov, Vozovna – U Bulhara – Masarykovo nádraží – Prašná brána – Můstek – Národní divadlo – Podolí, Cementárna (Podolská vodárna)[12][16]
- od 1927 trasa Žižkov, Vozovna – U Bulhara – Masarykovo nádraží – Prašná brána – Můstek – Národní divadlo – Rašínovo nábřeží Výtoň – Vyšehrad – Soběslavova ulice Otakarova – Jezerka – Michle (Kloboučnická)[12][40]
- od 1930 trasa Žižkov, Vozovna – U Bulhara – Masarykovo nádraží – Prašná brána – Můstek – Národní divadlo – Rašínovo nábřeží Výtoň – Vyšehrad – Soběslavova ulice Otakarova – Koh-i-noor – Čechovo náměstí [12]
- od 1931 prodloužená trasa Spojovací – Ohrada – U Bulhara – ... – Čechovo náměstí[12]
- od 1933 linka zrušena [12]
- od 1938 nová trasa Muzeum – Tylovo náměstí – Nádraží Vinohrady – Pankrác – Krč, Ryšánka [12]
- 1940 trasa Museum / Muzeum – Tylplatz / Tylovo náměstí – Bahnhof Weinberge / Nádraží Vinohrady – Pankratz / Pankrác – Unter Reuth, Rischanhof / Dolní Krč, Ryšánka [18]
- od 1943 trasa Bulovka – Libeň, Dolní Nádraží – Dělnická – Štvanice – Masarykovo nádraží – Wilsonovo Nádraží – Museum – Tylovo náměstí – Nádraží Vinohrady – Pankrác – Krč, Ryšánka [12]
- 1947 trasa Bulovka – Libeň, Dolní Nádraží – Dělnická – Štvanice – Masarykovo nádraží – Wilsonovo Nádraží – Museum – Scheinerovo náměstí (Tylovo náměstí) – Nuselské schody – náměstí Národních hrdinů – Budějovické náměstí – Krč, Ryšánka[19]
- od 1961 Hloubětín – Harfa – Balabenka – Palmovka – Nádraží Střed – Hlavní Nádraží – Museum – Tylovo náměstí – Nuselské schody – náměstí hrdinů – Budějovické náměstí – Krč, Ryšánka[12]
- 1963 trasa Hloubětín – Harfa – Balabenka – Libeň dolní nádraží – Dělnická – Štvanice – Nádraží střed – Hlavní nádraží – Museum – Tylovo náměstí – Nuselské schody – Náměstí Národních hrdinů – Budějovické náměstí – Krč, Ryšánka[61]
- od 1970 trasa Hloubětín – Palmovka – Městské muzeum – Nádraží střed – Muzeum – Tylovo náměstí – Náměstí bratří Synků – Náměstí Hrdinů – Budějovické náměstí[12][23]
- od 1974 trasa Hloubětín – Tesla Hloubětín – U elektry – Spalovna – Harfa (Nádraží Libeň) – Mostárna – Libeň Horní Nádraží (dříve bylo západněji) – Ocelářská – Balabenka – Palmovka – Sídliště Invalidovna – Urxova – Thámova – Vítkova – Sokolovská (Florenc) – Nádraží Střed – náměstí M. Gorkého (Senovážné náměstí) – Bulhar – Husinecká – Lipanská – Olšanské náměstí – Flora – Olšanské hřbitovy – Židovské hřbitovy (Želivského) – Vinohradská nemocnice – Vinohradské hřbitovy – Krematorium – Vinice – Strašnická škola – Průběžná – Nádraží Strašnice – Radošovická[24]
- od 1977 trasa Hloubětín – Balabenka – Palmovka – Sokolovská (Florenc) – náměstí Republiky – Perštýn – Národní výbor – Nádraží Střed – Sokolovská – a zpět do Hloubětína [12][25]
- od 1979 trasa Hloubětín – Balabenka – Palmovka – Sokolovská (Florenc) – Dopravní podniky – Jatky – Dělnická – Elektrárna Holešovice – Park kultury a oddechu Julia Fučíka (PKOJF) (Výstaviště) – Nábřeží Kapitána Jaroše – Čechův most – Malostranská – Staroměstská – ??? – Sokolovská a zpět do Hloubětína [12]
- od 1980 trasa Hloubětín – Balabenka – Palmovka – Sokolovská (Florenc) – Dopravní podniky – Jatky – Dělnická – Elektrárna Holešovice – Park kultury a oddechu Julia Fučíka (PKOJF) (Výstaviště) [27]
- od 1981 trasa zrušena [12]
- od 1985 nová trasa Hloubětín – Harfa – Balabenka – Florenc – Masarykovo nádraží – Olšanské náměstí – Spojovací [12]
- od 1990 linka zrušena [12]
- od 2004 nová trasa Sídliště Barrandov – Hlubočepy – Nádraží Smíchov [73]
- od 2009 linka zrušena [32]
- od června 2013 nová trasa Náměstí Bratří Synků – I. P. Pavlova – Muzeum – Flora – Želivského – Černokostelecká [41]
- od března 2017 trasa Černokostelecká – Nové Strašnice – Zborov - Strašnické divadlo – Solidarita – Vinice (Z) – Vozovna Strašnice – Krematorium Strašnice – Vinohradské hřbitovy – Želivského (A) – Želivského (A) – Olšanské hřbitovy – Flora (A) – Radhošťská – Jiřího z Poděbrad (A) – Vinohradská tržnice – Italská – Muzeum (A) (C) – I. P. Pavlova (C) – Náměstí Míru (A) – Jana Masaryka – Krymská – Ruská – Vršovické náměstí – Čechovo náměstí [74]
- od září 2020 změna trasy Černokostelecká – … – Solidarita – Vinice – Krematorium Strašnice – … – Čechovo náměstí [55]
- od června 2021 pravidelná trasa Olšanské hřbitovy – Flora (A) – Radhošťská – Jiřího z Poděbrad (A) – Vinohradská tržnice – Italská – Muzeum (A) (C) – I. P. Pavlova (C) – Náměstí Míru (A) – Jana Masaryka – Krymská – Ruská – Vršovické náměstí – Čechovo náměstí [56]
- Od března 2022 je z důvodu dlouhodobé výluky na Krejcárku prodloužena: Čechovo náměstí - ... – Olšanské hřbitovy – Želivského (A) – Želivského (A) (T) – Mezi hřbitovy (Z) – Nákladové nádraží Žižkov – Biskupcova – Ohrada – Vozovna Žižkov. [36]
- Od června 2023 je linka vedena v pravidelné trase: Olšanské hřbitovy – Flora (A) – Radhošťská – Jiřího z Poděbrad (A) – Vinohradská tržnice – Italská – Muzeum (A) (C) – I. P. Pavlova (C) – Náměstí Míru (A) – Jana Masaryka – Krymská – Ruská – Vršovické náměstí – Čechovo náměstí. V provozu v pracovní dny od cca 6:30, v sobotu a v neděli od cca 7:30.

### Linka 14

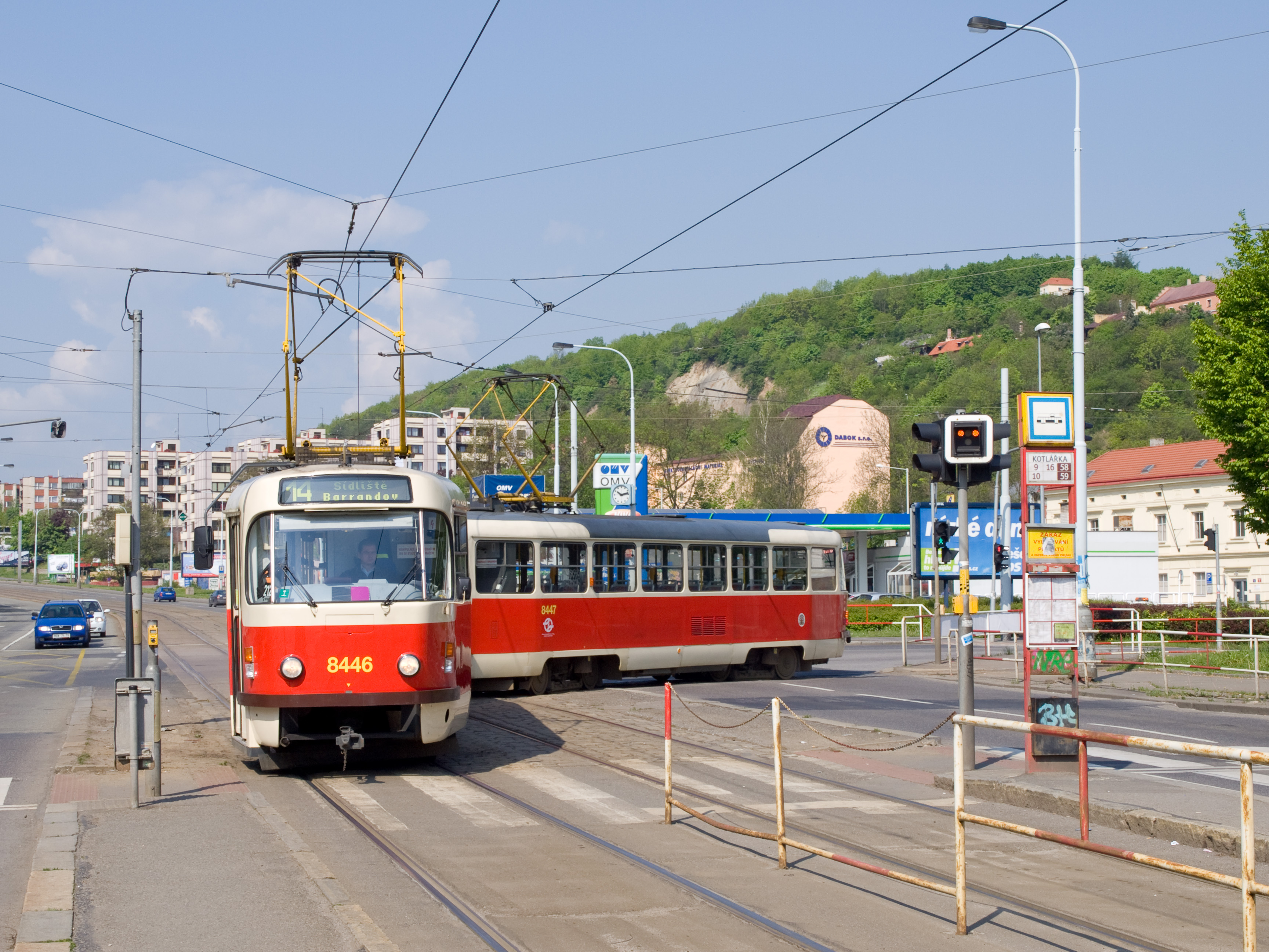
Linka číslo 14 opouští smyčku Kotlářka během mimořádného odklonu v souvislosti s Pražským maratonem 2010

Číslo 14 získala roku 1908, zpočátku pravděpodobně jen jako interní číslování, bývalá odbočná větev Křižíkovy dráhy Praha – Libeň – Vysočany, kterou sice Elektrické podniky 5. srpna 1907 odkoupily, ale nebyla ještě propojena s ostatní tramvajovou sítí Elektrických podniků hl. m. Prahy. Na jízdenkách byly všechny provozní větve na dráze značeny písmenem V. Číslem 14 byla zpočátku označována linka na odbočce v trase VYSOČANY, Nová Balabinka – VYSOČANY, Českomoravská, ještě téhož roku však začala číslem 14 označována linka na starší odbočce LIBEŇ, Palmovka – LIBEŇ, Libušák (svah, dnes upravená plocha Horova náměstí s hostincem U Libušáku), zatímco linka na Českomoravskou byla značena jako „14 odbočka“.
- od 1908 Libeň, Fügnerova třída (U Kříže) – Palmovka[9]
- 1910 trasa první větev: Vychovatelna – Na Stráži – Na Korábě – Primátorská třída – Fügnerova třída – Libušák – Tyršovo náměstí – Tržiště – U Deutschů – Žižkova ulice – Palmovka, druhá větev: Českomoravská – U Prášilů – Balabinka – Palmovka, dále společná trasa: – Štrasburg – Invalidovna – Riegrova třída – Královská třída (Sokolovská) – Poděbradova ulice – Karlova ulice – Křižíkovou ulicí – Jungmannovo náměstí (Karlínské náměstí) – Vítkova ulice – Karlínské Varieté – Potravní daň – Městské museum – Florenc – Dlážděná ulice – U svatého Jindřicha – Václavské náměstí – Dívčí škola – Vladislavova ulice – Myslíkova ulice – Křemencova ulice – Riegrovo nábřeží – Podskalská třída – Odjezd parníků – Palackého náměstí – Palackého třída – Královská třída – Přemyslova třída – Plzeňská třída (Anděl)[10]
- od 1913 trasa Libeň, Vychovatelna – Libušák – Palmovka – Karlín, Poděbradova ulice – Divadlo Varieté – Florenc – Dlažební ulice – Václavské náměstí – Myslíkova ulice – Palackého most – Plzeňská třída – Santoška [11]
- od 1914 trasa Libeň, Vychovatelna – Libušák – Palmovka – Karlín, Poděbradova ulice – Divadlo Varieté – Florenc – Dlažební ulice – Václavské náměstí – Myslíkova ulice – Palackého most – Smíchov, Plzeňská třída – Smíchov, Divišova ulice – Klamovka – Košíře, Remisa [14][15]
- 1924 trasa Kobylisy – Palmovka – Poděbradova ulice – Palackého třída Křižíkova – Jungmanovo náměstí Karlínské náměstí, druhá trasa – Masarykovo náměstí – Havlíčkovo náměstí Senovážné náměstí – Václavské náměstí – Vodičkova – Myslíkova – Palackého náměstí – Plzeňská třída – Vozovna Košíře[16]
- 1929 trasa stejná trasa[40]
- od 1930 trasa Kobylisy – Vychovatelna – Palmovka – Jungmannovo nám (Karlínské náměstí) – Denisovo Nádraží (Florenc) – Na Poříčí – Masarykovo nádraží – Václavské náměstí – Myslíkova ulice – Palackého most – Plzeňská třída (Anděl) – U Santošky [12]
- od 1932 trasa Kobylisy – Vychovatelna – Palmovka – Jungmannovo nám (Karlínské náměstí) – Denisovo nádraží (Florenc) – Na Poříčí – Masarykovo nádraží – Václavské náměstí – Myslíkova ulice – Palackého most – Rašínovo nábřeží (Výtoň) – Vyšehrad (křiž. s Trojickou) – Vyšehradské nádraží – Tylovo divadlo (Divadlo Na Fidlovačce) – Soběslavova (Otakarova) – Vladimírova ulice – Pankrác – Budějovické náměstí – Kačerov [12]
- 1940 trasa Kobilis, Tschimitzer strasse / Čimická – Erziehungsanstalt / Vychovatelna – Bulovka – Lieben, Unterer Bahnhof / Libeň, Dolní Nádraží – Schlachthof / Jatky – Hlavka-Brücke / Hlávkův most – Moldaubahnhof / Vltavské nádraží (Nádraží Těšnov) – Deutschherrenstrasse / Poříč – Hibernerbahnhof / Hybernské nádraží (Masarykovo nádraží) – Heinrichsgasse / Jindřišská ulice – Wenzelsplatz / Václavské náměstí – Wassergasse / Vodičkova ulice – Karlsplatz / Karlovo náměstí – Pschemisl Platz / Přemyslovo náměstí – Pankratz / Pankrác – Katscherow / Kačerov [18]
- 1947 trasa Čimická – Libeň Dolní Nádraží – Dělnická – Jatky – Štvanice – Masarykovo nádraží – Jindříšská – Václavské náměstí – Karlovo náměstí – Nádraží Vyšehrad – Vladimírova – Budějovické náměstí – Kačerov[19]
- 1963 trasa Střelničná – Čimická – Libeň dolní nádraží – Dělnická – Jatky – Štvanice – Nádraží Střed – Jindřišská – Václavské náměstí – Karlovo náměstí – Vyšehrad – Náměstí bratří Synků – Budějovické náměstí – Kačerov[61]
- od 25. června 1970 linka zkrácena do trasy Kačerov – Libeň, Vychovatelna do 17. ledna 1972[75]
- od 1972 trasa Park kultury a oddechu Julia Fučíka (PKOJF) (Výstaviště) – Dopravní podniky (Vltavská) – Nádraží střed (Masarykovo nádraží) – Jindřišská – Václavské náměstí – Karlovo náměstí – Anděl – Lihovar[23]
- od 1973 změna trasy Park kultury a oddechu Julia Fučíka (PKOJF) (Výstaviště) – ... – Anděl – Radlice[12]
- 1974 trasa Park kultury a oddechu Julia Fučíka (PKOJF) (Výstaviště) – Veletržní – Nádraží Bubny – Dopravní podniky (Vltavská) – Štvanice – Sokolovská (Florenc) – Nádraží střed (Masarykovo nádraží) – Jindřišská – Václavské náměstí – Národní výbor – Karlovo náměstí – Moráň – Palackého náměstí – Zborovská – Anděl – Ženské domovy – Křížová – Laurová – Radlice[24]
- od 1977 trasa Střelničná – Ke Stírce – Okrouhlická – Vychovatelna – Bulovka – Vosmíkových – U kříže – třída Rudé armády – Libeňský most – Maniny – Dělnická – Jatky – Dopravní podniky (Vltavská) – Štvanice – Sokolovská (Florenc) – Nádraží střed (Masarykovo nádraží) – Jindřišská – Václavské náměstí – Národní výbor – Karlovo náměstí – Moráň – Palackého náměstí – Zborovská – Anděl – Ženské domovy – Křížová – Laurová – Radlice[12][25]
- 1980 trasa Kobylisy vozovna – Líbeznická – Střelničná – a dále dtto [28]
- od 1983 trasa Kobylisy vozovna – ... Křížová – Laurová [12]
- od 1985 nová trasa Olšanské hřbitovy – Želivského – Vinice – Černokostelecká [12]
- od 1987 nová trasa Černokostelecká – Vinice – Strašnická – Průběžná – Zahradní Město – Nádraží Hostivař [12]
- od 1990 trasa Vozovna Kobylisy – Ke Stírce – Vychovatelna – Palmovka – Dělnická – Jatky – Vltavská – Náměstí Republiky – Masarykovo nádraží – Václavské náměstí – Karlovo náměstí – Moráň – Palackého náměstí – Anděl – Ženské domovy – Křížová – Laurová[12]
- od 3. 11. 1998 trasa Střelničná – Ke Stírce – Hercovka – Nad Trojou – Trojská – Nádraží Holešovice (2x) – Osadní – U Průhonu (Z) – Dělnická – Tusarova (T) – Pražská tržnice – Vltavská – Strossmayerovo náměstí – Nábřeží Kapitána Jaroše (T) – Dlouhá třída – Náměstí Republiky – Masarykovo nádraží – Jindřišská – Václavské náměstí – Vodičkova – Lazarská – Karlovo náměstí – Moráň – Palackého náměstí – Zborovská – Anděl – Na Knížecí (T) – Ženské domovy (Z) – Křížová – Laurová[29]
- od 2003 trasa Vozovna Kobylisy – Ke Stírce – Trojská – Nádraží Holešovice – Výstaviště – Strossmayerovo náměstí – Náměstí Republiky – Masarykovo nádraží – Václavské náměstí – Karlovo náměstí – Moráň – Palackého náměstí – Anděl – Nádraží Smíchov – Hlubočepy – Sídliště Barrandov[31]
- 2009 trasa Vozovna Kobylisy – Líbeznická – Březiněveská – Kobylisy – Ke Stírce – Hercovka – Nad Trojou – Trojská – Nádraží Holešovice – Výstaviště – Veletržní – Strossmayerovo náměstí – Nábřeží Kapitána Jaroše (T) – Dlouhá třída – Náměstí Republiky – Masarykovo nádraží – Jindřišská – Václavské náměstí – Vodičkova – Lazarská – Karlovo náměstí – Moráň (T) – Palackého náměstí – Zborovská – Anděl – Na Knížecí – Plzeňka – Smíchovské nádraží – ČSAD Smíchov – Lihovar – Zlíchov – Hlubočepy – Geologická – K Barrandovu – Chaplinovo náměstí – Poliklinika Barrandov – Sídliště Barrandov[32]
- od 2010 trasa Vozovna Kobylisy – ... – Václavské náměstí – Myslíkova – Jiráskovo náměstí – Palackého náměstí – ... – Sídliště Barrandov [34][47]
- od září 2012 trasa Sídliště Barrandov – Hlubočepy – Smíchovské Nádraží – Anděl – Palackého náměstí – Myslíkova – Václavské náměstí – Masarykovo nádraží – Bílá labuť – Vltavská – Dělnická – Ortenovo náměstí (dále pokračuje jako linka 24 přes centrum na Kubánské náměstí) [35]
- od srpna 2016 trasa Spořilov – Teplárna Michle – Chodovská – Plynárna Michle (x) – Michelská – Pod Jezerkou – Horky – Náměstí Bratří Synků – Divadlo Na Fidlovačce – Svatoplukova – Ostrčilovo náměstí – Albertov – Botanická zahrada – Moráň (Z) – Karlovo náměstí (B) – Novoměstská radnice (T) – Lazarská – Vodičkova – Václavské náměstí (A) (B) – Jindřišská – Masarykovo nádraží (B) (S) – Bílá labuť – Těšnov (x) – Štvanice (x) – Vltavská (C) – Pražská tržnice – Tusarova (Z) – Dělnická (T) – Maniny – Libeňský most (x) – Palmovka (B) (Z) – Palmovka (B) – Balabenka – Divadlo Gong – Poliklinika Vysočany – Nádraží Vysočany (B) (S) – Vysočanská (B) (Z) [42]
- pravidelná trasa Spořilov – Teplárna Michle – Chodovská – Plynárna Michle (x) – Michelská – Pod Jezerkou – Horky – Náměstí Bratří Synků – Divadlo Na Fidlovačce – Svatoplukova – Ostrčilovo náměstí – Albertov – Botanická zahrada – Moráň (Z) – Karlovo náměstí (B) – Novoměstská radnice (T) – Lazarská – Vodičkova – Václavské náměstí (A) (B) – Jindřišská – Masarykovo nádraží (B) (S) – Bílá labuť – Těšnov (x) – Štvanice (x) – Vltavská (C) – HolešovickáPražská tržnice – Tusarova (Z) – Dělnická (T) – Maniny – Libeňský most (x) – Palmovka (B) (Z) – Palmovka (B) – Balabenka – Divadlo Gong – Poliklinika Vysočany – Nádraží Vysočany (B) (S) – Vysočanská (B)
- od března 2022 do června 2023 je z důvodu dlouhodobé výluky na Krejcárku prodloužena Spořilov – ... Vysočanská (B) (T) – Špitálská – Poštovská – Kolbenova (B) – Nový Hloubětín – Vozovna Hloubětín – Starý Hloubětín – Hloubětín (B) – Sídliště Hloubětín – Lehovec [36]
- od 1. července 2022 došlo k přejmenování zastávky Pražská tržnice na Holešovická tržnice [37]
- Od 23. října 2023 je zkrácena o úsek Palmovka – Vysočanská, kde ji nahradí linka 6, do trasy Spořilov – ... – Palmovka (B)[76]
- Od 17. února 2024 je z důvodu havarijního stavu části Libeňského soumostí dlouhodobě odkloněna: Spořilov – ... – Holešovická tržnice – Tusarova (Z) – Dělnická – U Průhonu (T) – Ortenovo náměstí – Nádraží Holešovice (C) (S) – Výstaviště – Výstaviště. [38]
- Od 25. listopadu 2024 je z důvodu uzavření Libeňského mostu trvale vedena v trase Spořilov – ... – Nádraží Holešovice (C) (S) a dále jako linka 6 směr Kubánské náměstí; současně zřízena druhá zastávka Vltavská (C) na předmostí Hlávkova mostu.[39]

### Linka 15

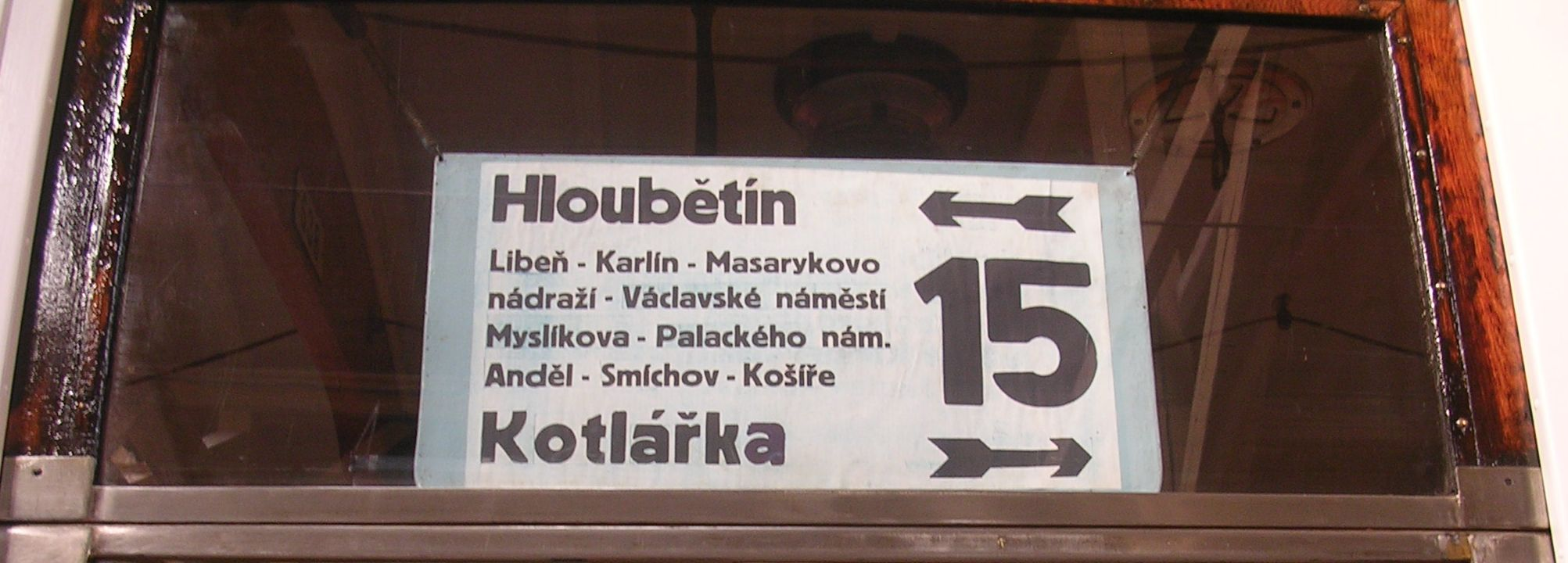
Označení linky 15

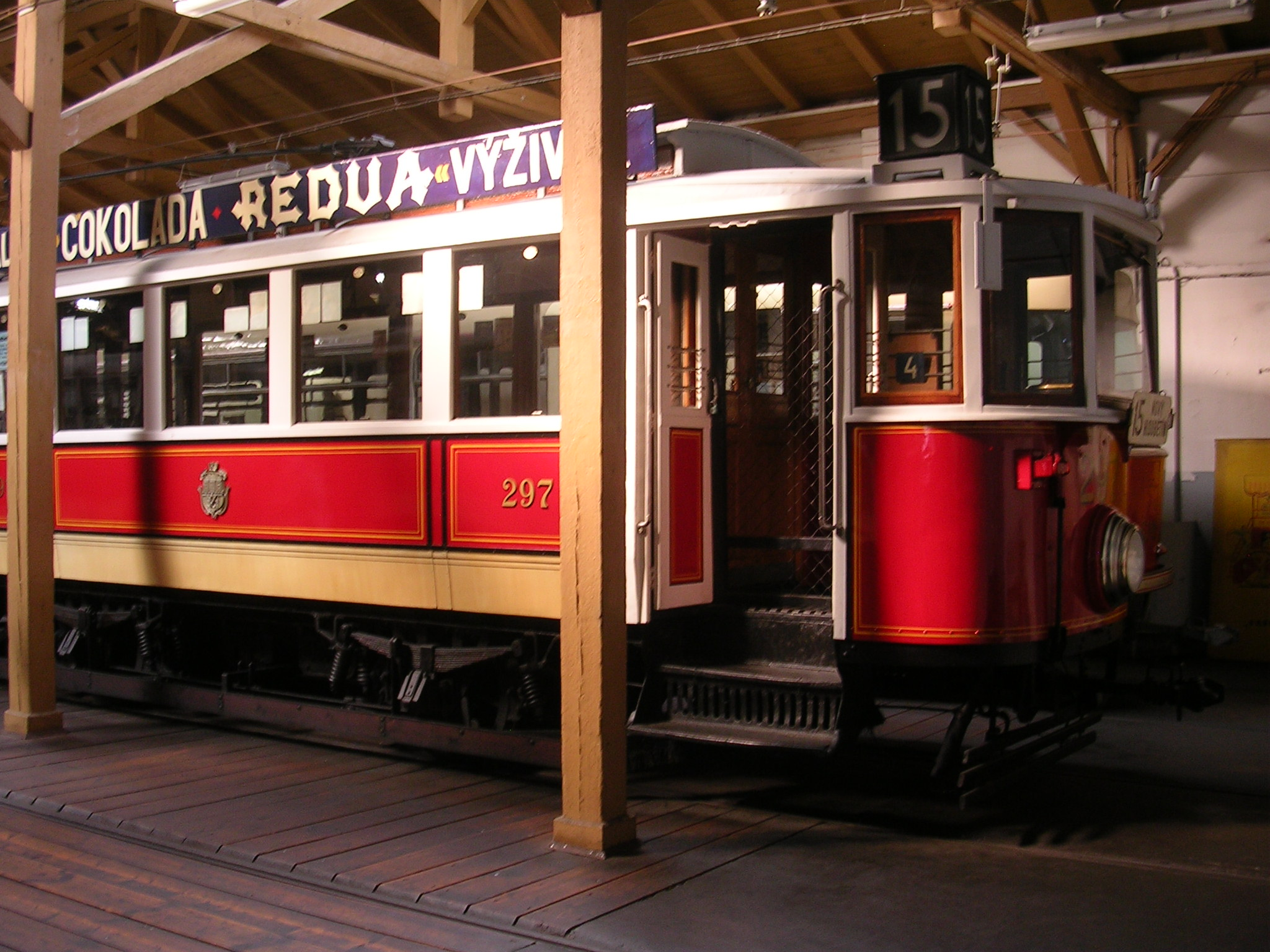
Vozovna Střešovice, Muzeum MHD. Elektrický motorový vůz č. 297 z roku 1909.

- od 1923 trasa Libeň, Českomoravská továrna – Balabenka – Palmovka – Královská třída (Sokolovská) – Palackého třída (Křižíkova) – Masarykovo nádraží – Václavské náměstí – Myslíkova – Palackého náměstí – Plzeňská třída – Smíchov, Koulka (Křížová)[12][16]
- od 1927 trasa Libeň, Na Harfě – Balabenka – Palmovka – Královská třída (Florenc) – Jungmannovo náměstí na Královské třídě – Masarykovo nádraží – Václavské náměstí – Myslíkova – Palackého náměstí – Plzeňská třída – Křížová ulice – Radlice[12][40]
- od 1930 změna trasy ... – Palackého náměstí – Plzeňská třída – Zámečnice [12]
- od 1931 změna trasy ... Hloubětín – Na Harfě – Balabenka – Palmovka – ...[12]
- od 1932 změna trasy ... Kolbenova továrna (náměstí OSN) – Balabenka – Palmovka – ...[12]
- 1940 trasa Wissotschan, Kolbenfabrik / Vysočany, Kolbenka Palmhof / Palmovka – Königstrasse / Královská třída – Deutschherrenstrasse / Poříč – Hibernerbahnhof / Hybernské nádraží (Masarykovo nádraží) – Heinrichsgasse / Jindřišská ulice – Wenzelsplatz / Václavské náměstí – Wassergasse / Vodičkova ulice – Myslikgasse / Myslíkova ulice – Mozartbrücke / Mozartův most (most Palackého) – Pilsnerstrasse / Plzeňská třída (Anděl) – Körbern, Schlosserhof / Košíře, Zámečnice (Košířské náměstí)[18]
- 1947 trasa Kolbenka – Nádraží Vysočany – Balabenka – Městské museum – Masarykovo nádraží – Jindřišská – Václavské náměstí – Myslíkova – Jiráskův most – Palacké náměstí – U Anděla – Zámečnice (Košířské náměstí)[19]
- od 1949? změna trasy ... Nový Hloubětín – Kolbenka – Balabenka – Palmovka – ...[12]
- od 1952 trasa Nový Hloubětín – ČKD – Balabenka – Palmovka – Městské museum – Nádraží Střed – Jindřišská – Václavské náměstí – Myslíkova – Jiráskův most – Palacké náměstí – Anděl – Kotlářka...[12]
- 1963 trasa Nový Hloubětín – Vysočany – Balabenka – Městské museum – Nádraží Střed – Jindřišská – Václavské náměstí – Myslíkova – Jiráskův most – Palacké náměstí – U Anděla – Zámečnice – Kotlářka[61]
- 1972 trasa Nový Hloubětín – Palmovka – Městské muzeum – Nádraží Střed – Václavské náměstí – Anděl – Kotlářka[23]
- od 1974 trasa Nový Hloubětín – Školka – Aerovka – Vysočany – náměstí Lidových milicí (Vysočanská) – Vysočanská radnice – Nádraží Vysočany – Kulturní dům – Balabenka – Palmovka – Sídliště Invalidovna – Urxova – Thámova – Vítkova – Sokolovská (Florenc) – Nádraží Střed – Jindřišská – Václavské náměstí – Národní výbor – Karlovo náměstí – Moráň – Palacké náměstí – Zborovská – Anděl – U Bertramky – U Zvonu – Klamovka – Demartinka – Kavalírka – Zámečnice – Kotlářka[24]
- od 1977 trasa Nový Hloubětín – Palmovka – Sokolovská – Nádraží Střed – Václavské náměstí – Karlovo náměstí – Anděl – Nádraží Smíchov [12][25]
- od 1979 trasa Nový Hloubětín – Palmovka – Sokolovská – Nádraží Střed – Václavské náměstí – Karlovo náměstí – Anděl – Kotlářka [12][28]
- od 1984 trasa prodloužena Nový Hloubětín – ... – Anděl – Kotlářka – Vozovna Motol [12]
- od 1985 nová trasa Hrdlořezy Spojovací – Ohrada – Želivského – Olšanské Hřbitovy[12]
- od 1986 nová trasa Sokolovská – Palmovka – Balabenka – Harfa – Hloubětín – Černý Most[12]
- od 1990 zrušena [12][29]
- od 2003 nová trasa Střelničná – U Kříže – Palmovka – Dělnická – Nádraží Holešovice – Výstaviště – Strossmayerovo náměstí – Hradčanská – Vozovna Střešovice – Malovanka – Vypich[31]
- od 2009 trasa Vypich – Říčanova – Břevnovský klášter – U Kaštanu – Drinopol – Marjánka – Královka – Hládkov – Vozovna Střešovice (během dlouhodobé výluky Brusnice) – Prašný most (během dlouhodobé výluky Pražský Hrad a Královský letohrádek) – Hradčanská – Sparta – Letenské náměstí – Kamenická – Strossmayerovo náměstí – Veletržní – Výstaviště – Nádraží Holešovice – Ortenovo náměstí – U Průhonu – Dělnická – Maniny – Libeňský most – Palmovka – Balabenka – U Svobodárny – Poliklinika Vysočany – Nádraží Vysočany – Vysočanská[32][70]
- od 2010 trasa Divoká Šárka – Červený vrch – Dejvická – Hradčanská – Špejchar – Strossmayerovo náměstí – Výstaviště – Dělnická – Palmovka – Nádraží Vysočany – Vysočanská,[34][47] v úseku Divoká Šárka – Špejchar jen v ranních špičkách pracovních dní
- od září 2012 zrušena [35]
- od srpna 2016 trasa Kotlářka – Kotlářka (T) – Kavalírka – Klamovka – U Zvonu – Bertramka – Anděl (B) – Arbesovo náměstí – Švandovo divadlo – Újezd – Hellichova – Malostranské náměstí – Malostranská (A) – Čechův most – Dlouhá třída – Náměstí Republiky (B) – Masarykovo nádraží (B) (S) – Hlavní nádraží (C) (S) – Husinecká – Lipanská – Olšanské náměstí – Flora (A) – Olšanské hřbitovy [42]
- od 2. prosince 2021 došlo k přejmenování zastávka Husinecká na Viktoria Žižkov [57]
- pravidelná trasa Kotlářka – Kotlářka (T) – Kavalírka – Klamovka – U Zvonu – Bertramka – Anděl (B) – Arbesovo náměstí – Švandovo divadlo – Újezd – Hellichova – Malostranské náměstí – Malostranská (A) – Čechův most – Dlouhá třída – Náměstí Republiky (B) – Masarykovo nádraží (B) (S) – Hlavní nádraží (C) (S) – Viktoria Žižkov – Lipanská – Olšanské náměstí – Flora (A) – Olšanské hřbitovy

### Linka 16

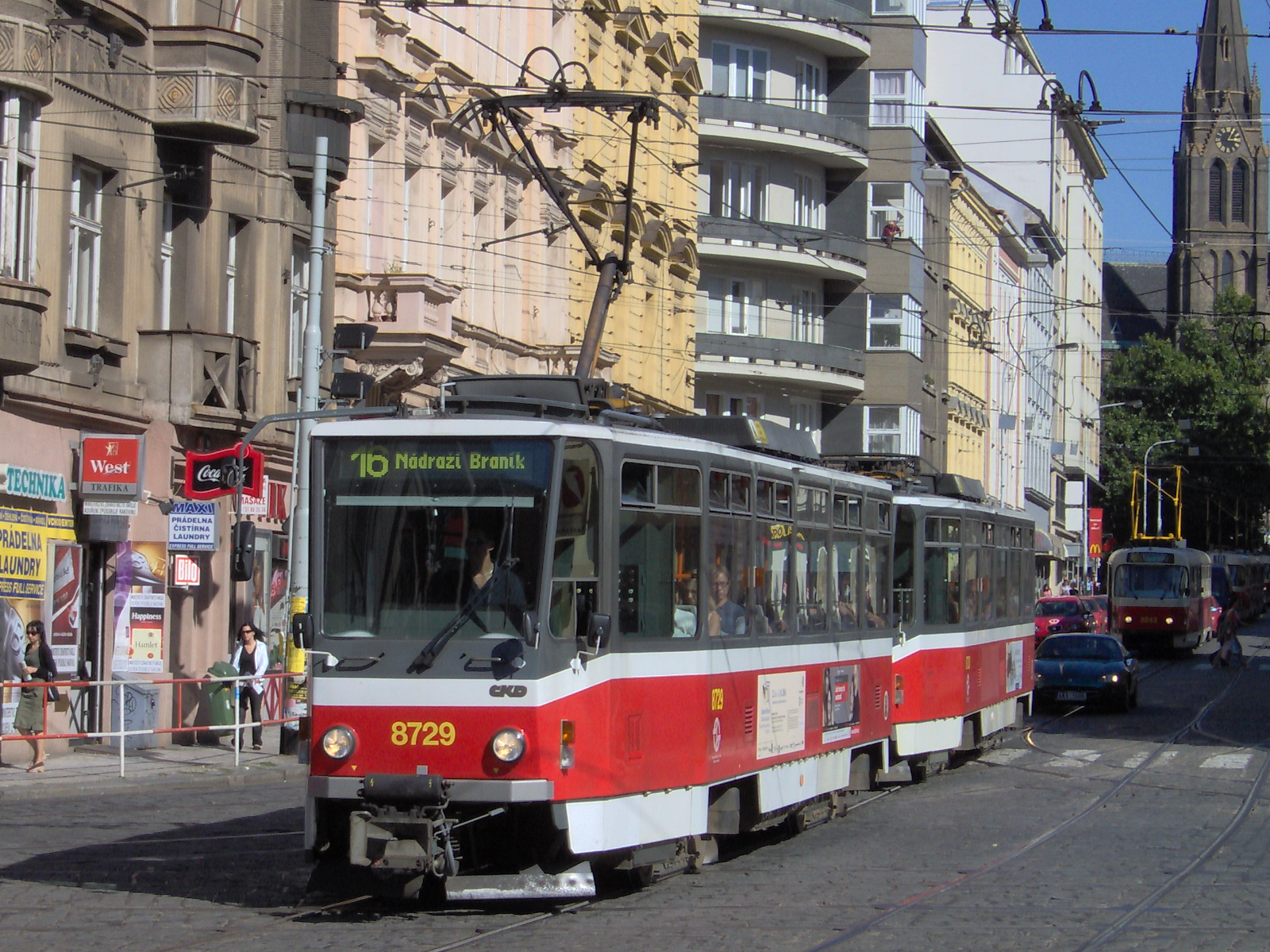
Tatra T6A5 na lince 16 v Jugoslávské ulici na Vinohradech, 2006

- 1924 trasa U Santošky – Plzeňská třída (Anděl) – Palackého náměstí – Moráň – Tylovo náměstí – Purkyňovo náměstí (náměstí Míru) – Olšanské hřbitovy (Flora)[16]
- 1929 trasa stejná trasa[40]
- 1940 trasa Neu-Straschnitz / Nové Strašnice – Krematorium – Wolschaner Friedhöfe / Olšanské hřbitovy – Flora – Kronenstrasse / Korunní třída – Reichsplatz / Říšské náměstí (náměstí Míru) – König Peter Platz / náměstí Petra Osvoboditele (I. P. Pavlova) – Karlsplatz / Karlovo náměstí – Mozartbrücke / Mozartův most (most Palackého) – Smichow, Bahnhof / Smíchovské Nádraží [18]
- 1947 trasa Nové Strašnice – Na Vinici – Olšanské hřbitovy – Flora – Vinohradské náměstí – Scheinerovo náměstí (Tylovo náměstí) – náměstí Petra Osvoboditele (I. P. Pavlova) – Štěpánská – Karlovo náměstí – Jiráskův most – Palackého náměstí – U Anděla – Nádraží Smíchov[19]
- 1963 trasa Vozovna Žižkov – Ohrada – Nákladové nádraží Žižkov – Židovské hřbitovy – Olšanské hřbitovy – Flora – náměstí Míru – Tylovo náměstí – I. P. Pavlova – Štěpánská – Karlovo náměstí – Jiráskův most – Palackého náměstí – Anděl – Nádraží Smíchov[61]
- 1972 trasa Olšanské hřbitovy – Flora – náměstí Míru – I. P. Pavlova – Karlovo náměstí – Anděl – Nádraží Smíchov [23]
- 1974 trasa Olšanské hřbitovy – Flora – Orionka – Perunova – Vinohradská vodárna – Šumavská – náměstí Míru – I. P. Pavlova – Štěpánská – Karlovo náměstí – Moráň – Palackého náměstí – Zborovská – Anděl – Plzeňka – Nádraží Smíchov – Autobusové Nádraží Smíchov – Lihovar [24]
- 1980 trasa Spojovací – Ohrada – Želivského – Flora – náměstí Míru – I. P. Pavlova – Karlovo náměstí – Moráň – Anděl – Nádraží Smíchov – Lihovar [28]
- od 1981 trasa Spojovací – ... – Anděl – Radlice [12]
- od 1983 trasa Spojovací – ... – Anděl – Lihovar [12]
- od 1988 trasa Spojovací – ... – Anděl – Lihovar – Hlubočepy [12]
- od 1991 trasa Spojovací – ... – Anděl [12]
- od 1995 trasa Spojovací – Ohrada – Nákladové nádraží Žižkov – Želivského – Flora – náměstí Míru – I. P. Pavlova – Karlovo náměstí – Moráň – Palackého náměstí – Nádraží Braník dále jen ve špičce – Nádraží Modřany – Sídliště Modřany[45]
- od 9. listopadu 1998 trasa Spojovací – Kněžská luka – Chmelnice – Strážní – Vápenka – Ohrada – Biskupcova – Nákladové nádraží Žižkov – Mezi hřbitovy – Želivského – Olšanské hřbitovy – Flora – Orionka – Perunova – Vinohradská vodárna – Šumavská – Náměstí Míru – I. P. Pavlova – Štěpánská – Karlovo náměstí – Moráň (T) – Palackého náměstí (2x) – Výtoň – Podolská vodárna – Kublov – Dvorce – Přístaviště – Pobřežní cesta – Nádraží Braník [24][29]
- od 2003 trasa dtto jako 1998 [31]
- od 2009 trasa jen ve špičce Sídliště Řepy – Motol – Kotlářka dále celodenní provoz – Anděl – Palackého náměstí – Karlovo náměstí – I. P. Pavlova – náměstí Míru – Flora – Želivského – Biskupcova – Ohrada – Spojovací [32]
- od září 2012 trasa Lehovec – Sídliště Hloubětín – Hloubětín (B) – Kbelská – Starý Hloubětín (x) – Vozovna Hloubětín (x) – Nový Hloubětín (x) – Kolbenova (B) – Poštovská (x) – Špitálská (x) – Vysočanská (B) – Nádraží Vysočany (B) (S) – Poliklinika Vysočany – Divadlo Gong – Balabenka – Palmovka (B) – Palmovka (B) (T) – Krejcárek (x) – Biskupcova – Nákladové nádraží Žižkov – Mezi Hřbitovy – Želivského (A) – Olšanské hřbitovy – Flora (A) – Orionka – Perunova – Vinohradská vodárna – Šumavská – Náměstí Míru (A) – I. P. Pavlova (C) – Štěpánská – Karlovo náměstí (B) – Moráň (T) – Palackého náměstí (B) – Zborovská – Anděl (B) – Bertramka – U Zvonu – Klamovka – Kavalírka – Kotlářka – Kotlářka (Z) (jen pro spoje zde začínající) – Poštovka (x) – Hotel Golf (x) – Vozovna Motol – Motol – Krematorium Motol (x) – Hlušičkova – Slánská – Blatiny – Sídliště Řepy [35], v úseku Kotlářka – Sídliště Řepy jede jen ve špičkách pracovních dní
- od června 2021 trasa Ústřední dílny Dopravního podniku – Na Homoli (x) – Malešická továrna (x) – Depo Hostivař (A) (x) – Nové Strašnice – Limuzská – Zborov - Strašnické divadlo – Solidarita – Vinice – Krematorium Strašnice – Vinohradské hřbitovy – Želivského (A) – Želivského (A) – Olšanské hřbitovy – Flora (A) – Orionka – Perunova – Vinohradská vodárna – Šumavská – Náměstí Míru (A) – I. P. Pavlova (C) – Štěpánská – Karlovo náměstí (B) – Moráň (T) – Palackého náměstí (B) – Zborovská – Anděl (B) – Bertramka – U Zvonu – Klamovka – Kavalírka – Kotlářka – Kotlářka (Z) (jen pro spoje zde začínající) – Poštovka (x) – Hotel Golf (x) – Vozovna Motol – Motol – Krematorium Motol (x) – Hlušičkova – Slánská – Blatiny – Sídliště Řepy [56], v úseku Kotlářka – Sídliště Řepy jede jen ve špičkách pracovních dní
- od 28. srpna 2021 došlo k přejmenování zastávek Nové Strašnice na Limuzská a Černokostelecká na Nové Strašnice [62]
- od 13. srpna 2022 došlo k zprovoznění smyčky u Depa Hostivař [65]
- pravidelná trasa Ústřední dílny Dopravního podniku – Na Homoli (x) – Malešická továrna (x) – Depo Hostivař(terminál) (A) – Depo Hostivař(na Černokostelecké ulici) (A) (x) (Z) – Nové Strašnice – Limuzská – Zborov-Strašnické divadlo – Solidarita – Vinice – Krematorium Strašnice – Vinohradské hřbitovy – Želivského (A) – Želivského (A) – Olšanské hřbitovy – Flora (A) – Orionka – Perunova – Vinohradská vodárna – Šumavská – Náměstí Míru (A) – I. P. Pavlova (C) – Štěpánská – Karlovo náměstí (B) – Moráň (T) – Palackého náměstí (B) – Zborovská – Anděl (B) – Bertramka – U Zvonu – Klamovka – Kavalírka – Kotlářka – Kotlářka (Z) (jen pro spoje zde začínající) – Poštovka (x) – Hotel Golf (x) – Vozovna Motol – Motol – Krematorium Motol (x) – Hlušičkova – Slánská – Blatiny – Sídliště Řepy [56], v úseku Kotlářka – Sídliště Řepy jede jen ve špičkách pracovních dní

### Linka 17

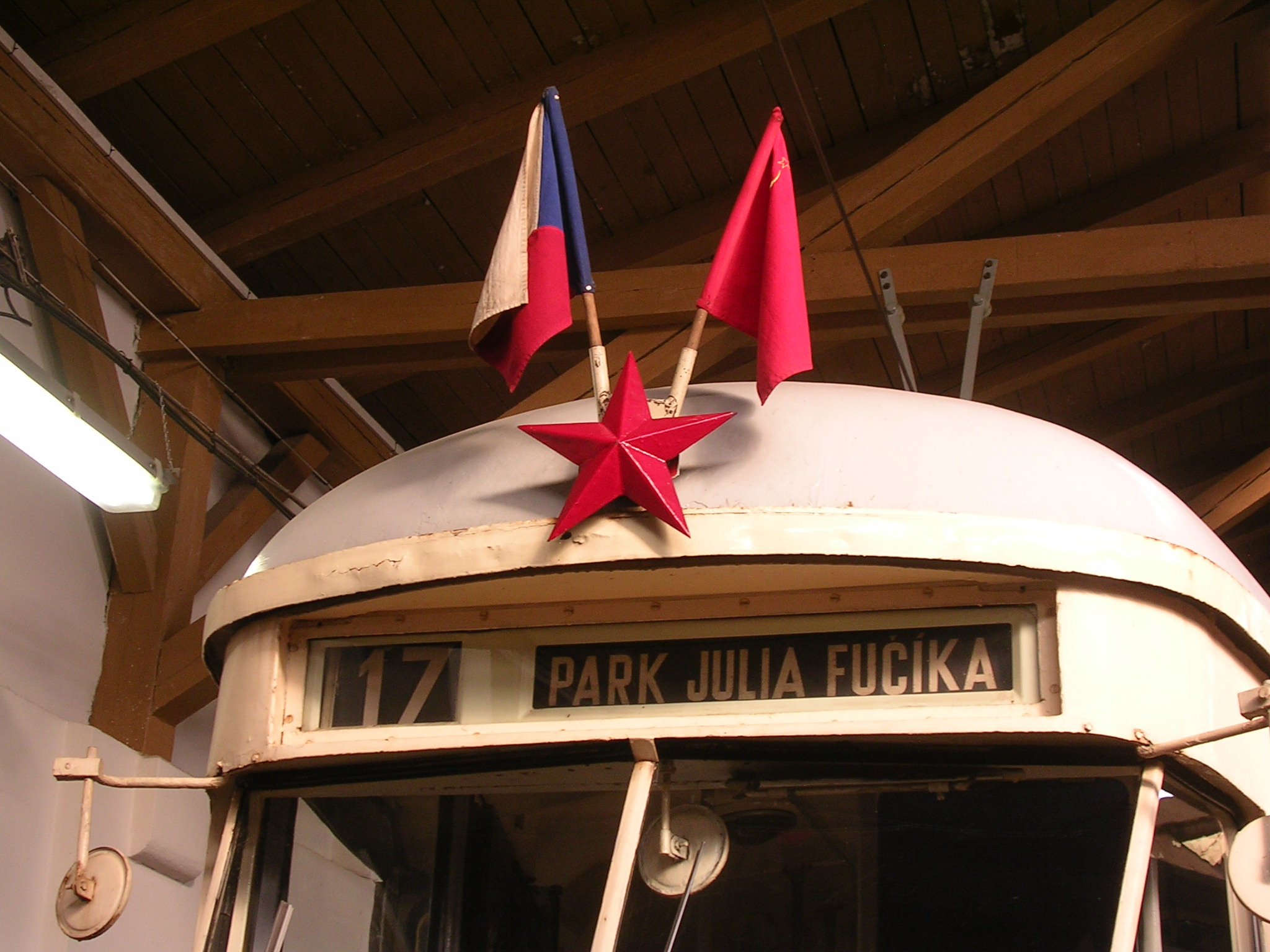
Vůz typu Tatra T1 aranžovaný do stavu odpovídajícího konci 50. let 20. století na lince 17

- od 1923 trasa Obora – Výstaviště – Bělského třída (Strossmayerovo náměstí) – Štefánikův most – náměstí Republiky – Můstek – Národní divadlo – Riegrovo nábřeží – Palackého náměstí – Podskalské nábřeží (Výtoň) – Podolí – Cementárna cca Dvorce[12]
- od 1924 trasa prodloužena ... – Palackého náměstí – Cementárna – Braník mezi Dvorce a Přístaviště[16]
- 1929 trasa stejná trasa[40]
- od 1931 trasa Výstaviště – Strossmayerovo náměstí – Štefánikův most – Čechův most – Parlament (Palachovo náměstí, Staroměstská) – Národní divadlo – Riegrovo nábřeží – Palackého náměstí – Rašínovo nábřeží (Výtoň) – Podolí – Braník[12]
- od 1932 trasa prodloužena Elektrárna Holešovice – Výstaviště – ...[12]
- od 1936 trasa prodloužena Pelc Tyrolka – Trojský most – Elektrárna Holešovice – Výstaviště – ...[12]
- 1940 trasa Pelc-Tyrolka / Pelc-Tyrolka – Trojabrücke / Trojský most – Ausstellung / Výstaviště – Strossmayerplatz / Strossmayerovo náměstí – Janatschek-Brücke / Janáčkův most (Štefánikův most) – Mendels-Brücke / Mendelův most (Čechův most) – Smetana Platz / Smetanovo náměstí (Palachovo náměstí, Staroměstská) – Nationaltheater / Národní divadlo – Palacký-Platz / Palackého náměstí – Eisenbahnbrücke / Železniční most (Výtoň) – Sanatorium Podol / Sanatorium Podolí (porodnice v Podolí) – Peter Aspelt Strasse / ulice Peta Aspelta – Branik / Braník [18]
- 1947 trasa Most Barikádníků (Pelc Tyrolka) – Plynární – Veletržní palác – Strossmayerovo náměstí – Čechův most – Smetanovo náměstí (Palachovo náměstí) – Národní divadlo – Palackého náměstí – Podolí – Braník, Hodkovičky[19]
- 1963 trasa Pelc-Tyrolka – Plynární – Veletržní palác – náměstí V. Kopeckého (Strossmayerovo náměstí) – Čechův most – náměstí Krasnoarmějců (Palachovo náměstí) – Národní divadlo – Palackého náměstí – Podolí – Nádraží Braník[61]
- od 1971 trasa Sídliště Ďáblice – Vychovatelna – Pelc-Tyrolka – Park kultury a oddechu Julia Fučíka (PKOJF) (Výstaviště) – Strossmayerovo náměstí – Národní divadlo – Výtoň – Nádraží Braník [12][23]
- od 1974 trasa dtto jako 1972 [24]
- od 1978 trasa Sídliště Ďáblice – Nadsídlištní – Štěpničná – Davídkova (Ládví) – Veltěžská – Střelničná – Ke Stírce – Hercovka – Nad Trojou – Trojská – Partyzánská (Nádraží Holešovice) – Elektrárna Holešovice – Park kultury a oddechu Julia Fučíka (PKOJF) (Výstaviště) – Veletržní – Strossmayerovo náměstí – Nábřeží Kapitána Jaroše – Čechův most – Právnická fakulta – Staroměstská – Národní divadlo – Jiráskovo náměstí – Palackého náměstí – Výtoň – Podolí – Kublov – Dvorce – Přístaviště – Modřanská – Nádraží Braník[25]
- 1980 trasa dtto jako 1978 [28]
- od 1995 trasa Sídliště Ďáblice – Ke Stírce – Trojská – Nádraží Holešovice – Výstaviště – Strossmayerovo náměstí – Právnická fakulta – Staroměstská – Národní divadlo – Palackého náměstí – Výtoň – Nádraží Braník – Sídliště Modřany [45]
- 1998 trasa dtto jako 1995 [29]
- od 2003 trasa dtto jako 1995 [31]
- od 2009 trasa (jen každý druhý vlak) Sídliště Ďáblice – Třebenická – Štěpničná – Ládví – Kyselova – Střelničná – Ke Stírce – Hercovka – Nad Trojou – Trojská – Nádraží Holešovice – (dále všechny vlaky) Výstaviště – Veletržní – Strossmayerovo náměstí – Nábřeží Kapitána Jaroše (T) – Čechův most – Právnická fakulta – Staroměstská – Karlovy lázně (T) – Národní divadlo – Jiráskovo náměstí – Palackého náměstí – Výtoň – Podolí – Kublov – Dvorce – Přístaviště – Modřanská – Nádraží Braník – Černý kůň – Belárie – Modřanská škola – Nádraží Modřany – Čechova čtvrť – Poliklinika Modřany – U Libušského potoka – Modřanská rokle – Sídliště Modřany – Levského (Z) [32]
- od září 2012 trasa (ve špičce všechny vlaky + v sedle a So, Ne jen každý druhý vlak) Vozovna Kobylisy – Ke Stírce – Trojská – Nádraží Holešovice – (dále všechny vlaky) Výstaviště Holešovice – Strossmayerovo náměstí – Čechův most – Staroměstská – Národní divadlo – Jiráskovo náměstí – Palackého náměstí – Výtoň – Nádraží Braník – Sídliště Modřany – Levského [35]
- od 28. srpna 2021 došlo k přejmenování zastávek Výstaviště Holešovice na jen Výstaviště [62]
- od července 2022 došlo k prodloužení krátké verze do Kobylis [37]
- od května 2023 pravidelná trasa Vozovna Kobylisy (každý druhý spoj) – Vozovna Kobylisy (T) (x) – Líbeznická (x) – Březiněveská (všechny spoje) – Kobylisy (C) – Ke Stírce – Hercovka – Nad Trojou – Trojská – Nádraží Holešovice (C) (S) – Výstaviště (všechny spoje) – Veletržní palác – Strossmayerovo náměstí – Nábřeží Kapitána Jaroše (T) – Čechův most – Právnická fakulta – Staroměstská (A) – Karlovy lázně – Národní divadlo – Jiráskovo náměstí – Palackého náměstí (B) – Výtoň – Podolská vodárna – Kublov – Dvorce – Přístaviště – Pobřežní cesta (x) – Nádraží Braník (S) – Černý kůň (x) – Belárie (x) – Modřanská škola (x) – Nádraží Modřany (S) – Čechova čtvť (x) – Poliklinika Modřany – U Libušského potoka (x) – Modřanská rokle – Sídliště Modřany – Levského (Z) – Hasičská stanice Modřany (x) – Observatoř Libuš (x) – Sídliště Libuš – Libuš, v úsecích Vozovna Kobylisy – Březiněveská a Libuš–Levského jen každý druhý spoj
- od 28. ledna 2024 intervaly na lince se zdvojnásobily kvůli zavedení linky 27. Všechny spoje jsou vedeny v trase Vozovna Kobylisy – Vozovna Kobylisy (T) (×) – Líbeznická (×) – Březiněveská – Kobylisy (C) – Ke Stírce – Hercovka – Nad Trojou – Trojská – Nádraží Holešovice (C) (S) – Výstaviště – Veletržní palác – Strossmayerovo náměstí – Nábřeží Kapitána Jaroše (T) – Čechův most – Právnická fakulta – Staroměstská (A) – Karlovy lázně – Národní divadlo – Jiráskovo náměstí – Palackého náměstí (B) – Výtoň – Podolská vodárna – Kublov – Dvorce – Přístaviště – Pobřežní cesta (×) – Nádraží Braník (S) – Černý kůň (×) – Belárie (×) – Modřanská škola (×) – Nádraží Modřany (S) – Čechova čtvrť (×) – Poliklinika Modřany – U Libušského potoka (×) – Modřanská rokle – Sídliště Modřany - Levského (Z)
- od 25. listopadu 2024 opět sloučena s linkou 27 (stav stejný jako před lednem 2024)[39]

### Linka 18

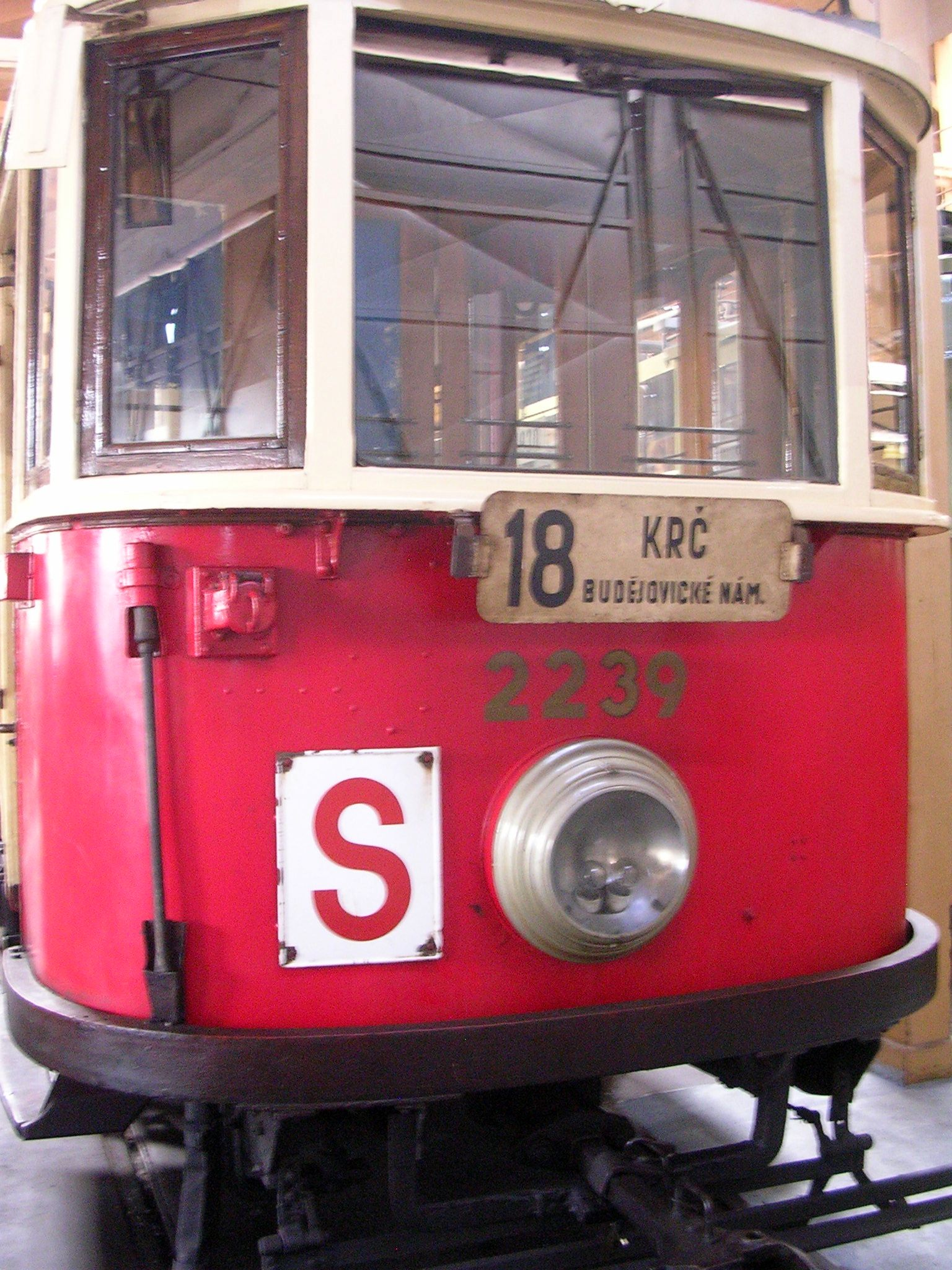
Vůz linky 18

- od 1923 trasa Holešovice, Uranie – Jatky – Štvanice – Denisovo Nádraží – Jindřišská – Václavské náměstí – Karlovo náměstí – Moráň – Vyšehrad – Nusle, Fričova ulice (mezi Svatoplukovou a Divadlem na Fidlovačce)[16]
- od 1926 trasa prodloužena ... – Vyšehrad – Soběslavova ulice (Otakarova) – Vladimírova ulice (Nuselská radnice) – Pankrác náměstí Hrdinů[12][40]
- od 1930 trasa prodloužena ... – Vladimírova ulice (Nuselská radnice) – Pankrác – Budějovická – Kačerov [12]
- od 1932 trasa Holešovice, Uranie – Jatky – Štvanice – Denisovo Nádraží – Jindřišská – Václavské náměstí – Karlovo náměstí – Palackého náměstí – Plzeňská třída (Anděl) – Křížová – Radlice[12]
- od 1937 trasa Podbaba – Vítězné náměstí – Prašný most – Bubeneč (Na Špejchaře) – Strossmayerovo náměstí – Elektrické podniky – Denisovo Nádraží – Masarykovo nádraží – Jindřišská – Václavské náměstí – Myslíkova – Palackého náměstí – Plzeňská třída (Anděl) – Křížová – Radlice[12]
- 1940 trasa s jinými názvy Podbaba – Platz der Wehrmacht / náměstí Branné moci (Vítězné náměstí) – Staubbrücke / Prašný most – Sommerbergstrasse / Letenská třída – Strossmayerplatz / Strossmayerovo náměstí – Hlávka-Brücke / Hlávkův most – Moldaubahnhof / Vltavské nádraží (Denisovo nádraží, Nádraží Těšnov) – Deutschherrenstrasse / Poříč – Hibernerbahnhof / Hybernské nádraží (Masarykovo nádraží) – Heinrichsgasse / Jindřišská ulice – Wenzelsplatz / Václavské náměstí – Wassergasse / Vodičkova ulice – Karlsplatz / Karlovo náměstí – Mozartbrücke / Mozartův most (Palackého most) – Pilsnerstrasse / Plzeňská třída (Anděl) – Radlitzerstrasse / Radlická ulice – Radlitz / Radlice [18]
- 1947 trasa dtto, jen změna názvů Podbaba – náměstí Vítězství – Na Špejchaře – Strossmayerovo náměstí – Elektrické podniky – Denisovo nádraží – Masarykovo nádraží – Václavské náměstí – Myslíkova – Jiráskův most – Palackého náměstí – U Anděla – Radlice[19]
- 1963 trasa dtto, jen změna názvů Podbaba – náměstí Říjnové revoluce (Vítězné náměstí) – Špejchar – náměstí V. Kopeckého (Strossmayerovo náměstí) – Dopravní podnik – Nádraží Těšnov – Nádraží střed – Václavské náměstí – Myslíkova – Jiráskovo náměstí – Palackého náměstí – Anděl – Radlice[61]
- od 1971 změna trasy ... – Anděl – Zlíchov Lihovar[12]
- od 1972 trasa Hotel International (Podbaba) – náměstí Říjnové revoluce (Vítězné náměstí) – Špejchar – Strossmayerovo náměstí – Dopravní podniky – Nádraží Těšnov – Nádraží Střed – Václavské náměstí – Karlovo náměstí – náměstí bratří Synků – náměstí Hrdinů – Budějovické náměstí [23]
- od 1974 trasa zkrácena Hotel International (Podbaba) – ... – náměstí bratří Synků – náměstí Hrdinů [24]
- od 1978 trasa Nádraží Braník – Výtoň – Národní divadlo – Staroměstská – Strossmayerovo náměstí – Park kultury a oddechu Julia Fučíka (PKOJF) (Výstaviště) – Elektrárna Holešovice – Dělnická – Dopravní podniky – Sokolovská (Florenc) – Nádraží Střed – Václavské náměstí – Karlovo náměstí – Vyšehrad – náměstí bratří Synků – náměstí Hrdinů [25]
- od 1979 trasa Vokovice – Leninova (Dejvická) – Hradčanská – Strossmayerovo náměstí – Dopravní podniky – Sokolovská (Florenc) – Nádraží střed (Masarykovo nádraží) – Václavské náměstí – Karlovo náměstí – Vyšehrad – Náměstí bratří Synků – Pražského povstání – Vozovna Pankrác [12][28]
- od 1985 trasa Vokovice – Leninova (Dejvická) – Hradčanská – Malostranská – Staroměstská – Národní divadlo – Karlovo náměstí – Vyšehrad – Náměstí bratří Synků – Pražského povstání – Vozovna Pankrác [12]
- od 1986 trasa Petřiny – Hradčanská – dále po stejné trase – Vozovna Pankrác [12]
- 1998 trasa Petřiny – Obchodní dům Petřiny – Větrník – Vojenská nemocnice – Baterie – Ořechovka – Sibeliova – Vozovna Střešovice – Prašný most – Hradčanská – Chotkovy sady – Malostranská – Staroměstská – Karlovy lázně – Národní divadlo – Národní třída – Karlovo náměstí – Moráň – Botanická zahrada – Albertov – Ostrčilovo náměstí – Svatoplukova – Divadlo v Nuslích – Náměstí bratří Synků – Nuselská radnice – Palouček – Pražského povstání – Na Veselí – Vozovna Pankrác[29]
- 2003 trasa dtto [31]
- 2009 trasa dtto [32]
- od září 2012 trasa dtto [35]
- od srpna 2016 trasa Nádraží Podbaba (S) – Zelená – Lotyšská – Vítězné náměstí (A) – Hradčanská (A) (S) – Chotkovy sady – Malostranská (A) – Staroměstská (A) – Karlovy lázně (T) – Národní divadlo (Z) – Národní divadlo – Národní třída (B) – Novoměstská radnice (Z) – Karlovo náměstí (B) – Moráň (T) – Botanická zahrada – Albertov – Ostrčilovo náměstí – Svatoplukova – Divadlo Na Fidlovačce – Náměstí Bratří Synků – Nuselská radnice – Palouček – Pražského povstání (C) – Na Veselí – Vozovna Pankrác[42]
- od června 2021 trasa Nádraží Podbaba (S) – Zelená – Lotyšská – Vítězné náměstí (A) – Hradčanská (A) (S) – Chotkovy sady – Malostranská (A) – Staroměstská (A) – Karlovy lázně (T) – Národní divadlo (Z) – Národní divadlo – Národní třída (B) – Novoměstská radnice (Z) – Karlovo náměstí (B) – Moráň (T) – Botanická zahrada – Albertov – Ostrčilovo náměstí – Svatoplukova – Divadlo Na Fidlovačce – Náměstí Bratří Synků – Nuselská radnice – Palouček – Pražského povstání (C) – Kotorská – Na Veselí – Vozovna Pankrác [56]
- od 6. června 2022 pravidelná trasa Nádraží Podbaba (S) – Zelená – Lotyšská – Vítězné náměstí (A) – Hradčanská (A) (S) – Chotkovy sady – Malostranská (A) – Staroměstská (A) – Karlovy lázně – Národní divadlo – Národní třída (B) – Novoměstská radnice (Z) – Karlovo náměstí (B) – Moráň (T) – Botanická zahrada – Albertov – Ostrčilovo náměstí – Svatoplukova – Divadlo Na Fidlovačce – Náměstí Bratří Synků – Nuselská radnice – Palouček – Pražského povstání (C) – Kotorská – Na Veselí – Vozovna Pankrác

### Linka 19
- od 1923 trasa Libeň, Prosecká třída (U Kříže) – Palmovka – Královská třída (Sokolovská) – Městské museum – Prašná brána – Můstek – Museum – Tylovo náměstí – Vinohradské Nádraží (Nuselské schody) – Nusle, Riegrovo náměstí (náměstí bratří Synků) [12][16]
- 1929 trasa Libeň, Prosecká třída – Palmovka – Královská třída Sokolovská – Městské museum – Prašná brána – Můstek – Karlovo náměstí – Tylovo náměstí – Vinohradské Nádraží (Nuselské schody) – Soběslavova ulice (Otakarova) – Pankrác[40]
- od 1932 trasa Harfa – Palmovka – Královská třída Sokolovská – Městské museum – Prašná brána – Můstek – Karlovo náměstí – Tylovo náměstí – Vinohradské Nádraží (Nuselské schody) – Soběslavova ulice (Otakarova) – Pankrác [12]
- 1940 trasa dtto, jiné názvy Wissotschan, Kolbemfabrik / Kolbenka – Palmhof / Palmovka – Königstrasse / Královská třída – Deutschherrenstrasse / Poříč – Pulverturm / Prašná brána – Wenzelsplatz / Václavské náměstí – König Peter Platz / náměstí Petra Osvoboditele – Tylplatz / Tylovo náměstí – Bahnhof Weinberge / Nádraží Vinohrady (nádraží zrušeno po výstavbě 2. Vinohradského železničního tunelu, nyní Nuselské schody) – Bahnhof Michl / Praha-Michle (křížení s tratí Vršovice – Braník, zastávka zrušena při budování odstavného nádraží) – Rosenbühl / Spořilov [18]
- 1947 trasa dtto, jiné názvy Kolbenka – Nádraží Vysočany – Balabenka – Městské museum – Prašná brána – Můstek – Museum – Scheinerovo náměstí (Tylovo náměstí) – Nuselské schody – Soběslavova (nám bratří Synků) – Jezerka (Pod Jezerkou) – zastavka Praha Michle – Spořilov[19]
- od 1949 trasa prodloužena Nový Hloubětín – Vysočany – Balabenka – ...[12]
- 1963 trasa dtto [61]
- 1972 trasa dtto [23]
- 1974 trasa dtto, trasa Nový Hloubětín – Školka – Aerovka – Vysočany – náměstí Lidových milicí – Vysočanská radnice – Nádraží Vysočany – Kulturní dům – Balabenka – Palmovka – Sídliště Invalidovna – Urxova – Thámova – Vítkova – Sokolovská (Florenc) – náměstí Republiky – Můstek – Václavské náměstí – Muzeum – Škrétova – Tylovo náměstí – Bruselská – Pod Karlovem – Nuselské schody – náměstí bratří Synků – Horky – Pod Jezerkou – Michelská – Plynární – Chodovská – Teplárna Michle – Spořilov [24]
- 1978 trasa dtto [25]
- 1980 trasa dtto [28]
- od 4. července 1983 Nový Hloubětín – Palmovka – Sokolovská – Těšnov – Strossmayerovo náměstí – Park kultury a oddechu Julia Fučíka (PKOJF) (Výstaviště)
- od 3. října 1983 trasa Nový Hloubětín – Palmovka – Sokolovská – náměstí Republiky – Strossmayerovo náměstí – Park kultury a oddechu Julia Fučíka (PKOJF) (Výstaviště) [12]
- od 15. dubna 1985 je linka zrušena [77]
- od 3. listopadu 1985 trasa Nový Hloubětín – Palmovka – Sokolovská [12]
- od 2. července 1987 trasa Hloubětín – Nový Hloubětín – Palmovka – Sokolovská [12]
- od 23. listopadu 1990 trasa Hloubětín – Nový Hloubětín – Palmovka – Biskupcova – Nákladové nádraží Žižkov – Želivského – Vozovna Strašnice – Strašnická – Kubánské náměstí [12]
- 9. listopadu 1998 přejmenována zastávka Hloubětín na Starý Hloubětín
- od 9. listopadu 1998 trasa Lehovec – Sídliště Hloubětín – Hloubětín – Kbelská – Starý Hloubětín – Nový Hloubětín – ČKD – Poštovská – Špitálská – Nádraží Vysočany – Poliklinika Vysočany – U Svobodárny – Balabenka – Palmovka (T) – Palmovka – Krejcárek – Biskupcova – Nákladové nádraží Žižkov – Mezi hřbitovy – Želivského – Vinohradské hřbitovy – Krematorium Strašnice – Vozovna Strašnice – Nad Primaskou (T) – Strašnická – Průběžná – Kubánské náměstí[29]
- 1999 zastávky ČKD Trakce a ČKD Slévárny sloučeny do jedné s názvem ČKD
- 8. června 2001 přejmenována zastávka ČKD na Kolbenova
- 2003 trasa dtto [31]
- od 2008 trasa Lehovec – Hloubětín – Nový Hloubětín – Palmovka – Biskupcova – Želivského – Strašnická – Průběžná – Nádraží Strašnice[78]
- od 2009 trasa Lehovec – Sídliště Hloubětín – Hloubětín – Kbelská – Starý Hloubětín – Nový Hloubětín – Kolbenova – Poštovská – Špitálská – Nádraží Vysočany – Poliklinika Vysočany – Divadlo Gong – Balabenka – Palmovka (T) – Palmovka – Krejcárek – Biskupcova – Nákladové nádraží Žižkov – Mezi hřbitovy – Želivského – Vinohradské hřbitovy – Krematorium Strašnice – Vozovna Strašnice – Nad Primaskou (T) – Strašnická – Na Hroudě – Nádraží Strašnice – Radošovická [32]
- od září 2012 zrušena [35]
- od června 2021 trasa Lehovec – Sídliště Hloubětín – Hloubětín (B) – Kbelská – Starý Hloubětín (x) – Vozovna Hloubětín (x) – Nový Hloubětín (x) – Kolbenova (B) – Poštovská (x) – Špitálská (x) – Vysočanská (B) (Z) – Nádraží Vysočany (B) (S) – Poliklinika Vysočany – Divadlo Gong – Balabenka – Palmovka (B) – Palmovka (B) (T) – Krejcárek (x) – Biskupcova – Nákladové nádraží Žižkov – Mezi Hřbitovy – Želivského (A) (Z) – Želivského (A) – Vinohradské hřbitovy – Krematorium Strašnice – Vinice (Z) – Vozovna Strašnice – Strašnická (A) – Průběžná – Kubánské náměstí – Slavia (S) – Koh-i-noor – Bohemians – Nádraží Vršovice (S) – Otakarova (T) – Náměstí Bratří Synků – Nuselská radnice – Palouček – Pražského povstání (C) – Kotorská – Pankrác (C)
- od 30. dubna 2022 došlo k přejmenování zastávky Slavia na Slavia-Nádraží Eden [51]
- pravidelná trasa Lehovec – Sídliště Hloubětín – Hloubětín (B) – Kbelská – Starý Hloubětín (x) – Vozovna Hloubětín (x) – Nový Hloubětín (x) – Kolbenova (B) – Poštovská (x) – Špitálská (x) – Vysočanská (B) (Z) – Nádraží Vysočany (B) (S) – Poliklinika Vysočany – Divadlo Gong – Balabenka – Palmovka (B) – Palmovka (B) (T) – Krejcárek (x) – Biskupcova – Nákladové nádraží Žižkov – Mezi Hřbitovy – Želivského (A) (Z) – Želivského (A) – Vinohradské hřbitovy – Krematorium Strašnice – Vinice (Z) – Vozovna Strašnice – Strašnická (A) – Průběžná – Kubánské náměstí – Slavia-Nádraží Eden (S) – Koh-i-noor – Bohemians – Nádraží Vršovice (S) – Otakarova (T) – Náměstí Bratří Synků – Nuselská radnice – Palouček – Pražského povstání (C) – Kotorská – Pankrác (C)
- od 28. března 2022 do 2. června 2023 je z důvodu dlouhodobé výluky na Krejcárku odkloněna do trasy Pankrác (C) – ... – Biskupcova – Ohrada – Vozovna Žižkov – Strážní – Chmelnice – Kněžská luka – Spojovací
- od února 2023 je zrušena zastávka Kbelská, která je nahrazena přemístěnou zastávkou Starý Hloubětín[79]
- od 3. června 2023 je linka z důvodu nedostatku obousměrných tramvají do odvolání zkrácena do trasy Pankrác (C) – ... – Vozovna Strašnice – Vinice (T) – Solidarita – Zborov - Strašnické divadlo – Limuzská – Nové Strašnice – Depo Hostivař (A) (x) (Z) – Depo Hostivař (A)

### Linka 20
- od 14. září 1924 trasa Parlament (Staroměstská) – Národní divadlo – Reslova ulice – Karlovo náměstí – Tylovo náměstí – Purkyňovo náměstí (náměstí Míru) – Vršovice, Čechovo náměstí[12][16]
- od 24. ledna 1926 trasa prodloužena Nádraží Dejvice – Klárov – Parlament – ...[12]
- od 1. srpna 1928 trasa Staré Dejvice – Na Růžku (Vítězné náměstí) – Nádraží Dejvice – Bubeneč (Špejchar) – Klárov – Parlament (Staroměstská) – Národní divadlo – Reslova ulice – Karlovo náměstí – Tylovo náměstí – Purkyňovo náměstí – náměstí Míru – Čechovo náměstí – třída krále Jiřího (Koh-i-noor)[40]
- od 1931 trasa
- 1940 trasa Streschowitz, Militar-Krankenhaus / Vojenská nemocnice – Nussgarten / Ořechovka – Staubbrücke / Prašný most – Bubentsch / Bubeneč (křižovatka Špejchar) – Klarplatz / Klárov – Manes-Brücke / Mánesův most – Smetana Platz / Smetanovo náměstí (Palachovo náměstí, Staroměstská) – Nationaltheater / Národní divadlo – Mácha Platz / Máchovo náměstí (Jiráskův most) – Karlsplatz / Karlovo náměstí – König Peter Platz / náměstí Petra Osvoboditele – Reichplatz / Říšské náměstí ()/ [18]
- 1947 trasa Vojenská nemocnice – Vozovna Střešovice – Na Špejchaře – Klárov – Smetanovo náměstí (Palachovo náměstí = Staroměstská) – Národní divadlo – Jiráskův most – Karlovo náměstí – Scheinerovo náměstí (Tylovo náměstí) – Vinohradské náměstí, Jana Masaryka – Čechovo náměstí – třída krále Jiřího (Koh-i-noor)[19]
- od 26. listopadu 1950 trasa prodloužena Petřiny – Vojenská nemocnice – Vozovna Střešovice – ...
- 1963 trasa Petřiny – Vojenská nemocnice – Vozovna Střešovice – Špejchar – Klárov – Újezd – Národní divadlo – Můstek – Muzeum – Flora – Olšanské hřbitovy [61]
- od 9. prosinec 1968 místo přes Újezd přes náměstí Krasnoarmějců (Palachovo náměstí) [12]
- od 30. srpna 1971 prodloužena na Vápenku [12]
- 1972 trasa Petřiny – Vojenská nemocnice – Vozovna Střešovice – Špejchar – Klárov – náměstí Krasnoarmějců – Národní divadlo – Můstek – Muzeum – Flora – Olšanské hřbitovy – Ohrada – Vápenka [23]
- 1974 trasa dtto [24]
- od 113. srpna 1978 trasa Petřiny – Vojenská nemocnice – Vozovna Střešovice – Hradčanská – Špejchar [25]
- 1980 trasa dtto [28]
- od 21. dubna 1986 nová trasa Divoká Šárka – Leninova – Hotel International [12]
- 1998 trasa Divoká Šárka – Vozovna Vokovice – Nad Džbánem – Nádraží Veleslavín – Červený vrch – Sídliště Červený vrch – Horoměřická – Bořislavka – Hadovka – Thákurova – Dejvická – Lotyšská – Podbaba [29]
- od 29. listopadu 2003 trasa Divoká Šárka – Dejvická – Hradčanská – Malostranská – Újezd – Anděl – Nádraží Smíchov – dále jen ve špičce – Sídliště Barrandov [31]
- od 29. listopadu 2009 trasa Divoká Šárka – Vozovna Vokovice – Nad Džbánem – Nádraží Veleslavín – Červený vrch – Sídliště Červený vrch – Horoměřická – Bořislavka – Hadovka – Thákurova – Dejvická – Vítězné náměstí – Hradčanská – Chotkovy sady – Malostranská – Malostranské náměstí – Hellichova – Újezd – Švandovo divadlo – Arbesovo náměstí – Anděl – Na Knížecí – Plzeňka – Smíchovské Nádraží – ČSAD Smíchov – Lihovar – Zlíchov – Hlubočepy – Geologická – K Barrandovu – Chaplinovo náměstí – Poliklinika Barrandov – Sídliště Barrandov celodenně[32]
- od září 2012 trasa dtto [35]
- od října 2015 – Nádraží Podbaba – Vítězné náměstí – ... – Sídliště Barrandov
- od srpna 2016 trasa Divoká Šárka – Vozovna Vokovice – Nad Džbánem – Nádraží Veleslavín (A) (S) – Červený Vrch – Sídliště Červený Vrch – Bořislavka (A) – Na Pískách – Hadovka – Thákurova – Dejvická (A) – Vítězné náměstí (A) – Hradčanská (A) – Chotkovy sady – Malostranská (A) – Malostranské náměstí – Hellichova – Újezd – Švandovo divadlo – Arbesovo náměstí – Anděl (B) – Na Knížecí (B) – Plzeňka – Smíchovské nádraží (B) (S) – ČSAD Smíchov (x) – Lihovar – Zlíchov – Hlubočepy – Geologická – K Barrandovu – Chaplinovo náměstí – Poliklinika Barrandov – Sídliště Barrandov [42]
- od října 2020 zrušena zastávka ČSAD Smíchov[80]
- Od října 2023 je prodloužena: Dědina – Ciolkovského – Sídliště Na Dědině – Vlastina (x) – Divoká Šárka – ... – Sídliště Barrandov.[81]

### Linka 21

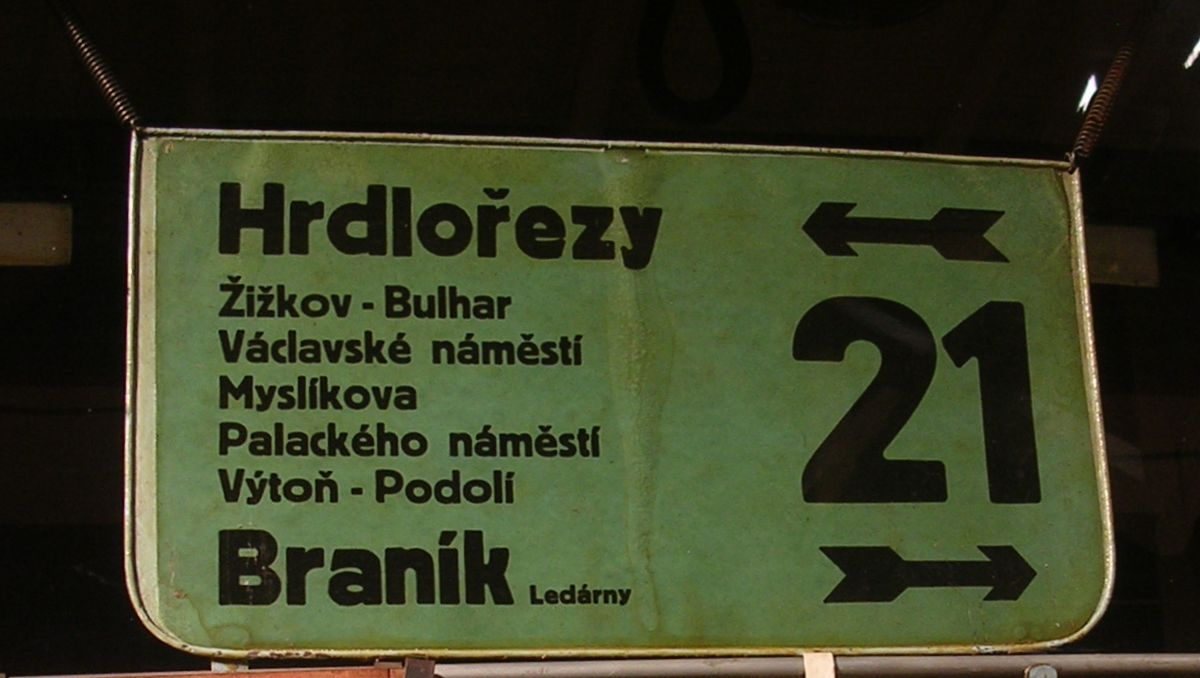
Označení linky 21

- od 1. dubna 1926 trasa Vozovna Žižkov – Na Ohradě – Prokopova třída – Hooverova ulice (Bulhar) – Havlíčkovo náměstí (Senovážné náměstí) – Václavské náměstí – Myslíkova – Palackého nábřeží (Jiráskův most) – Palackého náměstí – Rašínovo nábřeží (Výtoň) – Podolí (Podolská vodárna) – Cementárna (cca Dvorce) – Braník (mezi Dvorce a Přístaviště)[12]
- od 1929 trasa Vozovna Žižkov – Na Ohradě – Šlikova ulice – Rokycanova ulice – Prokopova třída – Orebitská ulice – Hooverova ulice (Bulhar) – Bolzanova ulice – Havlíčkovo náměstí (Senovážné náměstí) – Růžová ulice – Václavské náměstí – Dívčí škola – Myslíkova ulice – Palackého nábřeží (Jiráskův most) – Palackého náměstí – Trojická ulice – Rašínovo nábřeží (Výtoň) – Pražské sanatorium – Podolí (Podolská vodárna) – Schwarzemberkova ulice – Cementárna (cca Dvorce) – Braník (mezi Dvorce a Přístaviště)[40]
- od 1933 trasa U Kříže (Spojovací) – Ohrada – Prokopova třída – Hooverova ulice (Bulhar) – Bolzanova – Václavské náměstí – Spálená ulice – Karlovo náměstí – Riegrovo náměstí (Jiráskovo náměstí) – Palackého náměstí – Rašínovo nábřeží (Výtoň) – Braník (mezi Dvorce a Přístaviště) – Ledárny (mezi Pobřežní cesta a Nádraží Braník)[12][17]
- 1940 stejná trasa, jiné názvy Kehlen / Hrdlořezy – Veitsberg, Wagenhalle / Vozovna Žižkov – Huttensstrasse / Huttenova třída (Husická třída) – Heuwaagsplatz / Senovážné náměstí – Heinrichsgasse / Jindřišská ulice – Wenzelsplatz / Václavské náměstí – Wassergasse / Vodičkova ulice – Myslikgasse / Myslíkova ulice – Palacky Platz / Palackého náměstí – Eisenbanbrücke / Železniční most – Sanatorium Podol / Podolské sanatorium – Peter Aspelt Strasse / ulice Petra Aspelta – Branik / Braník [18]
- 1947 stejná trasa, jiné názvy Hrdlořezy – Vápenka – Na Ohradě – Prokopova – U Bulhara – Bolzanova – Jindřišská – Václavské náměstí – Myslíkova – Jiráskův most – Železniční most (Výtoň) – Hodkovičky (asi dtto jako 1938)[19]
- od 3. června 1963 zkrácena do trasy Vápenka – Ohrada – Prokopova – Bulhar – Bolzanova – Jindřišská – Václavské náměstí – Myslíkova – Jiráskův most – Palackého náměstí – Výtoň – Nádraží Braník[61]
- od 29. března 1964 trasa opět prodloužena do trasy Spojovací – Vápenka – Ohrada – Prokopova – Bulhar – Bolzanova – Jindřišská – Václavské náměstí – Myslíkova – Jiráskův most – Palackého náměstí – Výtoň – Nádraží Braník[61]
- 1972 trasa dtto[23]
- 1974 trasa dtto[24]
- od 27. června 1977 trasa Hrdlořezy, Spojovací – Ohrada – Nákladové nádraží Žižkov – Olšanské náměstí – Bolzanova – Jindřišská – Václavské náměstí – Myslíkova – Jiráskův most – Výtoň – Podolí – Nádraží Braník [12]
- od 3. listopadu 1985 trasa Nádraží Braník – Výtoň – Palackého náměstí – Jiráskovo náměstí – Národní divadlo – Staroměstská – Malostranská – Právnická fakulta – Staroměstská – Národní divadlo – Jiráskovo náměstí – Palackého náměstí – Výtoň – Nádraží Braník[12]
- od 21. dubna 1986 trasa Nádraží Braník – Výtoň – Palackého náměstí – Jiráskovo náměstí – Národní divadlo – Národní třída – Karlovo náměstí – Moráň – Palackého náměstí – Výtoň – Nádraží Braník[12]
- od 22. listopadu 1991 linka zrušena[12]
- od 28. května 1995 (obnovená linka) Nádraží Braník – Výtoň – Palackého náměstí – Jiráskovo náměstí – Národní divadlo – Národní třída – Karlovo náměstí – Moráň – Palackého náměstí – Výtoň – Nádraží Braník[45]
- od 4. června 1996 prodloužení trasy Sídliště Modřany – Nádraží Braník – Výtoň – Palackého náměstí – Jiráskovo náměstí – Národní divadlo – Národní třída – Karlovo náměstí – Moráň – Palackého náměstí – Výtoň – Nádraží Braník – Sídliště Modřany [12]
- od 9. listopadu 1998 zkrácení trasy Nádraží Braník – Výtoň – Palackého náměstí – Jiráskovo náměstí – Národní divadlo – Národní třída – Karlovo náměstí – Moráň – Palackého náměstí – Výtoň – Nádraží Braník [12]
- od 26. srpna 2002 Sídliště Modřany – Nádraží Braník – Výtoň – Palackého náměstí – Jiráskovo náměstí – Národní divadlo – Národní třída – Myslíkova – Jiráskovo náměstí – Palackého náměstí – Výtoň – Nádraží Braník – Sídliště Modřany
- od 29. listopadu 2009 trasa Nádraží Braník – Pobřežní cesta – Přístaviště – Dvorce – Kublov – Podolská vodárna – Výtoň – Palackého náměstí – Jiráskovo náměstí – Národní divadlo – Národní třída – Myslíkova – Jiráskovo náměstí – ... a zpět do ... Nádraží Braník[32]
- od 2010 trasa Nádraží Braník – ... – Palackého náměstí – Národní divadlo – Národní třída – Karlovo náměstí – Palackého náměstí – ... – Nádraží Braník[34][47]
- od září 2012 zrušena [35]
- od srpna 2016 nová trasa Levského – Nádraží Modřany – Nádraží Braník – Výtoň – Anděl – Kotlářka
- od března 2017 pravidelná trasa Radlická (B) – Škola Radlice – Laurová – Braunova – Křížová – Na Knížecí (B) – Anděl (B) – Zborovská – Palackého náměstí (B) – Výtoň – Podolská vodárna – Kublov – Dvorce – Přístaviště – Pobřežní cesta (x) – Nádraží Braník – Černý kůň (x) – Belárie (x) – Modřanská škola (x) – Nádraží Modřany (S) – Čechova čtvrť (x) – Poliklinika Modřany – U Libušského potoka (x) – Modřanská rokle – Sídliště Modřany/Levského (Z) [74], v provozu pouze ve špičkách pracovních dní, cca od 6 do 9 h ráno a od 15 do 19 h odpoledne

### Linka 22

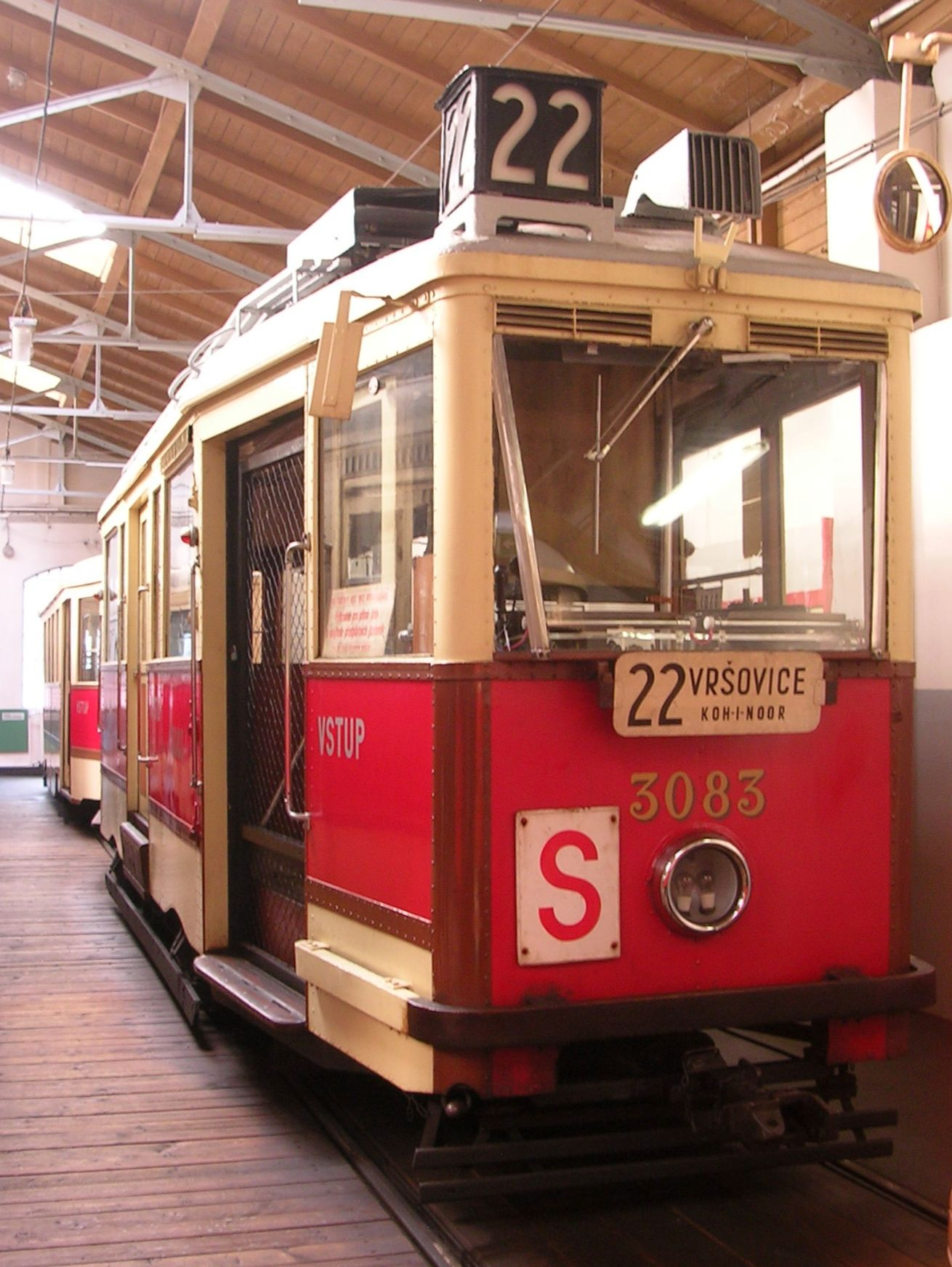
Vůz linky 22

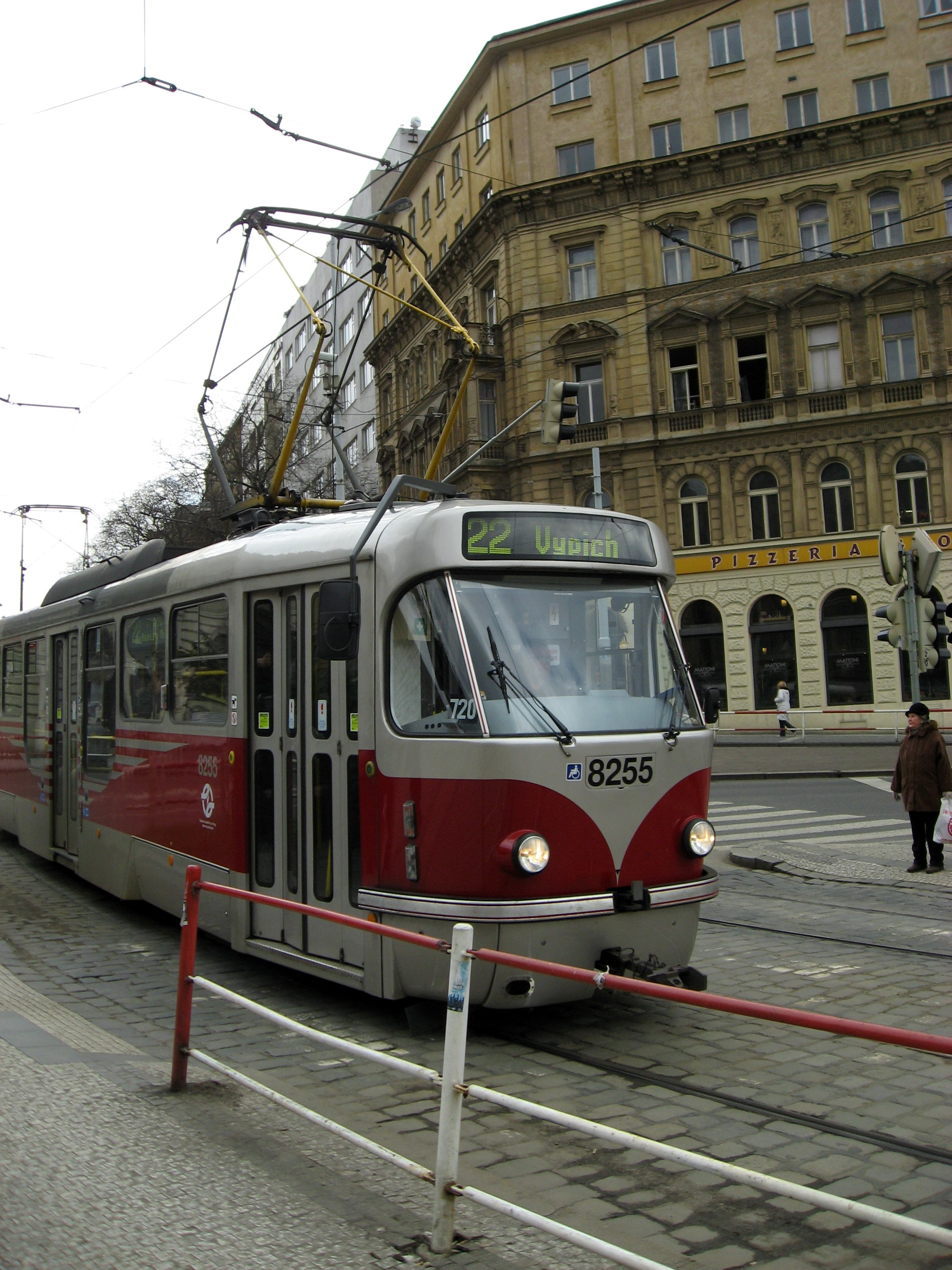
Tatra T3R.PLF na lince 22 v roce 2009, náměstí Míru

- od 1928 trasa Vypich – Tomkova ulice – Na Mariánce – Na Královce – Dlabačov – Pohořelec – Nový svět – Lumbeho zahrada (Brusnice) – Královský hrad – Chotkovy sady – Chotkova silnice – Klárov – Parlament (Staroměstská) – ulice Karoliny Světlé (Karlovy lázně) – Národní divadlo – Na Perštýně – Na Můstku – Václavské náměstí – Museum – Balbínova ulice – Tržnice – Orlická ulice – náměstí Krále Jiřího – U Flory – Olšanské hřbitovy – Židovské hřbitovy (Želivského) [12][40]
- od 1933 trasa Vypich – Dlabačov – Pohořelec – Střešovická Vozovna – U Prašného mostu – Nádraží Dejvice – Bubeneč (Špejchar, Hradčanská) – Chotkovy sady – a dále beze změny – Židovské hřbitovy (Želivského) [12]
- od 1937 trasa Bílá Hora – Vypich – Dlabačov – Pohořelec – Střešovická Vozovna – U Prašného mostu – Nádraží Dejvice – Bubeneč (Špejchar, Hradčanská) – Chotkovy sady – Klárov – Parlament (Staroměstská) – Národní divadlo – Na Můstku – Museum – náměstí Krále Jiřího – U Flory – Židovské hřbitovy (Želivského) – Na Vinici – Strašnice – Průběžná ulice [12][17]
- 1940 stejná trasa, jiné názvy Rusin / Ruzyně (Bílá Hora) – Vypich – Reichstrasse / Říšská třída – Clam Martinic Strasse / Clam Martinicova třída – Staubrücke / Prašný most – Bubentsch / Bubeneč – Klarplatz / Klárov – Mánesbrücke / Mánesův most – Smetana Platz / Smetanovo náměstí – Nationaltheater / Národní divadlo – Wenzelsplatz / Václavské náměstí – Schweringstrasse / Schwerinova třída (Vinohradská třída) – Wolschaner Friedhöfe / Olšanské hřbitovy – Krematorium / Krematorium – Straschnitz, Längestrasse / Průběžná ulice [18]
- 1942 změna trasy ... Malovanka – Pohořelec – Hrad – Klárov – ... zkrácena na Olšanské hřbitovy [12]
- 1947 trasa Bílá Hora – Malý Břevnov – Modrá Hvězda – Vypich – U Markéty – Tomkova – Drinopol – Na Marjánce – Na Královce – Malovanka – Pohořelec – Lumbeho zahrada (Brusnice) – Královský hrad – Chotkovy sady – Klárov – Smetanovo náměstí (Palachovo náměstí, Staroměstská) – Smetanovo museum (Karlovy lázně) – Národní divadlo – Perštýn – Můstek – Václavské náměstí – Museum – Italská – Vinohradská tržnice – náměstí krále Jiřího – Orlická – Flora – Olšanské hřbitovy[19]
- od 1961 trasa Vypich – Malovanka – Královský hrad – Klárov – náměstí Krasnoarmějců (Palachovo náměstí, Staroměstská) – Národní divadlo – Můstek – Museum – I. P. Pavlova – Tylovo náměstí – náměstí Míru – Vršovická radnice – Čechovo náměstí[12][22]
- od 1967 změna trasy ... Klárov – Malostranské náměstí – Újezd – Národní divadlo – ...[12]
- od 1972 trasa Bílá Hora – Vypich – Malovanka – Královský hrad – Klárov – náměstí Krasnoarmějců (Palachovo náměstí, Staroměstská) – Národní divadlo – Můstek – Museum – I. P. Pavlova – Tylovo náměstí – náměstí Míru – Vršovická radnice – Čechovo náměstí[23]
- od 1972 ale dle [12] trasa prodloužena ... – Čechovo náměstí – náměstí Kubánské revoluce
- 1975 trasa Bílá Hora – Vypich – Malovanka – Královský hrad – Klárov – Malostranské náměstí – Újezd – Národní divadlo – Můstek – Museum – I. P. Pavlova – Tylovo náměstí – náměstí Míru – Vršovická radnice – Koh-i-noor – náměstí Kubánské revoluce[64]
- od 1977 trasa prodloužena ... – náměstí Kubánské revoluce – Průběžná – Zahradní město – náměstí Josefa Marata (zastávka Hostivařská) [12]
- od 1980 trasa Bílá Hora – Vypich – Malovanka – Královský hrad – Klárov – Malostranské náměstí – Újezd – Národní divadlo – Karlovo náměstí – I. P. Pavlova – Tylovo náměstí – náměstí Míru – Vršovická radnice – Koh-i-noor – náměstí Kubánské revoluce – Průběžná – Zahradní Město – náměstí Josefa Marata [12]
- od 1982 trasa prodloužena ... – Zahradní Město – Nádraží Hostivař [12]
- 1999 trasa beze změny [30]
- od 2008 v souvislosti se zrušením linky 23 u této linky zkrácen interval na polovinu [78]
- 2009 trasa Bílá Hora – Malý Břevnov – Obora Hvězda – Vypich – Říčanova – Břevnovský klášter – U kaštanu – Drinopol – Marjánka – Malovanka – Pohořelec – Brusnice – Pražský hrad – Královský letohrádek – Malostranská – Malostranské náměstí – Hellichova – Újezd – Národní divadlo – Národní třída – Karlovo náměstí – Štěpánská – I. P. Pavlova – náměstí Míru – Jana Masaryka – Krymská (T) – Ruská – Vršovické náměstí – Čechovo náměstí (T) – Koh-i-noor – Slavia – Kubánské náměstí – Průběžná – Na Hroudě – Nádraží Strašnice – Radošovická – Na Padesátém – Zahradní Město – Sídliště Zahradní Město – Na Groši – Hostivařská – Nádraží Hostivař[32]
- od září 2012 trasa dtto [35]
- od září 2014 trasa Bílá Hora (každý druhý spoj) – Malý Břevnov – Obora Hvězda – Vypich (všechny spoje) – Říčanova (x) – Břevnovský klášter – U Kaštanu – Drinopol – Marjánka – Malovanka – Pohořelec – Brusnice – Pražský hrad – Královský letohrádek – Malostranská (A) – Malostranské náměstí – Hellichova – Újezd (LD) – Národní divadlo – Národní třída (B) – Novoměstská radnice (Z) – Karlovo náměstí (B) – Štěpánská – I. P. Pavlova (C) – Náměstí Míru (A) – Jana Masaryka – Krymská – Ruská – Vršovické náměstí – Čechovo náměstí – Koh-i-noor – Slavia – Kubánské náměstí – Průběžná – Na Hroudě – Nádraží Strašnice (S) – Radošovická (Z) – Radošovická (každý druhý spoj) – Dubečská (x) – Na Padesátém – Zahradní Město – Sídliště Zahradní Město – Obchodní centrum Hostivař – Na Groši – Hostivařská – Nádraží Hostivař (S). O víkendu většina spojů vedena jen v trasách Bílá Hora – Nádraží Strašnice nebo Vypich – Nádraží Hostivař (S)
- od ledna 2021 zastávka Nádraží Strašnice přejmenována na Staré Strašnice [82]
- od září 2021 zrušena zastávka Na Padesátém a zřízena zastávka Nádraží Zahradní Město a spoje jezdící na Radošovickou prodlouženy na Zahradní Město [52]
- od dubna 2022 došlo k přejmenování zastávky Slavia na Slavia-Nádraží Eden [51]
- pravidelná trasa Bílá Hora (každý druhý spoj) – Malý Břevnov – Obora Hvězda – Vypich (všechny spoje) – Říčanova (x) – Břevnovský klášter – U Kaštanu – Drinopol – Marjánka – Malovanka – Pohořelec – Brusnice – Pražský hrad – Královský letohrádek – Malostranská (A) – Malostranské náměstí – Hellichova – Újezd – Národní divadlo – Národní třída (B) – Novoměstská radnice (Z) – Karlovo náměstí (B) – Štěpánská – I. P. Pavlova (C) – Náměstí Míru (A) – Jana Masaryka – Krymská – Ruská – Vršovické náměstí – Čechovo náměstí – Koh-i-noor – Slavia-Nádraží Eden (S) – Kubánské náměstí – Průběžná – Na Hroudě – Staré Strašnice – Radošovická – Dubečská (x) – Nádraží Zahradní Město – Zahradní Město – Sídliště Zahradní Město (každý druhý spoj) – Obchodní centrum Hostivař – Na Groši – Hostivařská – Nádraží Hostivař (S). O víkendu většina spojů vedena jen v trasách Bílá Hora – Zahradní Město nebo Vypich – Nádraží Hostivař (S)

### Linka 23
- od 1929 trasa Na Růžku (Vítězné náměstí) – U Prašného mostu – Dejvické Nádraží – Bubeneč (Na Špejchaře) – Klárov – Parlament – Národní divadlo – Můstek – Muzeum – Nádraží Vinohrady (cca Nuselské schody) – Nusle, Soběslavova ulice (dnes náměstí bratří Synků)[40]
- od 1933 trasa prodloužena Vozovna Vokovice – Bořislavka – Vítězné náměstí – ...[12]
- od 1938 trasa Bořislavka – Vítězné náměstí – Prašný most – Dejvické Nádraží – Na Špejchaře – Klárov – Parlament (Palachovo nám, Staroměstská) – Masarykovo nábřeží – Národní divadlo – Můstek – Muzeum – náměstí Petra Osvoboditele (I. P. Pavlova) – Nádraží Vinohrady (cca Nuselské schody) – Táborská – Michelské náměstí – Chovská silnice[17]
- 1940 stejná trasa, jiné názvy Borislaus-Hof / Bořislavka – Platz der Wehrmacht / náměstí Branné moci – Staubbrücke / Prašný most – Bubentsch / Bubeneč – Klarplatz / Klárov – Manes-Brücke / Mánesův most – Smetana Platz / Smetanovo náměstí – Nationaltheater / Národní divadlo – Wenzelsplatz / Václavské náměstí – Tylplatz / Tylovo náměstí – Banhof Weinberge / Vinohradské Nádraží – Bahnhof Michel / Michelské Nádraží – Chodaustrasse / Chodovská [18]
- 1947 trasa Bořislavka – Hadovka – Massarykova kolej – náměstí Vítězství – třída Starodružiníků – U Prašného mostu – Nádraží Dejvice – Na Špejchaře – Chotkovy sady – Klárov – Smetanovo náměstí (Palachovo náměstí) – Smetanovo museum – Národní divadlo – Perštýn – Můstek – Václavské náměstí – Museum – Scheinerovo náměstí (Tylovo náměstí) – Bruselská – Pod Karlovem – Nuselské schody – Soběslavova (náměstí bratří Synků) – Vladimírova – V Horkách – Jezerka – Michelské náměstí – Nádraží Michle – Plynárna – Chodovská[19]
- 1959 trasa Bořislavka – Špejchar – Klárov – Národní divadlo – Můstek – Muzeum – Tylovo náměstí – náměstí bratří Synků – Michelská ulice[21] – dle [12] až – Záběhlice
- od 1961 trasa Bořislavka – Hadovka – Sadová – náměstí Říjnové revoluce – Václavkova – Prašný most – Špejchar – Chotkovy sady – Klárov – náměstí Krasnoarmějců (Palachovo náměstí) – Národní divadlo – Jiráskovo náměstí – Karlovo náměstí – Štěpánská – I. P. Pavlova – Tylovo náměstí – Bruselská – Pod Karlovem – Nuselské schody – náměstí bratří Synků – Horky – Jezerka – Michelská – Plynárna – Chodovská – Záběhlice[12][22]
- od 1968 trasa Podbaba – Špejchar – Klárov – náměstí Krásnoarmějců (náměstí Jana Palacha ) – Jiráskovo náměstí – Tylovo náměstí – náměstí bratří Synků – Spořilov
- 1972 trasa dtto [23]
- od 1974 trasa Hotel International – Lotyšská – náměstí Říjnové revoluce – Václavkova – Prašný most – Špejchar – Chotkovy sady – Klárov – Malostranské náměstí – Hellichova – Újezd – Národní divadlo – Perštýn – Karlovo náměstí – Štěpánská – I. P. Pavlova – Tylovo náměstí – Bruselská – Pod Karlovem – Nuselské schody – náměstí bratří Synků[24]
- od 1978 nová trasa Bílá Hora – Vypich – Malovanka – Památník písemnictví – Brusnice – Prašný most – Leninova – Bořislavka – Vokovice[26]
- od 1979 trasa Bílá Hora – Vypich – Malovanka – Památník písemnictví – Brusnice – Prašný most – Hradčanská – Špejchar, smyčka [12][28]
- od 1991 linka zrušena [12]
- od 1998 trasa Malovanka – Pražský hrad – Malostranská – Malostranské náměstí – Újezd – Národní divadlo – Národní třída – Karlovo náměstí – I. P. Pavlova – náměstí Míru – Vršovické náměstí – Kubánské náměstí [12][30]
- od 2008 linka zrušena [78]
- od 25. března 2017 trasa Královka – Malovanka – Pohořelec – Brusnice – Pražský hrad – Královský letohrádek – Malostranská (A) – Malostranské náměstí – Hellichova – Újezd – Národní divadlo – Národní třída (B) – Novoměstská radnice (Z) – Karlovo náměstí (B) – Štěpánská – I. P. Pavlova (C) – Bruselská – Zvonařka[74]
- od 19. dubna 2019 zřízena zastávka Myslbekova
- od 19. dubna 2019 trasa Královka – Malovanka – Pohořelec (Z) – Myslbekova – Brusnice – Pražský hrad – Královský letohrádek – Malostranská (A) – Malostranské náměstí – Hellichova – Újezd – Národní divadlo – Národní třída (B) – Novoměstská radnice (Z) – Karlovo náměstí (B) – Štěpánská – I. P. Pavlova (C) – Bruselská – Zvonařka
- od března 2020 do května 2022 dočasně zrušena
- od 16. května 2022 došlo k přejmenování zastávky Myslbekova na Hládkov [83]
- od května 2022 pravidelná trasa Královka – Malovanka – Pohořelec (Z) – Hládkov (T) – Brusnice – Pražský hrad – Královský letohrádek – Malostranská (A) – Malostranské náměstí – Hellichova – Újezd (LD) – Národní divadlo – Národní třída (B) – Novoměstská radnice (Z) – Karlovo náměstí (B) – Štěpánská – I. P. Pavlova (C) – Bruselská – Zvonařka

### Linka 24
- od 1942 trasa Bulovka / Bulovka – Lieben, Unterer bahnhof / Libeň, dolní Nádraží – Schlachthof / Jatky – Hlavka-Bbrücke / Hlávkův most – Moldau Bahnhof / Vltavské Nádraží – Hibernerbahnhof / Hybernské nádraží – Deutschherrenstrasse / Poříč – a zpět [12]
- od 1943 linka zrušena [12]
- 3. ledna 1954 – léto 1955: trasa Zahradní město – náměstí Josefa Marata [12]
- od 1955 linka zrušena [12]
- od 1959 trasa Městské museum – Nádraží Střed – Václavské náměstí – Karlovo náměstí – Otakarova – Koh-i-noor – Východní náměstí (Kubáňské náměstí)[12][21]
- od 1961 trasa prodloužena ... – Koh-i-noor – náměstí Kubáňské revoluce – Průběžná – Nádraží Strašnice [12]
- 1963 trasa Park kultury a oddechu Julia Fučíka (PKOJF) (Výstaviště) – Veletržní palác – Nádraží Bubny – Dopravní podnik – Štvanice – Nádraží Těšnov – Městské museum – Florenc (ulice na Florenci) – Nádraží Střed – Jindřišská – Václavské náměstí – Národní výbor – Myslíkova – Karlovo náměstí – Moráň – Botanická zahrada – Vyšehrad – Ostrčilovo náměstí – Svatoplukova – Divadlo v Nuslích – Otakarova – Nádraží Vršovice – Oblouková – Koh-i-noor – Stadion doktora Vacka – náměstí Kubánské revoluce – Průběžná – Petrovická – Nádraží Strašnice – Skalka – Zahradní Město jen ve špičce[61]
- od 1972 trasa Vychovatelna – Palmovka – Dělnická – Dopravní podniky – Nádraží Střed – Václavské náměstí – Karlovo náměstí – Otakarova – Průběžná – Zahradní Město[23]
- od 1974 trasa Sídliště Ďáblice – Nadsídlištní – Štěpničná – Davídkova (Ládví) – Veltěžská (Kyselova) – Střelničná – Ke Stírce – Okrouhlická – Vychovatelna – Bulovka – Vosmíkových – U Kříže – náměstí ddoktora Holého – třída Rudé armády(Divadlo pod Palmovkou) – Libeňský most – Maniny – Dělnická – Jatky – Dopravní podniky – Štvanice – Sokolovská – Florenc (ulice na Florenci) – Nádraží Střed – Jindřišská – Václavské náměstí – Národní výbor – Myslíkova – Karlovo náměstí – Moráň – Botanická zahrada – Vyšehrad (Albertov) – Ostrčilovo náměstí – Svatoplukova – Divadlo v Nuslích – Otakarova – Nádraží Vršovice – Oblouková – Koh-i-noor – Slavie – náměstí Kubánské revoluce – Průběžná – Petrovická – Nádraží Strašnice – Skalka – Zahradní Město[24]
- 1978 trasa Sídliště Ďáblice – Střelničná – Ke Stírce – Trojská – Partyzánská – Elektrárna Holešovice – Park kultury a oddechu Julia Fučíka (PKOJF) (Výstaviště) – Veletržní – Nádraží Bubny – Dopravní podniky – Sokolovská (Florenc) – Nádraží Střed – Václavské náměstí – Moráň – Otakarova – Průběžná – Zahradní Město [26]
- 1980 trasa začátek beze změny ... – Park kultury a oddechu Julia Fučíka (PKOJF) (Výstaviště) – Veletržní – Strossmayerovo náměstí – Dopravní podniky – dále beze změny.. – Zahradní Město[28]
- od 1984 trasa Sídliště Ďáblice – Ke Stírce – Vychovatelna – Palmovka – Invalidovna – Sokolovská (Florenc) – Nádraží Střed – Václavské náměstí – Moráň – Otakarova – náměstí Kubánské revoluce – Průběžná – Zahradní Město – Nádraží Hostivař [12]
- od 5. května 1987 trasa zkrácena ... – náměstí Kubánské revoluce Kubáňské náměstí [12]
- od 3. listopadu 1990 trasa prodloužena ... – Kubáňské náměstí – Průběžná – Nádraží Strašnice [12]
- 1999 trasa Sídliště Ďáblice – Třebenická – Štěpničná – Ládví – Kyselova – Střelničná – Ke Stírce – Okrouhlická – Vychovatelna – Bulovka – Vosmíkových – U Kříže – Stejskalova – Divadlo pod Palmovkou – Palmovka – Invalidovna – Thamova – Urxova – Vítkova – Florenc – Bílá Labuť – Masarykovo nádraží – Jindřišská – Václavské náměstí – Národní výbor – Vodičkova – Lazarská – Karlovo náměstí – Moráň – Botanická zahrada – Albertov – Ostrčilovo náměstí – Svatoplukova – Divadlo v Nuslích – Otakarova – Nádraží Vršovice – Oblouková – Koh-i-noor – Slavia – Kubánské náměstí – Průběžná – Na hroudě – Nádraží Strašnice – Radošovická[30]
- od 2008 trasa Kobylisy – Ke Stírce – U kříže – Palmovka – Florenc – Masarykovo nádraží – Václavské náměstí – Karlovo náměstí – Albertov – Otakarova – Koh-i-noor – Kubánské náměstí [78]
- 2009 trasa Březiněveská – Kobylisy – Ke Stírce – Okrouhlická – Vychovatelna – Bulovka – Vosmíkových – U Kříže – Stejskalova – Divadlo pod Palmovkou (T) – Palmovka – Invalidovna – Urxova – Křižíkova – Karlínské náměstí – Florenc – Bílá labuť – Masarykovo nádraží – Jindřišská – Václavské náměstí – Vodičkova – Lazarská – Karlovo náměstí – Moráň (T) – Botanická zahrada – Albertov – Ostrčilovo náměstí – Svatoplukova – Divadlo Na Fidlovačce – Otakarova – Nádraží Vršovice – Oblouková – Koh-i-noor – Slavia – Kubánské náměstí [32]
- od září 2012 Kubánské náměstí – Otakarova – Albertov – Karlovo náměstí – Václavské náměstí – Masarykovo nádraží – Náměstí Republiky – Strossmayerovo náměstí – Nádraží Holešovice – Ortenovo náměstí (dále pokračuje jako linka 14 přes centrum na Sídliště Barrandov) [35]
- od srpna 2016 trasa Kubánské náměstí – Slavia – Koh-i-noor – Bohemians – Nádraží Vršovice (S) – Otakarova – Divadlo Na Fidlovačce – Svatoplukova – Ostrčilovo náměstí – Albertov – Botanická zahrada – Moráň (Z) – Karlovo náměstí (B) – Novoměstská radnice (T) – Lazarská – Vodičkova – Václavské náměstí (A) (B) – Jindřišská – Masarykovo nádraží (B) (S) – Bílá labuť – Florenc (B) (C) – Karlínské náměstí – Křižíkova (B) – Urxova – Invalidovna (B) – Palmovka (B) – Divadlo pod Palmovkou (Z) – Stejskalova – U Kříže – Vosmíkových – Bulovka – Vychovatelna – Okrouhlická – Ke Stírce – Kobylisy (C) – Březiněveská (Z) [42]
- od září 2018 zastávka Stejskalova přejmenována na Libeňský zámek [48]
- od června 2021 trasa Náměstí Bratří Synků – Otakarova (Z) – Divadlo Na Fidlovačce – Svatoplukova – Ostrčilovo náměstí – Albertov – Botanická zahrada – Moráň (Z) – Karlovo náměstí (B) – Novoměstská radnice (T) – Lazarská – Vodičkova – Václavské náměstí (A) (B) – Jindřišská – Masarykovo nádraží (B) (S) – Bílá labuť – Florenc (B) (C) – Karlínské náměstí – Křižíkova (B) – Urxova – Invalidovna (B) – Palmovka (B) – Divadlo pod Palmovkou (Z) – Libeňský zámek – U Kříže – Vosmíkových – Bulovka – Vychovatelna – Okrouhlická – Ke Stírce – Kobylisy (C) – Březiněveská (Z) [56]
- od 1. července 2022 došlo k prodloužení do Vozovny Kobylisy [37]
- Od července 2022 je vedena v pravidelné trase: Náměstí Bratří Synků – Otakarova (Z) – Divadlo Na Fidlovačce – Svatoplukova – Ostrčilovo náměstí – Albertov – Botanická zahrada – Moráň (Z) – Karlovo náměstí (B) – Novoměstská radnice (T) – Lazarská – Vodičkova – Václavské náměstí (A) (B) – Jindřišská – Masarykovo nádraží (B) (S) – Bílá labuť – Florenc (B) (C) – Karlínské náměstí – Křižíkova (B) – Urxova – Invalidovna (B) – Palmovka (B) – Divadlo pod Palmovkou (Z) – Libeňský zámek – U Kříže – Vosmíkových – Bulovka – Vychovatelna – Okrouhlická – Ke Stírce – Kobylisy (C) – Březiněveská (Z) – Líbeznická (x) – Vozovna Kobylisy (Z) (x) – Vozovna Kobylisy. [56] V provozu je jen v pracovní dny cca od 6 do 20 hodin.

### Linka 25
- od 1915 trasa Českomoravská továrna – Balabenka – Palmovka – Invalidovna – Na Poříčí – Prašná brána – Národní divadlo – Chotkova ulice (Újezd) – Malostranské náměstí – Klárov[12]
- od 1923 linka zrušena[12]
- od 1959 trasa Nový Hloubětín – Vysočany – Balabenka – Palmovka
- 1963 trasa Nový Hloubětín – Školka – Aerovka – Vysočany – Vysočanská radnice – Ústav národního zdraví – Svobodárna – Balabenka – Palmovka (jen ve špičce)[61]
- od 1967 trasa Nový Hloubětín – Balabenka – Palmovka – Městské Museum – Dopravní podniky – Strossmayerovo náměstí – Špejchar – Vozovna Střešovice – Královka [12]
- od 1971 trasa Nový Hloubětín – Balabenka – Palmovka – Městské Museum – Dopravní podniky – Strossmayerovo náměstí – Špejchar – náměstí VŘSR (Vítězné náměstí) – Vokovice (Červený vrch)[12][23]
- od 1972 změna trasy Harfa – Balabenka – ... – Vokovice (Červený vrch)[23]
- od 1974 trasa Harfa – Mostárna – Libeň horní Nádraží (dříve bylo západněji, cca naproti aréně) – Ocelářská – Balabenka – Palmovka – Sídliště Invalidovna – Urxova – Thámova – Vítkova – Sokolovská (Florenc) – Štvanice – Dopravní podniky – Strossmayerovo nám – Kamenická – Letenské náměstí – Sparta – Špejchar – Prašný most – Václavkova – náměstí VŘSR – Thakurova – Hadovka – Bořislavka – Horoměřická – Červený vrch – Vokovice – Nádraží Veleslavín – Cihelna – Vozovna Vokovice – Divoká Šárka[24]
- od 1975 trasa Harfa – Balabenka – ... – Vokovice [12]
- od 1976 trasa Hloubětín – Harfa – Balabenka – ... – Vokovice [12]
- od 13. srpna 1978 trasa Divoká Šárka – Vokovice – náměstí VŘSR (Vítězné náměstí) – Prašný most – Hradčanská – Strossmayerovo náměstí – Dopravní podniky – Sokolovská – Palmovka – Balabenka – Harfa – Hloubětín[26]
- od 19. února 1979 trasa Divoká Šárka – Vokovice – náměstí VŘSR (Vítězné náměstí) – Prašný most – Hradčanská – Strossmayerovo náměstí – Dopravní podniky – Dělnická – Palmovka – Balabenka – Harfa – Hloubětín – Černý most (Lehovec)[28]
- od 3. listopadu 1984 trasa Divoká Šárka – Vokovice – náměstí VŘSR (Vítězné náměstí) – Prašný most – Hradčanská – Strossmayerovo náměstí – Dopravní podniky – Dělnická – Nádraží Holešovice – Trojská – Ke Stírce – Střelničná – Sídliště Ďáblice[12]
- od 3. listopadu 1985 trasa Hotel International (Podbaba) – náměstí VŘSR (Vítězné náměstí) – Prašný most – Hradčanská – Strossmayerovo náměstí – Dopravní podniky – Dělnická – Nádraží Holešovice – Trojská – Ke Stírce – Střelničná – Sídliště Ďáblice[12]
- od 22. listopadu 1991 trasa Podbaba – Vítězné náměstí – Hradčanská – Strossmayerovo náměstí – Dopravní podniky – Dělnická – Nádraží Holešovice – Trojská – Ke Stírce – Střelničná[12]
- od 4. listopadu 1998 trasa Vozovna Kobylisy – Ke Stírce – Palmovka – Dělnická – Pražská tržnice – Strossmayerovo náměstí – Hradčanská – Vítězné náměstí – Podbaba[12][30]
- od 30. srpna 2003 trasa Vozovna Kobylisy – Ke Stírce – Palmovka – Dělnická – Pražská tržnice – Strossmayerovo náměstí – Hradčanská – Vozovna Střešovice – Malovanka – Vypich – Bílá Hora [69]
- od 2009 trasa jen ve špičce Vozovna Kobylisy – Líbeznická – Březiněveská – Kobylisy – Ke Stírce – Okrouhlická – Vychovatelna – Bulovka – Vosmíkových – U kříže – Stejskalova – Divadlo pod Palmovkou (T) – dále i v sedle – Palmovka – Libeňský most – Maniny – Dělnická (Z) – Tusarova (T) – Pražská tržnice – Vltavská – Strossmayerovo náměstí – Kamenická – Letenské náměstí – Sparta – Hradčanská – Prašný most – Vozovna Střešovice – Hládkov – Malovanka – Marjánka – Drinopol – U kaštanu – Břevnovský klášter – Říčanova – Vypich (vzhledem k dlouhodobé výluce končila na Špejcharu) [32]
- od 2010 trasa jen ve špičce Vozovna Kobylisy – ... Palmovka dále i v sedle – ... Hradčanská – Brusnice – Pohořelec / Hládkov – Malovanka – ... – Vypich[34][47]
- od září 2012 trasa Lehovec – Starý Hloubětín – Nádraží Libeň – Palmovka – Dělnická – Vltavská – Strossmayerovo náměstí – Hradčanská – Brusnice – Pohořelec / Hládkov – Malovanka – ... – Vypich [35]
- od srpna 2016 trasa Bílá Hora – Malý Břevnov – Obora Hvězda – Vypich – Říčanova (x) – Břevnovský klášter – U Kaštanu – Drinopol – Marjánka – Malovanka – Hládkov – Vozovna Střešovice (Muzeum MHD) – Prašný most – Hradčanská (A) (S) – Sparta – Korunovační (Z) – Letenské náměstí – Kamenická – Strossmayerovo náměstí – Vltavská (C) – Pražská tržnice – Tusarova (Z) – Dělnická (T) – Maniny – Libeňský most (x) – Palmovka (B) (Z) – Palmovka (B) – Balabenka – Ocelářská – Multiaréna Praha – Nádraží Libeň (S) – Kabešova – Podkovářská – U Elektry (x) – Nademlejnská (x) – Kbelská – Hloubětín (B) – Sídliště Hloubětín – Lehovec [42]
- od 30. dubna 2022 došlo k přejmenování zastávky Multiaréna Praha na Arena Libeň jih [51]
- od 16. května 2022 došlo k přejmenování zastávky Hládkov na Park Maxe van der Stoela[83]
- od 1. července 2022 došlo k přejmenování zastávky Pražská tržnice na Holešovická tržnice [37]
- Od února 2023 je zastávka Kbelská nahrazena přesunutou zastávkou Starý Hloubětín.[79]
- od července 2022 pravidelná trasa Bílá Hora – Malý Břevnov – Obora Hvězda – Vypich – Říčanova (x) – Břevnovský klášter – U Kaštanu – Drinopol – Marjánka – Malovanka – Park Maxe van der Stoela – Vozovna Střešovice (Muzeum MHD) – Prašný most – Hradčanská (A) (S) – Sparta – Korunovační (Z) – Letenské náměstí – Kamenická – Strossmayerovo náměstí – Vltavská (C) – Pražská tržnice – Tusarova (Z) – Dělnická (T) – Maniny – Libeňský most (x) – Palmovka (B) (Z) – Palmovka (B) – Balabenka – Ocelářská – Arena Libeň jih – Nádraží Libeň (S) – Kabešova – Podkovářská – U Elektry (x) – Nademlejnská (x) – Kbelská – Hloubětín (B) – Sídliště Hloubětín – Lehovec
- Od 17. února 2024 je z důvodu havarijního stavu části Libeňského soumostí dlouhodobě odkloněna: Bílá Hora – ... – Vltavská (C) – Štvanice (x) – Těšnov (x) – Florenc (B) (C) – Karlínské náměstí – Křižíkova (B) – Urxova – Invalidovna (B) – Palmovka (B) – ... – Lehovec.[38]
- Od 25. listopadu 2024 pravidelná trasa Bílá Hora – Malý Břevnov – Obora Hvězda – Vypich – Říčanova (x) – Břevnovský klášter – U Kaštanu – Drinopol – Marjánka – Malovanka – Park Maxe van der Stoela – Vozovna Střešovice (Muzeum MHD) – Prašný most – Hradčanská (A) (S) – Sparta – Korunovační (Z) – Letenské náměstí – Kamenická – Strossmayerovo náměstí – Vltavská (C) – Pražská tržnice – Tusarova (Z) – Dělnická – U Průhonu (T) – Ortenovo náměstí – Nádraží Holešovice (C) (S) – Výstaviště – Výstaviště[39]

### Linka 26

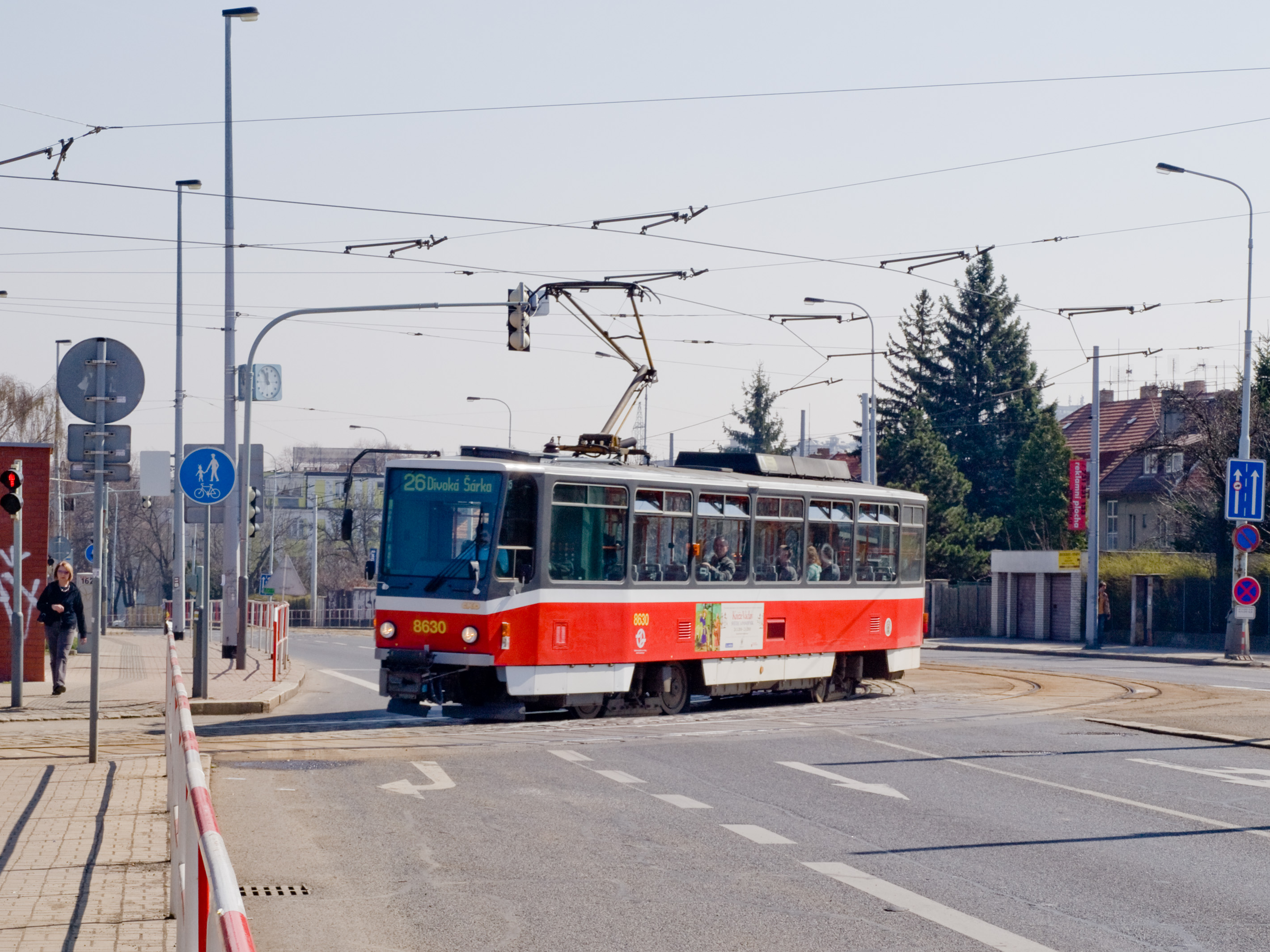
Souprava vozů Tatra T6A5 na lince 26 vjíždí do smyčky Divoká Šárka

- od 1961 trasa Pelc-Tyrolka (na pravém břehu Vltavy) – Plynární – Uranie – Dělnická – Jatky – Dopravní podnik – Státní plánovací komise (Nábřeží Kapitána Jaroše) – Dlouhá – náměstí Republiky – Prašná brána – Nádraží střed – Bulhar – Husinecká – Lipanská – Olšanské náměstí – Lucemburská – Flora – Olšanské hřbitovy – Židovské hřbitovy (Želivského) – Vinohradská nemocnice – Krematorium – Vinice – Strašnická škola – Průběžná – Petrovická – Nádraží Strašnice[22]
- 1963 trasa dtto [61]
- od 1972 trasa Pelc-Tyrolka (na pravém břehu Vltavy) – Plynární – Dělnická – Dopravní podnik – Nábřeží Kapitána Jaroše – náměstí Republiky – Nádraží Střed – Hlavní nádraží (v Opletalově ulici) – Muzeum – Jiřího z Poděbrad – Flora – Olšanské hřbitovy – Vinice – Průběžná – Nádraží Strašnice[23]
- od 1974 trasa Pelc-Tyrolka (na pravém břehu Vltavy) – Plynární – Dělnická – Dopravní podnik – náměstí Republiky – Prašná brána – Nádraží Střed – Bulhar – Olšanské náměstí – Nákladové Nádraží Žižkov – Ohrada – Vápenka[24]
- od 1975 trasa Park kultury a oddechu Julia Fučíka (PKOJF) (Výstaviště) – Dopravní podnik – náměstí Republiky – Prašná brána – Nádraží Střed – Olšanské náměstí – Nákladové Nádraží Žižkov – Ohrada – Vápenka[12]
- od 1977 trasa Park kultury a oddechu Julia Fučíka (PKOJF) (Výstaviště) – Dopravní podnik – náměstí Republiky – Prašná brána – Nádraží Střed – Olšanské náměstí – ??? – Židovské hřbitovy – Vinice – Průběžná – Nádraží Strašnice[12]
- od 1978 trasa Hotel International (Podbaba) – Leninova (Vítězné náměstí) – Hradčanská – Strossmayerovo náměstí – Nábřeží Kapitána Jaroše – náměstí Republiky – Nádraží Střed – Bolzanova – Olšanské náměstí – Nákladové nádraží Žižkov – Mezi hřbitovy – Vinice – Strašnická – Průběžná – Strašnice, Radošovická[26]
- 1980 trasa dtto[28]
- od 1984 změna trasy Hotel International (Podbaba) – ... – Bolzanova – Olšanské náměstí – Flora – Mezi hřbitovy – ... – Strašnice, Radošovická[12]
- od 3. listopadu 1985 změna trasy Divoká Šárka – Leninova (Vítězné náměstí) – Hradčanská – ... – Flora – ... – Strašnice, Radošovická[12]
- od 23. listopadu 1990 Divoká Šárka – Vokovice – Bořislavka – Vítězné náměstí – Hradčanská – Strossmayerovo náměstí – Náměstí Republiky – Masarykovo nádraží – Hlavní nádraží (ulice Bolzanova) – Olšanské náměstí – Flora – Olšanské hřbitovy – Želivského – Vinice – Strašnická – Průběžná – Zahradní Město – Hostivař, Nádraží [12]
- od 3. listopadu 1998 trasa dtto jen výměna s linkou 5 – nově jede přes Nákladové nádraží Žižkov a Mezi hřbitovy a v úseku Masarykovo nádraží – Strossmayerovo náměstí jede přes Těšnov a Vltavskou [30]
- 2009 trasa Divoká Šárka – Vozovna Vokovice – Nad Džbánem – Nádraží Veleslavín – Červený vrch – Sídliště Červený Vrch – Horoměřická – Bořislavka – Hadovka – Thákurova – Dejvická – Vítězné náměstí – Hradčanská – Sparta – Letenské náměstí – Kamenická – Strossmayerovo náměstí – Vltavská – Těšnov – Bílá labuť – Masarykovo nádraží – Hlavní nádraží – Husinecká – Lipanská – Olšanské náměstí – Olšanská – Nákladové nádraží Žižkov – Mezi Hřbitovy – Želivského – Vinohradské hřbitovy – Krematorium Strašnice – Vozovna Strašnice – Nad Primaskou (T) – Strašnická – Na Hroudě – Nádraží Strašnice – Radošovická – Na Padesátém – Zahradní Město – Sídliště Zahradní Město – Na Groši – Hostivařská – Nádraží Hostivař [32]
- od 2010 trasa Divoká Šárka – ... – Strossmayerovo náměstí – Nábřeží Kapitána Jaroše (T) – Dlouhá třída – Náměstí Republiky – Masarykovo nádraží – ... – Nádraží Hostivař [34][47]
- od konce listopadu 2015 trasa Divoká Šárka – Vozovna Vokovice – Nad Džbánem – Nádraží Veleslavín (A) (S) – Červený Vrch – Sídliště Červený Vrch – Bořislavka (A) – Na Pískách – Hadovka – Thákurova – Dejvická (A) – Vítězné náměstí (A) – Hradčanská (A) – Sparta – Korunovační (Z) – Letenské náměstí – Kamenická – Strossmayerovo náměstí – Nábřeží Kapitána Jaroše (T) – Dlouhá třída – Náměstí Republiky (B) – Masarykovo nádraží (B) (S) – Hlavní nádraží (C) (S) – Husinecká – Lipanská – Olšanské náměstí – Olšanská – Nákladové nádraží Žižkov (v Olšanské ulici) – Mezi Hřbitovy – Želivského (A) – Vinohradské hřbitovy – Krematorium Strašnice – Vozovna Strašnice – Vozovna Strašnice (Z) – Nad Primaskou (T) – Strašnická (A) – Na Hroudě – Nádraží Strašnice (S) – Radošovická – Dubečská (x) – Na Padesátém – Zahradní Město – Sídliště Zahradní Město – Obchodní Centrum Hostivař – Na Groši – Hostivařská – Nádraží Hostivař (S)
- od září 2020 trasa Divoká Šárka – … – Krematorium Strašnice – Vinice (Z) – Vozovna Strašnice – Strašnická (A) – … – Nádraží Hostivař (S) [55]
- od ledna 2021 zastávka Nádraží Strašnice přejmenována na Staré Strašnice [82]
- od září 2021 zrušena zastávka Na Padesátém a zřízena zastávka Nádraží Zahradní Město [52]
- od 2. prosince 2021 došlo k přejmenování zastávka Husinecká na Viktoria Žižkov [57]
- Od října 2023 je prodloužena: Dědina – Ciolkovského – Sídliště Na Dědině – Vlastina (x) – Divoká Šárka – ... – Nádraží Hostivař (S).[81]
- pravidelná trasa Dědina - Ciolkovského – Sídliště Na Dědině – Vlastina (x) - Divoká Šárka – Vozovna Vokovice – Nad Džbánem – Nádraží Veleslavín (A) (S) – Červený Vrch – Sídliště Červený Vrch – Bořislavka (A) – Na Pískách – Hadovka – Thákurova – Dejvická (A) – Vítězné náměstí (A) – Hradčanská (A) (S) – Sparta – Korunovační (Z) – Letenské náměstí – Kamenická – Strossmayerovo náměstí – Nábřeží Kapitána Jaroše (T) – Dlouhá třída – Náměstí Republiky (B) – Masarykovo nádraží (B) (S) – Hlavní nádraží (C) (S) – Viktoria Žižkov – Lipanská – Olšanské náměstí – Olšanská – Nákladové nádraží Žižkov (v Olšanské ulici) – Mezi Hřbitovy – Želivského (A) (Z) – Želivského (A) – Vinohradské hřbitovy – Krematorium Strašnice – Vinice (Z) – Vozovna Strašnice – Strašnická (A) – Na Hroudě – Staré Strašnice – Radošovická – Dubečská (x) – Nádraží Zahradní Město (S) – Zahradní Město – Sídliště Zahradní Město – Obchodní centrum Hostivař – Na Groši – Hostivařská – Nádraží Hostivař (S)

### Linka 27

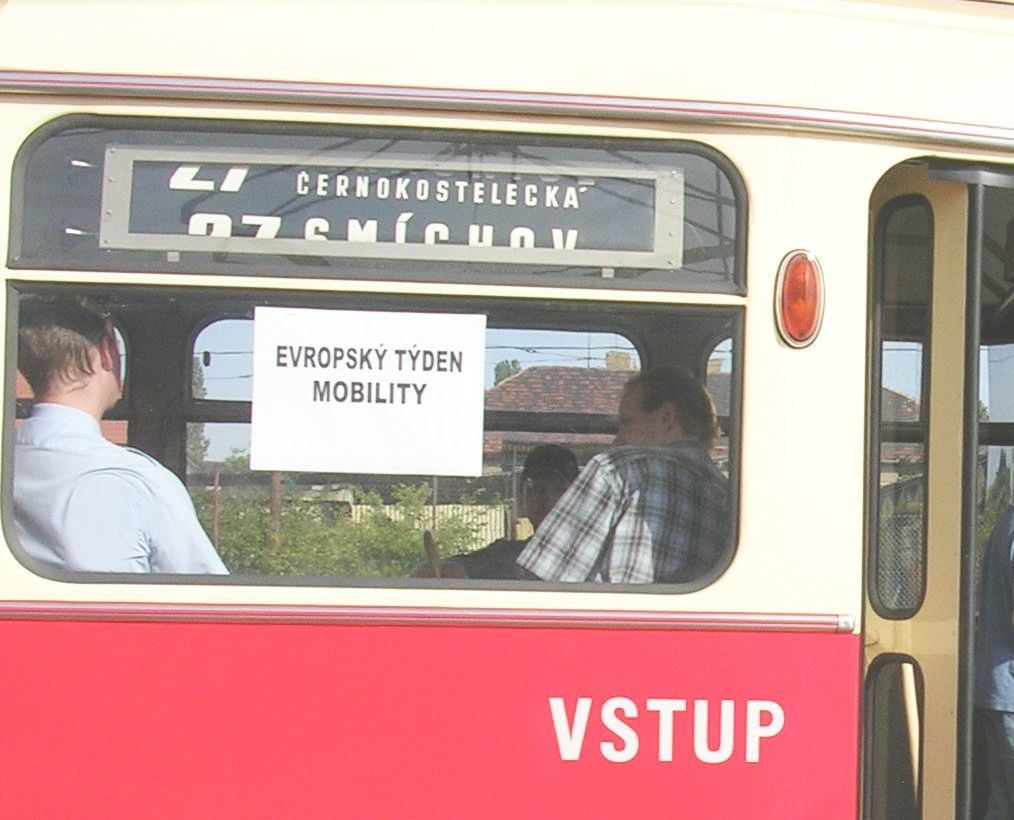
Přetáčecí boční tabule na lince 27 v mezipoloze

- od 1961 trasa Černokostelecká – Vinice – Průběžná – Koh-i-noor – Otakarova – Výtoň – Palackého náměstí – Anděl – Nádraží Smíchov – Zlíchov, Lihovar [12]
- 1963 trasa Černokostelecká – Nové Strašnice – Zborov – Solidarita – Vinice – Strašnická škola – Průběžná – náměstí Kubánské revoluce – Stadion doktora Vacka – Koh-i-noor – Oblouková – Nádraží Vršovice – Otakarova – Divadlo v Nuslích – Svatoplukova – Vyšehrad – Výtoň – Palackého náměstí – Zborovská – Anděl – Knížecí – Plzeňka – Nádraží Smíchov sezonně dále – autobusové Nádraží Smíchov – Zlíchov, Lihovar[61]
- od 1967 trasa prodloužena Ústřední dílny Hostivař – Černokostelecká – ...[12]
- 1972 trasa Ústřední dílny Hostivař – Průběžná – Koh-i-noor – Otakarova – Výtoň – Palackého náměstí – Anděl – Nádraží Smíchov[23]
- 1974 dtto [24]
- 1978 trasa Ústřední dílny Hostivař – Černokostelecká – Vinice – Průběžná – Koh-i-noor – Otakarova – Výtoň – Palackého náměstí – Anděl – Nádraží Smíchov – Lihovar – Hlubočepy[26]
- 1980 trasa dtto[28]
- od 1985 linka zrušena – přečíslována na 7 [12]
- od 28. ledna 2024 linka je vedena de facto v pravidelném provozu v trase Březiněveská (T) – Kobylisy (C) – Ke Stírce – Hercovka – Nad Trojou – Trojská – Nádraží Holešovice (C) (S) – Výstaviště – Veletržní palác – Strossmayerovo náměstí – Nábřeží Kapitána Jaroše (T) – Čechův most – Právnická fakulta – Staroměstská (A) – Karlovy lázně – Národní divadlo – Jiráskovo náměstí – Palackého náměstí (B) – Výtoň – Podolská vodárna – Kublov – Dvorce – Přístaviště – Pobřežní cesta (×) – Nádraží Braník (S) – Černý kůň (×) – Belárie (×) – Modřanská škola (×) – Nádraží Modřany (S) – Čechova čtvrť (×) – Poliklinika Modřany – U Libušského potoka (×) – Modřanská rokle – Sídliště Modřany – Levského (Z) – Hasičská stanice Modřany (×) – Observatoř Libuš (×) – Sídliště Libuš – Libuš
- od 17. února 2024 je z důvodu havarijního stavu části Libeňského soumostí dlouhodobě odkloněna: Libuš – ... – Nádraží Holešovice (C) (S) – Ortenovo náměstí – U Průhonu (Z) – Dělnická (T) – Maniny – Libeňský most[38]
- od 25. listopadu 2024 je linka zrušena a opět včleněna do linky 17[39]

### Linka 28
- od 1962 okružní trasa Nákladové nádraží Žižkov – Flora – Olšanské náměstí – Bulhar – Nádraží Střed – Prašná brána – Můstek – Museum – Hlavní Nádraží – Bulhar – Olšanské náměstí – Olšanská – Nákladové nádraží Žižkov (jen ve špičce) [84]
- od 1963 trasa náměstí Kubánské revoluce – Průběžná – Vinice – Flora – Olšanské náměstí – Bulhar – Nádraží Střed – Prašná brána – Můstek – Museum – Hlavní Nádraží – Bulhar – Olšanské náměstí – Flora – Vinice – náměstí Kubánské revoluce (jen ve špičce)[61]
- od 1966 trasa Olšanské hřbitovy – Flora – Olšanské náměstí – Bulhar – Nádraží Střed – Prašná brána – Můstek – Museum – Hlavní Nádraží – Bulhar – Olšanské náměstí – Olšanské hřbitovy (jen ve špičce) [84]
- od 1968 trasa Park kultury a oddechu Julia Fučíka (PKOJF) (Výstaviště) – Veletržní – Revoluční – Hybernská – Olšanské náměstí – Olšanská – Nákladové nádraží Žižkov – Flora – Olšanské náměstí a dále zpět – Park kultury a oddechu Julia Fučíka (PKOJF) (Výstaviště) (jen ve špičce) [84]
- od 1970 zrušena[85]
- od 1974 trasa Nádraží Braník – Výtoň – Palackého náměstí – Anděl – Nádraží Smíchov [24]
- od srpna 1978 trasa Anděl – Moráň – I. P. Pavlova – Bruselská – Otakarova – náměstí Kubánské revoluce [26]
- od prosince 1978 linka zrušena [84]

### Linka 29

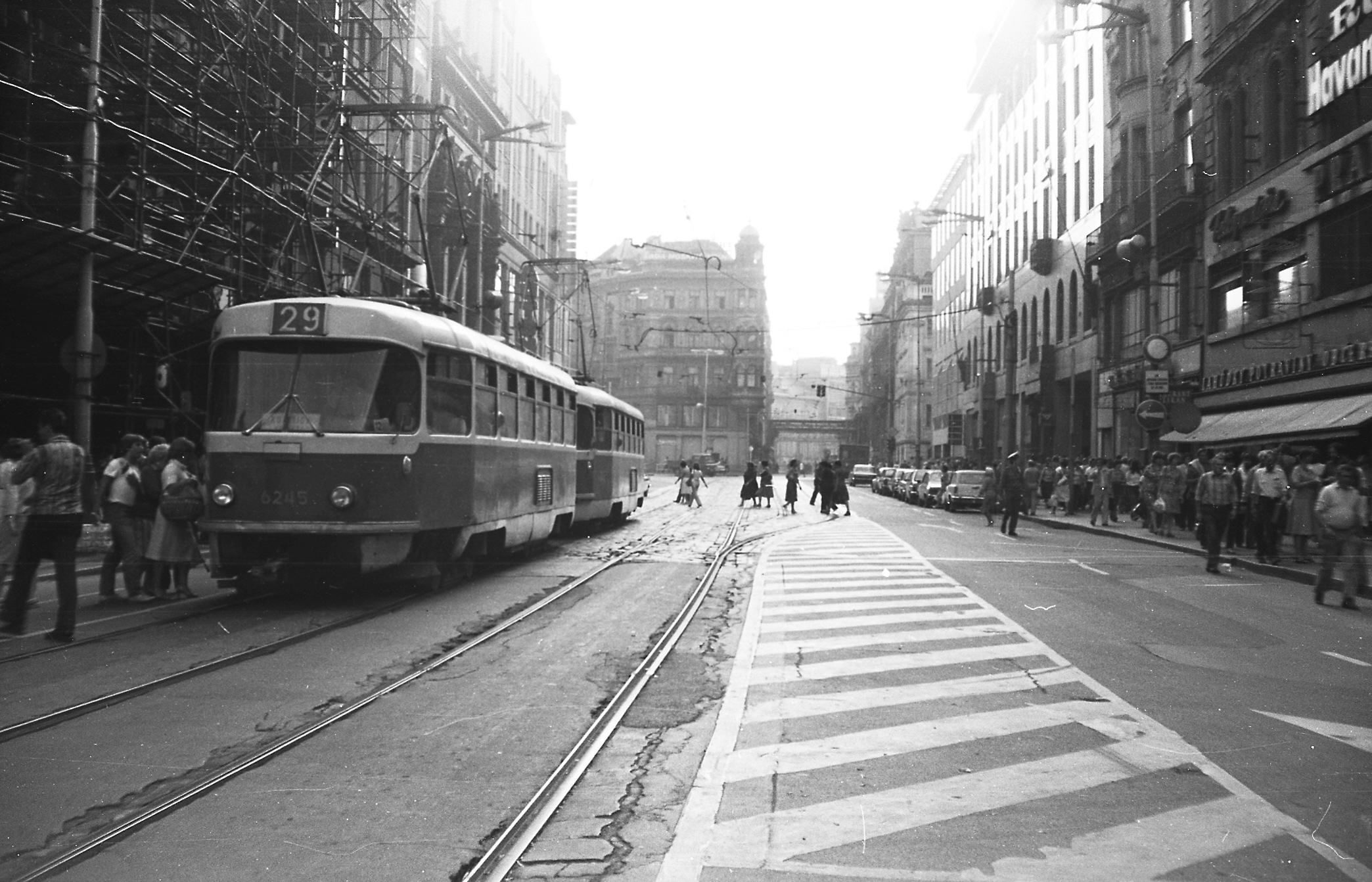
Tramvaj linky číslo 29 v ulici Na Příkopech

- od 1966 trasa ranní špička Černokostelecká – Vinice – Flora – Museum – Václavské náměstí – Můstek – Prašná brána – Bulhar – Hlavní Nádraží – Museum – a zpět – Černokostelecká V odpolední špičce okruh obráceně. [86]
- od 1968 trasa ÚD Hostivař – Černokostelecká – stejná trasa jako dříve – Černokostelecká – ÚD Hostivař [86]
- od 1971 trasa ÚD Hostivař – Černokostelecká – Vinice – Flora – Museum – Václavské náměstí – Můstek – Prašná brána – náměstí Republiky – Dlouhá třída – Strossmayerovo náměstí – Park kultury a oddechu Julia Fučíka (PKOJF) (Výstaviště) [86]
- od 1972 trasa ÚD Hostivař – Černokostelecká – Vinice – Flora – Museum – Václavské náměstí – Můstek – Prašná brána – náměstí Republiky – Dlouhá třída – Strossmayerovo náměstí – Park kultury a oddechu Julia Fučíka (PKOJF) (Výstaviště) – Pelc Tyrolka – Vychovatelna – Vozovna Kobylisy[23]
- od 1975 trasa ÚD Hostivař – Černokostelecká – Vinice – Flora – Museum – Václavské náměstí – Můstek – Prašná brána – náměstí Republiky – Dlouhá třída – Strossmayerovo náměstí – Park kultury a oddechu Julia Fučíka (PKOJF) (Výstaviště) – Uranie – Libeňský most – Vychovatelna – Vozovna Kobylisy[64]
- od 1976 trasa ÚD Hostivař – Černokostelecká – Vinice – Flora – Museum – Opletalova – Nádraží Střed – náměstí Republiky – Dlouhá třída – Strossmayerovo náměstí – Park kultury a oddechu Julia Fučíka (PKOJF) (Výstaviště)– Uranie – Libeňský most – Vychovatelna – Vozovna Kobylisy[86]
- od 1977 trasa Kobylisy, Vozovna – Líbeznická – Střelničná – Ke Stírce – Hercovka – Nad Trojou – Trojská – Partyzánská – Elektrárna Holešovice – Park kultury a oddechu Julia Fučíka (PKOJF) (Výstaviště) – Veletržní – Strossmayerovo náměstí – Nábřeží Kapitána Jaroše – Dlouhá třída – náměstí Republiky – Můstek – Václavské náměstí – Museum – Italská – Vinohradská tržnice – náměstí Jiřího z Poděbrad – Radhošťská – Flora – Olšanské hřbitovy – Strojimport (Želivského) – Vinohradská nemocnice – Krematorium – Vinice – Solidarita – Zborov – Nové Strašnice – Černokostelecká – Malešická továrna – Na Homoli – ÚD Hostivař [86]
- 1980 trasa Kobylisy, Vozovna – Líbeznická – Střelničná – Ke Stírce – Hercovka – Nad Trojou – Trojská – Partyzánská – Elektrárna Holešovice – Park kultury a oddechu Julia Fučíka (PKOJF) (Výstaviště) – Veletržní – Strossmayerovo náměstí – Nábřeží Kapitána Jaroše – Dlouhá třída – náměstí Republiky – Můstek – Perštýn-Máj – Karlovo náměstí – Štěpánská – I. P. Pavlova – náměstí Míru – Šumavská – Vinohradská vodárna – Perunova – Orionka – Flora – Olšanské hřbitovy – Strojimport (Želivského) – Vinohradská nemocnice – Krematorium – Vinice – Solidarita – Zborov – Nové Strašnice – Černokostelecká[28]
- od 1985 linka zrušena [86]

### Linka 30
- od 1967 trasa Červený vrch – Leninova (Vítězné náměstí) – Špejchar – Klárov – náměstí Krasnoarmějců (Staroměstská, náměstí Jana Palacha) – Palackého náměstí – Výtoň – Nádraží Braník [12]
- 1970 trasa dtto[85]
- od 1971 trasa prodloužena Divoká Šárka – Červený vrch – ... – Nádraží Braník [12]
- 1974 trasa dtto[24]
- od 1978 linka zrušena[12][26]
- 22. října 2023 – zavedena pouze tento den k příležitosti slavnostního otevření tratě na Dědinu: Nádraží Veleslavín – Nad Džbánem – Vozovna Vokovice – Divoká Šárka – Vlastina – Sídliště Na Dědině – Ciolkovského – Dědina, na lince se nemuselo platit, na linku byly vypravovány různé typy tramvají od K2 až po 15T

### Linka 31
- od 1968 trasa Podbaba, hotel International – náměstí VŘSR (Vítězné náměstí) – Špejchar – Klárov – Jiráskovo náměstí – Karlovo náměstí – I. P. Pavlova – náměstí bratří Synků – Chodovská – Spořilov [87] V roce 1971 zrušena.[87]
- od 1972 trasa Královka – Hládkov – Vozovna Střešovice – Špejchar – Strossmayerovo náměstí – Dopravní podnik – Dělnická – Palmovka – Vychovatelna[23]
- od 1973 trasa Petřiny – Vozovna Střešovice – Špejchar – Strossmayerovo náměstí – Dopravní podnik – Dělnická – Palmovka – Vychovatelna – Sídliště Ďáblice [87]
- od 1977 trasa Petřiny – Vozovna Střešovice – Špejchar – Strossmayerovo náměstí – Dopravní podnik – Dělnická – Palmovka – Vychovatelna – Kobylisy, Střelničná [87]
- od 1984 trasa Petřiny – Vozovna Střešovice – Špejchar – Strossmayerovo náměstí – Dopravní podnik – Dělnická – Palmovka – Balabenka – Harfa – Hloubětín – Lehovec [87]
- od 1985 linka přečíslována na číslo 1 [87]
- od 25. listopadu 2024 zavedena v pravidelné trase Spojovací - Kněžská luka - Chmelnice - Strážní - Vozovna Žižkov - Ohrada - Krejcárek (x) - Palmovka (B)(Z) - Palmovka (B) - Balabenka - Divadlo Gong - Poliklinika Vysočany - Nádraží Vysočany (B)(S) - Vysočanská (B) (de facto převedení předchozí výluky do trvalého stavu)[39]

### Linka 32
- od 1971 trasa Ústřední dílny DP – Černokostelecká – Vinice – Průběžná – Koh-i-noor – Otakarova – Vyšehrad – Výtoň – Palackého náměstí – Anděl – Kotlářka jen ve špičce [88]
- od roku 1977 nebyla v provozu[88]
- od srpna 1978 trasa Podbaba, hotel International – Leninova – Vozovna Střešovice – Petřiny[26] V únoru 1979 zrušena.[88]
- během léta 2019 a následně i 2020 byla linka vedena jako výluková s nepřetržitým ostrovním provozem v trase Hlubočepy – ... – Sídliště Barrandov, při této příležitosti byla mj. ve smyčce Sídliště Barrandov vybudována pracovní jáma[89][90]

### Linka 34
- od 1971 trasa Městské muzeum – Nádraží Střed – Václavské náměstí – Myslíkova – Palackého náměstí – Výtoň – Nádraží Braník provoz jen v létě v neděli odpoledne [12]
- Po letní sezoně 1973 zrušena.
- od května 1995 zavedena v trase Kubánské náměstí – Koh-i-noor – Vršovické náměstí – náměstí Míru – I. P. Pavlova – Karlovo náměstí – Moráň – Palackého náměstí – Anděl – Kotlářka v pracovních dnech jako posila linky č. 4.[45]
- Zrušena v listopadu 1998[12]

### Linka 35
- od června 1973 nová linka Hloubětín – Balabenka – Palmovka[13]
- od září 1973 změna trasy Harfa – Palmovka – Městské muzeum – Nádraží Střed (Z) – Bolzanova (Z) – Nádraží Střed (Z) – náměstí Republiky; provoz ve špičkách pracovních dnů[13]
- od prosince 1973 změna trasy náměstí Lidových milicí – Balabenka – ... – náměstí Republiky[13]
- od května 1974 linka zrušena[13]

### Linka 36
- od října do prosince roku 2014 je v provozu během výluky mezi Andělem a Švandovým divadlem v trase Smíchovské nádraží (B) (S) – Hlubočepy – Sídliště Barrandov
- od roku 2021 bývá při víkendových výlukách zaváděna jako náhradní doprava za metro C, je v provozu v trase Zvonařka – I. P. Pavlova (C) – Karlovo náměstí (B) – Václavské náměstí (A) (B) – Masarykovo nádraží (B) (S) – Bílá labuť – Vltavská (C) – Výstaviště – Nádraží Holešovice (C) (S) – Kobylisy (C) – Ládví (C) – Sídliště Ďáblice (v úseku Kobylisy - Sídliště Ďáblice pouze vybrané spoje)

## Noční linky
Noční provoz zpočátku spočíval jen v prodloužení provozu některých denních linek, od roku 1911 do první světové války až do půlnoci, od roku 1921 až do jedné hodiny v noci, přičemž po půl jedenácté na nich platil zvláštní noční tarif. Od 30. listopadu 1942 byl zaveden systém speciálních nočních linek označených písmeny A až F a jezdících v intervalu 40 minut, s centrálním přestupním bodem u Hybernského nádraží, od 18. ledna 1945 však byl tento systém zrušen.
17. prosince 1945 byla noční doprava znovu zavedena, ovšem nešlo zatím o speciální noční linky, ale o rozdělení tramvajových linek podle rozsahu provozu: 11 linek (denní linky) končilo provoz kolem 23. hodiny, 4 linky končily až krátce po půlnoci (polonoční linky), 8 linek (1, 5, 9, 11, 14, 17, 18, 19) bylo s celonočním provozem, přičemž v noci jezdily sice pod stejným číslem jako ve dne, ale některé z nich ve více či méně odlišné trase. Toto linkové vedení bez velkých změn vydrželo až do roku 1974. Noční jízdné bylo zpočátku stejné jako denní, od 1. ledna 1970 však bylo pro dobu od 23 do 4 hodin opět stanoveno noční jízdné, a to ve výši 3 Kčs (denní jízdné bylo 1 Kčs). Od 9. května 1974, tedy změn souvisejících se zprovozněním první trasy metra, jezdilo v noci 12 linek: 5, 9, 11, 14, 15, 16, 17, 18, 19, 20, 22 a 26. Od 12. srpna 1978, dne zprovoznění trasy metra A, jezdilo v noci jen 9 linek, a to 2, 5, 6, 16, 19, 20, 22, 24 a 29, od 19. prosince 1980 na linkách 3, 5, 9, 14, 19, 20, 22, 24 a 26. Od 1. září 1982 byla v noci linka 19 nahrazena linkou 11. Na zastávkách byly denní linky značeny kulatým smaltovaným terčíkem s modrým číslem a noční linky terčíkem s červeným číslem – v úsecích s denním i nočním provozem téže linky byly na zastávkový sloupek umístěny terčíky oba, modrý i červený. Na přelomu 70. a 80. let začala být uplatňována nová technická norma, podle níž se linky vyznačovaly čtvercovými tabulkami – modré písmo pro denní linky, negativní provedení pro noční linky a červené písmo pro linky s nepřetržitým provozem. Tak mohly být souběh i odlišnosti denní a noční varianty linky vyznačeny úsporněji.

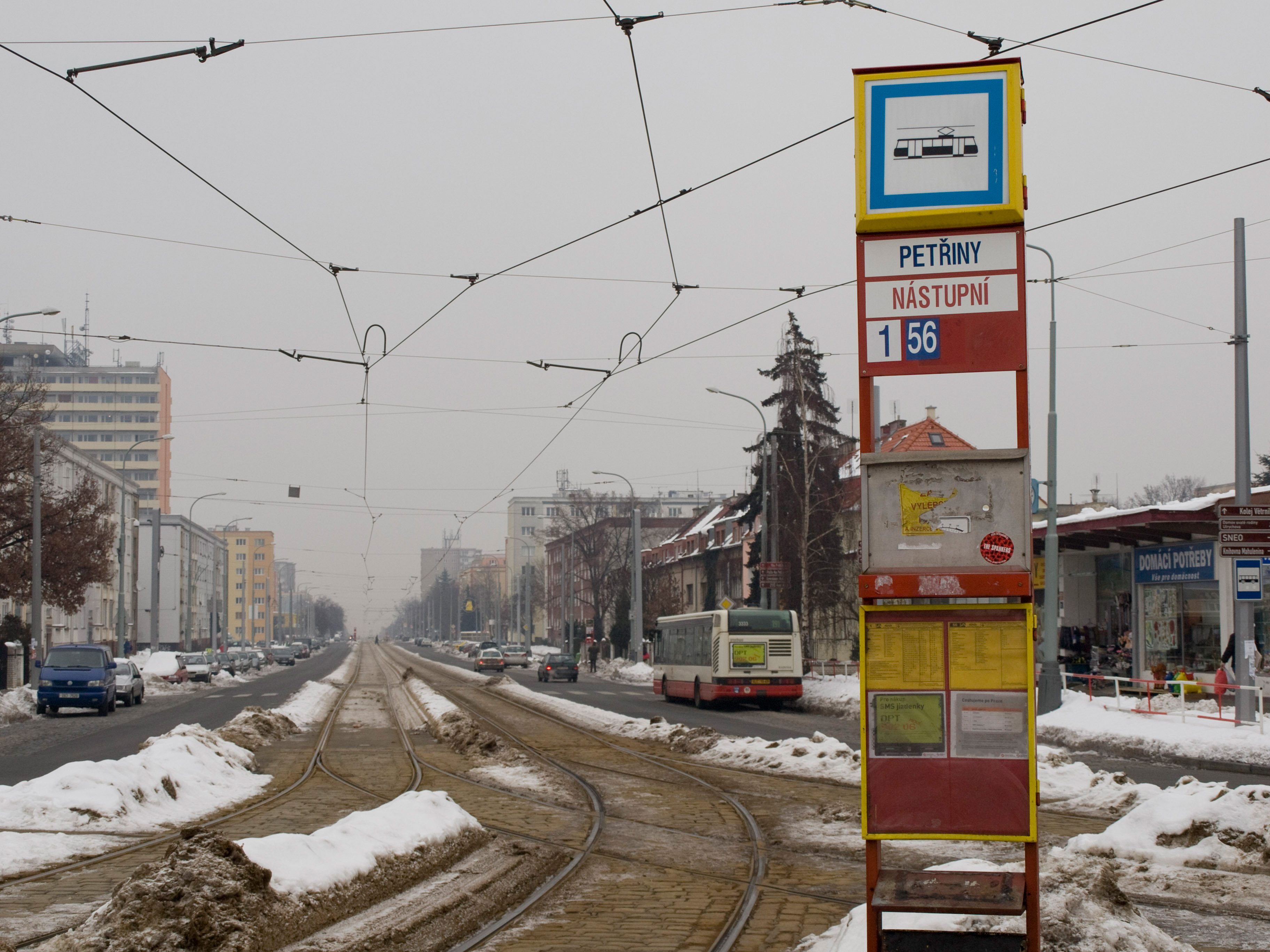
Označení denní a noční linky v Petřinách

Od 3. listopadu 1985 došlo k zásadní reformě nočního tramvajového provozu. Noční linky (tradičně s intervalem 40 minut) byly přečíslovány do zvláštní číselné řady 51 až 58 a jejich trasy upraveny tak, aby se linky každých 20 minut setkaly v centrálním přestupním bodu na křižovatce Spálené a Lazarské ulice. Zde všechny vlaky kolem pěti minut vyčkávají a pak se společně rozjíždějí. Ve zbylé části sítě je (a bývalo i před zavedením centrálního přestupu) několik dalších míst, kde na sebe spoje dvou linek navzájem čekají. Mnohé z nových linek nezapřou svůj původ v denních linkách, například linka 58 v lince 9 a linka 57 v lince 22. Padesátková číselná řada byla v letech 1936 až 1972 užívána pro trolejbusové linky, od roku 2017 je pro ně opět vyhrazena.
V období od 23. listopadu 1990 do 25. března 1991 se uskutečnil další pokus o reformu noční dopravy. Provoz denních linek končil kolem 22:30 h, na ně pak navazoval do 0:30 hodin provoz 8 nočních linek v intervalu 15 minut, doplněný o speciální polonoční linky 59 a 60 (vedených v částech tras linek 7 a 11 neobsluhovaných noční dopravou a též na konečnou Laurová) a prodloužený provoz denních linek 1 a 20. Na nočních linkách se navíc po půlnoci měnily na trase v blízkosti vozoven dvouvozové soupravy za sólo vozy, které pak po zbytek noci zajišťovaly dopravu původním způsobem s intervalem 40 minut. Tento systém byl natolik složitý, že se neujal.
Od 1. září 2001 byl zkrácen interval nočních linek na 30 minut, zároveň byly změněny trasy některých linek i přestupní vazby. Od 2. července 2004 byla zřízena nová linka 59, která posiluje linky 57 a 58 v zatížených částech jejich tras..
Od 29. dubna 2017 jsou všechny noční tramvajové linky přečíslovány z 51–59 na 91–99.

### Linka 90
- V provozu byla z důvodu výluky na Krejcárku od 18. března 2022 do 2. června 2023 v trase Palmovka – Divadlo pod Palmovkou (Z) – Libeňský zámek – U Kříže – Vosmíkových – Bulovka – Vychovatelna – Okrouhlická – Ke Stírce – Kobylisy – Březiněveská – Líbeznická (x) – Vozovna Kobylisy (Z) (x) – Vozovna Kobylisy
- od 8. do 17. února a od 19. do 28. července 2025 ostrovní provoz v trase Smíchovské nádraží (B) (S) - Lihovar - Hlubočepy - Sídliště Barrandov - Slivenec, z důvodu deinstalace a instalace železničního mostu. [93]

### Linka 91
- Zřízena 3. listopadu 1985 jako linka 51.
- 1999 trasa Divoká Šárka – Vozovna Vokovice – Nad Džbánem – Nádraží Veleslavín – Červený Vrch – Sídliště Červený Vrch – Horoměřická – Bořislavka – Hadovka – Thákurova – Dejvická – Vítězné náměstí – Hradčanská – Sparta – Letenské náměstí – Kamenická – Strossmayerovo náměstí – Nábřeží Kapitána Jaroše (T) – Čechův most – Právnická fakulta – Staroměstská – Karlovy lázně (T) – Národní divadlo (Z) – Národní divadlo – Národní třída – Lazarská – Karlovo náměstí – Štěpánská – I. P. Pavlova – Náměstí Míru – Šumavská – Vinohradská vodárna – Perunova – Orionka – Flora – Olšanské hřbitovy – Želivského (2x) – Vinohradské hřbitovy – Krematorium Strašnice – Vozovna Strašnice – Nad Primaskou (T) – Strašnická – Na Hroudě – Nádraží Strašnice – Radošovická (Z)
- K 1. září 2001 změna trasy: v úseku Lazarská – Strossmayerovo náměstí přeložena do trasy přes Masarykovo nádraží a Náměstí Republiky.
- Od 29. dubna 2017 přečíslována z 51 na 91.
- trasa Divoká Šárka – Vozovna Vokovice – Nad Džbánem – Nádraží Veleslavín – Červený Vrch – Sídliště Červený Vrch – – Bořislavka – Na Pískách – Hadovka – Thákurova – Dejvická – Vítězné náměstí – Hradčanská – Sparta – Letenské náměstí – Kamenická – Strossmayerovo náměstí – Nábřeží Kapitána Jaroše (T) – Dlouhá třída – Náměstí Republiky – Masarykovo nádraží – Jindřišská – Václavské náměstí – Vodičkova – Lazarská – Karlovo náměstí – Štěpánská – I. P. Pavlova – Náměstí Míru – Šumavská – Vinohradská vodárna – Perunova – Orionka – Flora – Olšanské hřbitovy – Želivského (2x) – Vinohradské hřbitovy – Krematorium Strašnice – Vozovna Strašnice – Strašnická – Na Hroudě – Staré Strašnice – Radošovická (Z)

### Linka 92
- Zřízena 3. listopadu 1985 v trase Lehovec – Harfa – Palmovka – Florenc – Lazarská – Karlovo náměstí – Anděl – Hlubočepy jako linka 52.
- 1999 trasa Lehovec – Sídliště Hloubětín – Hloubětín – Kbelská – Nademlejnská – U Elektry – Podkovářská – Harfa – Mostárna – Lokomotivka – Ocelářská – Balabenka – Palmovka – Palmovka (T) – Invalidovna – Urxova – Křižíkova – Karlínské náměstí – Florenc – Bílá labuť – Masarykovo nádraží – Jindřišská – Václavské náměstí – Vodičkova – Lazarská – Karlovo náměstí – Moráň (T) – Palackého náměstí – Zborovská – Anděl – Na Knížecí – Plzeňka – Smíchovské nádraží – ČSAD Smíchov – Lihovar – Zlíchov – Hlubočepy
- K 1. září 2001 změna trasy: z Palackého náměstí odkloněna do konečné Sídliště Modřany/Levského.
- Od 29. dubna 2017 přečíslována z 52 na 92.
- Lehovec – Sídliště Hloubětín – Hloubětín – Starý Hloubětín – Nademlejnská (x) – U Elektry (x) – Podkovářská – Kabešova – Nádraží Libeň – Arena Libeň jih – Ocelářská – Balabenka – Palmovka – Palmovka (T) – Invalidovna – Urxova – Křižíkova – Karlínské náměstí – Florenc – Bílá labuť – Masarykovo nádraží – Jindřišská – Václavské náměstí – Vodičkova – Lazarská – Novoměstská radnice (Z) – Karlovo náměstí – Moráň (T) – Palackého náměstí – Palackého náměstí – Výtoň – Podolská vodárna – Kublov – Dvorce – Přístaviště – Pobřežní cesta (x) – Nádraží Braník – Černý kůň (x) – Belárie (x) – Modřanská škola (x) – Nádraží Modřany – Čechova čtvrť (x) – Poliklinika Modřany – U Libušského potoka (x) – Modřanská rokle – Sídliště Modřany – Levského (Z)

### Linka 93
- Zřízena 3. listopadu 1985 v trase Vozovna Kobylisy – Trojská – Výstaviště – Náměstí Republiky – Lazarská – Albertov – Otakarova – Vozovna Pankrác jako linka 53.
- 1999 trasa Vozovna Kobylisy – Líbeznická – Střelničná – Ke Stírce – Hercovka – Nad Trojou – Trojská – Nádraží Holešovice – Výstaviště – Veletržní – Strossmayerovo náměstí – Nábřeží Kapitána Jaroše (T) – Dlouhá třída – Náměstí Republiky – Masarykovo nádraží – Jindřišská – Václavské náměstí – Vodičkova – Lazarská – Karlovo náměstí – Moráň (T) – Albertov –Ostrčilovo náměstí – Svatoplukova – Divadlo V Nuslích – Otakarova – Nuselská radnice – Palouček – Pražského povstání – Na Veselí – Vozovna Pankrác
- K 1. září 2001 změna trasy: Sídliště Ďáblice – ... – Strossmayerovo náměstí – Nábřeží Kapitána Jaroše (T) – Čechův most – Staroměstská – Národní divadlo – Lazarská – ... – Vozovna Pankrác.
- Od 29. dubna 2017 přečíslována z 53 na 93.
- Sídliště Ďáblice – Třebenická (T) – Štěpničná (x) – Ládví – Kyselova (x) – Střelničná (x) – Kobylisy – Ke Stírce – Hercovka – Nad Trojou – Trojská – Nádraží Holešovice – Výstaviště – Veletržní palác – Strossmayerovo náměstí – Nábřeží Kapitána Jaroše (T) – Čechův most – Právnická fakulta – Staroměstská – Karlovy lázně – Národní divadlo – Národní třída – Lazarská – Novoměstská radnice (Z) – Karlovo náměstí – Moráň (T) – Palackého náměstí – Palackého náměstí – Výtoň – Albertov – Ostrčilovo náměstí – Svatoplukova – Divadlo Na Fidlovačce – Otakarova – Nuselská radnice – Palouček – Pražského povstání – Kotorská – Na Veselí – Vozovna Pankrác

### Linka 94
- Zřízena 3. listopadu 1985 v trase Sídliště Ďáblice – Ke Stírce – Palmovka – Vltavská – Strossmayerovo náměstí – Staroměstská – Lazarská – Palackého náměstí – Nádraží Braník jako linka 54, v květnu 1995 prodloužena spolu s tramvajovou tratí na Sídliště Modřany.
- 1999 trasa Sídliště Ďáblice – Třebenická (T) – Štěpničná – Ládví – Kyselova – Střelničná – Ke Stírce – Okrouhlická – Vychovatelna – Bulova – Vosmíkových – U Kříže – Stejskalova – Divadlo Pod Palmovkou (T) – Palmovka – Libeňský most – Maniny – Dělnická (Z) – Tusarova (T) – Pražská tržnice – Vltavská – Strossmayerovo náměstí – Nábřeží Kapitána Jaroše (T) – Čechův most – Právnická fakulta – Staroměstská – Karlovy lázně (T) – Národní divadlo (Z) – Národní divadlo – Národní třída – Lazarská – Karlovo náměstí – Moráň (T) – Palackého náměstí – Palackého náměstí – Výtoň – Podolská vodárna – Kublov – Dvorce – Přístaviště – Pobřežní cesta – Nádraží Braník – Černý kůň – Belárie – Modřanská škola – Nádraží Modřany – Čechova čtvrť – Poliklinika Modřany – U Libušského potoka – Modřanská rokle – Nad Roklí – Sídliště Modřany (Z)
- Od 1. září 2001 byla z Palmovka odkloněna přes Kolbenovu na Lehovec místo dosavadní trasy na Sídliště Ďáblice. Od téhož data před Holešovice projíždí oklikou přes Ortenovo náměstí a Výstaviště místo dosavadní trasy přes Pražskou tržnici a Vltavskou. Mezi Strossmayerovým náměstím a Lazarskou nově jede přes Náměstí Republiky a Masarykovo nádraží místo dosavadní trasy přes Staroměstskou. Z Palackého náměstí byla odkloněna přes Anděl na Sídliště Barrandov místo dosavadní trasy do konečné Nádraží Braník.
- 29. listopadu 2003 spolu s tramvajovou tratí prodloužena na Sídliště Barrandov.
- Od 29. dubna 2017 je přečíslována z 54 na 94.
- Od 13. října 2023 je (společně s denními linkami 4 a 5) ze Sídliště Barrandov prodloužena do Slivence.
- Lehovec – Sídliště Hloubětín – Hloubětín – Kbelská – Starý Hloubětín (x) – Vozovna Hloubětín (x) – Nový Hloubětín (x) – Kolbenova – Poštovská (x) – Špitálská (x) – Vysočanská (Z) – Nádraží Vysočany – Poliklinika Vysočany – Divadlo Gong – Balabenka – Palmovka – Palmovka (T) – Libeňský most (x) – Maniny – Dělnická (Z) – U Průhonu (T) – Ortenovo náměstí – Nádraží Holešovice – Výstaviště – Veletržní palác – Strossmayerovo náměstí – Nábřeží Kapitána Jaroše (T) – Dlouhá třída – Náměstí Republiky – Masarykovo nádraží – Jindřišská – Václavské náměstí – Vodičkova – Lazarská – Novoměstská radnice (Z) – Karlovo náměstí – Moráň (T) – Palackého náměstí – Zborovská – Anděl – Na Knížecí – Plzeňka – Smíchovské nádraží – Lihovar – Zlíchov – Hlubočepy – Geologická – K Barrandovu – Chaplinovo náměstí – Poliklinika Barrandov – Sídliště Barrandov – Náměstí Olgy Scheinpflugové – Holyně – Slivenec

### Linka 95
- Zřízena 3. listopadu 1985 v trase Černý Most – Nádraží Vysočany – Palmovka – Sokolovská – Nádraží střed – Jindřišská – Lazarská – Albertov – Otakarova – Strašnická – Černokostelecká – Ústřední dílny DP jako linka 55.
- Od roku 1995 byla mezi Jindřišskou a Palmovkou přeložena do trasy přes Olšanské náměstí, Olšanskou a Biskupcovu. Tramvajová trať Ohrada–Palmovka byla zprovozněna 22. listopadu 1990, avšak zpočátku byl na ní v noci zajišťován pouze polonoční provoz prodlouženým provozem denní linky č. 1, poté byla zcela bez nočního provozu.
- Od 1. září 2001 byla z Palmovky odkloněna do konečné Vozovna Kobylisy místo dosavadní trasy přes Kolbenovu na Lehovec.
- Od 29. dubna 2017 přečíslována z 55 na 95.
- Od 12. března 2022 do 2. června 2023 byla z důvodu dlouhodobé výluky na Krejcárku odkloněna do trasy Ústřední dílny DP – ... – Biskupcova – Ohrada – Vozovna Žižkov – Strážní – Chmelnice – Kněžská luka – Spojovací[36]
- Ústřední dílny DP – Na Homoli (x) – Malešická továrna (x) – Depo Hostivař (x) – Nové Strašnice – Limuzská – Zborov - Strašnické divadlo – Solidarita – Vinice (Z) – Vozovna Strašnice – Strašnická – Průběžná – Kubánské náměstí – Slavia - Nádraží Eden – Koh-i-noor – Bohemians – Nádraží Vršovice – Otakarova – Divadlo Na Fidlovačce – Svatoplukova – Ostrčilovo náměstí – Albertov – Výtoň – Palackého náměstí – Palackého náměstí – Moráň (Z) – Karlovo náměstí – Novoměstská radnice (T) – Lazarská – Vodičkova – Václavské náměstí – Jindřišská – Hlavní nádraží – Viktoria Žižkov – Lipanská – Olšanské náměstí – Olšanská – Nákladové nádraží Žižkov (v Olšanské ulici) – Nákladové nádraží Žižkov – Biskupcova – Krejcárek (x) – Palmovka – Divadlo pod Palmovkou (Z) – Libeňský zámek – U Kříže – Vosmíkových – Bulovka – Vychovatelna – Okrouhlická – Ke Stírce – Kobylisy – Březiněveská – Líbeznická (x) – Vozovna Kobylisy (Z) (x) – Vozovna Kobylisy

### Linka 96
- Zřízena 3. listopadu 1985 jako linka 56.
- Od 1. září 2010 mezi zastávkami Strossmayerovo náměstí a Masarykovo nádraží přeložena do trasy přes zastávky Nábřeží Kapitána Jaroše – Dlouhá třída – Náměstí Republiky (předtím jezdila přes Těšnov).[46]
- Od 29. dubna 2017 přečíslována z 56 na 96.
- Sídliště Petřiny – Petřiny – Větrník – Vojenská nemocnice – Baterie (x) – Ořechovka (x) – Sibeliova (x) – Vozovna Střešovice (Muzeum MHD) – Prašný most – Hradčanská – Sparta – Korunovační (Z) – Letenské náměstí – Kamenická – Strossmayerovo náměstí – Nábřeží Kapitána Jaroše (T) – Dlouhá třída – Náměstí Republiky – Masarykovo nádraží – Jindřišská – Václavské náměstí – Vodičkova – Lazarská – Novoměstská radnice (Z) – Karlovo náměstí – Štěpánská – I. P. Pavlova – Bruselská – Pod Karlovem – Nuselské schody – Otakarova – Horky – Pod Jezerkou – Michelská – Plynárna Michle (x) – Chodovská – Teplárna Michle – Spořilov

### Linka 97
- Zřízena 3. listopadu 1985 jako linka 57.
- Od 29. dubna 2017 přečíslována z 57 na 97.
- Nádraží Hostivař – Hostivařská – Na Groši – Obchodní centrum Hostivař – Sídliště Zahradní Město – Zahradní Město – Nádraží Zahradní Město – Dubečská (x) – Radošovická – Staré Strašnice – Na Hroudě – Průběžná – Kubánské náměstí – Slavia - Nádraží Eden – Koh-i-noor – Čechovo náměstí – Vršovické náměstí – Ruská – Krymská – Jana Masaryka – Náměstí Míru – I. P. Pavlova – Štěpánská – Karlovo náměstí – Novoměstská radnice (T) – Lazarská – Národní třída – Národní divadlo – Újezd – Hellichova – Malostranské náměstí – Malostranská – Chotkovy sady – Hradčanská – Prašný most – Vozovna Střešovice (Muzeum MHD) – Hládkov – Malovanka – Marjánka – Drinopol – U Kaštanu – Břevnovský klášter – Říčanova (x) – Vypich – Obora Hvězda – Malý Břevnov – Bílá Hora

### Linka 98
- Zřízena 3. listopadu 1985 jako linka 58 s konečnou v zastávce Vozovna Motol, od listopadu 1987 byla zkrácena na Kotlářku a od května 1988 (od 21. října 1988?) byla s novou tratí prodloužena až do konečné zastávky Sídliště Řepy.
- Od 29. dubna 2017 přečíslována z 58 na 98.
- Spojovací – Kněžská luka – Chmelnice – Strážní – Vozovna Žižkov – Ohrada – Biskupcova – Nákladové nádraží Žižkov – Mezi Hřbitovy – Želivského (Z) – Želivského – Olšanské hřbitovy – Flora – Olšanské náměstí – Lipanská – Viktoria Žižkov – Hlavní nádraží – Jindřišská – Václavské náměstí – Vodičkova – Lazarská – Lazarská – Národní třída – Národní divadlo – Újezd – Švandovo divadlo – Arbesovo náměstí – Anděl – Bertramka – U Zvonu – Klamovka – Kavalírka – Kotlářka – Poštovka (x) – Hotel Golf (x) – Vozovna Motol – Motol – Krematorium Motol (x) – Hlušičkova – Slánská – Blatiny – Sídliště Řepy

### Linka 99
- Od 23. listopadu 1990 do 25. března 1991 pod číslem 59 jezdila polonoční linka (cca od 22 do 0:30 hod.) v trase Kubánské náměstí – Otakarova – Výtoň – Anděl – Laurová[94], tedy částečně kopírující denní linku 7 a nově obsluhující oblast Radlické ulice, která v té době noční obsluhu neměla.
- Od 2. července 2004 zavedena jako nová linka 59 v trase posilující linky 57 a 58: Nádraží Hostovař – Čechovo náměstí – Lazarská – Újezd – Sídliště Řepy.
- Od 29. dubna 2017 přečíslována z 59 na 99.
- Od 15. září 2021 zkrácena z Nádraží Hostivař na Zahradní Město.[52]
- Zahradní Město – Nádraží Zahradní Město – Dubečská (x) – Radošovická – Staré Strašnice – Na Hroudě – Průběžná – Kubánské náměstí – Slavia - Nádraží Eden – Koh-i-noor – Čechovo náměstí – Vršovické náměstí – Ruská – Krymská – Jana Masaryka – Náměstí Míru – I. P. Pavlova – Štěpánská – Karlovo náměstí – Novoměstská radnice (T) – Lazarská – Národní třída – Národní divadlo – Újezd – Švandovo divadlo – Arbesovo náměstí – Anděl – Bertramka – U Zvonu – Klamovka – Kavalírka – Kotlářka – Poštovka (x) – Hotel Golf (x) – Vozovna Motol – Motol – Krematorium Motol (x) – Hlušičkova – Slánská – Blatiny – Sídliště Řepy

### Linka 60
- Od 23. listopadu 1990 do 25. března 1991 pod tímto číslem jezdila polonoční linka (cca od 22 do 0:30 hod.) v trase Olšanské hřbitovy – Flora – Muzeum – I. P. Pavlova – Otakarova/Náměstí Bratří Synků [95], tedy kopírující denní linku 11 zejména v části, kde dodnes žádná noční linka nejezdí.

## Zvláštní linky

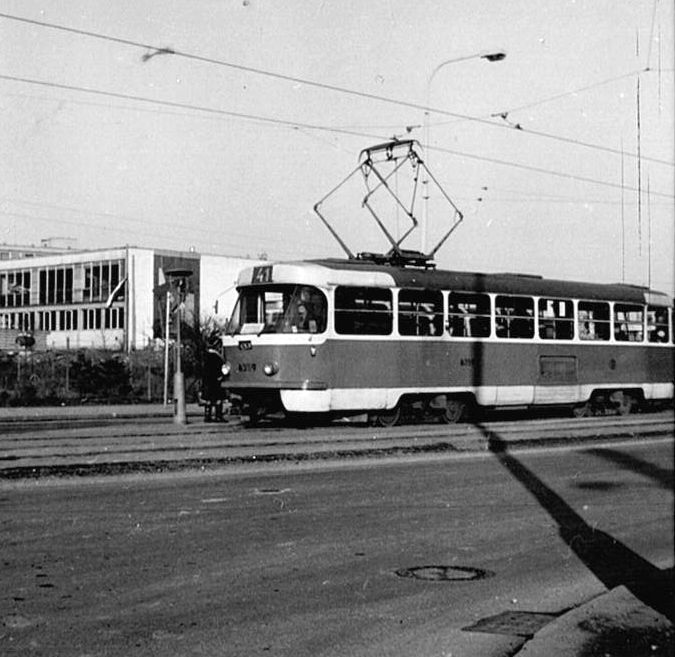
Účelová tramvajová linka 41 začátkem roku 1980 poblíž dnešní zastávky Na Groši

V některých letech byly zřizovány zvláštní, tzv. účelové linky k posílení rekreační dopravy například k některým nádražím (Smíchov, Braník), do Hostivaře kvůli přehradní nádrži atd. Tyto linky byly číslovány v řadě od čísla 41, podobně jako zvláštní linky zřizované jako výlukové (do třicítkové řady zasahovaly původně běžné denní linky). Nejširší škála speciálních čísel linek byla využívána krátkodobě při sletech a spartakiádách.

### Lanové dráhy
Vzhledem k tomu, že lanová dráha na Petřín byla po obnovení provozu v roce 1985 vždy organizačně spjata s odštěpným závodem Elektrické dráhy (Tramvaje), v databázích jízdních řádů i některých přehledech linkového vedení byla kódována či přímo značena čísly obdobnými číslům zvláštních tramvajových linek. Od obnovení provozu v roce 1985 byla značena jako linka 40, cca v letech 1987–1996 jako linka 49, poté od roku 1996 jako linka 99, od roku 2017 znovu jako linka 49.
Obdobně lanová dráha na Letnou v rámci očíslování pražských tramvajových linek v roce 1908 dostala původně číslo 10 (vyšší čísla dostaly původně jen tramvajové linky přebírané od soukromých vlastníků, tedy na Hlaváčkově a Křižíkově dráze).

### Rekreační linka Náměstí J. Marata – Nádraží Braník (33/41)
Linka v trase Náměstí J. Marata – Průběžná – Otakarova – I. P. Pavlova – Karlovo náměstí – Výtoň – Nádraží Braník jezdila v letech 1971, 1972 a 1973 pod číslem 33, v roce 1974 pak pod číslem 41. Jezdila pouze v neděli odpoledne v letním období.

### Linka 41 Výstaviště – Lihovar
Výstaviště – Bílá labuť – Můstek – Újezd – Lihovar, v provozu v letním období v neděli odpoledne v letech 1983 a 1984, v roce 1985 v souvislosti se zrušením tramvajové trati přes Můstek odkloněna Jindřišskou a Vodičkovou ulicí. Na jaře 1991 u příležitost Všeobecné československé výstavy jezdila až do června 1991 v mírně podobně trase od Výstaviště polookružní trasou přes Dlouhou třídu, Náměstí Republiky a Vltavskou zpět na Výstaviště.

### Linka 41
Zvláštní tramvajová linka 91, provozovaná historickými vozidly, byla zavedena 15. května 1991 u příležitosti Všeobecné československé výstavy. Číslo linky odkazovalo na rok konání jubilejní výstavy v roce 1891, v jejímž rámci byla v Praze poprvé zavedena elektrická tramvaj, i aktuální československé výstavy v roce 1991. Původní záměr výstavby repliky Křižíkovy letenské dráhy a jejích vozů se neuskutečnil. Záměr na zavedení zvláštní tramvajové linky schválilo vedení dopravního podniku 11. února 1991 a bylo doporučeno, aby byly rekonstruovány a připraveny dvě soupravy složené z vozů číslo 2210+1202 a číslo 2110+1522, které ovšem vyžadovaly rekonstrukce a úpravy podle podmínek správy pro dopravu Ministerstva vnitra ČR.
Původní trasa byla jednosměrně polookružní: Výstaviště – Strossmayerovo náměstí – Náměstí Republiky – Václavské náměstí – Národní divadlo – Právnická fakulta – Čechův most – Strossmayerovo náměstí – Výstaviště. Kvůli výlukám v tramvajovém provozu však byla trasa mnohokrát dočasně měněna. Například v červnu 1991 byla zkrácena do zastávky Hlavní nádraží, kde k odstavu využívala zaslepené kolejové odbočení do Opletalovy ulice, ovšem jezdila bez přípojných vozů.
V roce 1992 měla linka polookroužní trasu vycházející ze žižkovské vozovny: Vápenka – Olšanské náměstí – Hlavní nádraží – Lazarská – Újezd – Čechův most – Právnická fakulta a zpět.
V souvislosti se zřízením Muzea MHD v květnu 1993 byla linka 91 změněna do trasy Vozovna Střešovice – Výstaviště, přičemž nástupní a výstupní zastávka ve vozovně Střešovice byla přímo na dvoře vozovny.
Linka byla vždy jen sezonní, od jara do podzimu. V roce 1991 (28. října 1991) byla v provozu každý den odpoledne, v dalších letech pak již jen o sobotách, nedělích a svátcích.
Linka nikdy nebyla zařazena do systému Pražské integrované dopravy a neplatily na ní běžné ani časové jízdenky pro městskou hromadnou dopravu. Platí na ní pouze speciální nepřestupní jízdenky prodávané průvodčími přímo ve voze.
Na zastávkových sloupcích byla původně označována číslem ve specifickém barevném provedení v barvách hlavního města Prahy (červená na žlutém podkladu), později bylo její značení sjednoceno s účelovými a školními linkami, tedy zelené písmo na bílém podkladu.
V dubnu 2017 byla linka v souvislosti s přečíslováním nočních linek přečíslována na číslo 41.
- Vozovna Střešovice – Brusnice – Pražský hrad – Královský letohrádek – Malostranská (A) – Malostranské náměstí – Hellichova – Újezd – Národní divadlo – Národní třída (B) – Lazarská – Vodičkova – Václavské náměstí (A) (B) – Jindřišská – Masarykovo nádraží (B) (S) – Náměstí Republiky (B) – Dlouhá třída – Nábřeží Kapitána Jaroše (Z) – Strossmayerovo náměstí – Veletržní palác – Výstaviště Holešovice/Planetárium Praha (Z)

### Linka 42
Od 1. července do 31. srpna 2021 zavedena jakožto polookružní vyhlídková linka, na kterou jsou vypravovány historické a retro vozy. Na lince platí zvláštní tarif.
- Dlabačov – Pohořelec – Brusnice – Pražský hrad – Královský letohrádek – Malostranská (A) – Právnická fakulta – Čechův most – Dlouhá třída – Náměstí Republiky (B) – Masarykovo nádraží (B) (S) – Jindřišská – Václavské náměstí (A) (B) – Vodičkova – Lazarská – Národní třída (B) – Národní divadlo – Újezd – Helichova – Malostranské náměstí – Malostranská (A) – Královský letohrádek – Pražský hrad – Brusnice – Pohořelec – Dlabačov

### Linka 43
Od 1. července do 31. srpna 2021 zavedena jakožto polookružní vyhlídková linka, na kterou jsou vypravovány historické a retro vozy. V provozu ve státní svátky a o víkendech. Na lince platí zvláštní tarif.
- Vozovna Střešovice – Brusnice – Pražský hrad – Královský letohrádek – Sparta – Korunovační (Z) – Letenské náměstí – Kamenická – Strossmayerovo náměstí – Veletržní palác – Výstaviště – Planetárium Praha – Výstaviště – Veletržní palác – Strossmayerovo náměstí – Nábřeží Kapitána Jaroše (T) – Čechův most – Malostranská (A) – Královský letohrádek – Pražský hrad – Brusnice – Vozovna Střešovice

### Linka 92
Od 18. dubna 1992 krátce jezdila druhá speciální linka, a to v trase Malostranské náměstí – Dlabačov. Provoz linky však byl již 4. května 1992 z bezpečnostních důvodů zastaven, dle ústního podání měl tehdy Drážní úřad výhrady k provozování historických vozů po sklonově a směrově náročné Chotkově ulici. Znovu pak byla linka v provozu ještě jeden den na jaře roku 1997.
Pro ukončení této linky byl vybudován na Malostranském náměstí obnoven kolejový přejezd s využitím úseku třetí koleje, který zůstal na Malostranském náměstí ještě z doby přeložky tramvajových tratí 4. května 1926. V roce 1967 byla třetí kolej fyzicky odpojena od průběžných kolejí, v roce 1991 však byl kolejový přejezd kvůli lince 92 obnoven. Ačkoliv linka 92 byla zrušena, kolejový přejezd byl zachován a modernizován i při komplexní rekonstrukci tramvajové trati k 16. listopadu 1995. V závěru roku 2000 však byly u přejezdu zavařeny srdcovky a byl tak znefunkčněn, březnu 2002 v průběhu rekonstrukce Karmelitské ulice pak byl definitivně odstraněn. V praxi byl přejezd využíván jen ojediněle cvičnými jízdami vozů typu KT8D5, tento typ vozů měl zakázaný průjezd Letenskou ulicí.
V září 1997 při příležitosti 100 let Dopravního podniku hlavního města Prahy jezdila zhruba týden linka 92 v trase linky 91, která v té době nebyla v provozu, ale na rozdíl od linky 91 byl provoz pro cestující bezplatný.

## Výlukové náhradní linky
Pro náhradní tramvajové linky při výlukách byla dříve používána čísla z řady od čísla 41, po uvolnění třicítkové řady denními linkami jsou od roku 1985 pro ně využívána i čísla z řady 30–39. Od doby, kdy v provozu převažují vozy s dálkově ovládanými informačními prvky, jsou pro výlukové trasy linek častěji používána čísla původních pravidelných linek s tím, že spoje mohou číslo linky během jízdy měnit.

### Linka 27

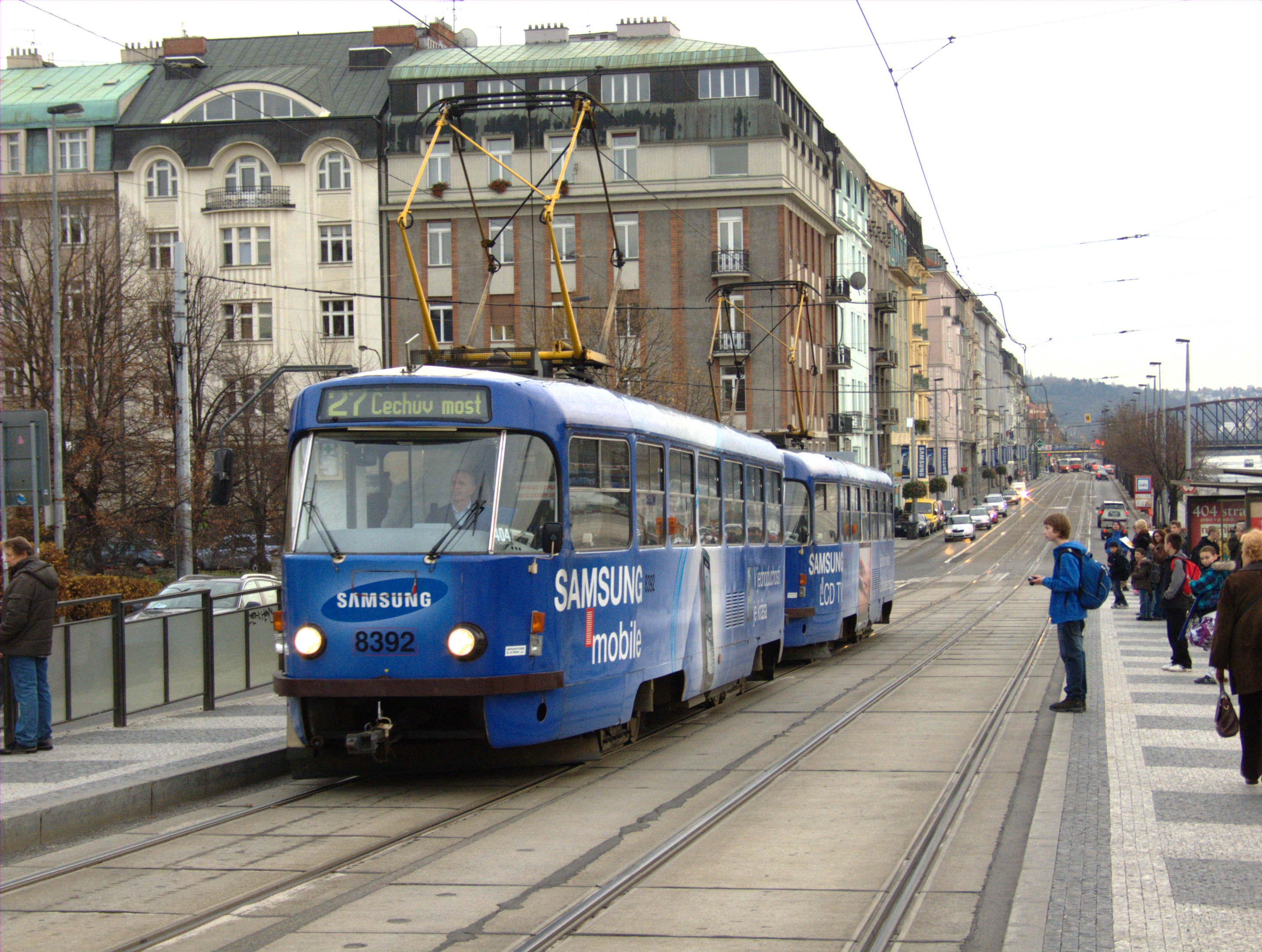
Linka 27 na zastávce Palackého náměstí

- Jako linka 27 se obvykle ve výlukovém stavu značí "krátké" spoje linky 17, které běžně končí v zastávce Výstaviště. Kapacita trati v ulici Milady Horákové totiž není natolik velká, aby pojmula další páteřní linku. Zkrácené spoje jsou tak přečíslovány na 27. Trasa linky je shodná s linkou 17 v úseku Levského – Právnická fakulta, dále linka jede přes zastávky Čechův most (na Čechově mostě) a Malostranská (A) do zastávky Staroměstská (A) a zpět do smyčky Sídliště Modřany/Levského (Z)

### Linka 29
- od 29. června 2024 do 28. září 2024 v trase Spojovací - Biskupcova - Olšanské náměstí - Hlavní nádraží (C) (S) - Masarykovo nádraží (B) (S) - Bílá Labuť - Florenc (B) (C) - Palmovka (B) - Bulovka - Kobylisy (C) (nástupní zastávka Březiněvská), v úseku Spojovací - Bílá Labuť poloviční interval (výstavba nové tramvajové trati Václavské náměstí, náhrada za linky 3 a 9).[102]
- od 21. srpna 2024 do 28 . srpna 2024 v trase Spojovací - Ohrada - Palmovka (B) - Bulovka - Kobylisy (C) (nástupní zastávka Březiněvská), havárie vodovodu v Seifertově ulici)

### Linka 30
- listopad 1996 v trase Spojovací – Střelničná. Do té doby se pro výlukové linky používala jen čísla od 31 výše.
- v roce 2018 v trase Sídliště Ďáblice – Ládví (C) – Ke Stírce – Bulovka (rekonstrukce Zenklovy ulice mezi Palmovkou a Bulovkou)
- v roce 2018 následně v trase Sídliště Řepy – Motol – Kotlářka – Anděl (B) – Smíchovské nádraží (B) (S) – Hlubočepy – Sídliště Barrandov (oprava trati mezi Andělem – Újezdem)
- od 30. ledna do 5. března 2021 v trase Divoká Šárka – Nádraží Veleslavín (A) (S) – Bořislavka (A) – Dejvická (A) – Hradčanská (A) (S) – Špejchar (oprava trati v ulici Chotkova)[103]

- od 11. do 15. července 2021 provizorně v trase Vozovna Kobylisy – Březiněveská – Ládví (C) – Sídliště Ďáblice (mimořádná událost, nesjízdná tramvajová trať)
- od 15. července do 6. srpna 2021 v trase Sídliště Ďáblice – Kobylisy (C) – Bulovka – Palmovka (B) – Biskupcova – Želivského (A) – Vinice – Černokostelecká – Ústřední dílny DP (uzavření ulice Bělehradská)
- od 8. července 2023 do 14. července 2023 v trase Nádraží Podbaba (S) - Dejvická (A) - Bořislavka (A) - Červený vrch - Divoká Šárka (výměna kolejového rozvětvení na Vítězném náměstí), v provozu celodenně včetně noci[104]
- od 18. září 2023 do 29. září 2023 v trase Sídliště Řepy - Motol - Kotlářka - Kavalírka - Anděl (B) - Zborovská - Palackého náměstí (B) - Karlovo náměstí (B) - I. P. Pavlova (C) - Náměstí Míru (A) - Jana Masaryka - Čechovo náměstí (výměna kolejového rozvětvení křižovatky Flora)[105]
- od 29. dubna 2024 do 19. června 2024 v trase (Březiněveská) – Kobylisy – Bulovka – Palmovka – Florenc – Masarykovo nádraží (v ulici Na Poříčí) – Náměstí Republiky – Strossmayerovo náměstí – Hradčanská – Dejvická – Nádraží Veleslavín – Dědina (rekonstrukce tramvajové trati před Masarykovým nádražím, náhrada za linky číslo 3 a 26)[106]
- 2. listopadu 2024 od 9:00 do 17:00 v trase Bílá labuť - Náměstí Republiky (B) - Dlouhá třída - Strossmayerovo náměstí - Výstaviště - Nádraží Holešovice (C) (S), odkud pokračuje jako linka číslo 1 směr Sídliště Petřiny nebo jako linka číslo 25 směr Bílá Hora. V provozu kvůli údržbě tramvajové trati Kobylisy - Vozovna Kobylisy včetně smyčky Březiněvská.[107] Zavedení linky bylo nutné z důvodu dalších výluk (rekonstrukce smyčky Výstaviště a špatný stav trati na Libeňském mostě).[108]
- od 8. února do 1. března 2025 v trase Dědina - Divoká Šárka - Nádraží Veleslavín (A) (S) - Bořislavka (A) - Dejvická (A) - Hradčanská (A) (S) - Špejchar, náhrada za linku 20 (oprava trati v Chotkově ulici)[93]

### Linka 31
- od 30. září 2023 do 6. října 2023 v trase Radhošťská - Jiřího z Poděbrad (A) - Muzeum (A) (C) - I. P. Pavlova (C) - Zvonařka (oprava křižovatky Flora)
- Od 11.ledna 2024 v trase Vysočanská (B) - Nádraží Vysočany (B) - Poliklinika Vysočany - Divadlo Gong - Balabenka - Palmovka (B) (2x) - Krejcárek (X) - Ohrada - Vozovna Žižkov - Strážní - Chmelnice - Kněžská Luka - Spojovací (Rekonstrukce části Libeňského Mostu)[109]

### Linka 32
- od června do září 2019 v trase Sídliště Barrandov – Poliklinika Barrandov – Chaplinovo náměstí – K Barrandovu – Geologická – Hlubočepy a zpět (rekonstrukce ulice Nádražní)
- od března do října 2020 v trase Sídliště Barrandov – Poliklinika Barrandov – Chaplinovo náměstí – K Barrandovu – Geologická – Hlubočepy a zpět (rekonstrukce ulice Nádražní, mostu přes železniční trať a příprava trati na Dvorecký most)
- od 30. ledna do 5. března 2021 v trase Vypich – U Kaštanu – Malovanka – Pražský hrad – Chotkovy sady – Hradčanská (A) (S) – Vozovna Střešovice (Muzeum MHD) – Vojenská nemocnice – Petřiny (A) – Sídliště Petřiny a zpět (oprava trati v ulici Chotkova) [103]
- od 15. července do 20. srpna 2021 v trase Nádraží Braník – Dvorce – Albertov – Karlovo náměstí (B) – I. P. Pavlova (C) – Náměstí Míru (A) – Čechovo náměstí – Kubánské náměstí – Staré Strašnice (rekonstrukce mostu nad Divadelní ulicí) [110]
- od 7. od 27. srpna 2021 v trase Náměstí Bratří Synků – Svatoplukova – Albertov – Karlovo náměstí (B) – I. P. Pavlova (C) – Náměstí Míru (A) – Čechovo náměstí – Kubánské náměstí – Staré Strašnice (výluka rekonstrukce mostu nad Divadelní ulicí a oprava tramvajové trati v oblasti Vyšehradského tunelu) [110][111]
- od 12. do 23. dubna 2022 v trase Anděl (ve Štefánikově ulici) (B) – Arbesovo náměstí – Újezd – Malostranské náměstí – Malostranská (A) – Špejchar (výměna výhybek na Andělu)
- od 28. ledna 2023 do 27. března 2023 v trase Bílá Hora - Vypich - Malovanka - Pohořelec - Pražský hrad - Malostranská (na nábřeží Edvarda Beneše) (A) - Právnická fakulta - Malostranská (u metra) (A) - Pražský hrad - Pohořelec - Malovanka - Vypich - Bílá Hora (oprava trati na Malé Straně), v úseku Vypich - Malostranská - Vypich byla linka vedena v polovičním intervalu. [112]
- od 11. do 20. srpna 2023 v trase Zvonařka - Bruselská - I. P. Pavlova (C) - Náměstí Míru (A) - Jana Masaryka - Vršovické náměstí - Čechovo náměstí - Koh-i-noor - Slavia-Nádraží Eden (S) - Kubánské náměstí - Průběžná - Na Hroudě - Nádraží Zahradní Město (S) - Zahradní Město, v úseku Zvonařka - Kubánské náměstí byla linka vedena v polovičním intervalu (nutná předem plánovaná oprava trati v Ječné ulici)[113]
- od 19. do 29. června 2024 v trase Vypich - Pohořelec - Pražský hrad - Malostranská (A) - Újezd - Národní třída (B) - Václavské náměstí (A) (B) - Masarykovo nádraží (B) (S) - Bílá labuť - Florenc (B) (C) - Palmovka (B) - Bulovka - Kobylisy (nástupní zastávka Březiněvská), v úseku Bílá labuť - Kobylisy v provozu pouze v pracovní dny do 19:30, oprava tramvajové trati ve spálené ulici [114]
- od 8. února do 1. března 2025 v trase Vypich - U Kaštanu - Malovanka - Pražský hrad - Hradčanská (A) (S) - Vozovna Střešovice - Vojenská nemocnice - Petřiny (A) - Sídliště Petřiny, náhrada za linku 2 a polovinu spojů linky 22 (oprava tramvajové trati v Chotkově ulici)[93]

### Linka 33
- od 15. do 16. července 2021 polookružně v trase Vypich – Malovanka – Pražský hrad – Královský letohrádek – Malostranská (na nábřeží Edvarda Beneše) (A) – Právnická fakulta – Malostranská (A) – Královský letohrádek – Pražský hrad – Malovanka – Vypich – Bílá Hora (rekonstrukce mostu nad Divadelní ulicí) [110]
- od 17. do 18. července 2021 v trase Vypich – U Kaštanu – Malovanka – Pražský hrad – Hradčanská (A) (S) – Špejchar, zpět v trase Špejchar – Hradčanská (A) (S) – Brusnice – Malovanka – U Kaštanu – Vypich – Bílá Hora
- od 19. července do 20. srpna 2021 polookružně v trase Vypich – Malovanka – Pražský hrad – Královský letohrádek – Malostranská (na nábřeží Edvarda Beneše) – Právnická fakulta – Malostranská – Královský letohrádek – Pražský hrad – Malovanka – Vypich – Bílá Hora (rekonstrukce mostu nad Divadelní ulicí) [110]
- od 19. do 29. června 2024 v trase Nádraží Hostivař (S) - Zahradní město - Průběžná - Koh-i-nor - Náměstí Míru (A) - I. P. Pavlova (C) - Karlovo náměstí (B) - Palackého náměstí (B) - Výtoň - Nádraží Braník (S) (oprava tramvajové trati ve Spálené ulici)[114]
- v sobotu 14. června 2025 během Muzejní noci v trase Náměstí Bratří Synků - Albertov - Karlovo náměstí (B) - Národní třída (B) - Staroměstská (A) - Malostranská (A) (v Letenské ulici) - Újezd - Anděl (B) - Plzeňka - Smíchovské nádraží (B) (S) - Hlubočepy. V úseku Náměstí Bratří Synků - Plzeňka interval 10 minut, v úseku Plzeňka - Hlubočepy interval 20 minut.
- v pátek 20. a sobotu 21. 6. 2025 pro účastníky doprovodného programu Metronome 2025 v trase Bílá labuť - Náměstí Republiky (B) - Malostranská (A) - Staroměstská (A) - Jiráskovo náměstí - Palackého náměstí (B) - Karlovo náměstí (B) - Národní třída (B) - Újezd - Malostranská (A) - Chotkovy sady - Strossmayerovo náměstí - Výstaviště. V provozu od 11:00 do 21:00 zdarma.

### Linka 34
- od 29. dubna 2024 do 29. června 2024 v trase Libeňský most - Maniny - Vltavská (C) - Bílá labuť - Masarykovo nádraží (B) (S) (v ulici Na Poříčí, pouze do 19. června) - Náměstí Republiky (B) - Strossmayerovo náměstí - Výstaviště - Nádraží Holešovice (C) (S) - Trojská - Kobylisy (C) - Vozovna Kobylisy (od 29. dubna do 19. června rekonstrukce tramvajové trati v ulicích Dlážděná a Havlíčkova, od 19. do 29. června oprava tramvajové trati ve Spálené ulici)[106][114]
- od 29. června 2024 do 28. září 2024 v trase Libeňský most - Maniny - Vltavská (C) - Bílá Labuť - Náměstí Republiky (B) - Strossmayerovo náměstí - Letenské náměstí - Špejchar (výstavba nové tramvajové trati Václavské náměstí a rekonstrukce tramvajové trati v ulici Dukelských hrdinů).[102]
- v sobotu 14. června 2025 během Muzejní noci v trase Královka - Vozovna Střešovice - Hradčanská (A) (S) - Malostranská (A) - Staroměstská (A) - Národní třída (B) - Lazarská - Václavské náměstí (A) (B) - Masarykovo nádraží (B) (S) - Bílá Labuť - Vltavská (C) (na předmostí) - Strossmayerovo náměstí - Veletržní palác - Výstaviště. Polovina spojů pokračovala ze zastávky Strossmayerovo náměstí jako linka číslo 35 směr Špejchar. V úseku Královka - Strossmayerovo náměstí interval 10 minut, v úseku Strossmayerovo náměstí - Výstaviště interval 20 minut.

### Linka 35
- od 30. ledna do 5. března 2021 v trase Bílá Hora – Vypich – U Kaštanu – Malovanka – Brusnice – Prašný most – Hradčanská (A) (S) – Špejchar (oprava tramvajové trati v ulici Chotkova) [103]
- od 19. května do 21. června 2021 v trase Husinecká – Lipanská – Olšanské náměstí – Flora (A) – Olšanské hřbitovy (oprava tramvajové trati na křižovatce U Bulhara) [115]
- od 28. listopadu 2022 přibližně na týden v trase Bílá Labuť - Masarykovo nádraží (B) (S) - Dlážděná - Hlavní nádraží (C) (S) - Viktoria Žižkov - Seifertova (u křižovatky s ulicí Přibyslavskou), (havárie vodovodního řadu)[116]
- od 30. září 2023 do 1. října 2023 jako náhradní tramvajová doprava za linku metra A v úseku Můstek - Dejvická polookružně v trase Nádraží Podbaba (S) - Vítězné náměstí - Hradčanská (S) - Malostranská - Staroměstská - Národní třída - Václavské náměstí (A) (B) - Masarykovo nádraží (B) (S) - Náměstí Republiky (B) Malostranská (na nábřeží Edvarda Beneše) - Hradčanská (S) - Vítězné náměstí - Nádraží Podbaba (S), (modernizace vlakového zabezpečovače LZA)[109]
- 15. června 2024 od 18:00 do 24:00 v souvislosti s Muzejní nocí polookružně v trase Malovanka - Park Maxe van der Stoela - Vozovna Střešovice - Prašný most - Hradčanská (A) (S) - Sparta - Letenské náměstí - Kamenická - Strossmayerovo náměstí - Vltavská (C) (S) (předmostí) - Štvanice (x) - Těšnov - Bílá Labuť - Masarykovo nádraží (ul. Na Poříčí) (B) (S) - Náměstí Republiky (B) - Dlouhá třída - Čechův most - Malostranská (A) - Staroměstská (A) - Karlovy lázně a dále polookružně Národní divadlo (nábřeží) - Jiráskovo náměstí - Palackého náměstí (B) - Karlovo náměstí (B) - Novoměstská radnice - Národní třída (B) - Národní divadlo a dále zpět směr Malovanka. V úseku Malovanka - Sparta byl provozován pouze každý druhý spoj. V úseku Sparta - Karlovo náměstí (B) - Sparta jela linka v intervalu 5 minut, v úseku Sparta - Malovanka v intervalu 10 minut.
- od 16. července 2024 do 23. září 2024 v trase Vozovna Žižkov - Biskupcova - Olšanské náměstí - Hlavní nádraží (C) (S) - Václavské náměstí (A) (B) (výstavba nové tramvajové trati Václavské náměstí)[102]
- od 21. srpna 2024 do 28 . srpna 2024 v trase Seifertova (v Seifertově ulici, mezi ulicemi Přibyslavská a Víta Nejedlého) - Hlavní nádraží (C) (S) - Náměstí Republiky (B) - Strossmayerovo náměstí - Letenské náměstí - Špejchar (havárie vodovodu v Seifertově ulici).
- v sobotu 14. června 2025 během Muzejní noci v trase Špejchar - Letenské náměstí - Strossmayerovo náměstí, odkud pokračovala jako linka číslo 34 směr Královka. Interval na lince byl 20 minut.

### Linka 36
- od 30. června do 1. srpna 2018 v trase Lehovec – Hloubětín (B) – Kolbenova (B) – Vysočanská (B) – Divadlo Gong – Palmovka (B) – Biskupcova – Želivského (A) – Vozovna Strašnice – Černokostelecká – Depo Hostivař (A) (X) – Ústřední dílny Dopravního podniku (rekonstrukce tramvajové trati mezi Želivského – Flora – I. P. Pavlova)
- od 28. února do 4. dubna 2020 v trase Lehovec – Hloubětín (B) – Kolbenova (B) – Špitálská – Vysočanská (B) (Z) (rekonstrukce tramvajové trati mezi Poliklinikou Vysočany po Náměstí OSN)
- od 7. března do 1. dubna 2021 v trase Sídliště Řepy – Motol – Kotlářka – Anděl (B) – Palackého náměstí (B) – Karlovo náměstí (B) – I. P. Pavlova (C) – Zvonařka (oprava tramvajové trati v oblasti okolo Náměstí Míru) [117]
- od 19. května do 4. června 2021 v trase Lehovec – Hloubětín (B) – Kolbenova (B) – Nádraží Vysočany (B) (S) – Palmovka (B) – Biskupcova – Želivského (A) – Vinohradské hřbitovy – Strašnická (A) – Staré Strašnice – Zahradní Město – Nádraží Hostivař (S) (oprava tramvajové trati na křižovatce U Bulhara) [115]
- od 5. do 14. června 2021 v trase Olšanské hřbitovy – Želivského (A) – Strašnická (A) – Staré Strašnice – Zahradní Město – Nádraží Hostivař (S) (oprava tramvajové trati na křižovatce U Bulhara a zkrácena z důvodu zavedení linky 19) [115]
- od 7. do 10. dubna 2023 jako náhradní tramvajová doprava za linku metra C v úseku I. P. Pavlova-Vltavská v trase Výstaviště - Strossmayerovo náměstí - Vltavská (C) (na předmostí Hlávkova mostu) - Bílá Labuť - Masarykovo nádraží (B) (S) - Václavské náměstí (A) (B) - Lazarská - Karlovo náměstí (B) - I. P. Pavlova (C), odkud pokračuje jako linka XA směr Staré Strašnice (opravy a modernizace na linkách A a C)[118]

### Linka 37
- v roce 2018 v trase Výstaviště Holešovice – Strossmayerovo náměstí – Vltavská (C) – Nádraží Holešovice (C) (S) – Kobylisy (C) – Vozovna Kobylisy (rekonstrukce tramvajové trati mezi Výstavištěm a nádražím v Holešovicích, kdy byla linka 17 zkrácena na Výstaviště Holešovice)
- od 13. do 19. září 2020 v trase Kubánské náměstí – Strašnická (A) – Solidarita – Černokostelecká (v noci prodlouženo ... – Depo Hostivař (x) – Ústřední dílny Dopravního podniku (oprava inženýrských sítí u zastávky Kubánské náměstí) [119]

### Linka 38
- od 13. do 9. září 2020 v trase Kubánské náměstí – Nádraží Strašnice (S) – Zahradní Město – Nádraží Hostivař (S) (oprava inženýrských sítí u zastávky Kubánské náměstí) [119]

### Linka 39
- od 19. do 25. listopadu 2018 v trase Radošovická (T) – Kubánské náměstí – Vršovické náměstí – Náměstí Míru (A) – I. P. Pavlova (C) – Karlovo náměstí (B) – Lazarská – Václavské náměstí (A) (B) – Hlavní nádraží (C) (S) – Olšanské náměstí – Nákladové nádraží Žižkov – Vozovna Žižkov – Spojovací (rekonstrukce tramvajové křižovatky Lazarská)
- od 19. května do 21. června 2021 v trase Husinecká – Olšanské náměstí – Olšanská – Nákladové nádraží Žižkov – Ohrada – Spojovací (oprava tramvajové trati na křižovatce U Bulhara) [115]
- od 28. listopadu 2023 na přibližně 10 dní v trase Spojovací - Ohrada - Biskupcova - Nákladové nádraží Žižkov - Olšanská - Olšanské náměstí - Lipanská - Seifertova (u křižovatky s ulicí Vlkovou), havárie vodovodního řadu[116]
- od 1. července 2024 do 28. září 2024 v trase Kotlářka - Anděl (B) - Újezd - Národní třída (B) - Lazarská - Vodičkova (výstavba nové tramvajové trati Václavské náměstí, náhrada poloviny spojů linky číslo 9)[102]

### Linka XA
- od 7. do 10. dubna 2023 jako náhradní tramvajová doprava za linku metra A v úseku Náměstí Míru - Strašnická v trase Staré Strašnice - Strašnická (A) - Želivského - Flora - Vinohradská vodárna - Náměstí Míru, odkud pokračuje jako linka číslo 36 směr Výstaviště (opravy a modernizace na linkách metra A a C)[118]
- od 30. září 2023 do 1. října 2023 jako náhradní tramvajová doprava za linku metra A v úseku Můstek - Dejvická polookružně v trase Nádraží Podbaba (S) - Vítězné náměstí - Hradčanská (S) - Malostranská (na nábřeží Edvarda Beneše) - Náměstí Republiky (B) - Masarykovo nádraží (B) (S) - Václavské náměstí (A) (B) - Národní třída (B) - Staroměstská - Malostranská - Hradčanská (S) - Vítězné náměstí - Nádraží Podbaba (S), (modernizace vlakového zabezpečovače LZA)[109]
- o víkendu 3. a 4. srpna 2024 jako náhradní doprava za linku metra A v úseku Dejvická - Náměstí Míru v trase Červený Vrch - Bořislavka (A) - Dejvická (A) - Vítězné náměstí (A) - Hradčanská (S) - Malostranská - Staroměstská - Národní třída (B) - Karlovo náměstí (B) - I. P. Pavlova (C) - Náměstí Míru (A) - Flora (A) (nástupní zastávka Olšanské hřbitovy ve Vinohradské ulici). [120]

### Linka XC
- od roku 2022 bývá v předem ohlášených víkendových termínech zaváděna jako náhrada za metro C v trase Hlavní nádraží (C) (S) – Masarykovo nádraží (B) (S) – Bílá labuť – Těšnov (x) – Štvanice (x) – Vltavská (pod mostem) (C) – Strossmayerovo náměstí – Veletržní palác – Výstaviště[121]

### Přehledy linkového vedení podle let
- 1901 [4]
- 1908 [8]
- 1910 [10]
- 1914 [11][14]
- 1924 [16]
- 1929 [40]
- 1938 [17]
- 1940 (vč. německých názvů zastávek)[18]
- 1948 [60]
- 1957 [20]
- 1959 [21]
- 1961 [22]
- 1963 [61]
- 1970 [85]
- 1972 [23]
- 1974/5 (trasa C Sokolovská – Kačerov) [24]
- 1975 [64]
- 1976 (nová tramvajová trať Hloubětín – Černý Most)
- 1977 (nová tramvajová trať Nádraží Holešovice – Ke Stírce)
- 1978/8 (trasa A Leninova – Náměstí Míru) [25][26]
- 1980/11 (prodloužení trasy A na Želivského) [27][28]
- 1984/11 (prodloužení trasy C na Fučíkovu)
- 1985/11 (trasa B Sokolovká – Smíchovské nádraží)
- 1987/7 (prodloužení trasy A na Strašnickou)
- 1988 (nová tramvajová trať Motol – Sídliště Řepy)
- 1990/11 (prodloužení trasy B na Českomoravskou , nová tramvajová trať Ohrada – Palmovka)
- 1995 (nová tramvajová trať Braník – Sídliště Modřany) [45]
- 1998 (prodloužení trasy B na Černý Most) [29]
- 1999 [30]
- 2003/11 (nová tramvajová trať Hlubočepy – Sídliště Barrandov) [31][73]
- 2008 (nová tramvajová trať Laurová – Radlická) [49][78]
- 2009 [32][70]
- 2010 [34][47]
- 2012 [35]
- 2013 [41]
- Aktuální stav [122][123]